# Viticulture
Ne doit pas être confondu avec la viniculture, ni avec la vinification.

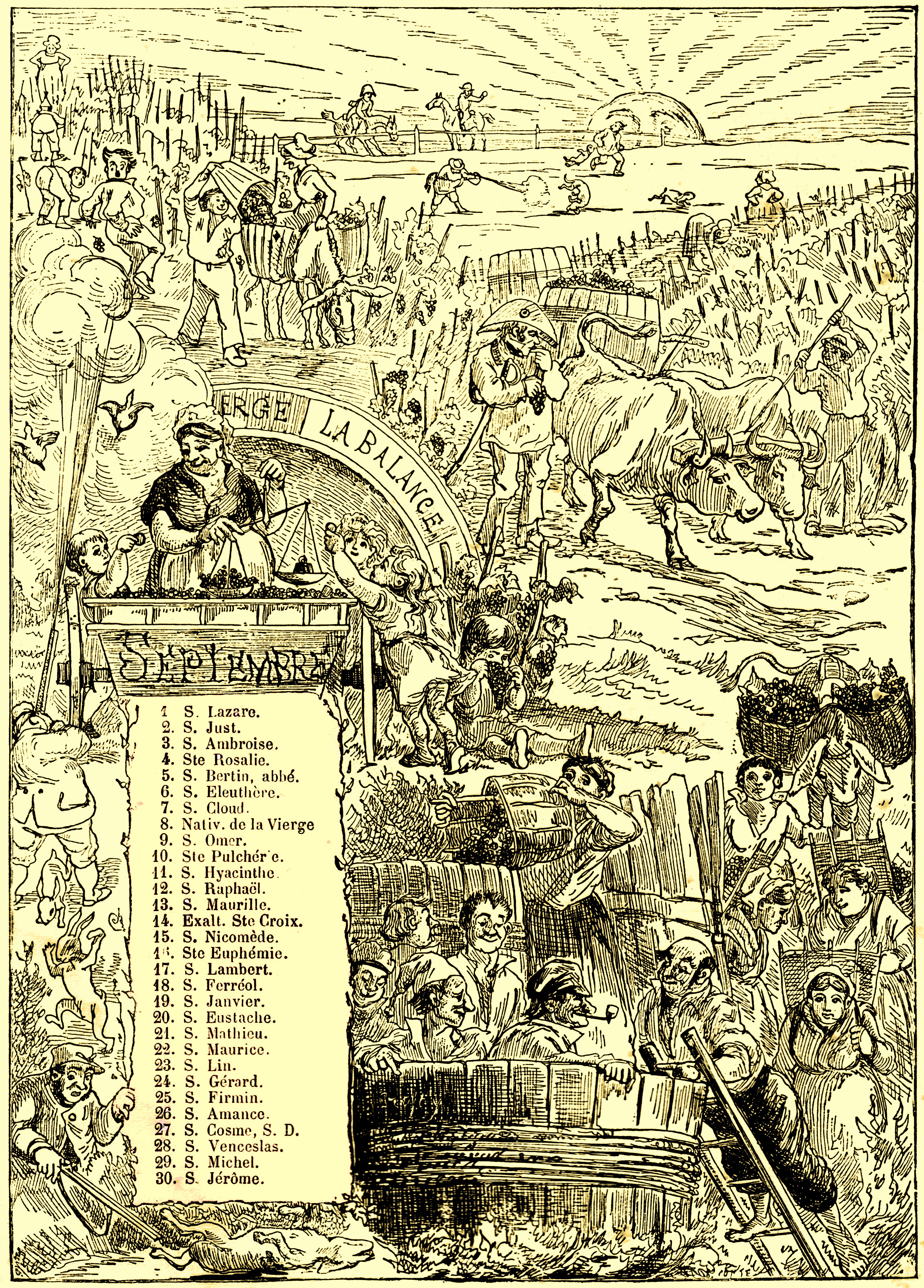
Vendange en septembre à la fin du XIXe siècle.

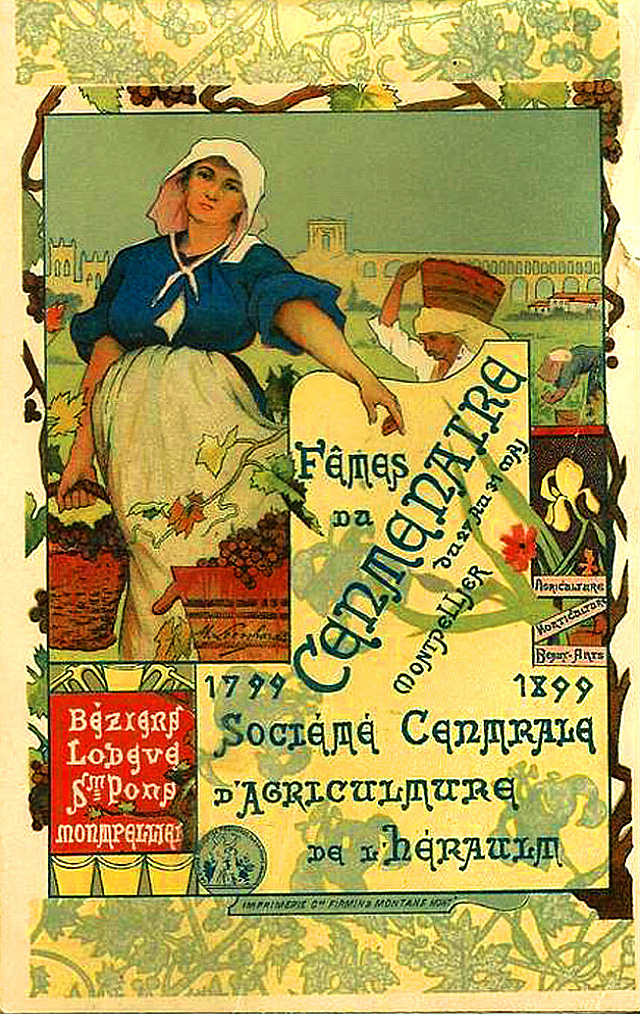
Fête du centenaire de la société d'agriculture de l'Hérault en 1899

La viticulture est l'activité agricole consistant à cultiver une certaine variété de vigne produisant un fruit pour la consommation humaine : le raisin. Les vignes cultivées en viticulture sont des cultivars de sous-espèces du genre Vitis dénommés cépages.
Pratiquée par un viticulteur, la conduite d'un vignoble se projette sur une longue échéance en tenant compte de nombreux paramètres, notamment les influences du terroir viticole sur la vigne (édaphologie, orographie, climatologie…), les facteurs biotiques, la sélection par le pépiniériste viticole des cépages et porte-greffes correspondants ainsi que les méthodes culturales : rendement viticole (conduite de la vigne, taille de la vigne…), viticulture raisonnée, viticulture biologique, viticulture biodynamique…

## Vigne et viticulture

### Vigne domestique et viticulture
Outre les vignes-vierges cultivées en pépinière, les vignes cultivées (vignes domestiques) sont très majoritairement à vocation agroalimentaire. La viticulture est essentiellement destinée à produire des fruits pour la consommation humaine, les raisins, dont tout ou partie sont consommés : raisin de table, raisin sec, boissons (jus de raisin et boissons alcoolisées dont la principale est le vin) et transformés condimentaires (vinaigre de vin, vinaigre balsamique, marc de vin, huile de pépins de raisin, verjus…).
Toutes les vignes cultivées en viticulture sont des cultivars issus de diverses sous-espèces du genre Vitis, principalement celles de l'espèce Vitis vinifera. Ces cultivars sont dénommés cépages, l'Ampélographie étant la discipline de la botanique traitant de ces derniers. Les premières cultures de vignes du genre Vitis sont attestées dès le VIe millénaire av. J.-C. et localisées en Géorgie.
Outre Vitis vinifera, les espèces du genre Vitis adaptées à la viticulture sont : Vitis labrusca, Vitis riparia, Vitis rupestris, Vitis berlandieri, Vitis amurensis, Vitis coignetiae, Vitis vulpina, Vitis acerifolia, Vitis aestivalis, Vitis rotundifolia…
Certains cépages sont issus de l'hybridation entre Vitis vinifera et d'autres espèces du genre Vitis : Vitis berlandieri, Vitis labrusca, Vitis riparia, Vitis rupestris… En outre, certaines de ces espèces peuvent servir de porte-greffe pour des cultivars afin de les protéger de maladies parasitaires comme le phylloxéra. Des hybridations entre les espèces peuvent s'avérer par ailleurs efficaces pour lutter contre des maladies cryptogamiques comme le mildiou ou l'oïdium.
Un pied de vigne qui n'est pas greffé est dit franc de pied ou à pied franc. Si quasiment tous les plants de vigne sont aujourd'hui greffés à la suite de l'infestation par le phylloxéra à partir de 1861, des expériences sont à nouveau tentées, notamment en Touraine avec le gamay.
Selon l'organisation internationale de la vigne et du vin (OIV), la production mondiale de vin atteint 292 millions d'hectolitres en 2018, soit une valeur brute de 31,4 milliards d'euros.

### Vignoble et domaine viticole
Un vignoble est une parcelle agricole plantée de vignes (dite parcelle de vignes) ou un ensemble plus ou moins important de ces parcelles. Un climat ou (clos) est un lieu-dit consacré à la viticulture, un ensemble précis de climats ou éventuellement un climat en lui-même constituant une appellation. Outre un climat en lui-même, une appellation peut relever d'un seul terroir viticole ou d'un grand vignoble régional constituant une région viticole.
Un domaine viticole est un domaine rural voué à la viticulture. Il comprend un ou plusieurs vignobles et produit en général du vin (viniculture) qui est vendu en une ou plusieurs appellations.

## Viniculture, œnologie et œnophilie

### Viniculture
Dans son acception initiale, le néologisme viniculture désigne l'ensemble des activités consacrées à la production de vin, en incluant la viticulture. Cette dernière étant une activité purement agricole ayant pour finalité la production générale de raisin, la viniculture tend à ne désigner stricto sensu que l'ensemble des opérations d'élaboration du vin ainsi que des produits procédant de ce dernier et du marc de raisin dit de cuve ou de vin : vin doux naturel, eau-de-vie de vin, eau-de-vie de marc, vin de liqueur, vinaigre de vin… Dès lors, la viniculture relève de l'Industrie agroalimentaire, ses opérations constitutives (en particulier la vinification) étant postérieures à la vendange ou éventuellement au passerillage, jusqu'au conditionnement du produit fini.
L'évolution lexicologique a entraîné l'apparition du terme viti-viniculture (ou vitiviniculture) désignant la réunion des activités viticoles (viticulture) et vinicoles (viniculture). Les substantifs viticulteur et viniculteur ainsi que les adjectifs viticole, vinicole et vitivinicole (ou viti-vinicole) procèdent de cette même évolution lexicologique, un vigneron ou une vigneronne étant un exploitant agricole pratiquant la viticulture et la viniculture (viti-viniculteur).

### Œnologie et œnophilie
L’Œnologie est la discipline de l'agronomie ayant pour objet la maîtrise des sciences (dont l'ampélographie) ainsi que des techniques de la vigne domestique et du vin. Ses domaines d'application couvrent la viticulture et la viniculture ainsi que par extension tous les domaines de la filière viti-vinicole.
L'Œnophilie se rapporte à l'intérêt culturel pour la vigne et le vin en général : dégustation du vin, Œnotourisme, Histoire de la vigne et du vin, vin dans l'Art et la religion, gastronomie de la vigne et du vin, Œnographilie, Placomusophilie, Buttappœnophile…

## Viticulture dans le monde

### Conditions de culture

Les zones climatiques mondiales.

La viticulture occupait une surface de 8 000 000 hectares en 2010. En 2016, on compte 7 500 000 hectares de vigne dans le monde.
En 2016, 5 pays comptent 50 % du vignoble mondial : l’Espagne (13 %), la Chine (11 %), la France (11 %), l’Italie (9 %) et la Turquie 6 %.
La culture de la vigne nécessite un climat tempéré relativement chaud, même si la sélection de cépages spécifiques a permis de conquérir une vaste aire. Les climats océanique tempéré, méditerranéen et chinois sont les plus favorables. Ils représentent une bande entre les trentième et cinquantième parallèles au nord et au sud, à l'exclusion des zones montagnardes et continentales extrêmes.
Des situations excentrées existent grâce à des microclimats. Ainsi, les coteaux escarpés de la Moselle et du Rhin permettent à l'Allemagne de cultiver l'un des vignobles les plus septentrionaux, comme les zones montagnardes permettent la viticulture en zone tropicale où l'altitude compense les excès de chaleur et d'humidité, tel que le vignoble de Madère. La pratique de l'irrigation a aussi autorisé la viticulture en région désertique (Chili, Australie ou Iran).
L'implantation de vignes en zones climatiques défavorables nécessite une attention accrue de la part du viticulteur. Ainsi, en Inde, les traitements insecticides tentent d'enrayer les proliférations de ravageurs, au détriment de la rentabilité financière. Pour les mêmes raisons, la viticulture en Chine se trouve limitée dans sa conquête territoriale par les conditions climatiques au sud du pays : 800 mm de pluie essentiellement concentrés durant les mois d'été entraînent une recrudescence des maladies cryptogamiques et des ravageurs dans le vignoble de l'ancien fleuve Jaune.

### Répartition par pays producteurs
| Classement | Pays           | Surface totale vigne, en hectares (ha) |
| ---------- | -------------- | -------------------------------------- |
| 1          | Espagne        | 1 200 000 ha en 2008                   |
| 2          | France         | 871 000 ha en 2001                     |
| 3          | Italie         | 786 000 ha en 2006                     |
| 4          | Turquie        | 520 000 ha                             |
| 5          | Chine          | 453 000 ha en 2005                     |
| 6          | États-Unis     | 415 000 ha en 2003                     |
| 7          | Algérie        | 250 000 ha                             |
| 8          | Iran           | 230 000 ha                             |
| 9          | Argentine      | 226 000 ha en 2008                     |
| 10         | Portugal       | 220 000 ha en 2003                     |
| 11         | Roumanie       | 188 000 ha en 2007                     |
| 12         | Chili          | 173 000 ha en 2006                     |
| 13         | Australie      | 169 000 ha en 2006                     |
| 14         | Bulgarie       | 136 000 ha en 2008                     |
| 15         | Grèce          | 122 000 ha en 2003                     |
| 16         | Afrique du Sud | 101 000 ha en 2008                     |
| 17         | Allemagne      | 98 500 ha en 2006                      |

## Histoire

### Des origines à l'Antiquité
De sa région d'origine, le sud du Caucase, la vigne sauvage appelée « Vitis vinifera sylvestris » par les historiens, a essaimé dans toute l'Eurasie, se réfugiant dans les forêts méridionales durant les glaciations. Louis Levadoux est parvenu à distinguer cette vigne sauvage de sa cousine cultivée, « Vitis vinifera sativa », en comparant la longueur et la largeur des pépins. Il reconnaît toutefois que c'est une méthode fragile de discernement des deux populations. Sa méthode permettrait d'attester de la présence de vigne sauvage dès le néolithique dans des tourbières du Danemark et en Suède. « Sylvestris » s'est propagée seule et a colonisé l'Europe. Lorsqu'il est fait allusion à la diffusion de la vigne par les Grecs, il s'agit de « Vitis vinifera sativa » ; cette famille de variétés de vigne descend de la vigne « domestiquée » et modifiée par sélection lors de sa culture.
L'histoire de la viticulture et du vin est si ancienne qu’elle se confond avec l'histoire de l’homme. La Bible fait remonter la culture de la vigne à Noé, qui « fut le premier agriculteur. Il planta une vigne et il en but le vin. Un récit babylonien vieux de 4 000 ans, L'Épopée de Gilgamesh, la plus vieille œuvre littéraire connue, parle déjà du vin.

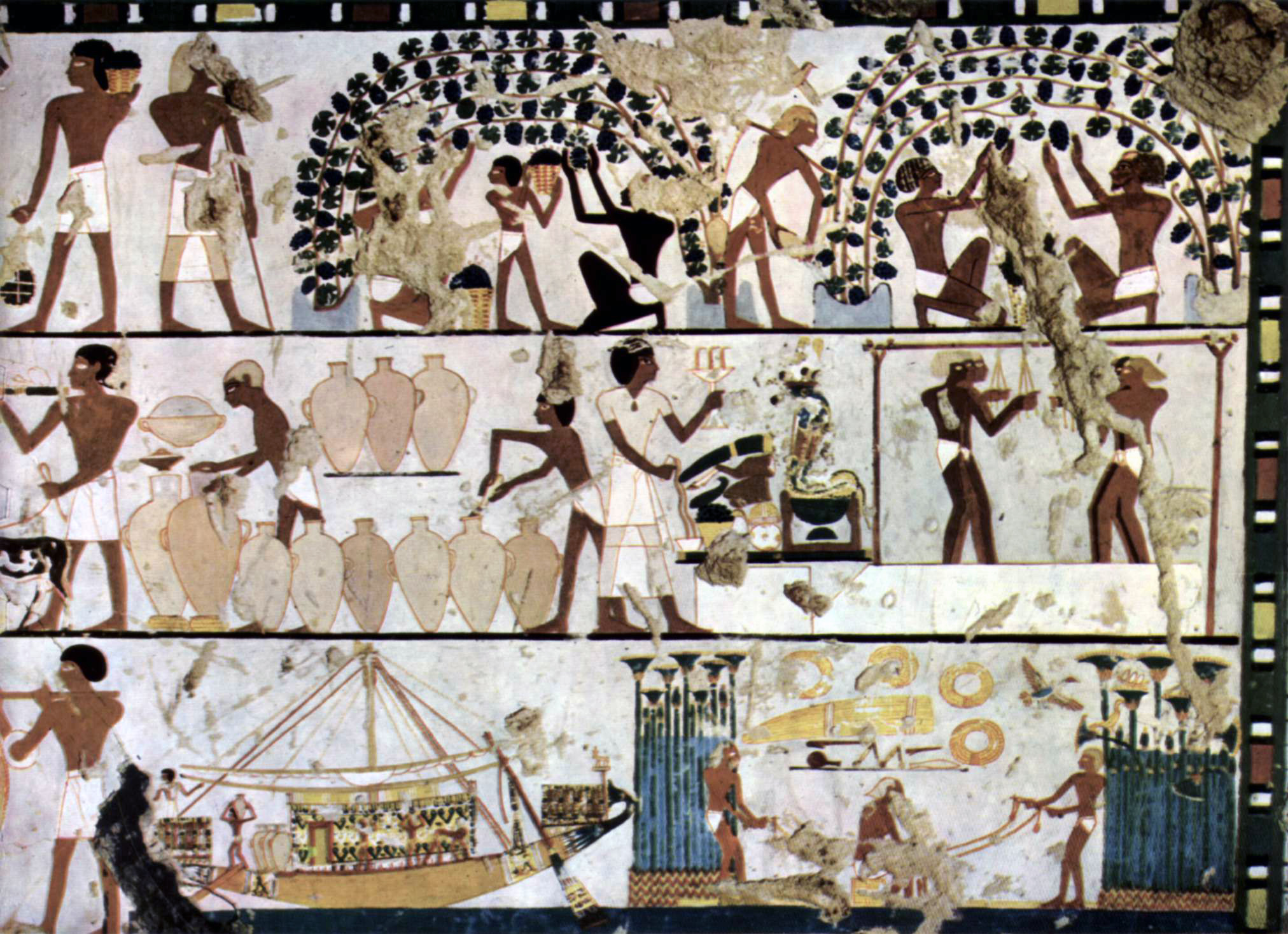
Scènes de vendanges en Égypte antique.

Les premières traces de vin connues datent du néolithique : des archéologues ont trouvé à Zagros en Iran, des amphores de vin vieilles de 7500 ans. La première représentation des procédés de vinification, elle, est le fait des Égyptiens, remontant au IIIe millénaire avant Jésus Christ (sur des bas-reliefs représentant des scènes de pressurage et de vendange, datant de 2500 av. J.-C.). En revanche, il est bien difficile de dater le début de la viticulture. Le raisin de ces vins était-il une lambrusque, vigne sauvage, ou déjà cultivée ? Les historiens hésitent entre la région de Transcaucasie au sud de la mer Caspienne où se trouvent la plus grande variété de vignes sauvages au monde, et la région entre la Palestine et la Mésopotamie. De ces régions, la vigne va rapidement gagner tout le croissant fertile.
L'histoire de la viticulture en Chine date d'environ 4 600 ans. En 1995, une équipe archéologique sino-américaine sous la direction du professeur Fang Hui (方辉) découvrit les restes de deux breuvages alcooliques dont du vin de vigne, du vin de riz, de l'hydromel et différents mélanges de ces vins, sur deux sites archéologiques à 20 km au nord-est de Rizhao. 200 pots de céramiques furent également découverts dont sept utilisés pour le vin de vigne. Des restes de pépins de raisin y ont également été trouvés.
Selon Philippe Marinval, « Les comptoirs grecs et phéniciens implantés dans ces régions ont pris une part très active dans le commerce des vins et ont probablement servi de vecteurs à la création de centres viticoles dans tout l'Ouest du bassin méditerranéen ». Les Grecs et les Phéniciens, producteurs eux-mêmes, implantèrent la vigne dans tout le bassin méditerranéen au cours de leurs nombreux voyages, entre 1500 et 500 av. J.-C.

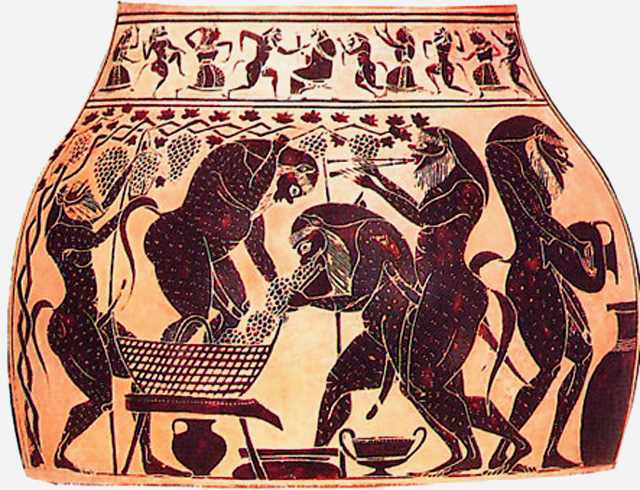
Satyres vendangeant, poterie rouge à figures noires du peintre Amase -540

Les Grecs maîtrisaient la taille et le palissage de la vigne. Apportée par les Grecs, la vigne s’implanta en Italie où les Romains en développèrent la culture.
Ils succédèrent aux Grecs comme propagateurs de pampres. Certains de leurs auteurs vont même rédiger des ouvrages d'agriculture dont le chapitre consacré à la vigne est bien développé : le « De agri cultura » de Caton l'Ancien ou le « De re rustica » de Columelle en sont de remarquables exemples. Ces textes sont précieux puisque les vestiges de viticulture sont rares ; les vignes ont succédé aux vignes durant deux millénaires et il est très difficile de dater une empreinte de culture dans le sol, là où les vestiges d'une villa permettent de dater un lieu de production œnologique.
À la suite des Romains, nombre de peuples conquis militairement seront aussi séduits par la culture de la vigne et celle du vin. Les Gaulois, inventeurs du tonneau, sont aussi probablement les créateurs de variétés capables de produire hors du climat méditerranéen. Le « vitis biturica » des Bituriges Vivisques ou des Bituriges Cubes permet de planter les terrains proches du Burdigala en climat océanique tempéré, tandis que le « vitis allobrogica » des Allobroges remonte la vallée du Rhône en subissant des influences climatiques montagnardes et continentales rédhibitoires aux autres cépages. La Loire se borde de vignes sur une grande partie de son cours, et sera même appelée « le fleuve du vin » tant elle en transporte.
Une expansion vers l'est a également lieu puisque le début de la viticulture en Chine est daté d'avant la dynastie Han qui régna à partir de 206 av. J.-C. et la consommation de vin était généralisée dans la classe dirigeante. La culture du raisin à grande échelle a débuté dans la province de Shaanxi.

### Moyen Âge

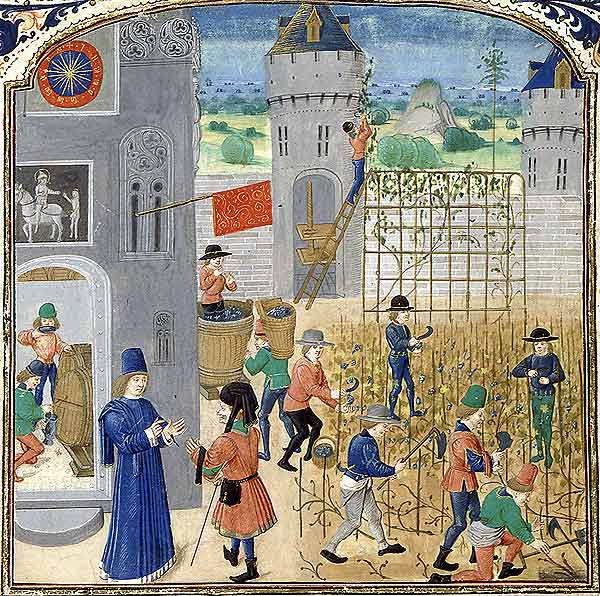
Sur cette page enluminée du livre IV Rustican de Pietro de' Crescenzi (troisième quart du XVe siècle) consacrée à la viticulture et viniculture, plusieurs opérations sont réunies : plantation, façon de la vigne (palissage, taille), vendange, foulage, dégustation du vin.

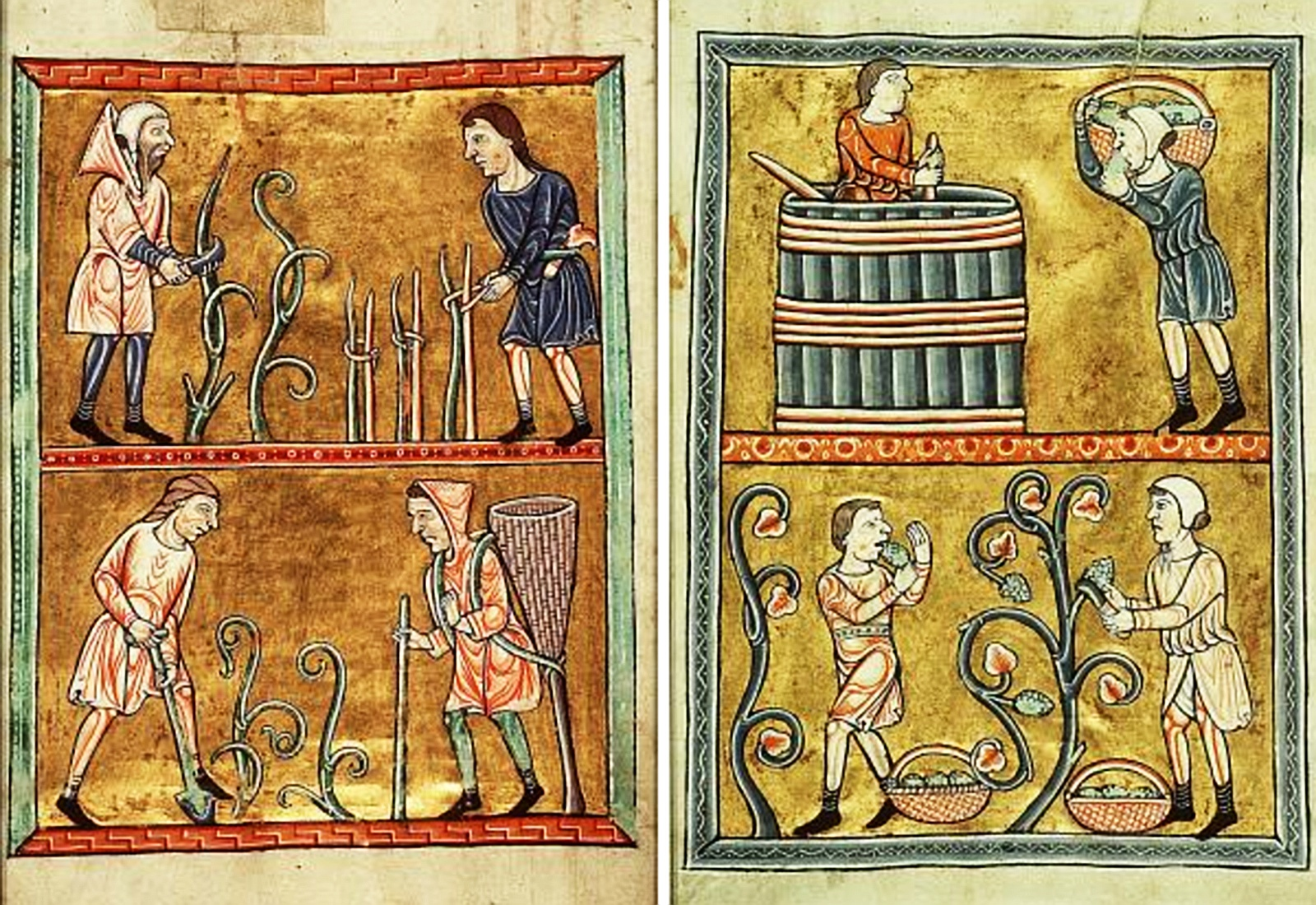
Tacuinum sanitatis : les quatre saisons du travail de la vigne dans un manuscrit du XII

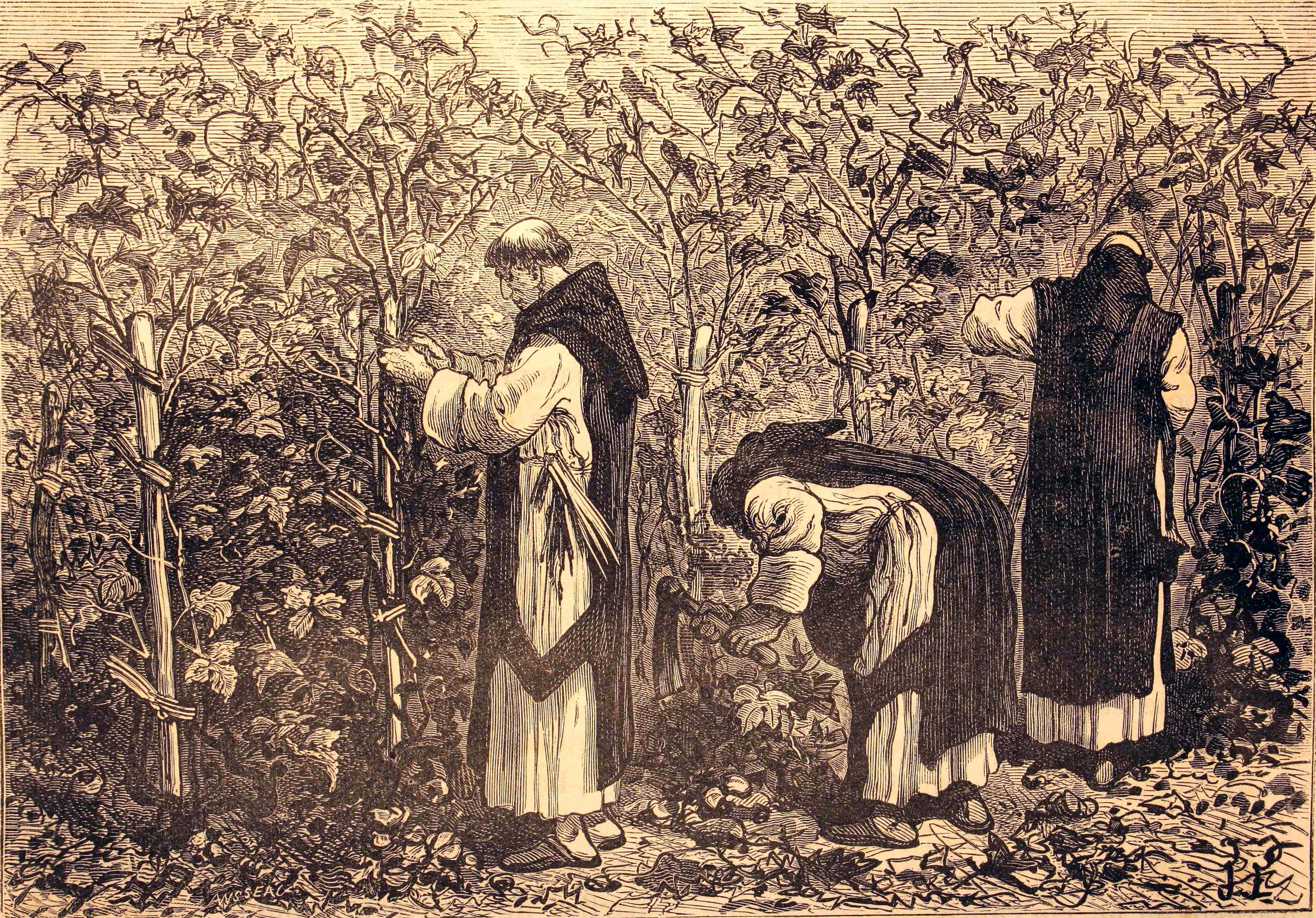
Moines cultivant la vigne

Le lien entre la religion chrétienne et le vin va implanter la culture de la vigne jusqu'à sa limite septentrionale en Angleterre et en Allemagne. Chaque monastère possède ses vignes et les moines font progresser les techniques par la sélection des variétés et leur adéquation avec un terroir.
Le métayage en Italie est une forme particulière de contrat lié à l'activité agricole apparu en Italie au Moyen Âge. Dès le début du XIIIe siècle dans la péninsule italienne, les communes avaient entrepris une conquête impressionnante sur les campagnes environnantes, formant ainsi le contado, une conquête qui permit d'affirmer leur pouvoir respectif et de tisser avec l'espace rural des liens étroits, politiques ou commerciaux. Grâce à de nombreuses méthodes, ces liens se sont davantage resserrés, au début du XIVe siècle, permettant ainsi à la ville, plus soucieuse du ravitaillement et peuplée de négociants en produits alimentaires, de dominer entièrement l'économie rurale. Dans ces campagnes, se généralisa très précocement ce que l'on appelle le contrat de mezzadria, un contrat qui prévoyait entre les deux contractants le partage des bénéfices issus de la terre par moitié comme son nom l'indique. Il va prendre en France le nom de contrat à mi-fruit.
Dans les pays conquis à l'islam, le vin est interdit, haram, mais pas forcément banni. La culture de la vigne perdure, en particulier pour la consommation de raisins frais et de raisins secs dont leur cuisine est grande utilisatrice.
L'expansion mondiale se poursuit et le début de la viticulture en Inde date du XIVe siècle.

### Renaissance et époque moderne

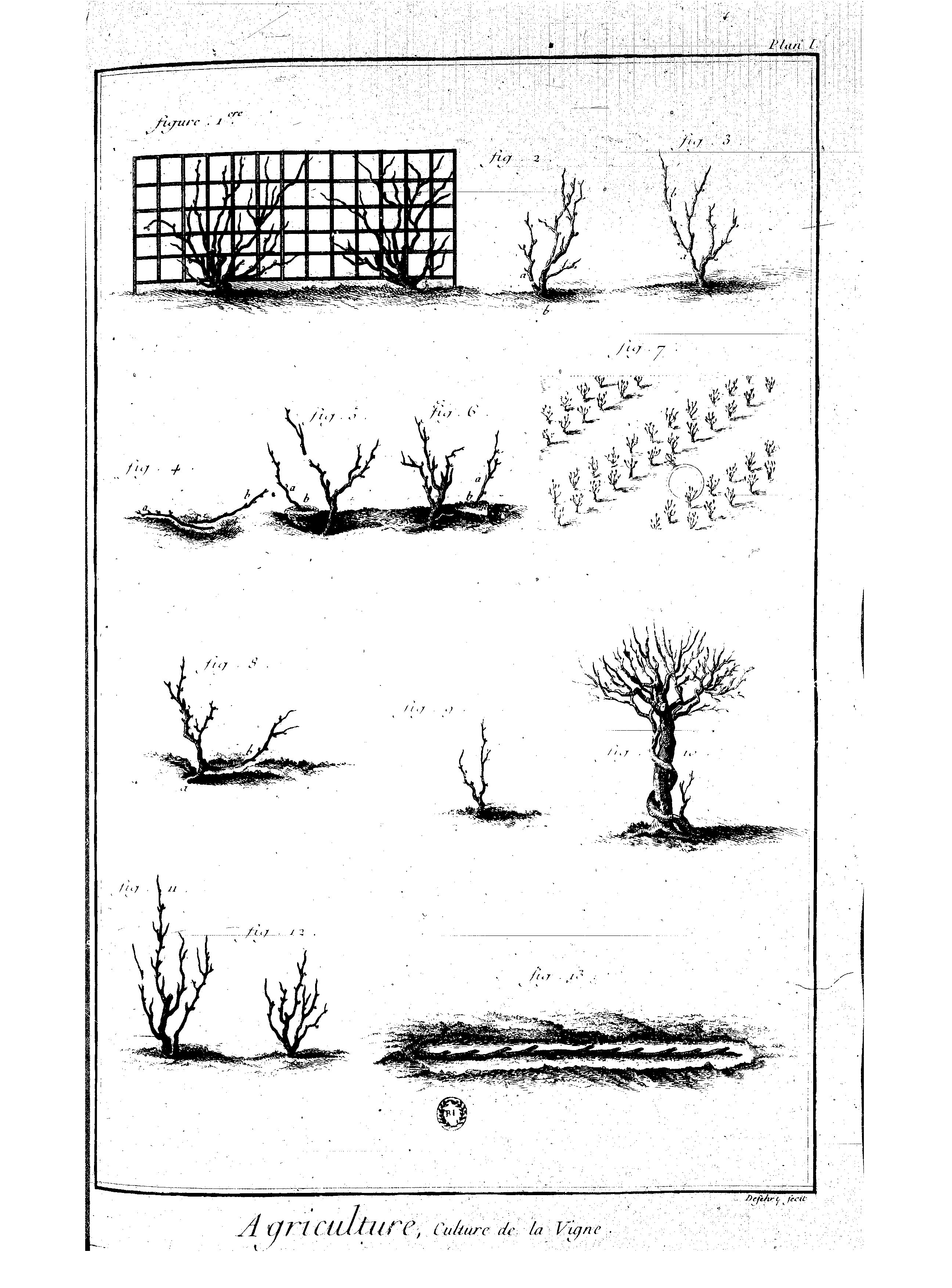
Taille de la vigne en 1762 (Encyclopédie de Diderot et d'Alembert).

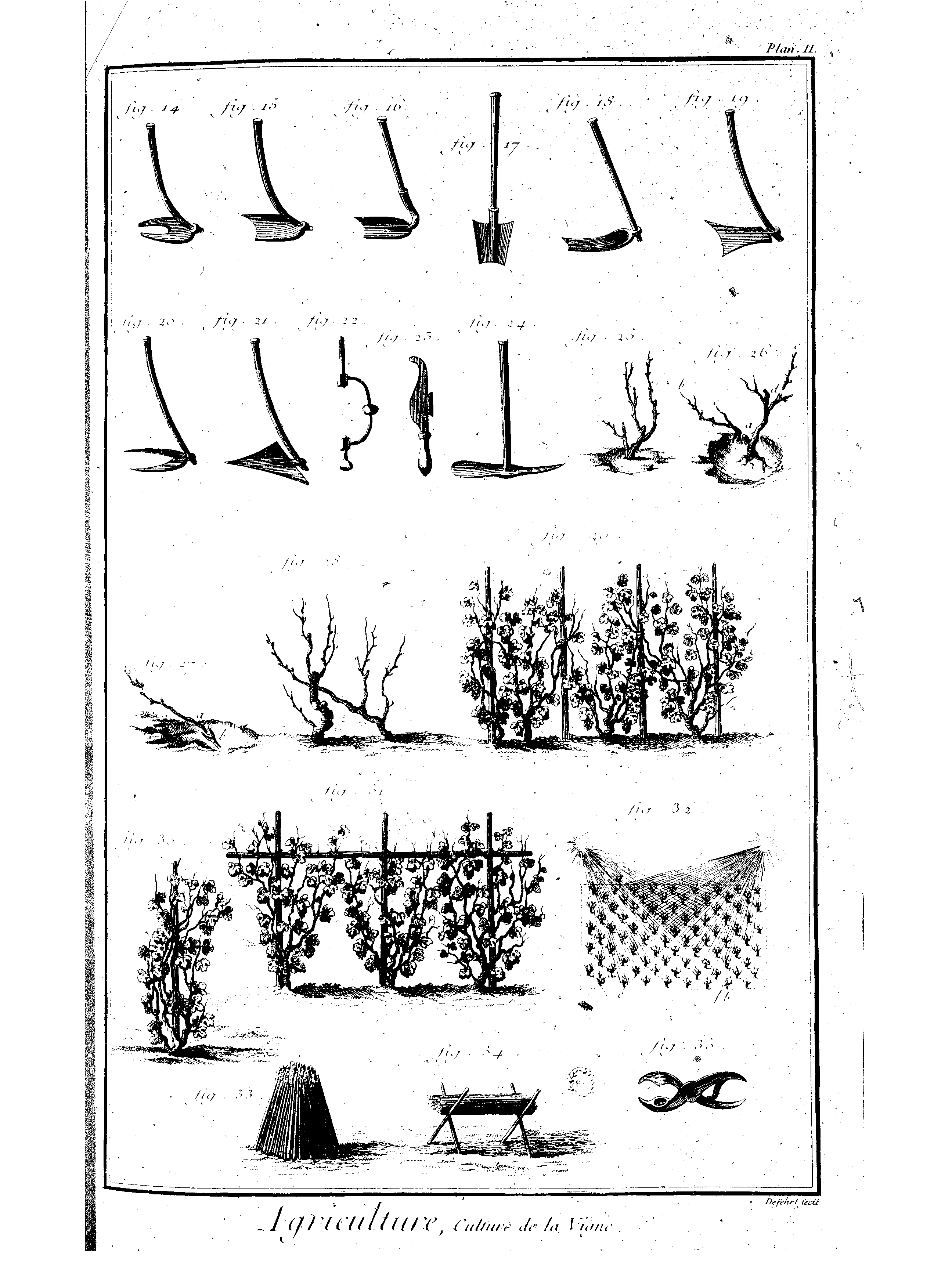
Outils viticoles et modes de palissage (Encyclopédie de Diderot et d'Alembert).

La découverte de l'Amérique entraîne un développement économique formidable entre cette région et l'Europe. La vigne européenne est apportée en Amérique dès les premières installations définitives, à l'instigation du clergé. Chargé d'évangéliser les Indiens, il avait besoin de vin pour célébrer la messe. Des vignes autochtones y sont découvertes, mais le vin qui en découle ne plait pas aux Européens.
L'exploration de contrées plus au nord entraîne la découverte d'autres vignes sauvages différentes de la vigne européenne, notamment plus tolérantes vis-à-vis du froid hivernal.
Le phylloxéra est une maladie endémique d'Amérique à laquelle les variétés américaines se sont adaptées. Au XIXe siècle, la botanique passionne les érudits et de nombreuses collections voient le jour à cette époque. Les premières collections de cépages sont créées et naturellement, les vignes américaines se doivent d'y figurer. Ainsi, l'insecte responsable du phylloxera est-il importé par mégarde des États-Unis dans les années 1865-70. La maladie plonge la viticulture dans sa première grande crise. Le vignoble européen est décimé avant que la pratique du greffage sur plants américains résistants ne trouve la voie pour replanter. Une autre voie, la création variétale d'hybrides producteurs, permet de cultiver la vigne franche de pied. De très nombreux spécialistes ou passionnés créent de nouveaux cépages, soit producteurs directs, soit porte-greffes.
La crise du phylloxéra va avoir un retentissement considérable sur la viticulture. Certains cépages de qualité ne trouvent pas de porte-greffe adaptés et leur surface de culture diminue considérablement. Il en est ainsi de la folle blanche à Cognac ou du malbec à Bordeaux. D'autres cépages prennent leur place et sont plantés sur de grandes surfaces.

### Modernisation des techniques de viticulture
Au cours du XXe siècle, une révolution des techniques se produit : mécanisation, apparition des engrais chimiques, des produits de traitement de synthèse, etc.
En France, entre 1905 et 1907, dans un but de contrôle de la qualité, un service de répression des fraudes est créé. Dans la continuité de cette protection des vignobles de renom, les appellations sont protégées légalement par la création de l'institut national des appellations d'origine (INAO). De nombreux pays ont depuis suivi cette démarche : la communauté européenne a créé le système des appellations d'origine protégée (AOP) calqué sur les appellations d'origine contrôlée (AOC) françaises.
Les progrès de la recherche et de nombreux investissements vont permettre l’avènement de l'œnologie, science du vin. La qualité du vin se précise et la hiérarchisation des vignobles s'opère peu à peu, pour arriver à celle que nous connaissons aujourd’hui.
Après la Première Guerre mondiale, le moteur à explosion remplace la machine à vapeur qui elle-même remplaçait la force animale et humaine, encourageant ou permettant une diminution régulière de l'emploi agricole, et imposant une modification du paysage et des pratiques agricoles.

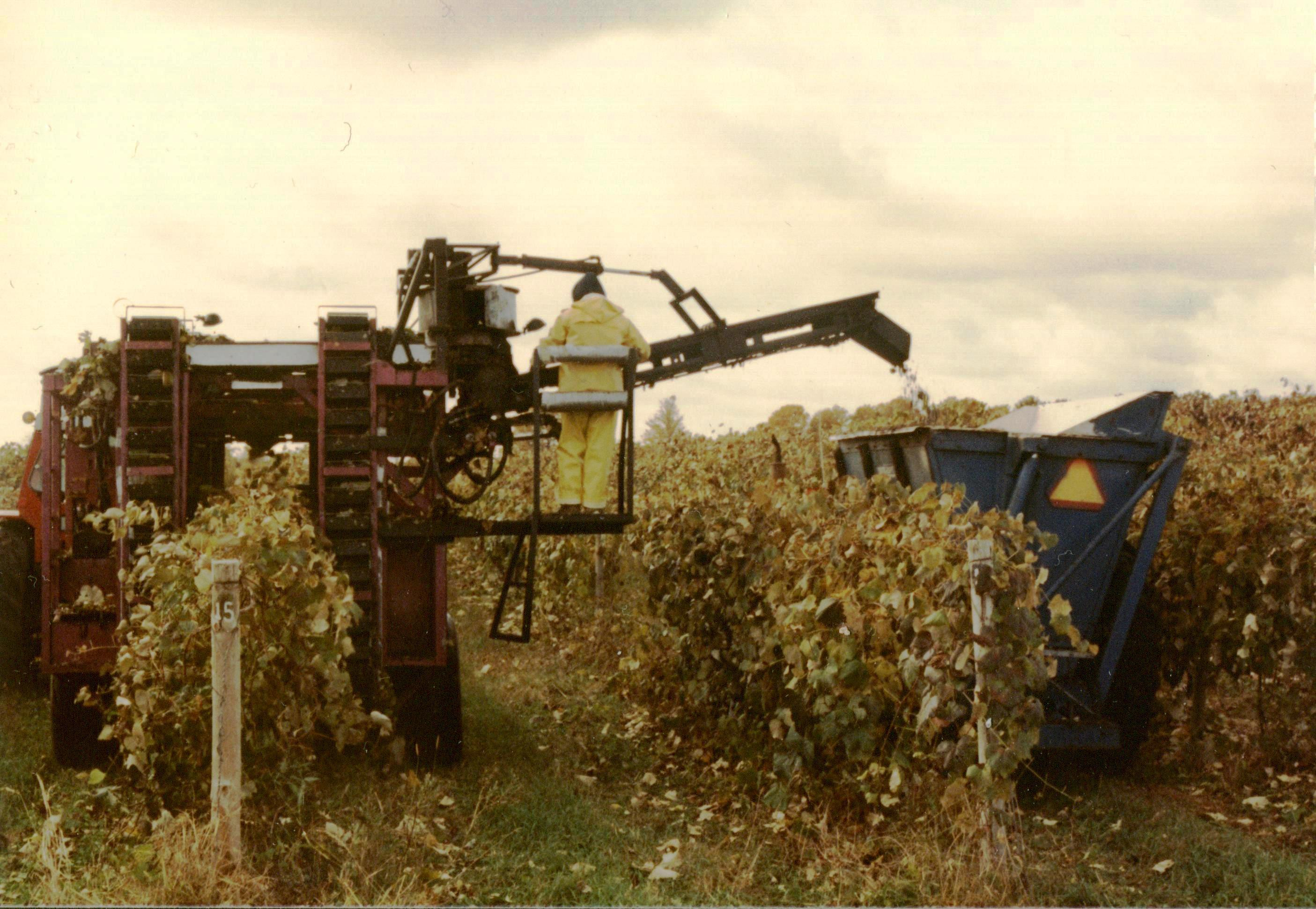
Modèle de machine à vendanger du début des années 1980.

Dès les années 1950, des innovations techniques et commerciales sont réalisées hors d'Europe par des pays où se développe une nouvelle industrie viticole puissante et organisée comme en Californie, au Chili ou encore en Australie.
La première région où la mécanisation de la vendange s'est implantée de façon massive a été le vignoble américain. La technique évoluant et l'apparition de systèmes réglables permettant d'adapter le secouage à ses propres besoins ont depuis prouvé que la qualité était conservée, voire améliorée sur la dégustation du vin. De plus, la rapidité de la récolte permet de vendanger au plus près de la maturité optimale du raisin et augmente ainsi l'homogénéité de la vendange. Un obstacle non négligeable à l'utilisation de machines est l'aménagement des vignes qui doivent être spécialement préparées pour pouvoir les accepter.
Les épiphyties mondiales du XIXe siècle ne sont pas seulement un mauvais souvenir. En 1963, le professeur Boubals a alerté les Californiens sur le danger d'utiliser le porte-greffe AR1 (Ganzin Aramon x rupestris n° 1). Il l'estimait insuffisamment résistant au phylloxera pour être utilisé comme porte-greffe. Ses mises en garde répétées n'ont pas eu l'effet escompté et ses prévisions se sont réalisées à partir de 1985, alors que l'AR1 était devenu majoritaire. En une décennie, les viticulteurs californiens ont dû replanter les 3/4 du vignoble, désinfecter les sols, refaire les coûteuses installations d'irrigation par goutte à goutte, etc. Comble de ce désastre, les pépiniéristes viticoles américains n'étaient pas en mesure de fournir la quantité massive de jeunes plants sur des porte-greffes résistants, et la quarantaine imposée aux importations de bois européens notamment a ralenti les échanges. Finalement, ces erreurs successives auront produit une facture de 720 millions de dollars.

### Incidence du réchauffement climatique
En raison du réchauffement climatique en cours, environ 90 % des régions viticoles côtières et de basse altitude du sud de l'Europe et de la Californie (États-Unis) risquent de perdre leur aptitude à produire du vin de qualité à des rendements économiquement soutenables d’ici la fin du XXIe siècle si le réchauffement global dépasse 2 °C. D'autres régions en revanche pourraient ressortir gagnantes avec une amélioration de leur potentiel viticole, comme le nord de la France ou la Colombie-Britannique (Canada). Avec la hausse des températures, de nouvelles régions de production pourraient également se développer, jusqu’au Danemark,.

## Matériel végétal: la vigne
Selon les documents de Pierre Huglin, entre 7 000 et 10 000 variétés de vigne étaient cultivées au milieu des années 1980.

### Espèces deVitis
La vigne cultivée est une plante du genre « Vitis ».
|  |  |

Parmi ses membres, la vigne d'origine eurasiatique « Vitis vinifera », peut être divisée entre « Vitis vinifera sylvestris » (vigne sauvage) et « Vitis vinifera sativa » (vigne cultivée). Elle a été divisée en trois rameaux dénommés proles par Aleksandr Négrul. La « prole pontica » regroupe des variétés de cuve des bords de la mer Noire et des Balkans ; la prole occidentalis regroupe les variétés ouest-européennes à petites grappes compactes de raisin de cuve et la « prole orientalis » regroupe les variétés du Proche et Moyen-Orient à grosses grappes allongées, souvent du raisin de table.

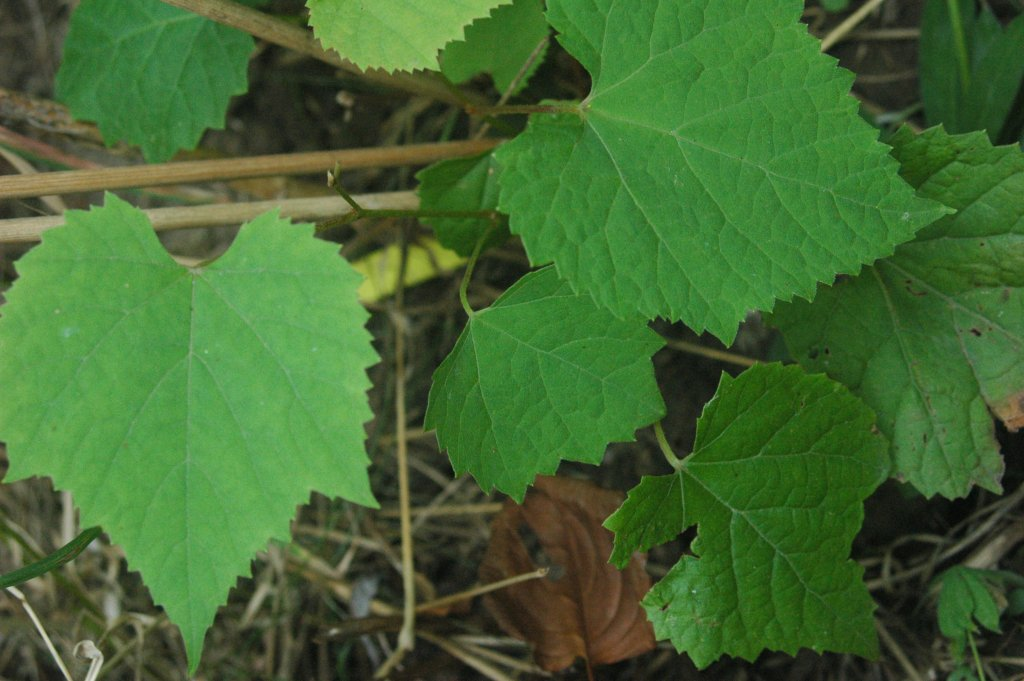
Vitis amurensis

La vigne asiatique comporte une dizaine d'espèces peu étudiées. Parmi elles, seule « Vitis amurensis » est cultivée pour ses petites baies à saveur agréable. Sa résistance exceptionnelle au froid, jusqu'à −30 °C, lui a valu d'être utilisée en Sibérie et en Chine pour des croisements avec « Vitis vinifera ». Son usage comme porte-greffe révèle aussi son incompatibilité avec Vitis vinifera au greffage et son excessive sensibilité à la chlorose calcaire.
La vigne américaine comprend une vingtaine d'espèces dont seulement quatre ont une importance sur le plant cultural. « Vitis labrusca » ou vigne framboise est une vigne du Sud du Canada et de la bordure nord-est Atlantique des États-Unis. Elle donne des raisins au goût puissant dit foxé. Elle est peu cultivée en tant qu'espèce, mais plutôt hybridée avec Vitis vinifera. Leur hybridation donne des plantes mieux adaptées au terroir. « Vitis riparia » ou vigne des rivages est originaire du Nord-Est des États-Unis, « Vitis berlandieri » du Texas et Nord-Est du Mexique. « Vitis rotundifolia » a donné des plantes cultivées sous le nom de « muscadine grapes ». Leur génome a été utilisé pour créer d'autres variétés par hybridation avec Vitis vinifera. Ces hybrides peuvent donner des fruits, ce sont alors des hybrides producteurs directs, mais aussi des porte-greffes adaptés à une grande variété de sols ; c'est ce rôle qui donne à leur culture une importance économique.

### Cépages

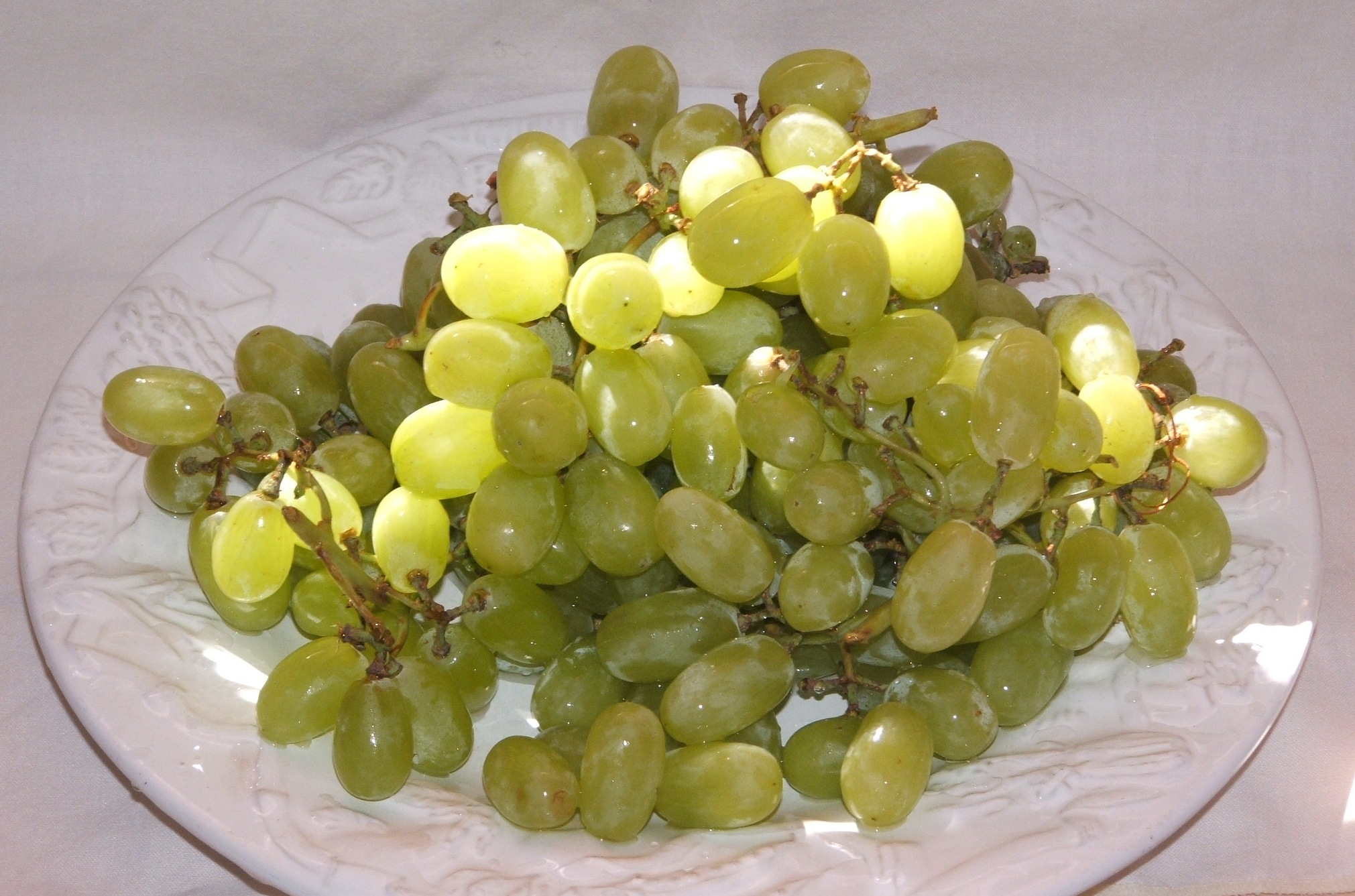
La sultanine est le cépage le plus cultivé au monde.

Depuis des millénaires, la vigne cultivée s'est considérablement diversifiée pour conquérir des terroirs très différents. Parmi cette population très hétérogène, des pieds de vigne présentent des ressemblances quant à la forme de leur feuille, la couleur de leur raisin ou de leur rameau. Ces souches qui se ressemblent sont des cépages. Chaque cépage peut présenter une certaine hétérogénéité, cependant plus faible que ses différences avec un autre cépage.
Le cépage ou cultivar pour les anglophones, est une variété de « Vitis vinifera ». Ses caractéristiques d'adaptations à un sol, à un climat, à des usages locaux en font une variété capable de conquérir le monde comme le merlot N, le cabernet-sauvignon N, le muscat blanc à petits grains ou la sultanine B. D'autres restent cantonnés à une aire géographique historique ou pédo-climatique comme l'airén, premier cépage de cuve au monde, quasi exclusivement cultivé dans le vignoble de Castille-La-Manche en Espagne.
La collection du domaine de Vassal dans l'Hérault, près de Montpellier, comporte plus de 2 300 cépages différents du monde entier sur une quantité recensée de 5 à 7 000 cépages. Ce grand nombre s'explique par la longue période de culture. Des cépages ont muté, créant des variétés noires, grises et blanches du même cépage (cas du grenache, du pinot, du picpoul, etc.) et des semis provoqués ou spontanés ont donné des métis intraspécifiques. Parmi eux, certains ont conquis le monde et font partie des plus cultivés comme le merlot, métis de cabernet-franc x magdeleine noire des Charentes, le cabernet-sauvignon métis de cabernet-franc x sauvignon blanc ou le chardonnay, hybride de gouais x pinot noir. Depuis les années 1990, les recherches génétiques découvrent de véritables arbres généalogiques de cépages, même si les chaînons manquants sont nombreux à cause de la crise du phylloxéra. Ainsi, des familles génétiques peuvent être reconstituées comme la famille des Carmenets, la famille des Noiriens, la famille des Cotoïdes, la famille des Folloïdes, la famille des Sérines ou encore la famille des Traminers.
À côté de ces métissages anciens dont on ne sait s'ils furent provoqués ou dus au hasard, la recherche initiée par la crise du phylloxera a incité de nombreuses personnes à créer de nouvelles variétés. C'étaient des scientifiques comme Alexis Millardet, mais aussi des autodidactes acharnés comme François Baco. À leur suite, en France, l'Institut national de la recherche agronomique a créé de nouvelles variétés au cours des années 1950 à 1970, sous l'impulsion, entre autres, de Pierre Marcel Durquety (par exemple, l'arinarnoa, le chasan B, l'ékigaïna, l'égiodola, le liliorila, le gramon, le caladoc ou encore le ségalin). En Allemagne, le « Forschungsanstalt Geisenheim » possède un institut de viticulture performant.

### Clones

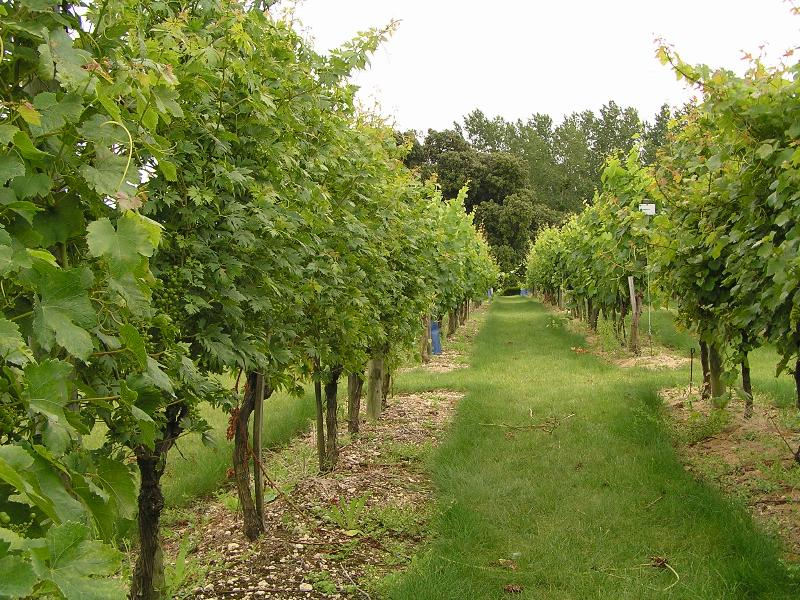
Vigne conservatoire du vignoble charentais

Dans cette liste considérable de cépages, certains possèdent une variabilité très importante de leurs caractéristiques, témoignage de leur ancienneté et des mutations dont ils ont été l'objet. Parmi la population d'un cépage, des individus ont été choisis par les vignerons, pour leurs caractéristiques particulières, comme leur adéquation à un terroir ou un arôme particulier. Autrefois, de nombreux villages de Bourgogne cultivaient un cépage original, avant que les scientifiques ne découvrent que ce n'étaient que des formes différentes du pinot noir. Ces variations au sein d'un même cépage ont conduit les chercheurs à en cultiver les différentes formes pour comparer leurs aptitudes. Après élimination de ceux qui étaient porteurs de maladies virales comme le court-noué, ils ont sélectionné ceux qui présentaient les meilleures qualités, créant des clones identifiés par un numéro d'agrément au sein de la population variétale d'origine. Le pinot noir, par exemple, possédait cinquante clones répertoriés en France en 1994.
De nombreux conservatoires régionaux ou nationaux existent pour préserver la richesse variétale de la vigne. La plus vaste collection mondiale est située en France, au domaine de Vassal, avec plus de 2500 cépages différents. Les conservatoires régionaux permettent de conserver la variabilité génétique au sein des cépages avec des collections de clones. C'est dans ces collections que les chercheurs piochent leurs sujets d'étude pour créer de nouvelles variétés ou homologuer de nouveaux clones.

### Multiplication de la vigne
La multiplication végétative est très utilisée pour multiplier à l'identique les cépages. Autrefois par bouturage ou marcottage, la nécessité de greffer a donné naissance à la profession de pépiniériste viticole. Ce dernier est chargé de l'acte de greffer, d'assurer la soudure de la greffe et le racinement du jeune plant.
La création variétale existe depuis très longtemps, sous forme aléatoire par mutation de cépages existants, ou découverte d'une variété née par le hasard de la naissance d'un pépin. Ces fruits du hasard continuent encore à apparaître. Au cours des années 1990, un melon rose a été découvert dans le vignoble du muscadet et des variétés de cabernet sauvignon rose et blanc sont apparues en Australie. Depuis la crise du phylloxéra, les passionnés de recherche viticole ont créé de nombreuses variétés par pollinisation d'une fleur d'un cépage sélectionné avec le pollen d'un autre. Ce type de recherche est un long et complexe processus. Outre le choix des parents, s'ensuit la culture de nombreux pépins qui vont chacun donner un individu différent. Une fois écartés les plants chétifs ou stériles, chaque plante est multipliée pour obtenir une récolte suffisamment importante pour être traitée (vinification, acétification, dégustation du raisin de table). Les essais durent plusieurs années pour évaluer l'effet millésime. Après ces années de tests, les nouveaux cépages les plus intéressants peuvent être multipliés et vendus.

### Porte-greffe

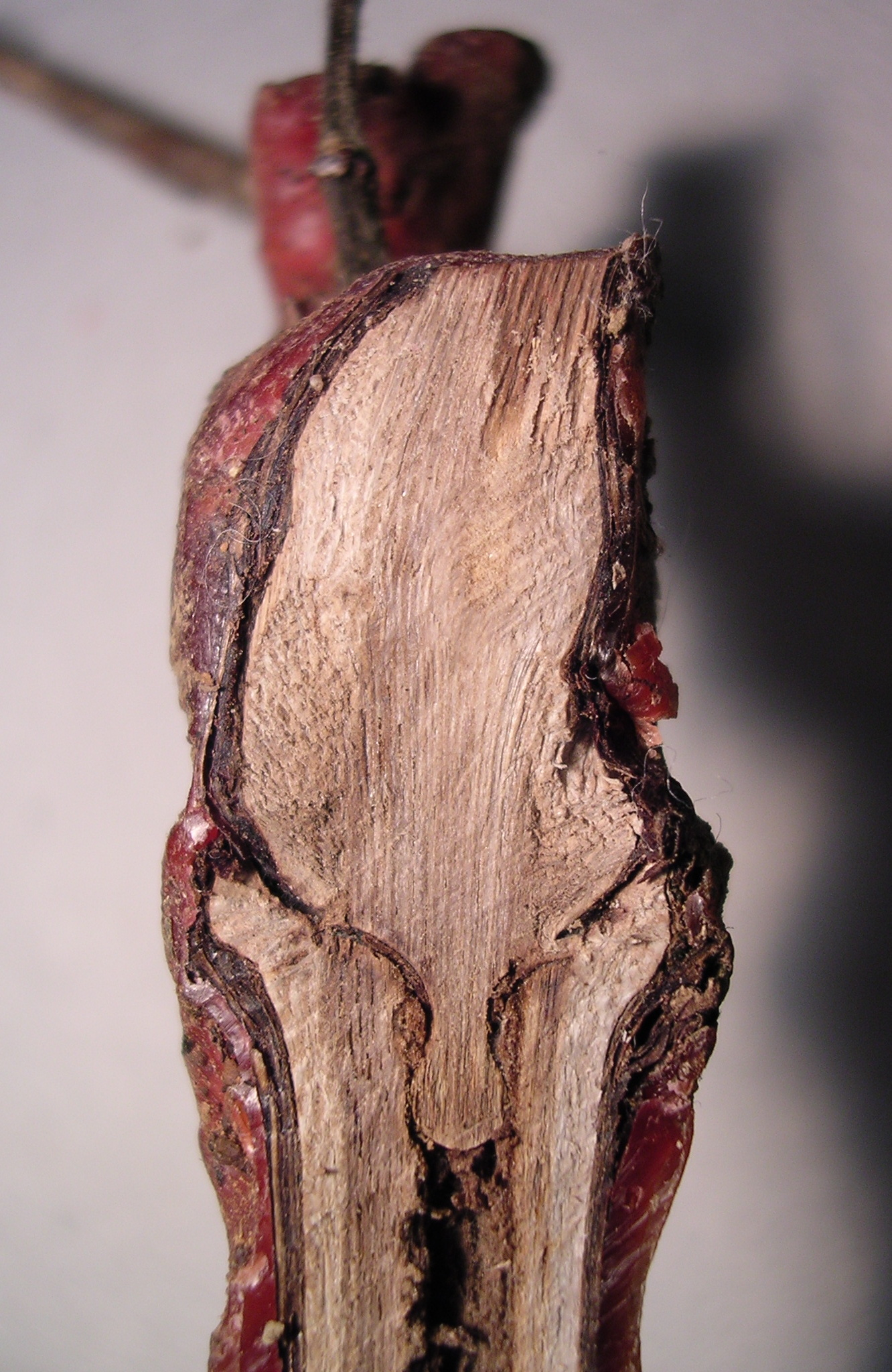
Coupe de greffe en oméga

Le greffage en viticulture est devenu une nécessité dans le monde entier, à cause du phylloxera (seul le Chili en est exempt). Cet insecte pique les racines et les feuilles de la vigne pour en sucer la sève. Les vignes américaines tolèrent cette attaque là où la racine de la vigne européenne se boursoufle, se nécrose et entraîne la mort de la plante.
La faculté d'adaptation de la vigne européenne aux différents sols ne peut plus être mise à profit. Certains vignobles en ont grandement souffert, n'ayant pas de vigne américaine apte à supporter un taux de calcaire important. La voie de la reconquête du terrain perdu viendra de l'hybridation des espèces de vigne : les plants issus de pépins doivent cumuler la résistance au phylloxera des espèces américaines et la tolérance au calcaire de la vigne européenne. Au fil des recherches, de très nombreux porte-greffes vont être mis au point.
Si ce n'est pas le cas, on parle de plantation en plant direct (ou franc de pied), mais ce n'est possible que sur des sols sableux ou en ayant recours au sulfure de carbone (CS2) pour tuer le phylloxéra, difficile à mettre en œuvre.
|                   | Précocité    | Vigueur conférée   | Résistance au calcaire | Résistance au phylloxera | Résistance au sel | Bouturage et greffage |
| Vitis berlandieri | tardif       | variable           | très bonne             | très bonne               | quasi nulle       | mauvais               |
| Vitis candicans   | moyen        | bonne              | très faible            | moyenne                  | correcte          | très moyen à bon      |
| Vitis labrusca    | précoce      | bonne              | très faible            | faible                   | quasi nulle       | très bonne            |
| Vitis riparia     | très précoce | faible à moyenne   | très faible            | très bonne               | quasi nulle       | très bonne            |
| Vitis rupestris   | précoce      | bonne à excellente | faible                 | très bonne               | quasi nulle       | très bonne            |
| Vitis vinifera    | variable     | variable           | très bonne             | nulle                    | assez bonne       | très bonne            |

Les quatre principaux géniteurs de porte-greffe.
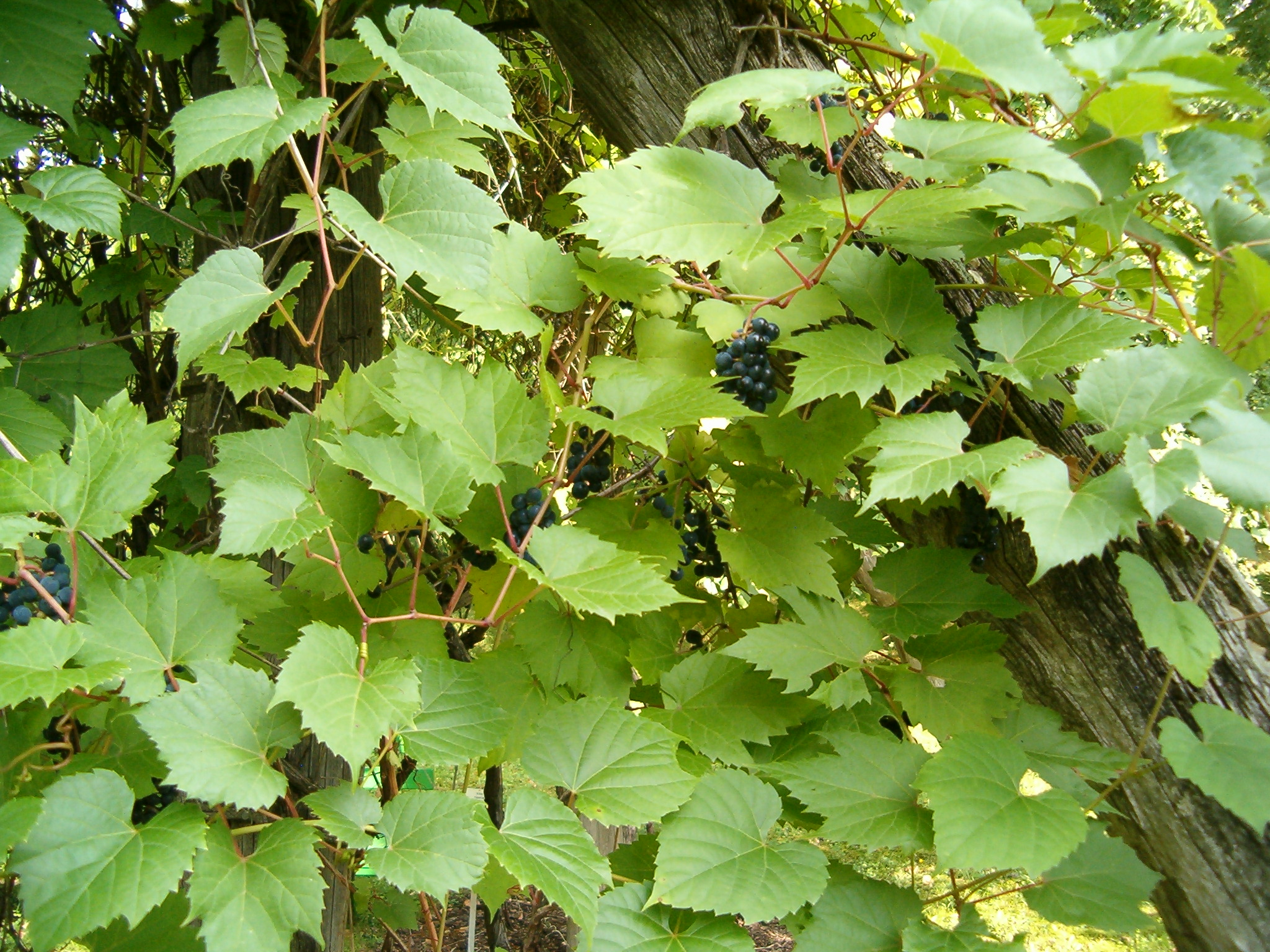
Vitis riparia
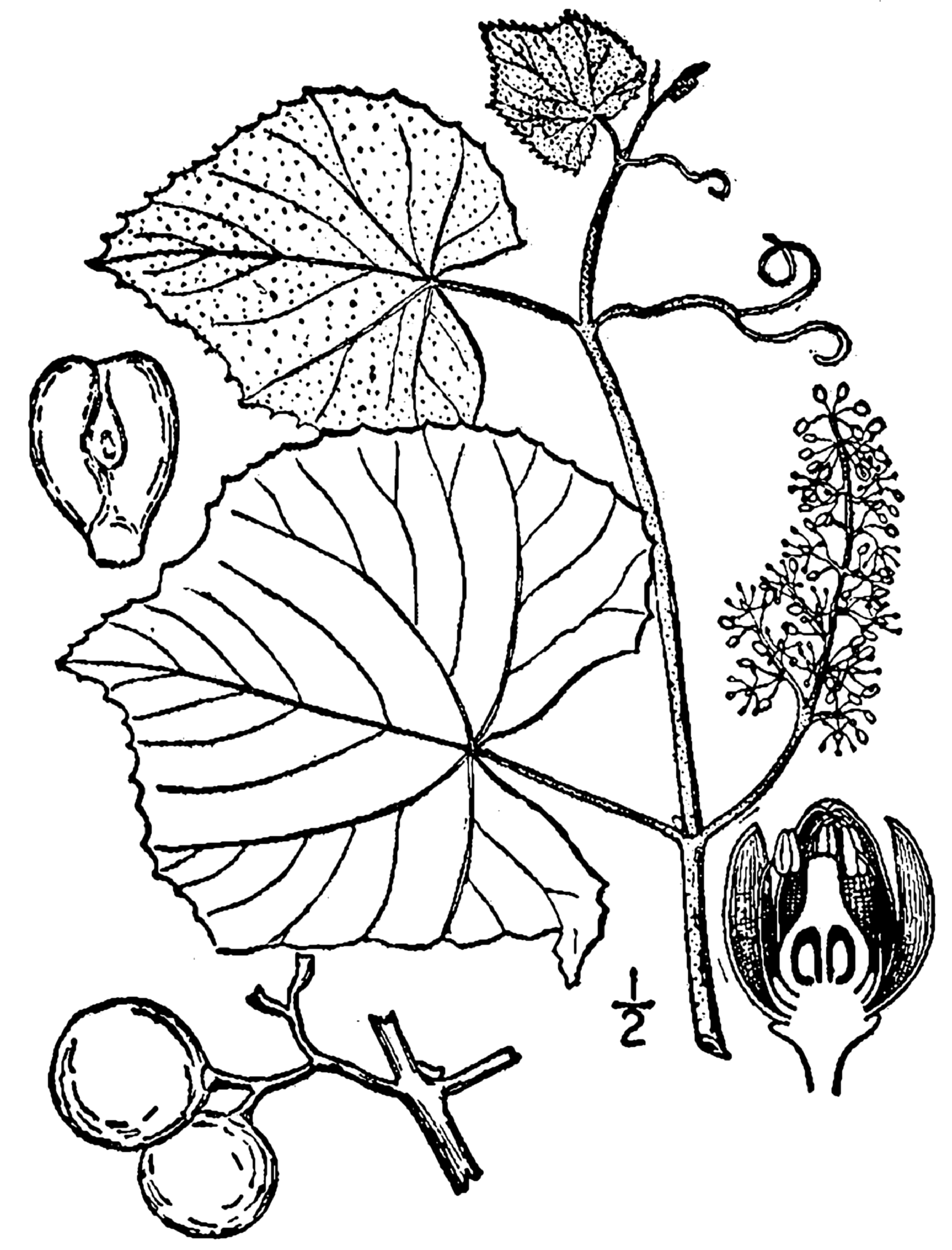
Vitis labrusca
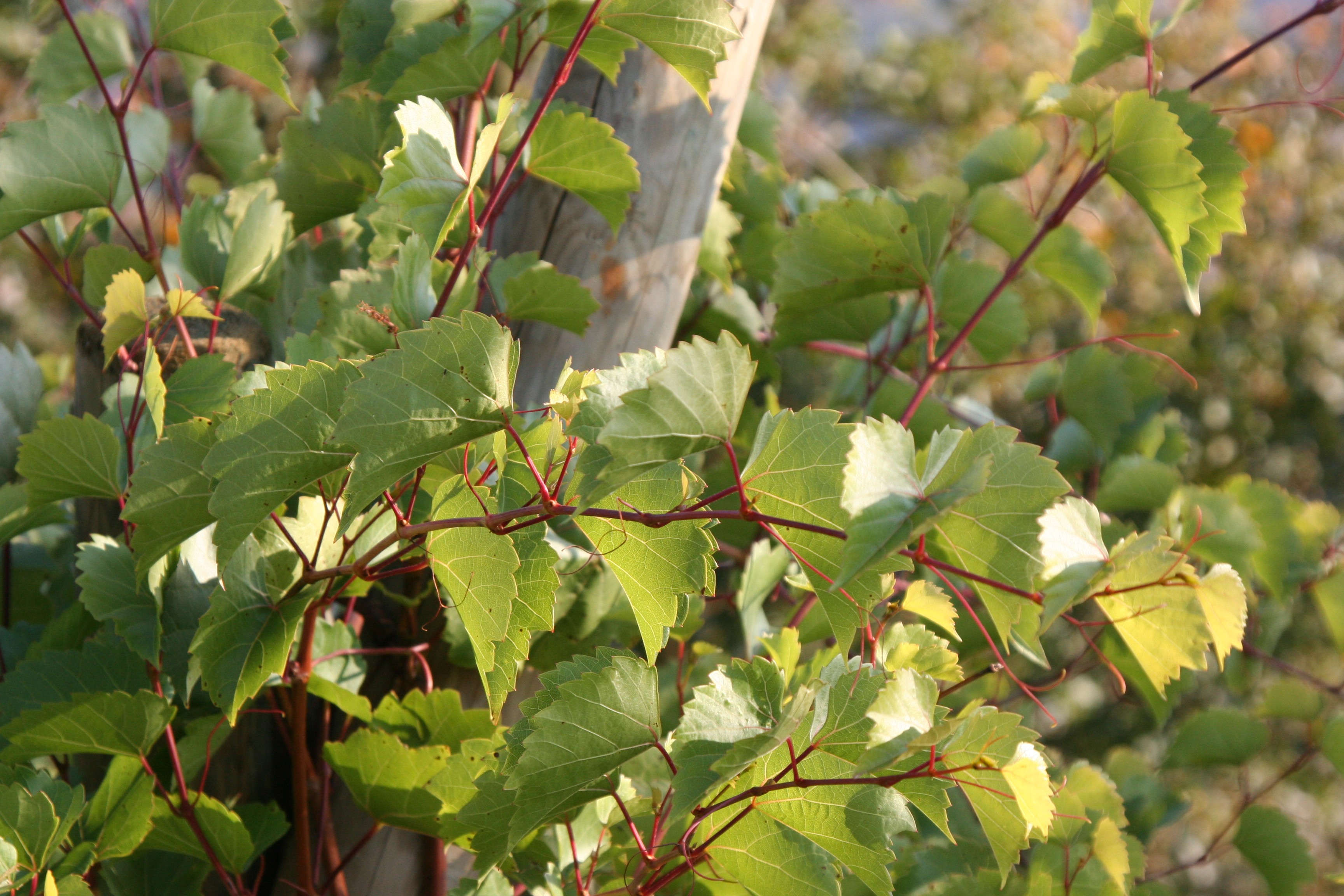
Vitis rupestris
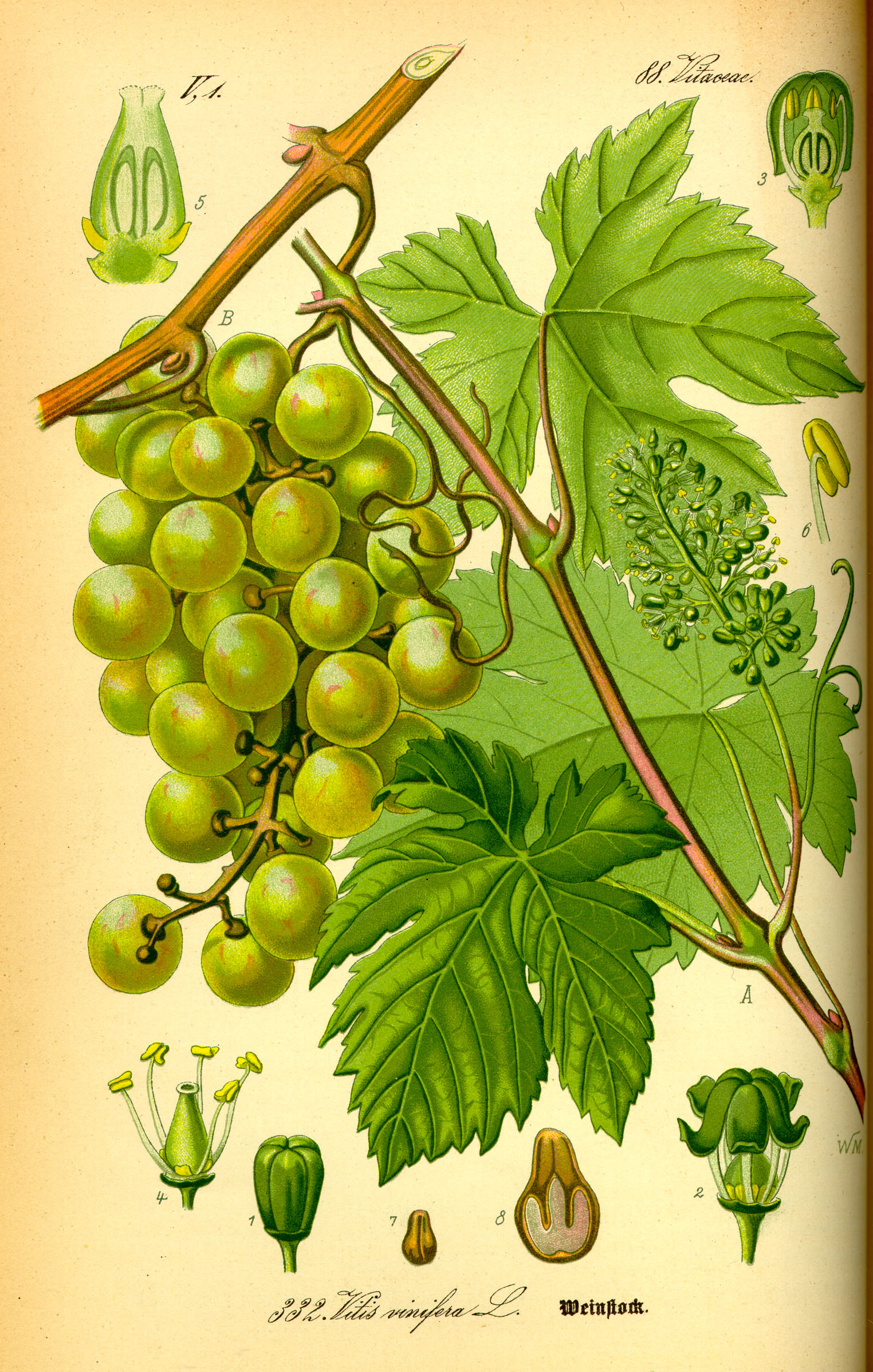
Vitis vinifera

La précocité est importante en zone de culture septentrionale. Entre un porte-greffe induisant de la précocité et un porte-greffe retardant la maturité du raisin, la différence peut signifier un produit de qualité contre un autre pas mûr ou pourri car cueilli après des intempéries.
La vigueur de la vigne correspond à la vitesse de croissance et à l'exubérance du feuillage. Elle s'accompagne de rendement idoine et retarde la maturité du raisin. Non souhaitée pour les vignobles septentrionaux, elle est recherchée en zone sèche ou pauvre ; dans ces cas, la vigne est plus apte à coloniser le sol à la recherche des éléments qui lui manquent.
La résistance au calcaire correspond à l'aptitude à supporter une proportion de calcaire actif. Le calcaire bloque la solubilité du fer dans le sol, l'empêchant d'être disponible pour la plante. Cet accident nutritionnel s'appelle la chlorose ferrique et se manifeste par un jaunissement du feuillage induisant une mauvaise photosynthèse.
La résistance au phylloxéra est la capacité à circonscrire la tubérosité provoquée par la piqûre de l'insecte ravageur. Les cépages sensibles ont des excroissances nécrosées qui affaiblissent le pied de vigne et peuvent le conduire à la mort.
La résistance au sel est la capacité à pousser en sol où la richesse en sel est importante. Ces sols généralement en bord de mer, sont prépondérant sur les cordons littoraux et sur certaines îles battues par les embruns. Quelques porte-greffes admettent jusqu'à 1 pour mille là où « Vitis vinifera » en tolère jusqu'à trois pour mille. L'usage de vignes franches de pied (bouture sans porte-greffe) peut se faire en zone sableuse où le phylloxera ne peut se déplacer ou en zone inondable où il est noyé l'hiver par une immersion des parcelles.
La reprise au bouturage et au greffage est un critère de prix de revient du pied de vigne. Un assemblage greffon-porte-greffe inadéquat demande un grand nombre d'individus greffés à cultiver pour en avoir un petit nombre de réussites. Il existe des incompatibilités reconnues entre un porte-greffe et un cépage : par exemple entre le Richter 110 et la syrah.

## Plantation de la vigne
La plantation de la vigne est la première étape de la viticulture. La vigne est une plante qui peut vivre très longtemps. Il existe encore çà et là des vignes pré-phylloxériques à travers le monde, ces parcelles remontent aux années 1800. La vigne la plus ancienne encore en vie a été plantée aux alentours de 1550, et se trouve en Slovénie.
Même si les vignes récentes sont étudiées pour de moins longues durées, leur plantation engage un avenir lointain et doit être réfléchie sur tous ses aspects.

### Préparation du sol
Le travail préparatoire du sol commence par une analyse de terre. L'analyse de terre guide le vigneron dans le choix du porte-greffe adapté au type de sol, et dans celui du cépage. Le travail du sol préparatoire à la plantation par décompactage en découle aussi.
La plantation de vigne sur un sol présentant des maladies éventuelles doit être évaluée, et un traitement du sol en conséquence doit être envisagé.
Dans le cadre de la préparation du sol, des aménagements plus importants peuvent être jugés nécessaires, comme des fossés, rigoles, bassins de rétention ou terrasses.

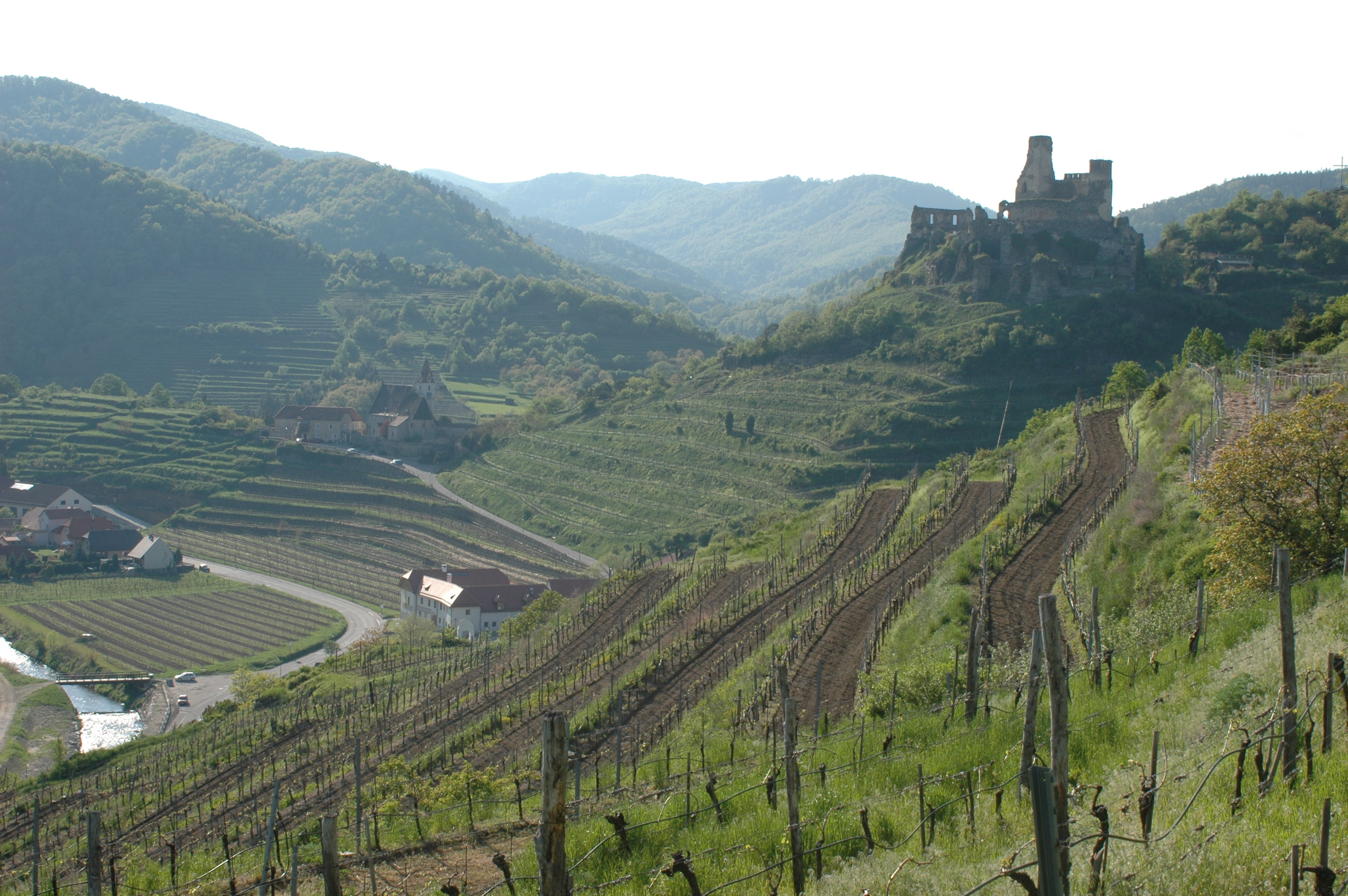
Paysage remodelé en Autriche.
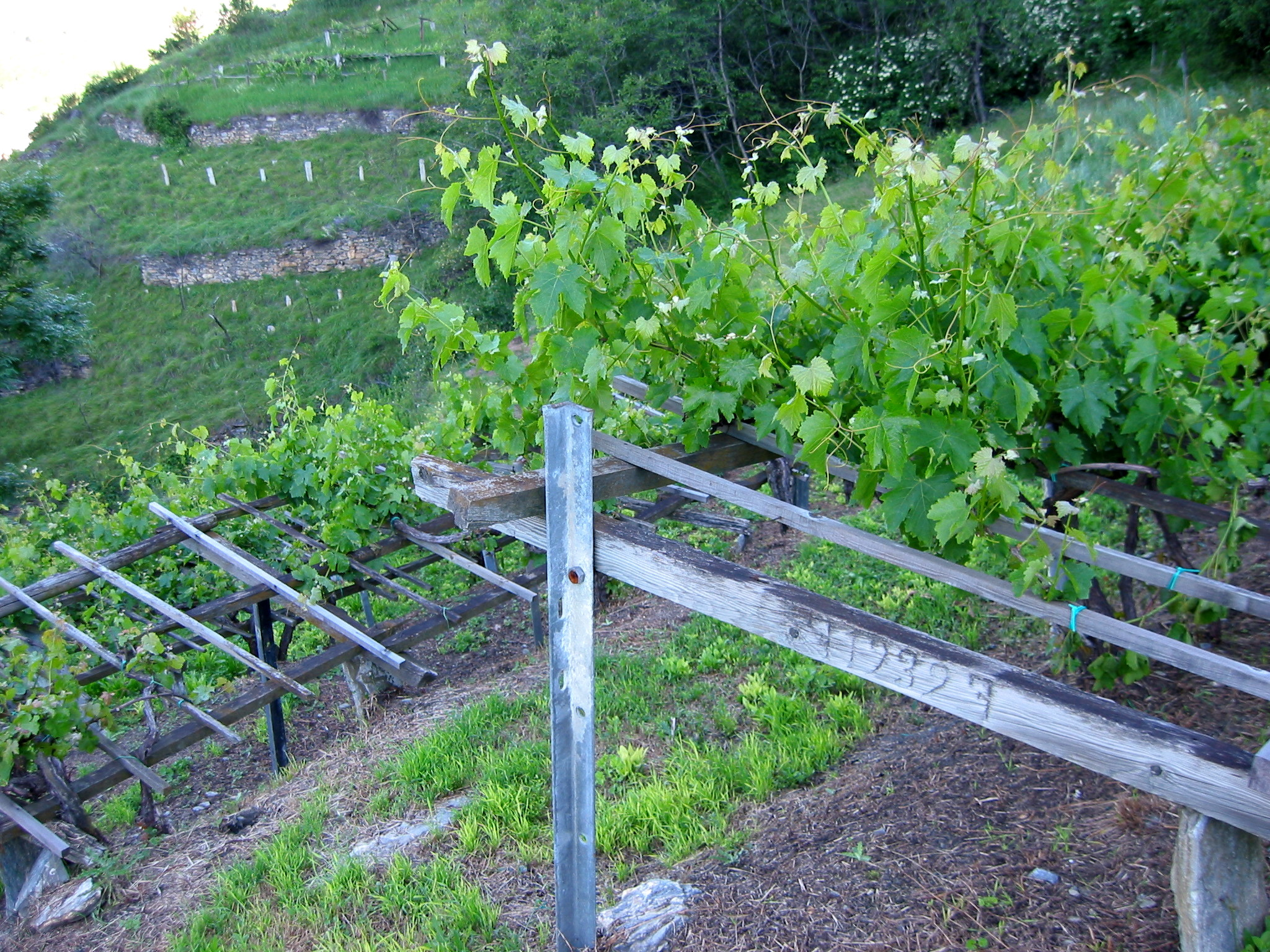
Pergolas adossées à la montagne
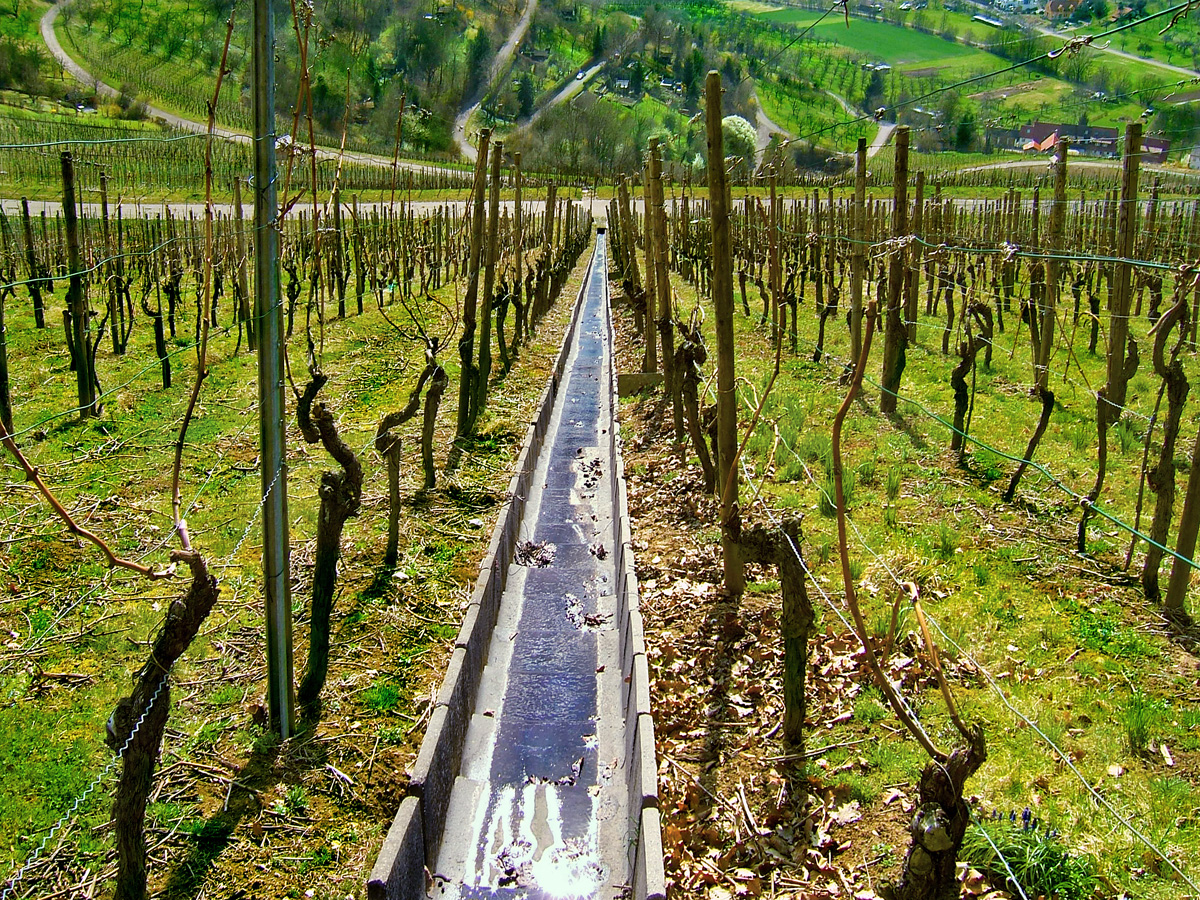
Fossé maçonné pour l'évacuation de l'eau.
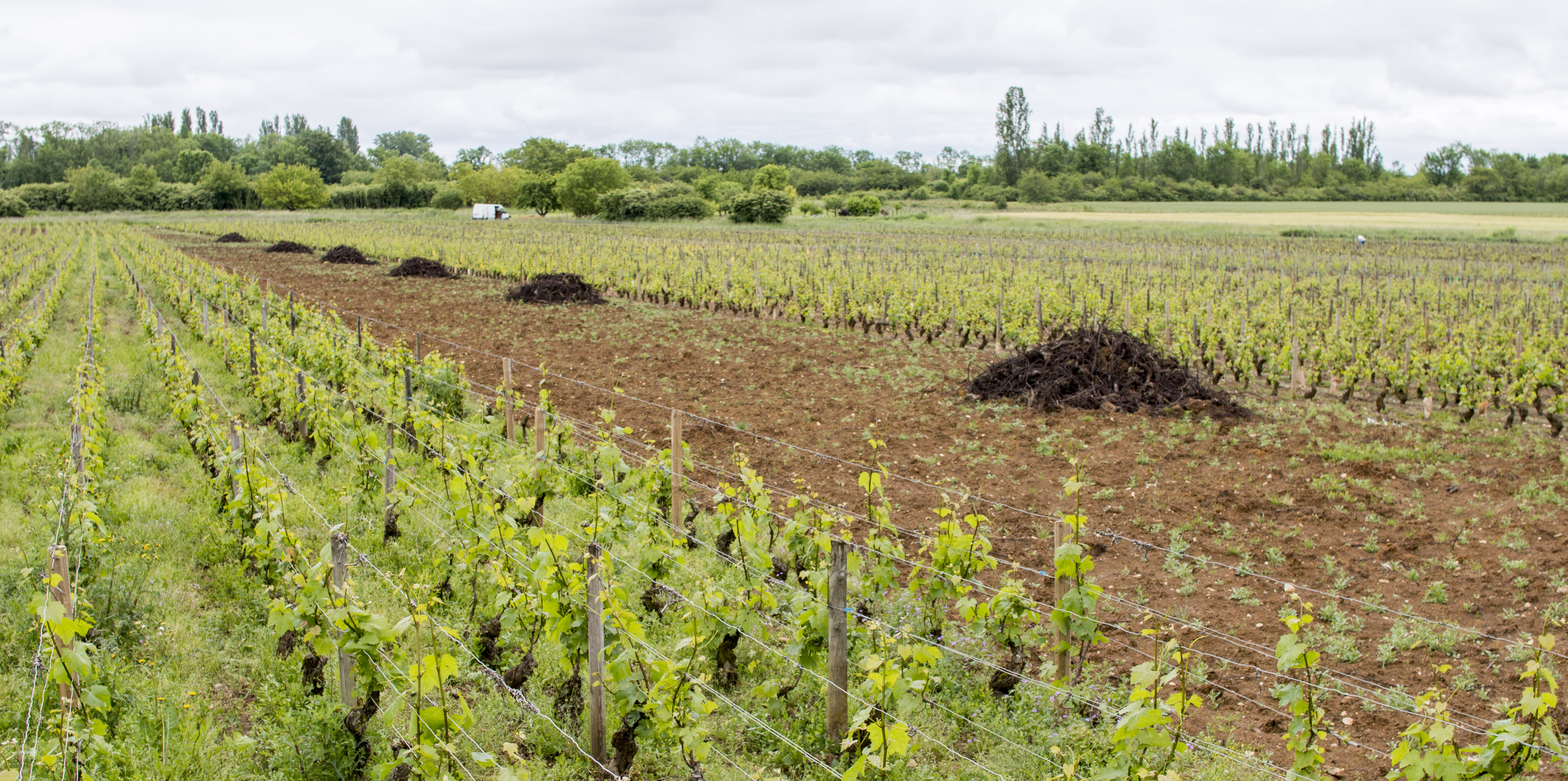
Arrachage d'une parcelle de vigne qui sera replantée.

### Densité de plantation
|                             |  |                                |
| Vigne étroite en Beaujolais |  | Vigne large en côtes du Rhône. |

Parmi les travaux préparatoires, le viticulteur doit aussi choisir une densité de plantation (ceps/hectares). La densité de plantation est un équilibre en la production quantitative et qualitative. Elle est à réfléchir selon l'objectif de production.

### Plantation proprement dite

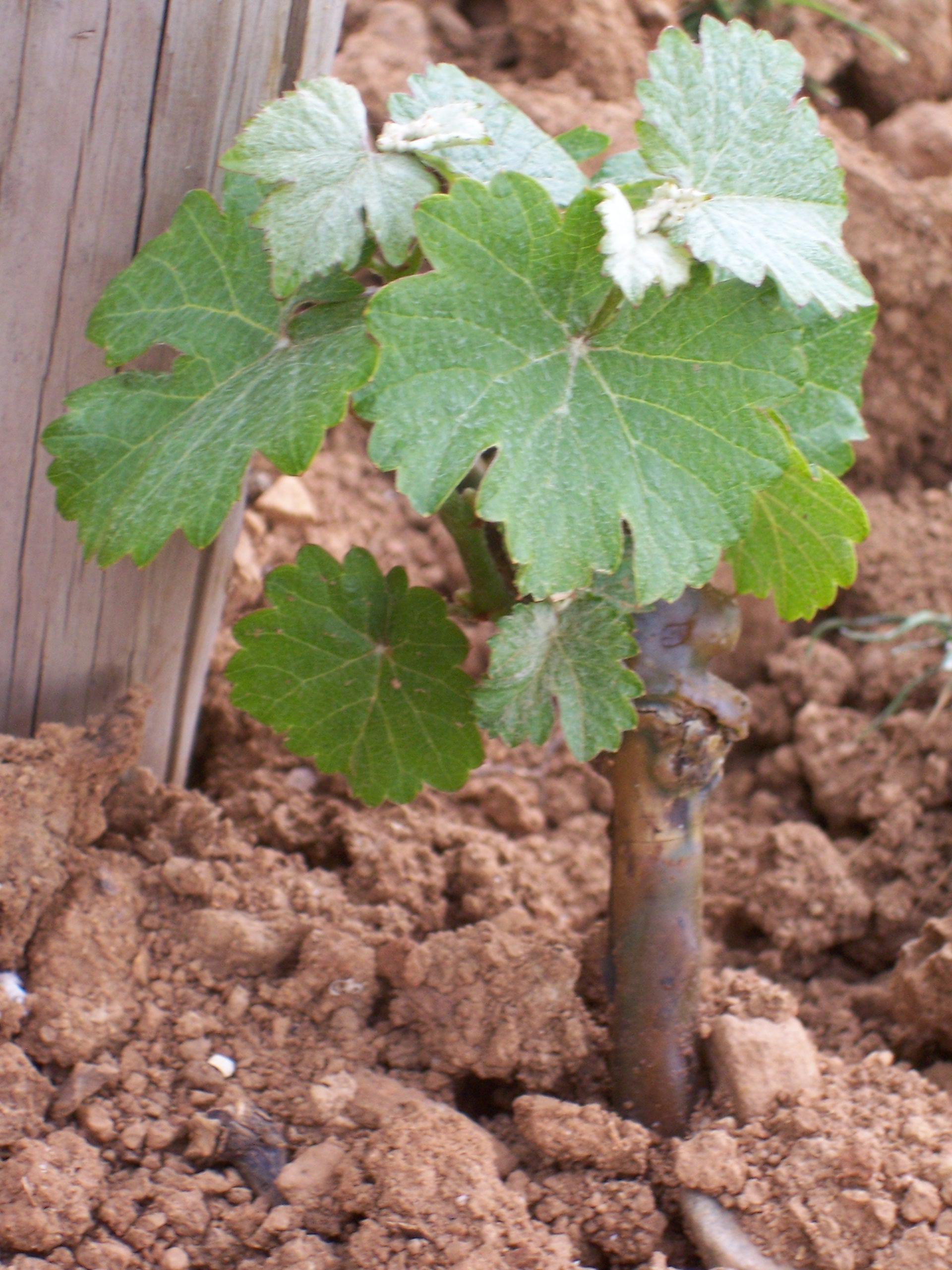
Plant de vigne âgé de quelques mois.

Autrefois bouturés, les plants de vignes sont aujourd'hui greffés depuis l'apparition du phylloxéra, la profession de pépiniériste viticole est apparue.
Les plants peuvent se présenter en pot, en plant greffé-soudé (court ou long), ils sont ensuite mis en terre à la période de l'année adaptée pour leur enracinement.
Cette opération nécessite du temps, éventuellement de l'arrosage, la mise en place d'un palissage, de protections contre les animaux ou pour le désherbage.

### Mode de conduite
La traditionnelle dichotomie entre vignes basses et vignes hautes a conduit Mario Fregoni, en 1991, à classer le vignoble italien antique en deux modèles. Le gréco-oriental, correspondant à des zones sèches où la vigne buissonnante est à l‘origine des gobelets. Le modèle étrusque, spécifique de zones forestières. La vigne s'y développe en s'accrochant aux arbres (vignes arbustives ou hautains) ou, à défaut, à des supports en bois, sous forme d'espaliers, de rideaux ou de treilles.
Lors de la plantation, le viticulteur doit aussi faire un choix quant au palissage de la vigne, puisque cette liane nécessite un support. Il doit maintenir la charpente et les jeunes rameaux de l'année.
Le soutien à la charpente peut être nul dans le cas d'un gobelet à ras de terre. Les branches grandissent progressivement avec l'âge et leur bois dur suffit à leur maintien. Si le viticulteur veut conduire la vigne sur un court tronc, il devient nécessaire de lui adjoindre un tuteur, tout au moins les premières années. Ensuite, il peut se suffire à lui-même.

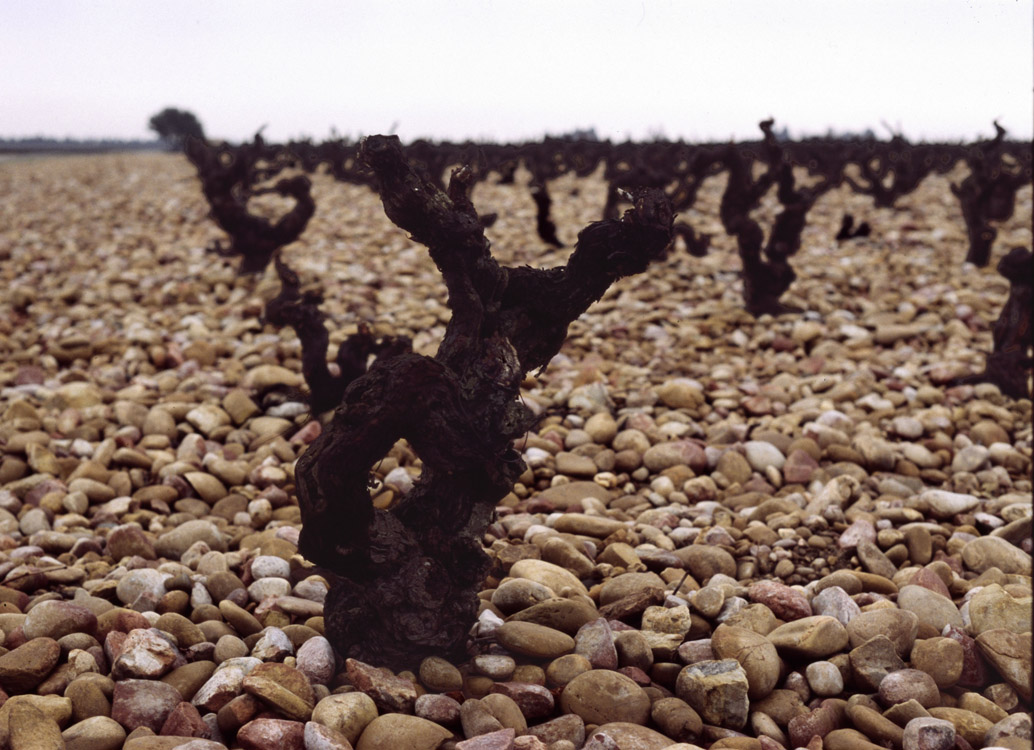
Longueur de bois minimale sur gobelet court
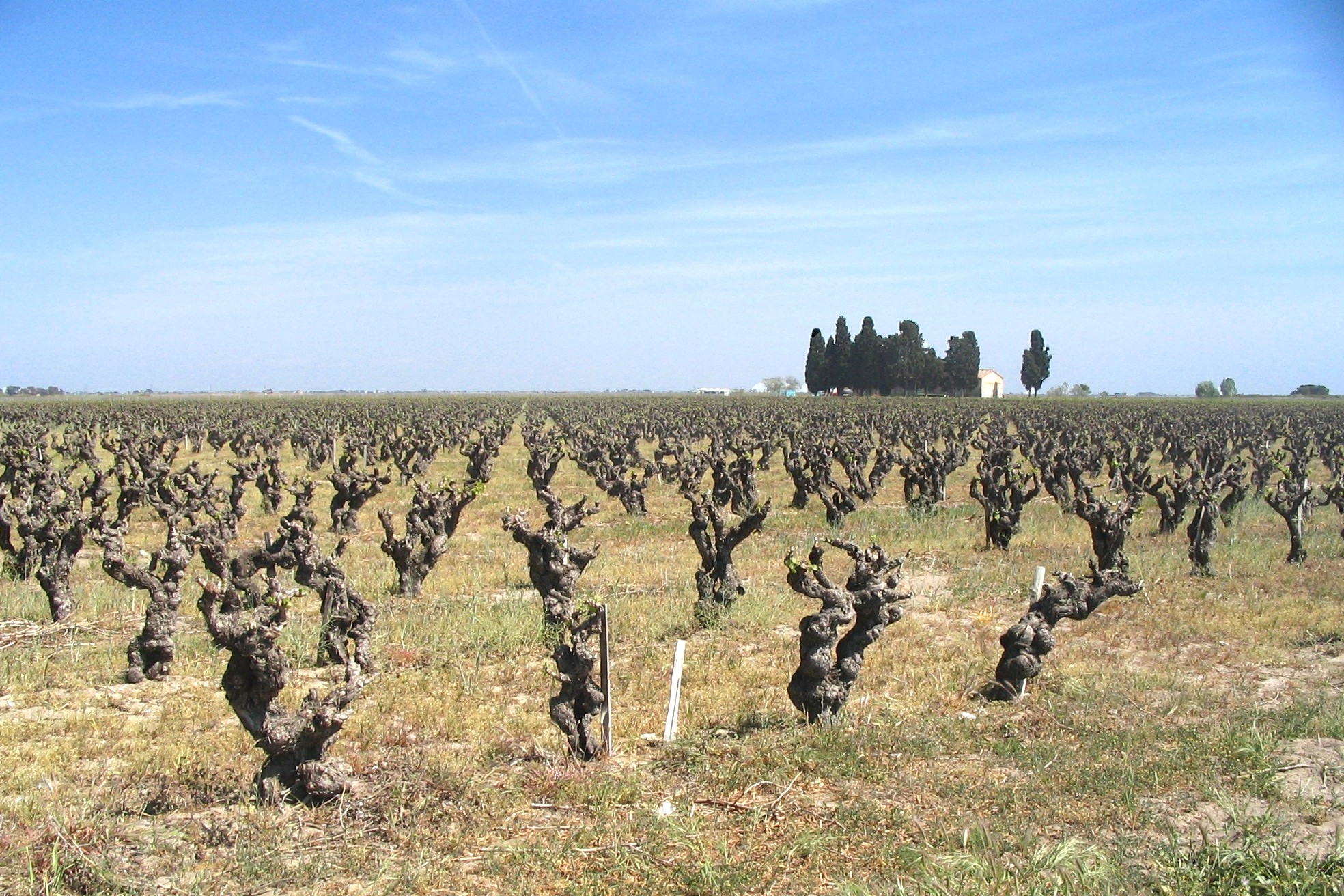
Gobelet à charpente plus longue
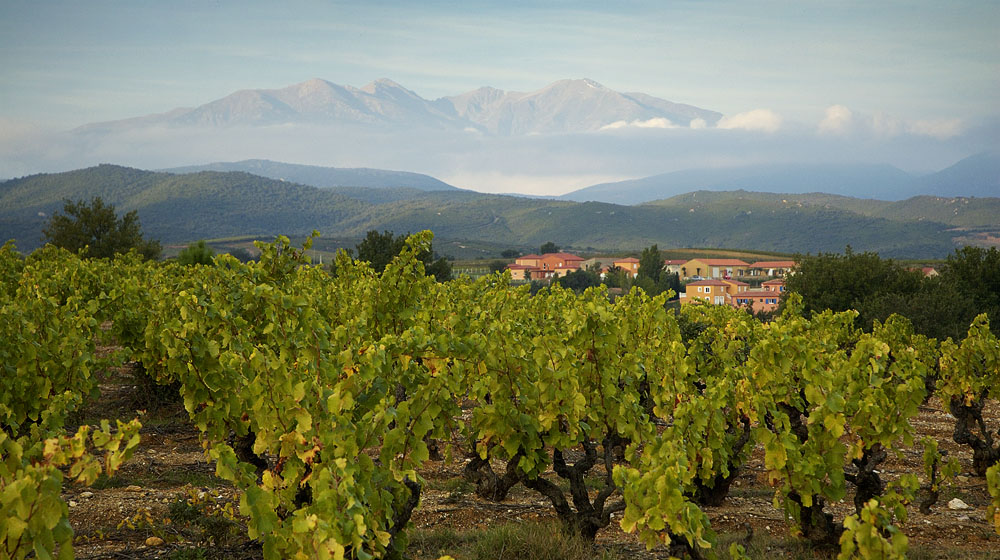
Gobelet avec cépage au port dressé
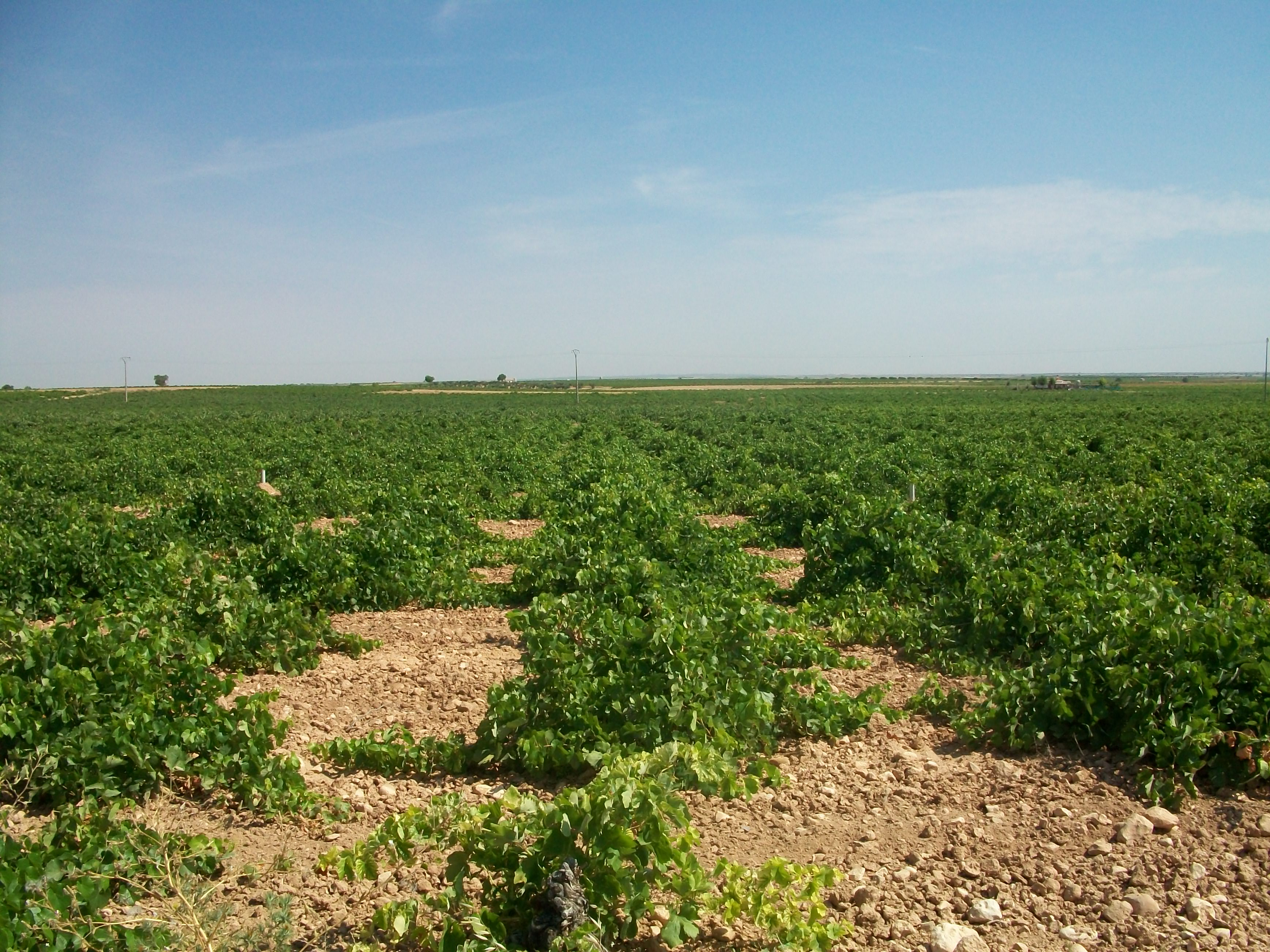
Gobelet avec cépage à port retombant

Pour les vignes plus hautes, un palissage permanent doit être prévu. L'échalas, piquet individuel pour chaque souche, a longtemps été utilisé dans la vallée du Rhône septentrionale (côte-rôtie, condrieu, etc.).

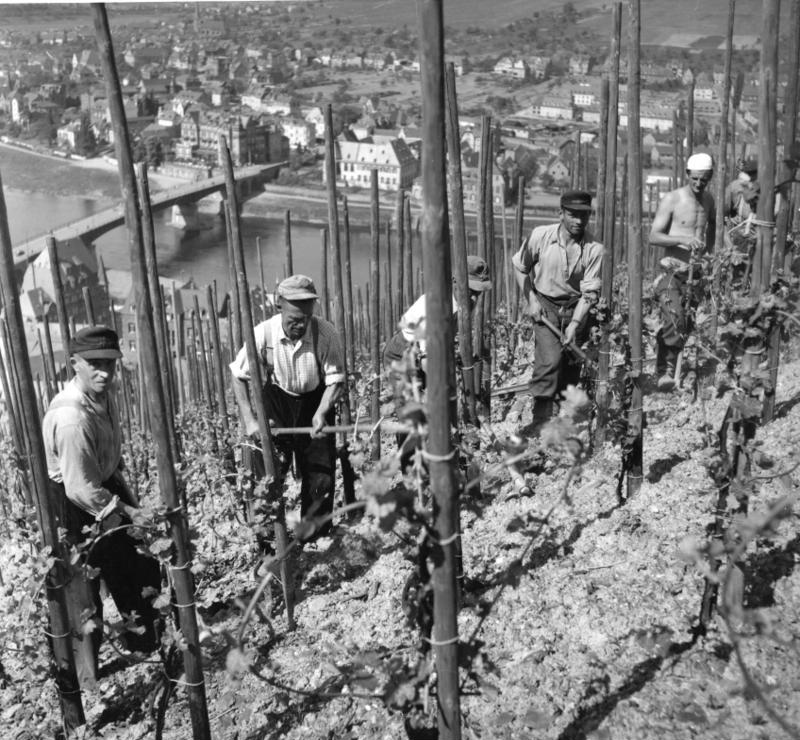
Vigne sur échalas en Allemagne
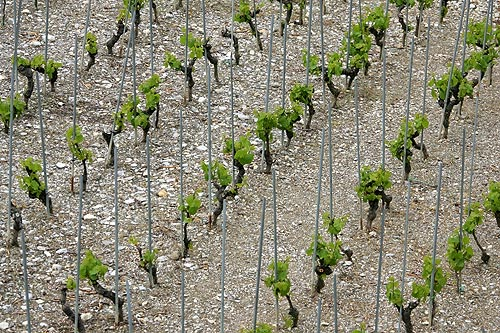
Vigne suisse sur échalas.
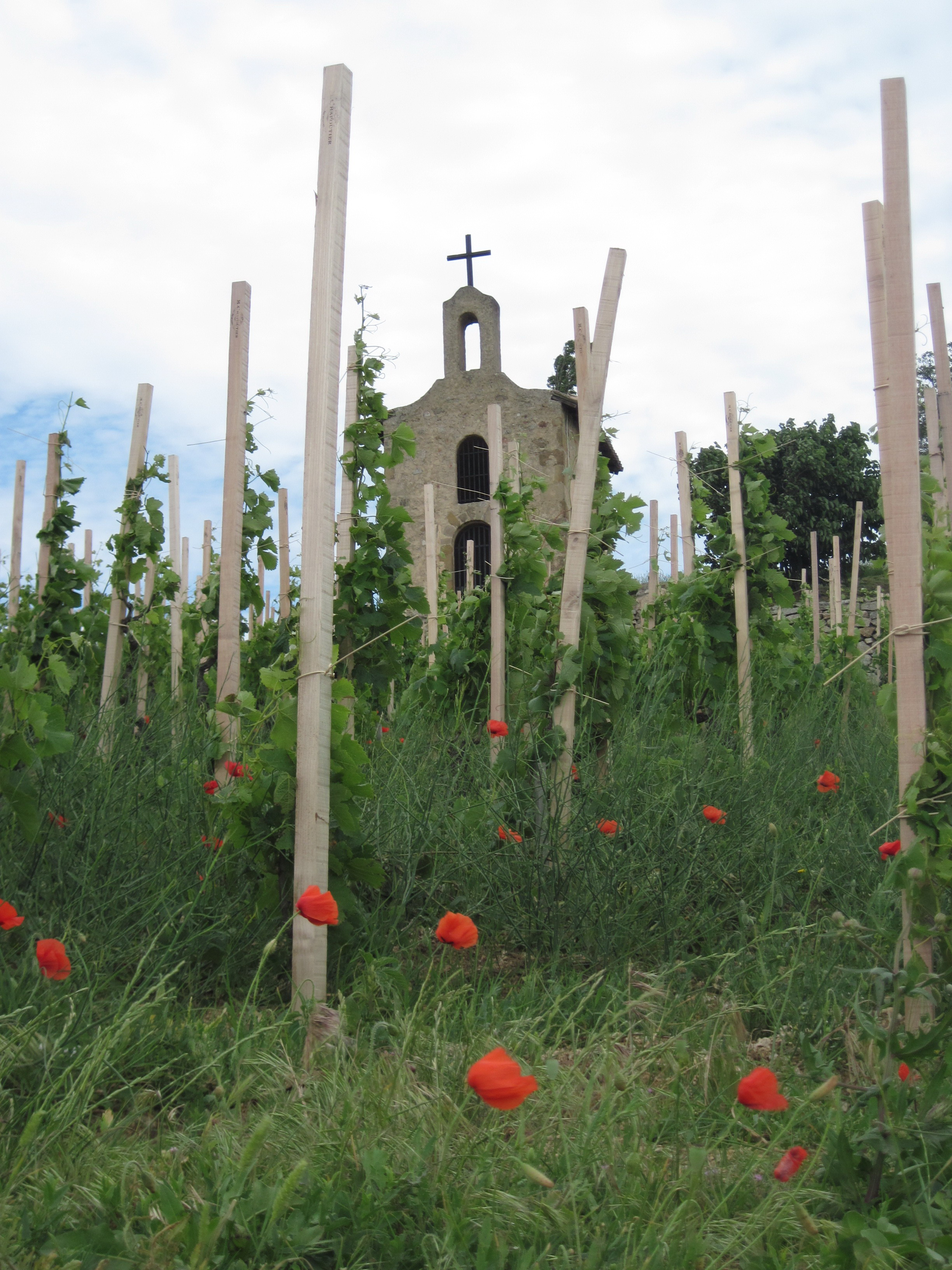
Échalas, colline de l'Hermitage
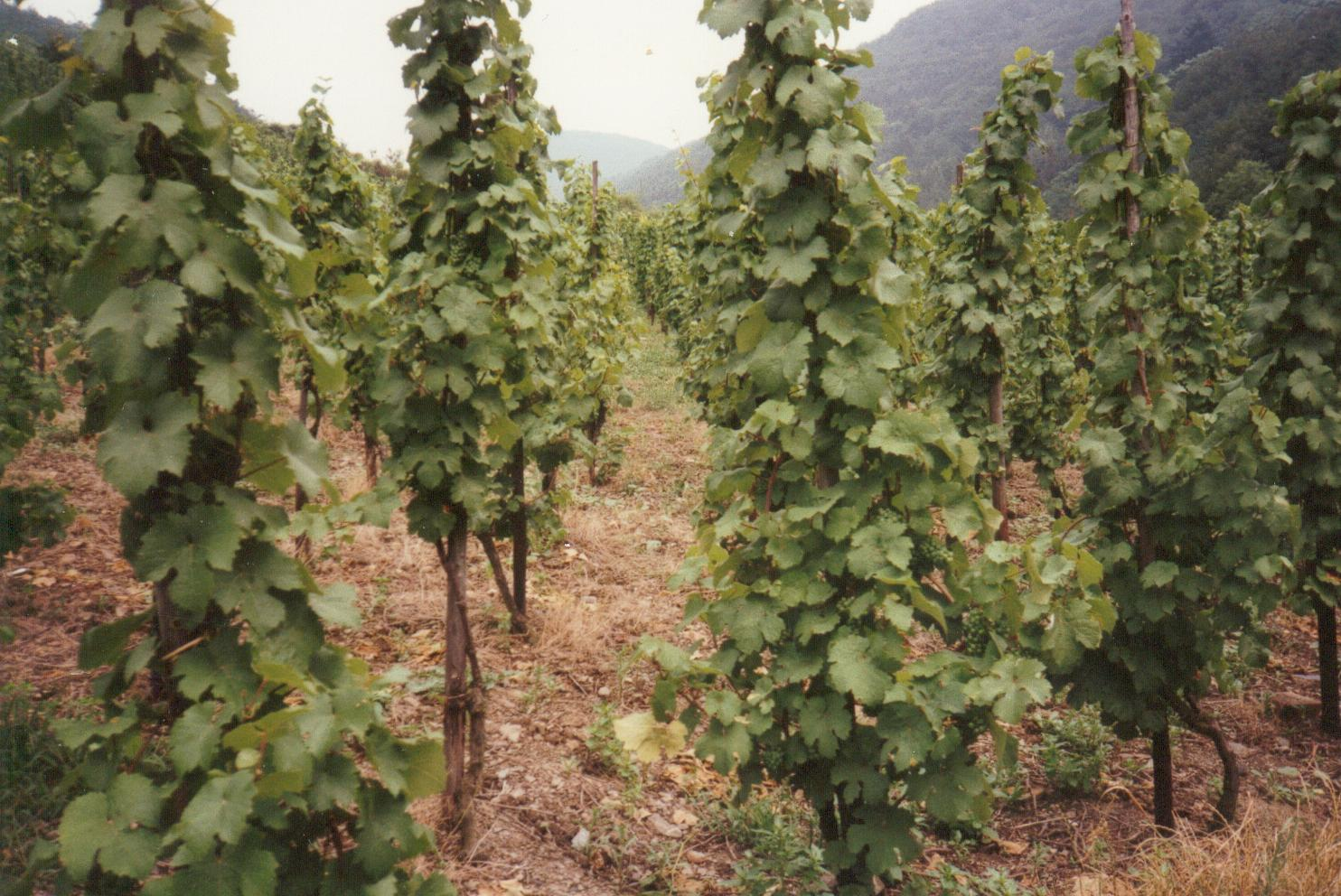
Vigne allemande sur échalas.

Selon l'étude d'Alain Carbonneau, dans les pays viticoles traditionnels, le coût de la main-d‘œuvre a accéléré l'évolution de ces systèmes de conduite. Chacun se dirige vers :
- une simplification de la conduite privilégiant le port libre de la vigne qui réduit les coûts d'installation et d'entretien.
- une utilisation de la conduite en espalier (vignes palissées sur fil de fer) qui permet la mécanisation du vignoble, y inclus celle de la vendange. Cette tendance étant compatible avec la première[56].

Le Dictionnaire raisonné et universel d'agriculture de 1889 mentionne la culture en entonnoir pratiquée dans le royaume de León en Espagne, où chaque cep est planté au fond d'un trou en entonnoir de 60 cm de profondeur et approximativement 1,80 m de largeur ; et la culture sur buttes individuelles vers Cebolla dans la province de Tolède.
Avec la recherche de la maîtrise des coûts, le palissage s'est allégé, reposant sur des piquets solides et du fil de fer. Le pied de vigne est attaché sur le fil de fer porteur. Cette pratique permet aussi d'aligner les souches dans le rang, afin de ne pas les blesser lors des passages réguliers du tracteur : traitements nombreux, tonte de l'herbe, outils aratoires, etc. Des fils releveurs sont remontés au printemps pour dresser la végétation et libérer l'espace entre le rang pour le passage des outils.

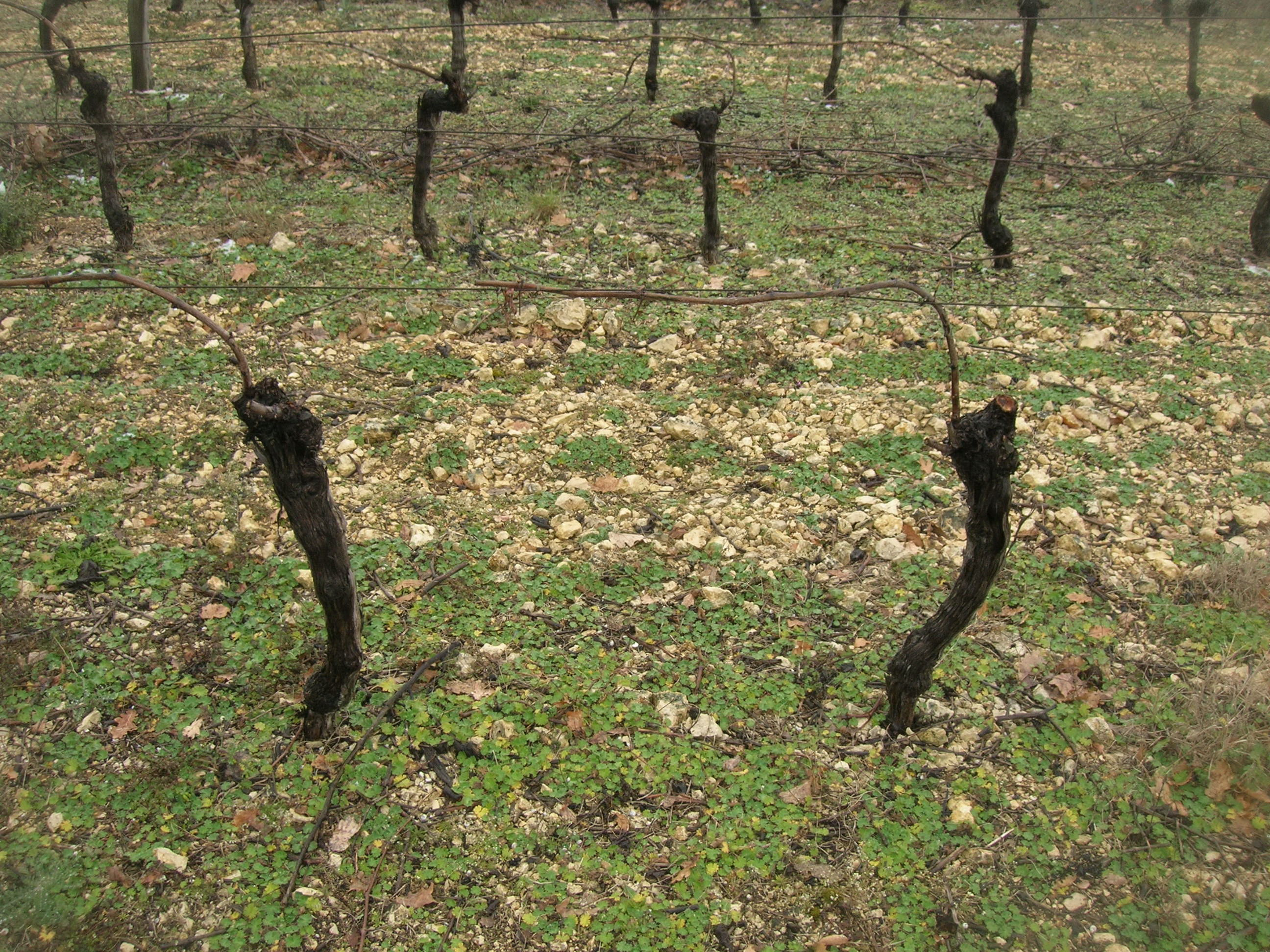
Guyot attaché sur le fil porteur
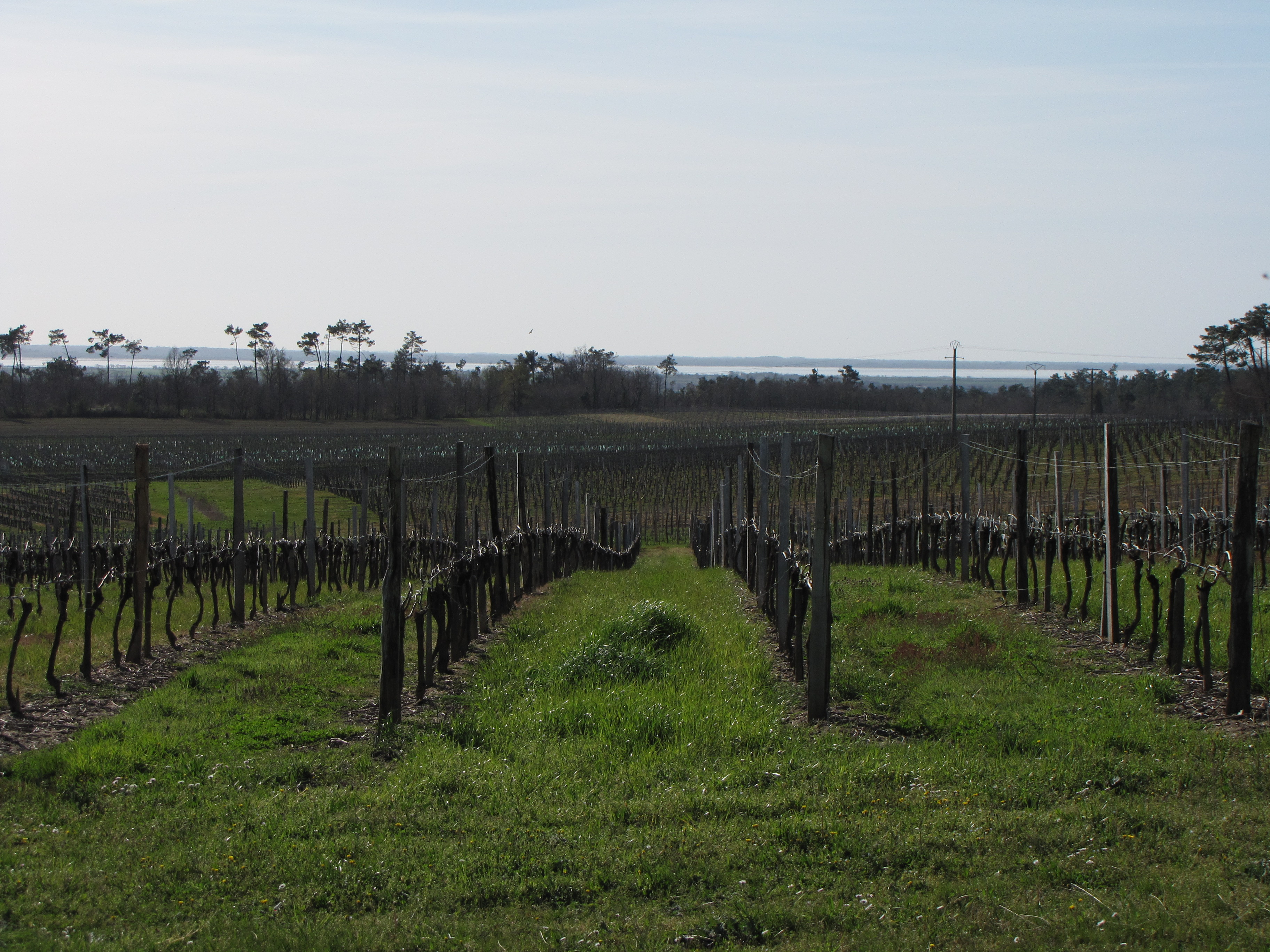
Fil porteur au niveau des ceps, fils releveurs au-dessus.
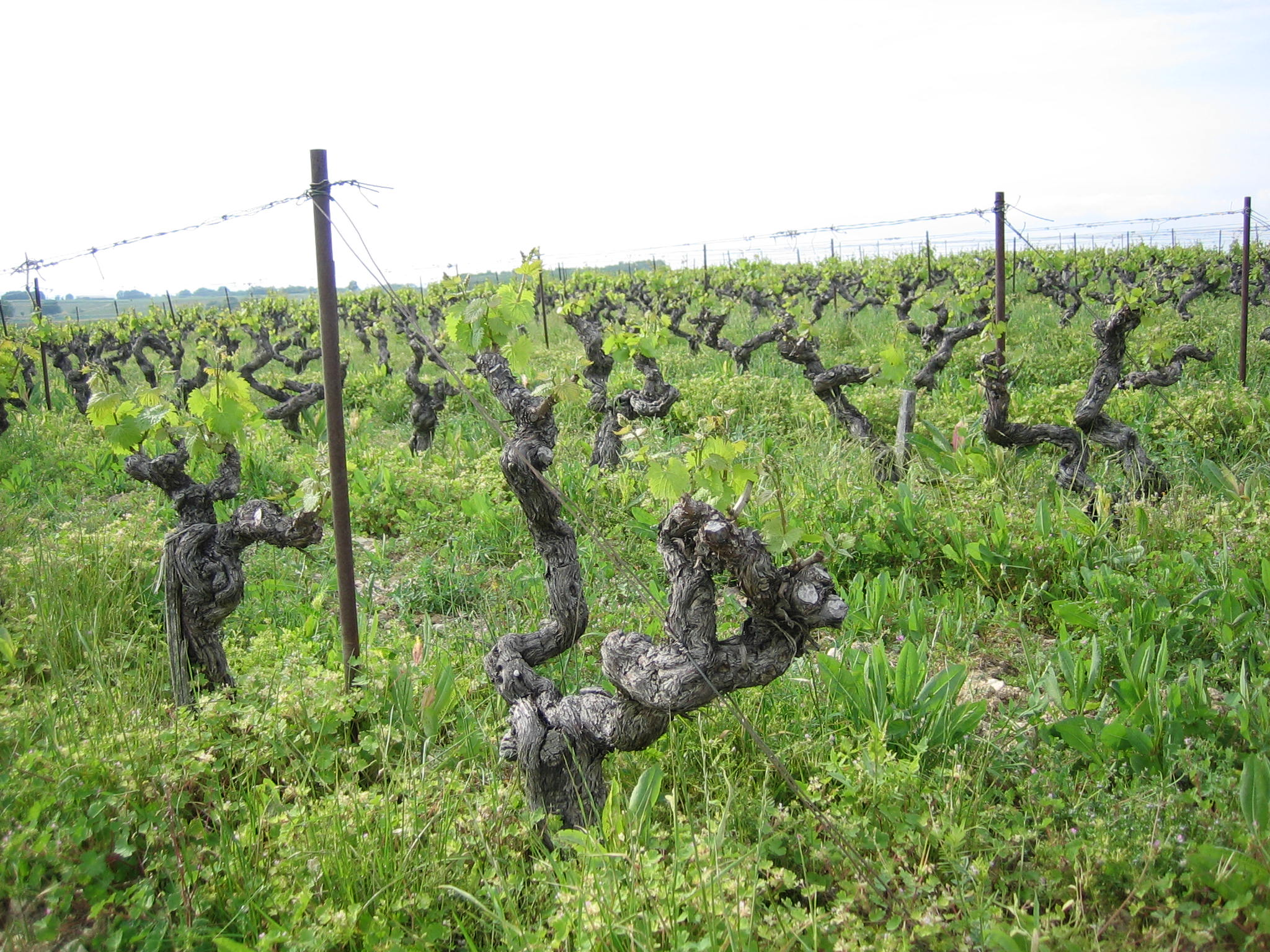
Charpente sans support et fils de soutien de la végétation

La pratique du palissage est très ancienne, le premier support étant l'arbre. Pratiquée dès l'Antiquité, la viticulture dans les arbres perdure encore au Portugal (vinho verde notamment) ou en Italie. Elle tend cependant à disparaître, éliminée par les moyens de culture plus rationnels et plus rentables.
Ce qui, pour l'instant, ne modifie en rien la classification des modes de conduite en trois grands ensembles :
- Vignobles à climat méditerranéen tels l'Espagne, la Grèce, les pays à climat sec du bassin méditerranéen et du Proche-Orient). La dominante est le type gréco-proche oriental ou conduite en gobelet, avec ponctuellement quelques vignes échalassées ou quelques treilles.
- Vignobles en pays humides et frais comme l'Allemagne et l'Europe centrale. Le mode de conduite du type étrusque, avec ses variantes allant du hautain, à l'espalier, au rideau ou au fuseau.
- Vignobles dans les pays à diversité climatique importante qui se subdivisent en deux sous-groupes. Le premier comprend l'Italie et le Portugal, où l'on trouve toujours une grande diversité historique des types de conduite, surtout en Italie. Le second ne comprend que la France. À une perte historique de la diversité due à l'apparition du phylloxéra, a répondu lors de la reconstitution post-phylloxérique du vignoble un foisonnement de détails techniques, puis « une forte rationalisation ou simplification »[56].

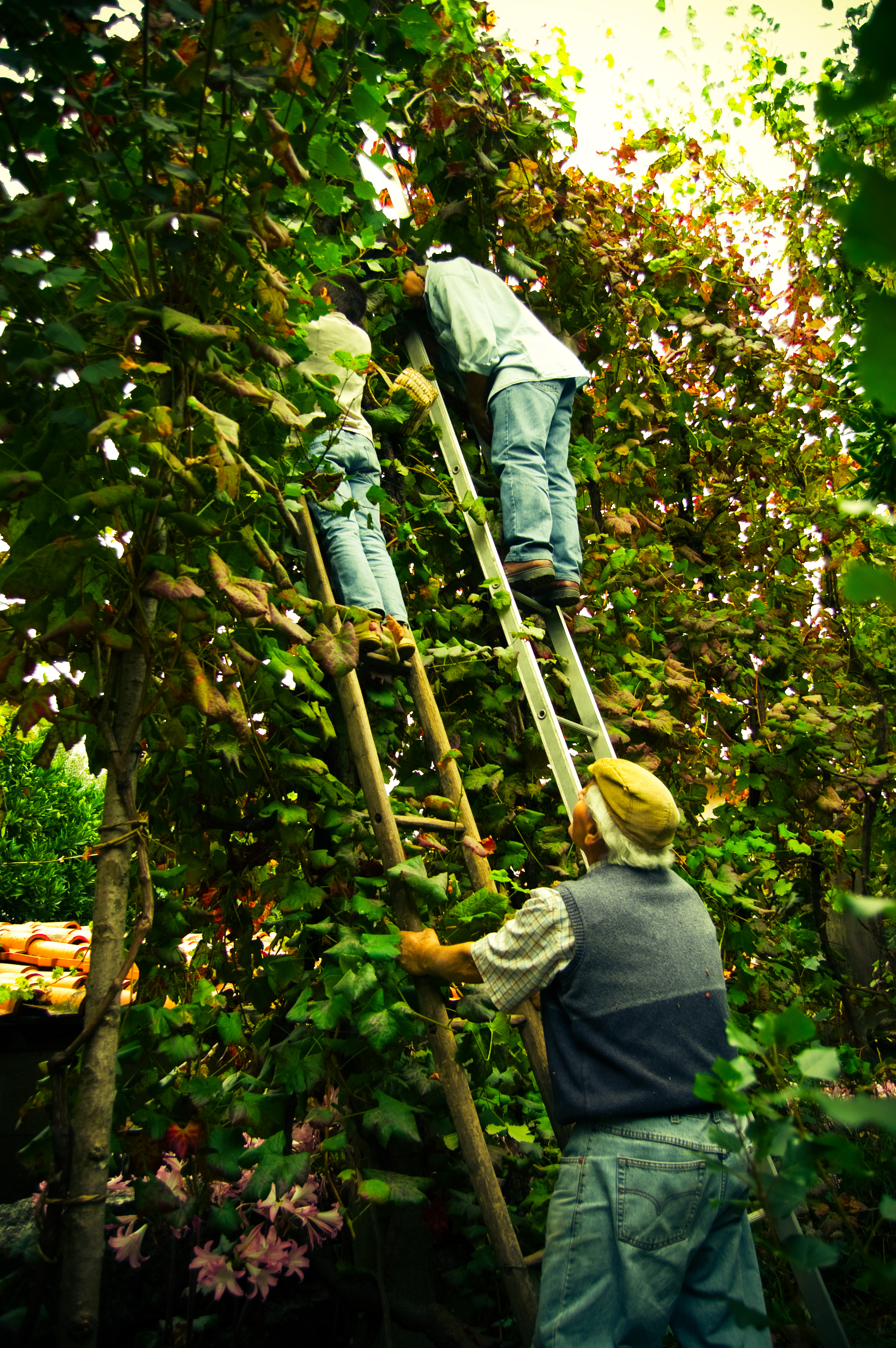
Vendange dans les arbres au Portugal
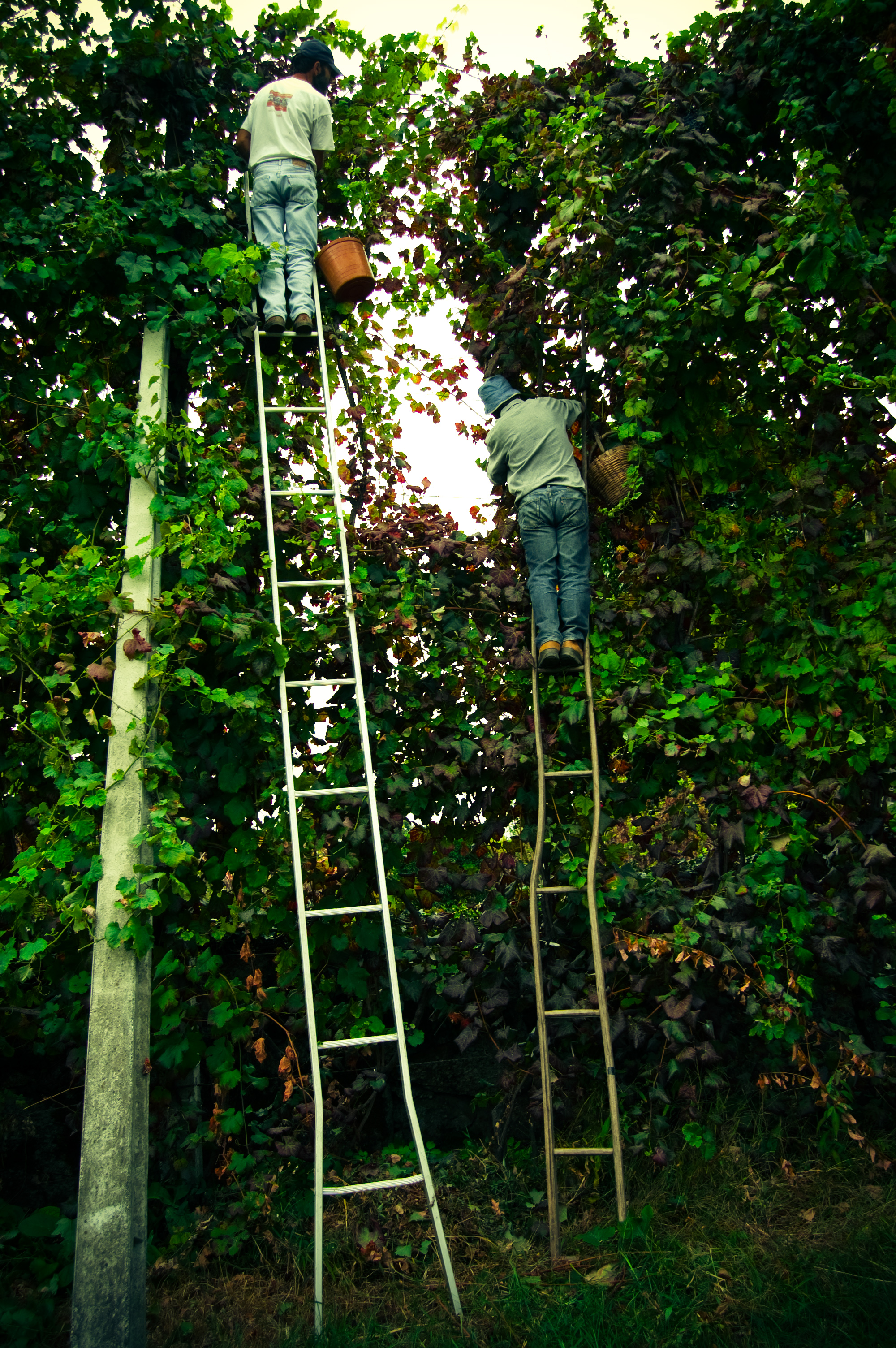
Vendange dans les arbres
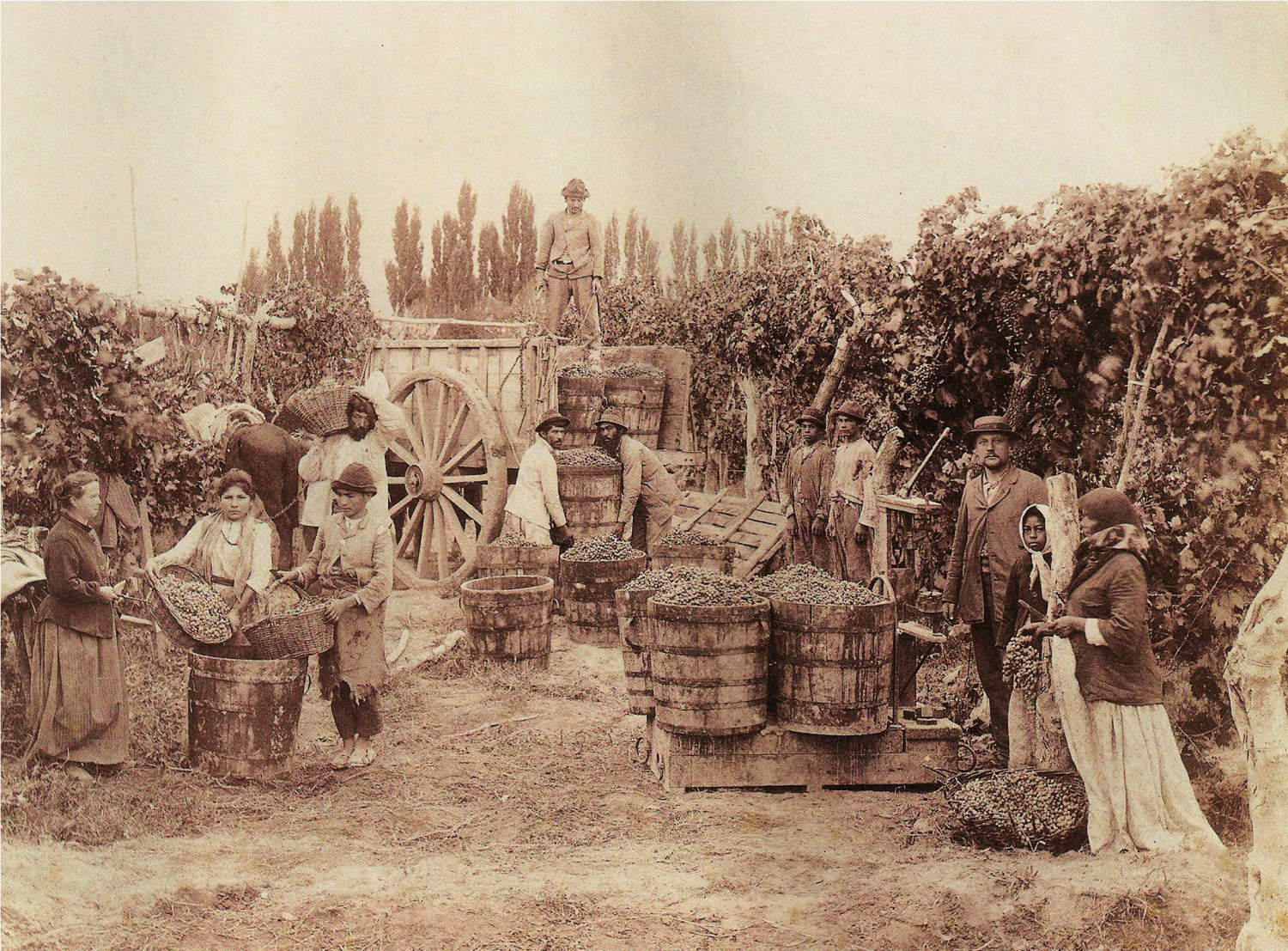
Vigne sur hautain : la largeur des rangs laisse la place à d'autres cultures.

L'orientation du palissage peut aussi varier. Le palissage vertical est le plus courant, mais la recherche de l'ensoleillement maximal a conduit les viticulteurs à adopter d'autres modes de conduite. La pergola ou treille, est un palissage horizontal. La vigne reçoit la lumière solaire de manière optimale et l'emprise au sol est réduite, permettant des cultures à l'ombre ou le pâturage du petit bétail.

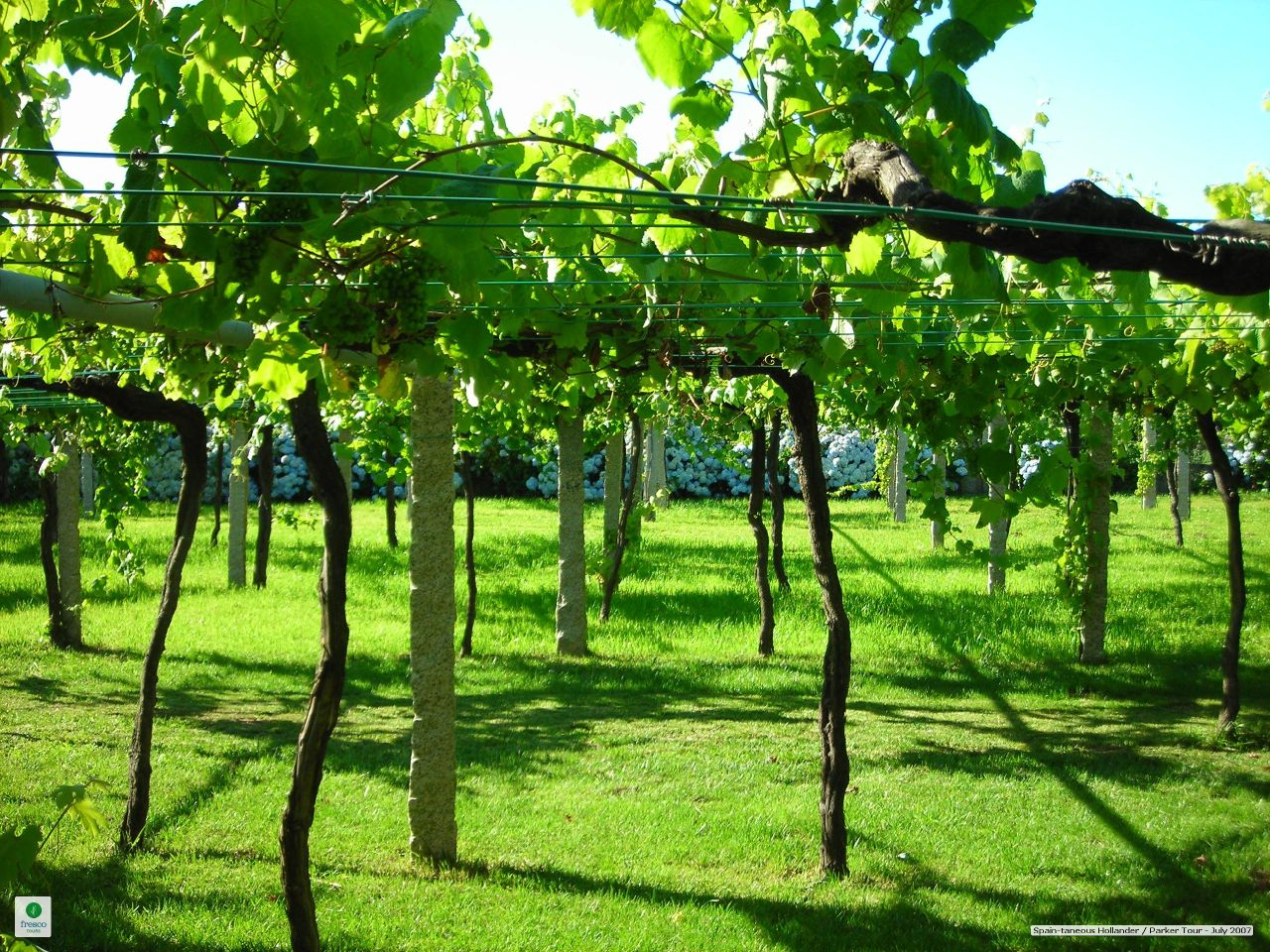
Viticulture en pergola en Espagne
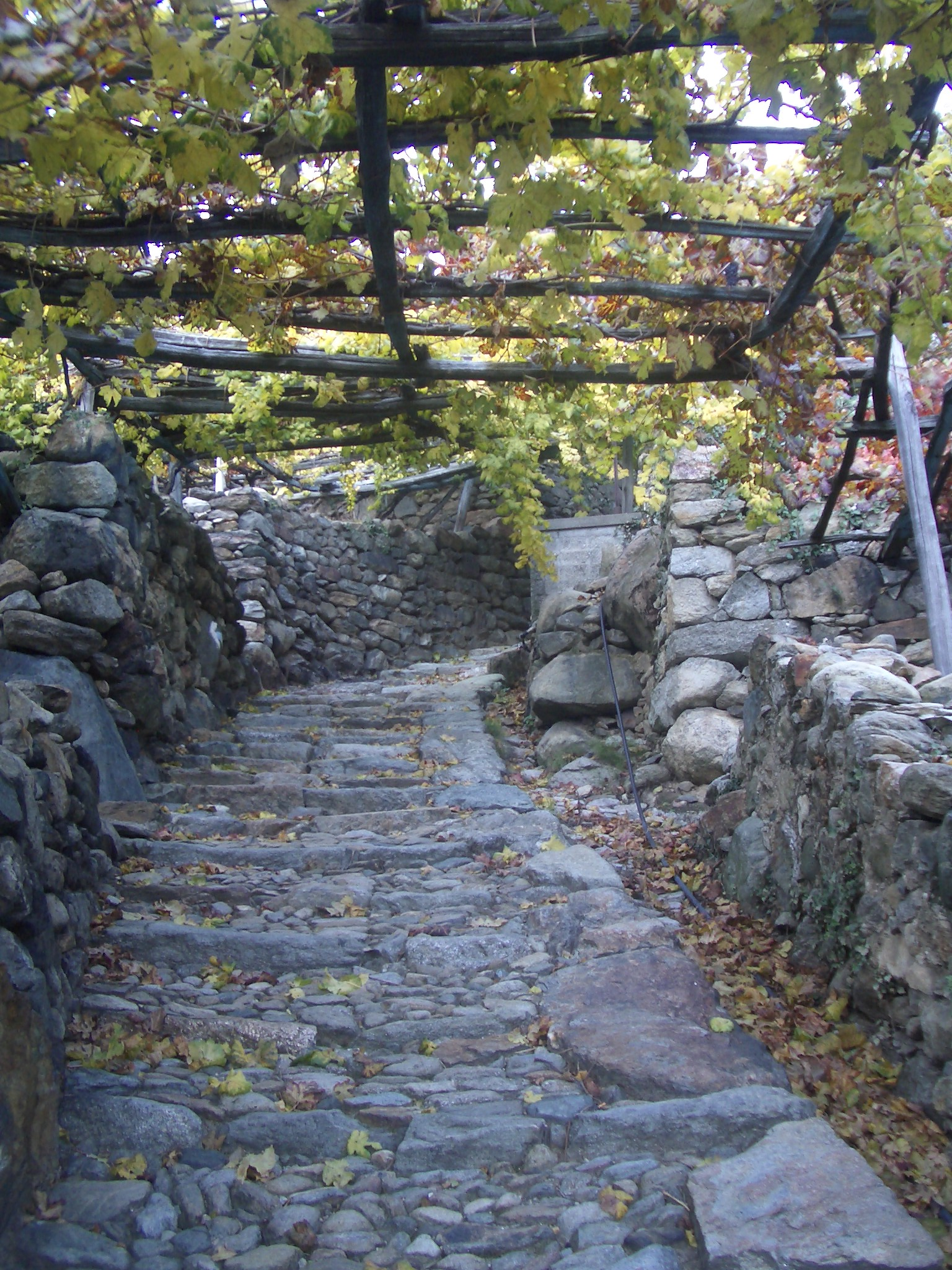
Pergola italienne
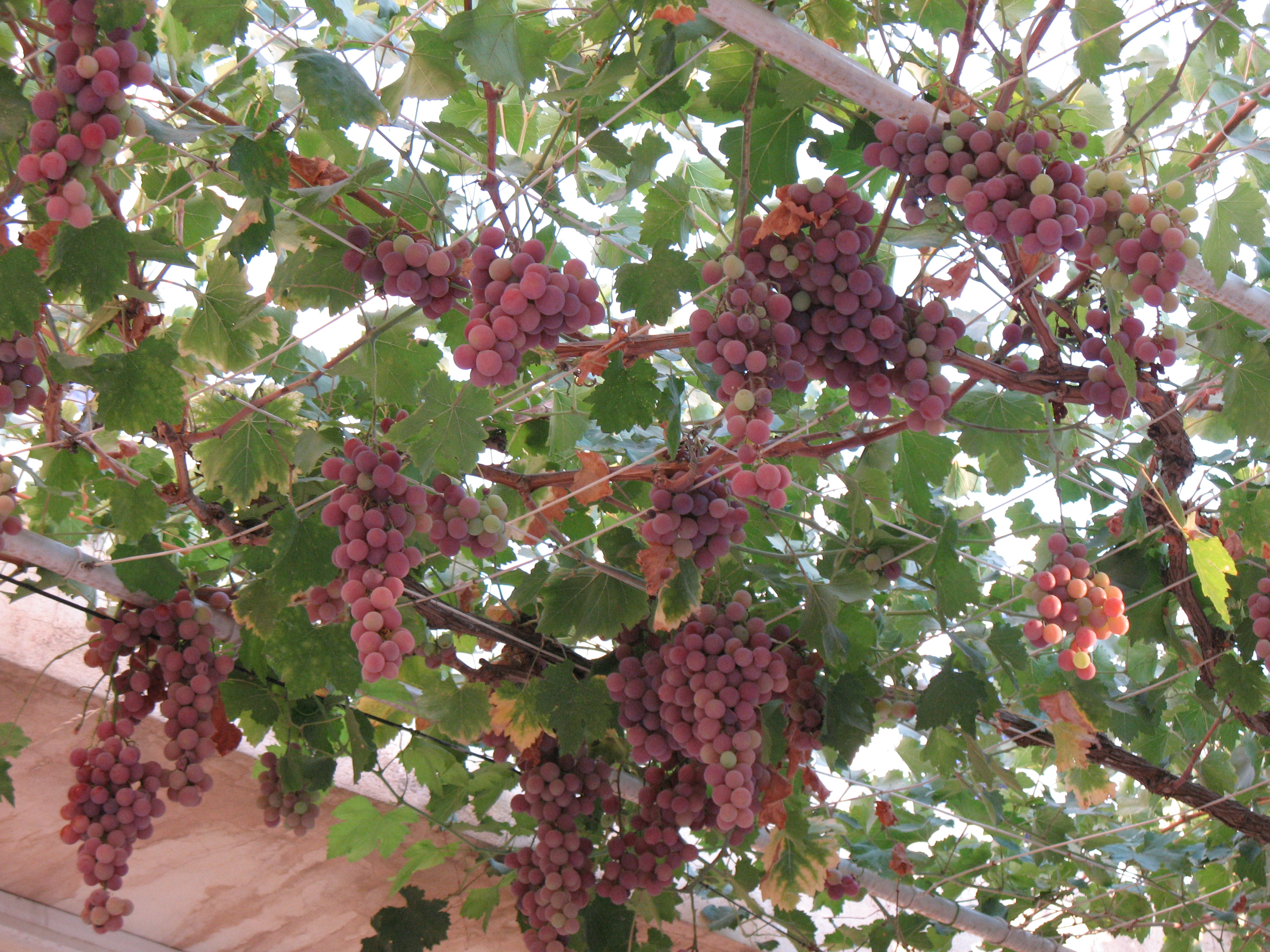
Raisin rose pendu sous une treille
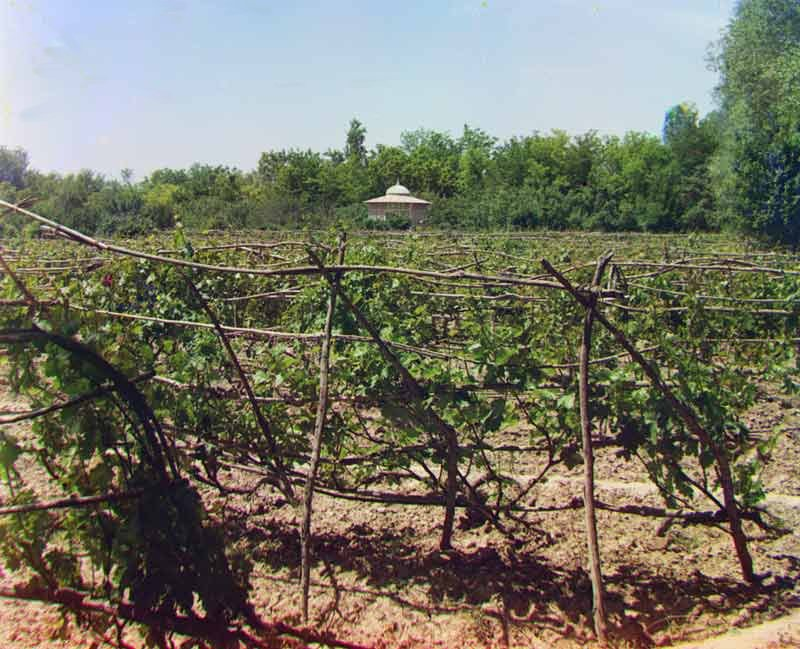
Pergola oblique

Pour la France les deux modèles initiaux du professeur Fregoni sont en passe d'être dépassés. Depuis les années 1970, la conduite de la vigne profite d'une modernisation de formes anciennes. Celle-ci a pu se faire sur la base des travaux menés dans le cadre du Groupe d'Étude des Systèmes de Conduite de la vigne (GESCO).
Les chercheurs du GESCO ont pu démontrer « les liens entre les éléments de la qualité du raisin, d'une part, le microclimat des feuilles et la gestion du carbone de la plante, le microclimat des raisins, le volume de vieux bois, d'autre part ; et la teneur en anthocyanes des pellicules des baies à maturité ». De plus, il existe une relation entre le système de conduite et la qualité des vins, cette relation est telle que l'importance du mode de conduite de la vigne équivaut à celui du terroir. Parmi les choix testés lors des essais du GESCO en France, la conduite en lyre, s'est révélée la plus rationnelle en particulier pour les vignobles méditerranéens.
La vigne en lyre est un mode de palissage oblique. À partir d'un rang de vigne, ce sont deux palissages qui sont montés, doublant la surface foliaire de la vigne. Cette pratique récente a été créée pour les vignes plantées à faible densité. Elle est toutefois à réserver aux zones irriguées ou naturellement pourvues en eau, car la transpiration augmente proportionnellement au feuillage.
Ce nouveau concept architectural est de plus applicable dans des terroirs très divers, où la lyre égale ou dépasser les meilleures méthodes classiques; la vigne en Lyre est en fait devenue la référence qualitative; elle est particulièrement adaptée à une viticulture intégrée; sa mécanisation est désormais totale, la vendange par secouage latéral y étant devenue possible grâce au concept de Lyre pliable avec sa mise au point technique à l‘AGRO-INRA de Montpellier et à l‘INTA de Mendoza.

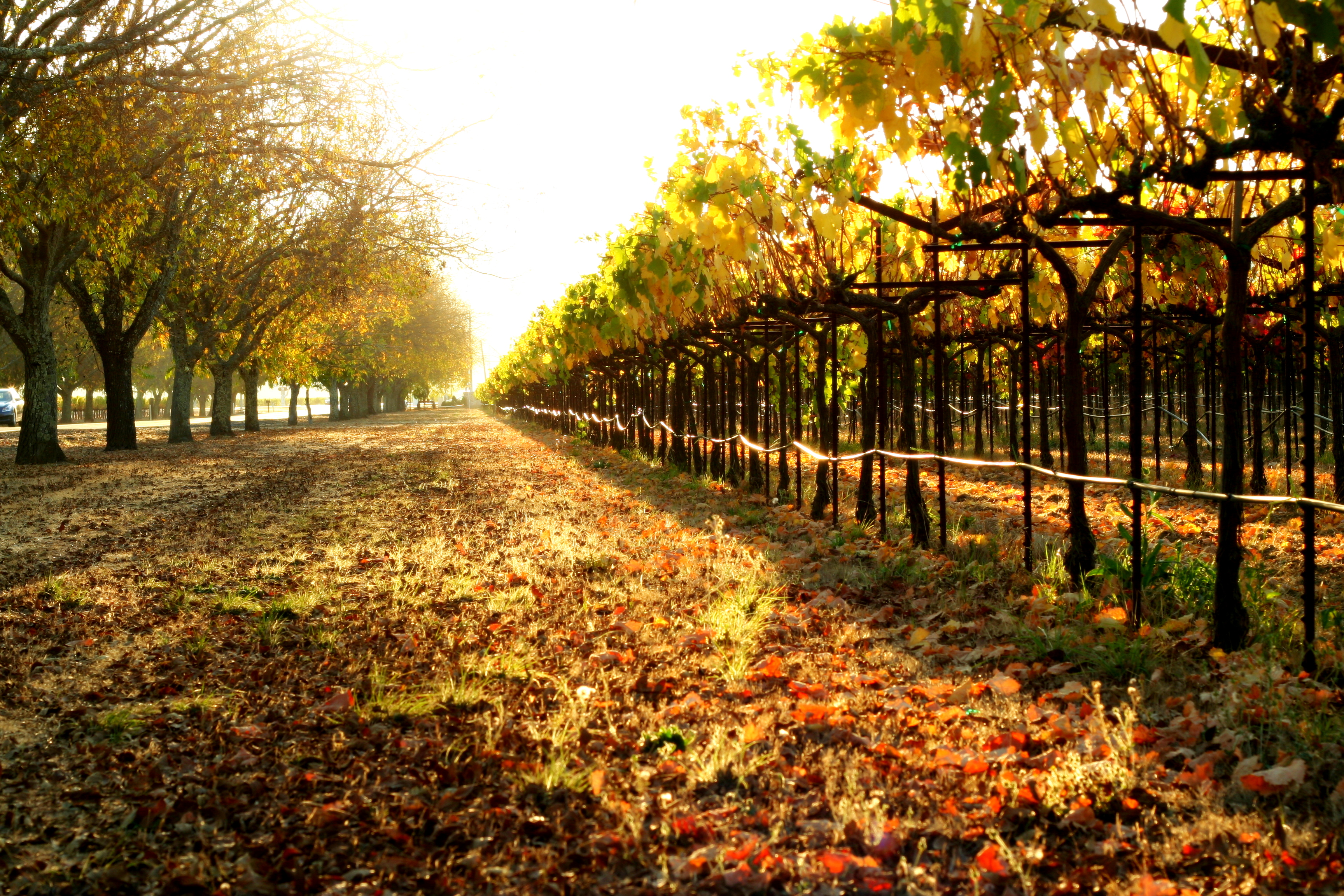
Vigne en lyre haute en Californie (Napa valley).
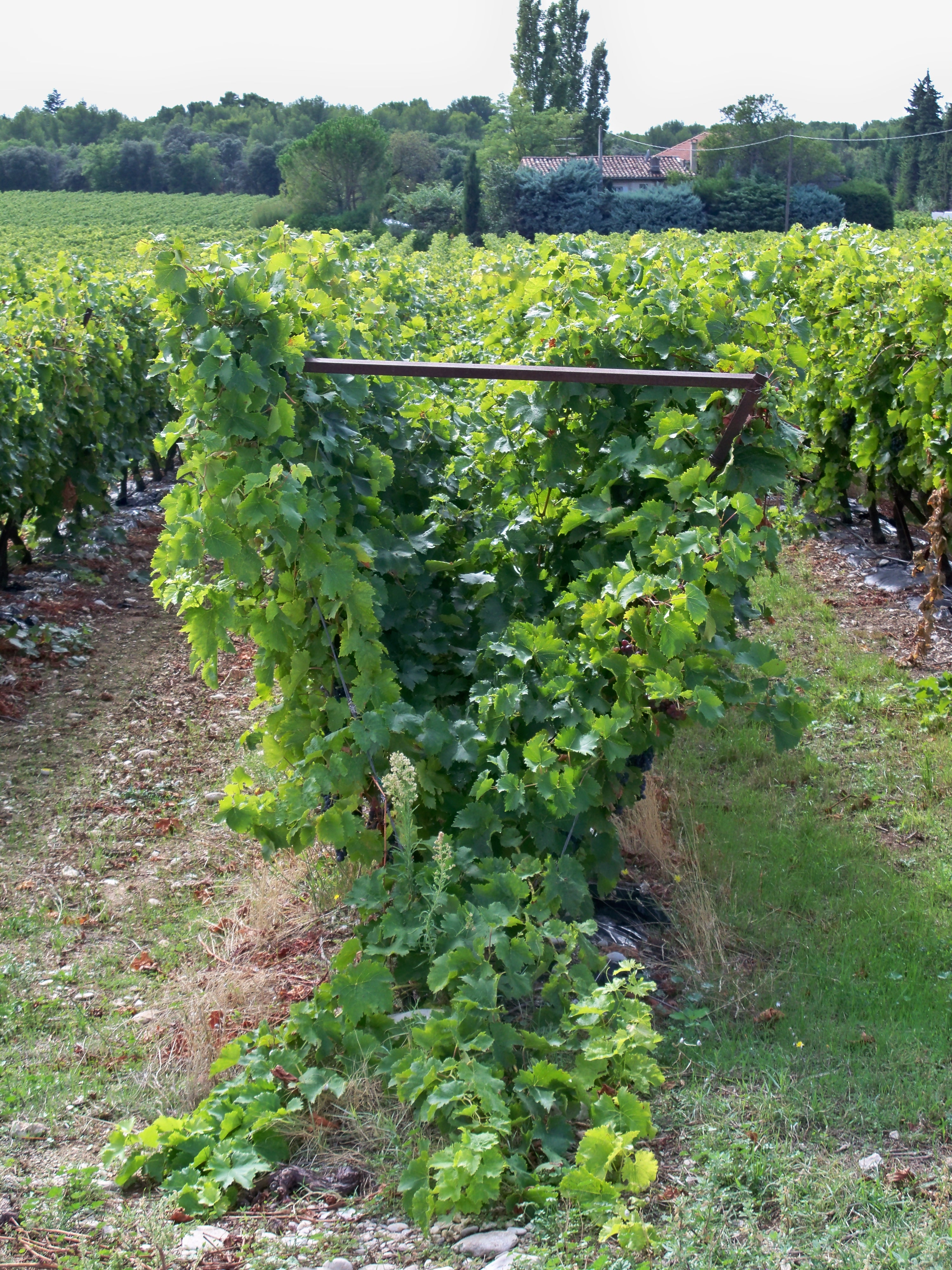
Lyre pour raisin de table : muscat du Ventoux
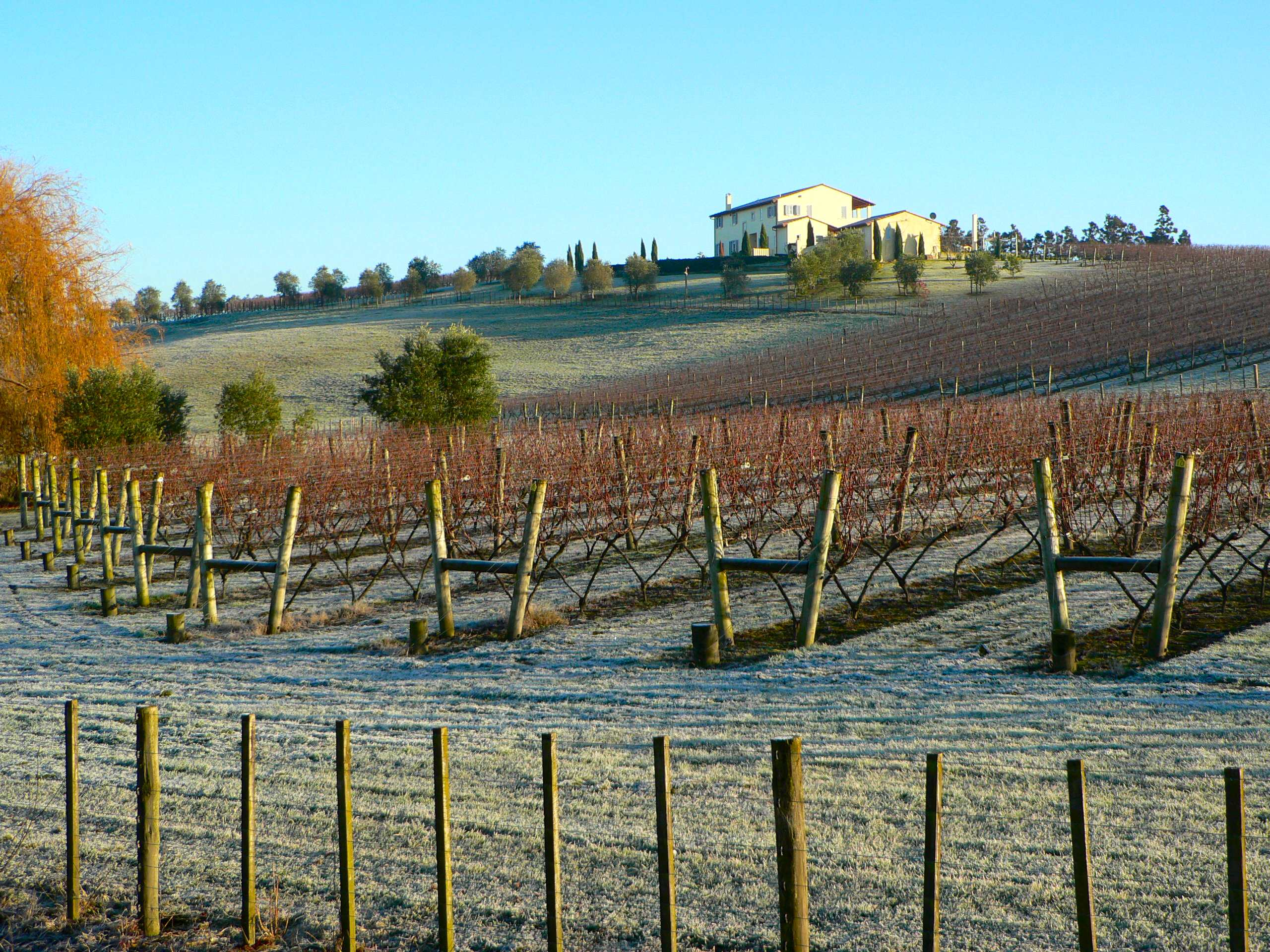
Vigne en lyre hors végétation
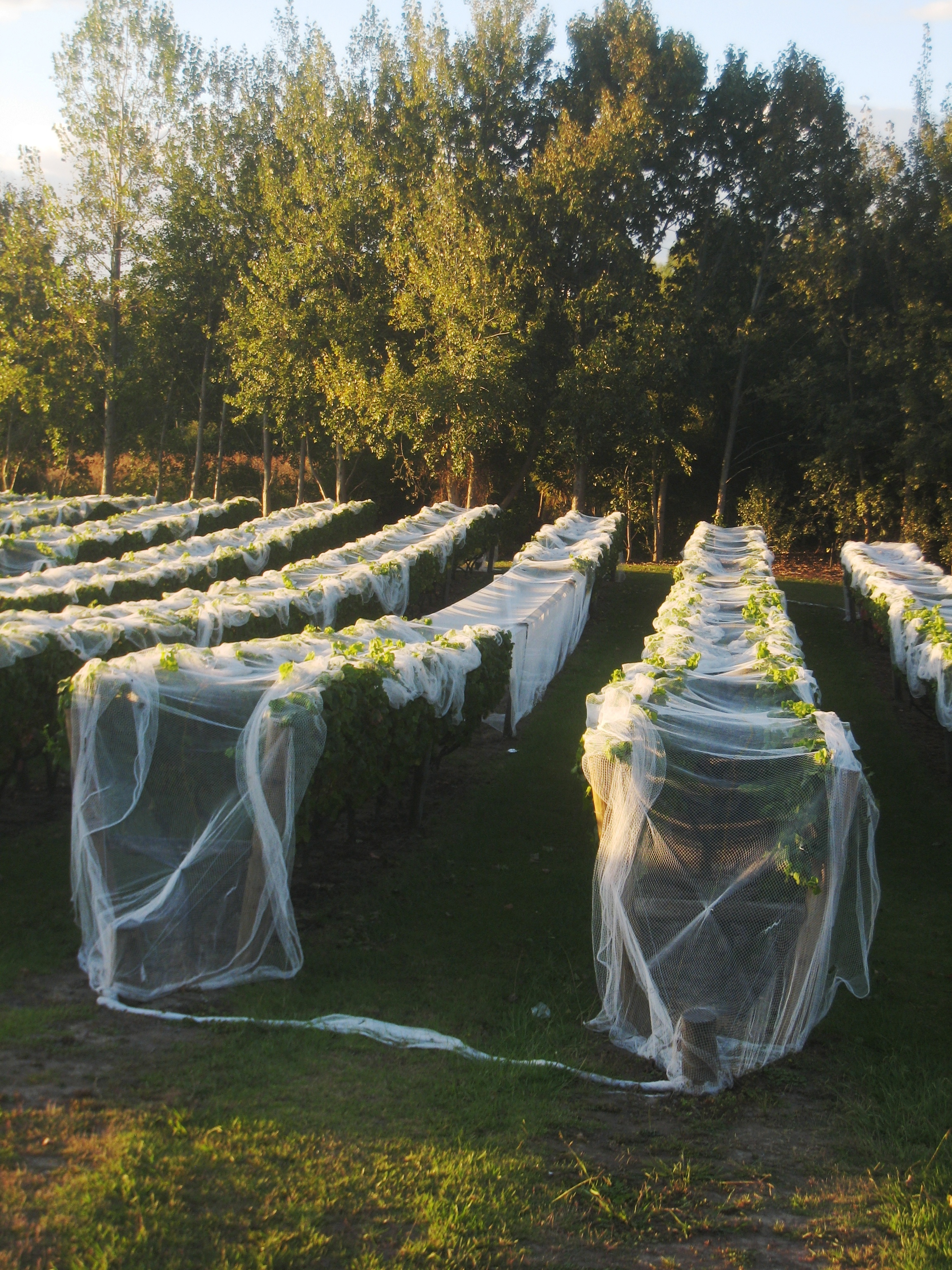
Palissage en lyre coiffé d'un filet de protection anti-oiseaux.

### Irrigation
La vigne est une plante qui racine bien et qui est bien adaptée au climat méditerranéen avec une sécheresse estivale : en ce sens elle appartient à l'antique triade sèche méditerranéenne vigne/céréale/olivier. Cependant, l'adaptation millénaire de certains cépages à des terroirs variés a fait perdre à certains cette aptitude. En outre, la vigne a été implantée dans des régions où la sécheresse est extrême et enfin, le viticulteur moderne exige des rendements là où auparavant la viticulture d'autoconsommation se contentait de ce que l'année donnait.
L'irrigation la plus efficace et la moins gaspilleuse en eau est le système du goutte à goutte. Elle est bien adaptée à une irrigation annuelle. En revanche, son installation est coûteuse et longue ; elle ne convient donc pas à un usage en année exceptionnellement sèche. Dans ce cas, l'irrigation à la raie ou par aspersion est plus justifiée : moins chère et vite mise en place. En France, la législation des vins interdit l'irrigation entre la véraison et la récolte. Hors de cette période, elle est possible pour les vins en vin de table et vin de pays. En AOC, elle n'est autorisée qu'entre la récolte et le 1er mai de l'année suivante. Entre le 15 juin et la véraison, l'interdiction peut être levée à titre dérogatoire sur demande de l'organisme de gestion de l'appellation, motivée par une étude, auprès de l'INAO. Le Chili est un cas particulier : l'usage très important de l'irrigation est permis par l'abondance des eaux de fonte des neiges qui descend de la cordillère des Andes. L'irrigation en terrain très sec explique l'absence de la flavescence dorée, du mildiou de la vigne et de phylloxera,.
Cette pratique est autorisée sans restriction pour le raisin de table.

Principe du goutte à goutte
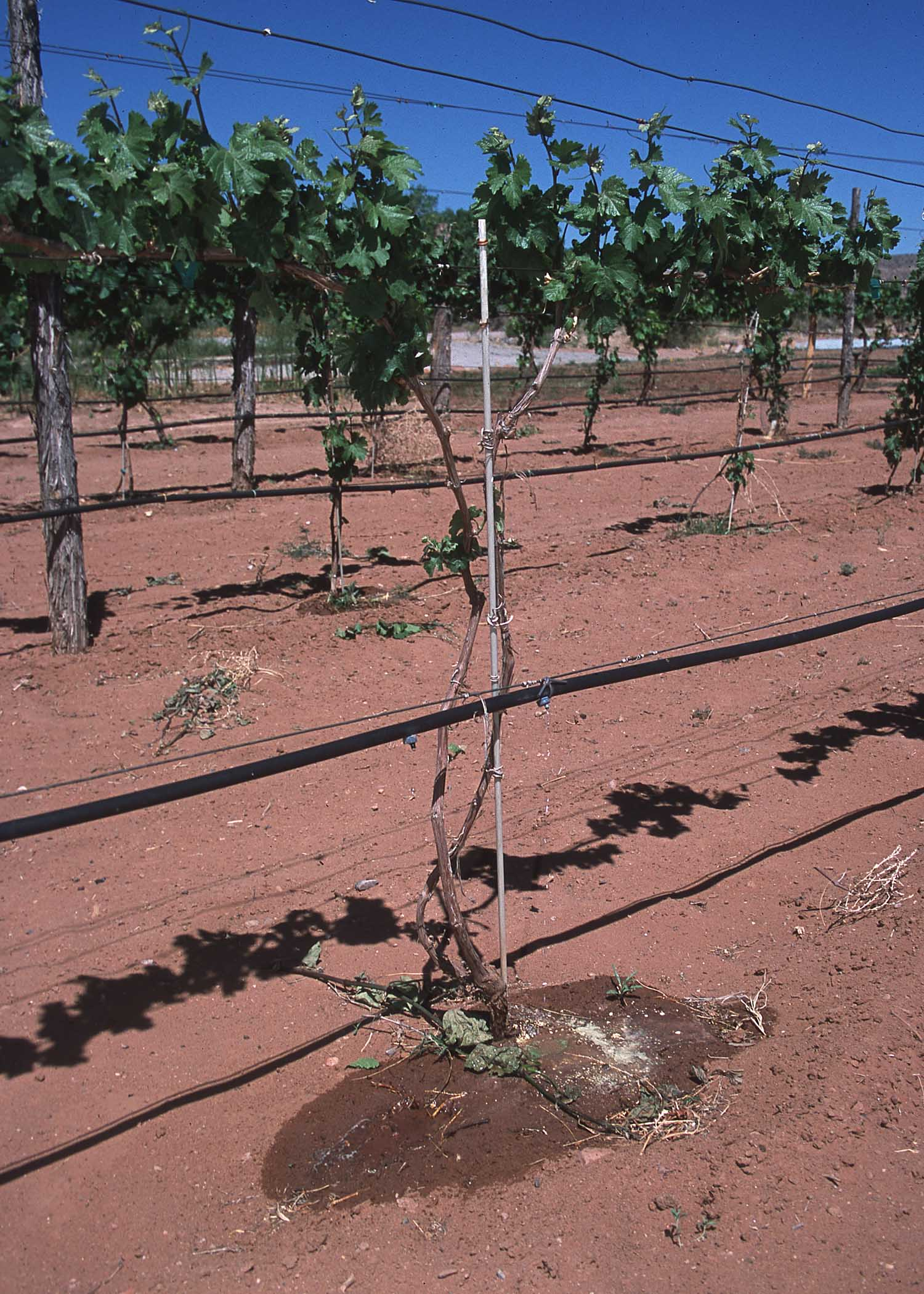
Jeune vigne au Nouveau-Mexique irriguée au goutte à goutte
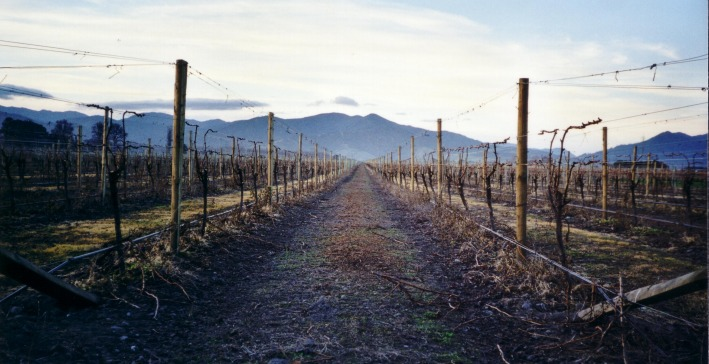
Goutte à goutte suspendu au palissage.
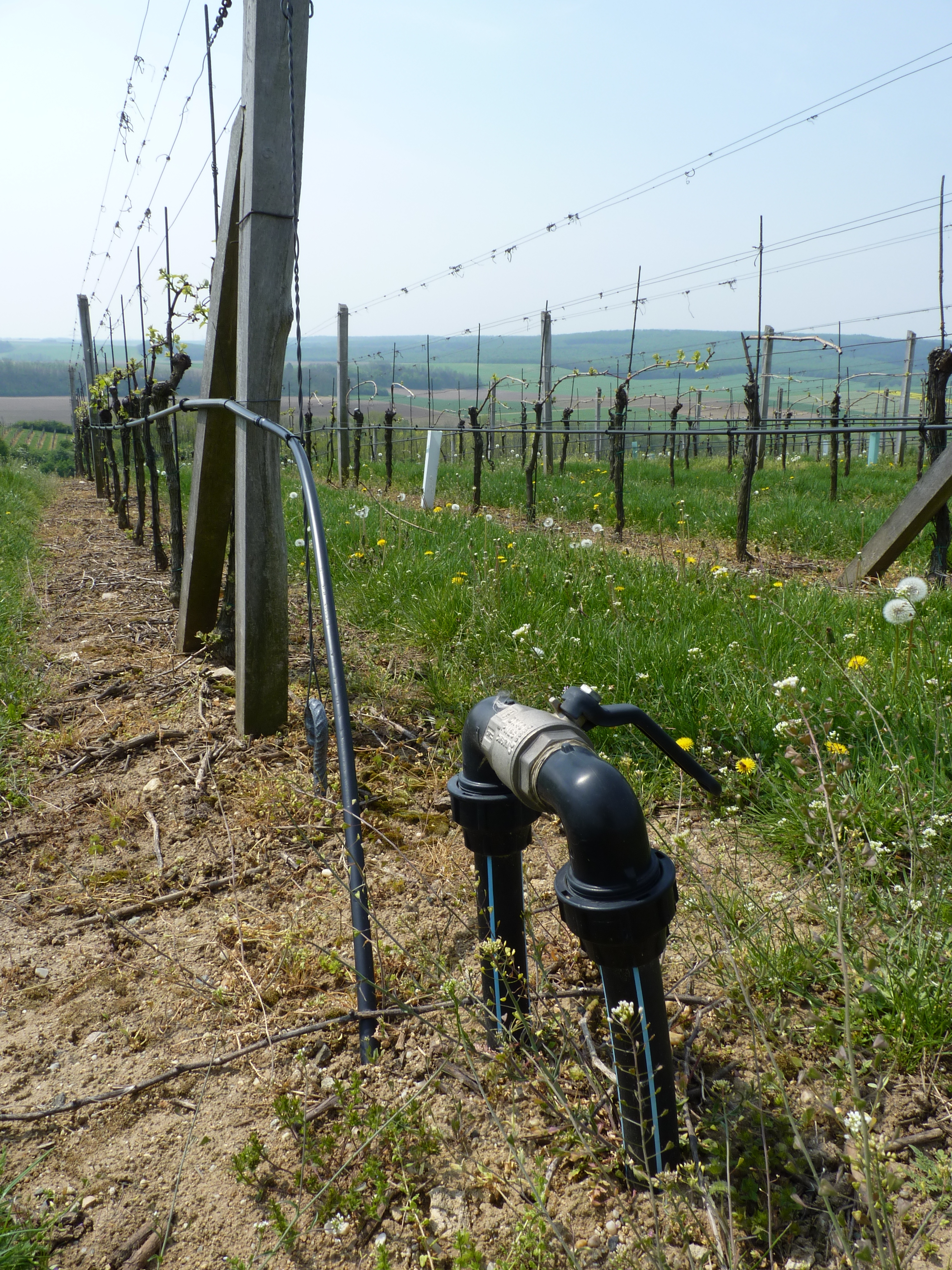
Vanne de distribution de l'irrigation en République tchèque.

## Entretien de la vigne

### Entretien de la charpente: la taille sèche
La taille de la vigne est aussi dite taille sèche par opposition aux opérations en vert (durant la période de végétation). Cette phase du travail de vigneron est dictée par l'acrotonie très marquée de la vigne : les bourgeons les plus hauts débourrent les premiers et inhibent le développement des autres. Cette particularité est nécessaire pour une liane : grandir vite pour atteindre la canopée. La taille de la vigne est donc une nécessité du viticulteur pour limiter la taille des pieds de vigne dans des proportions raisonnables : permettre un travail au niveau du sol et le passage d'outils tractés. Le second rôle consiste à limiter le nombre d'yeux (bourgeons donnant des rameaux porteurs de grappe) pour favoriser une bonne mise à fruit et une maturité optimale. Un grand nombre de modes de taille a été mis au point, selon les outils et les habitudes régionales, selon le climat ou selon les particularités des cépages.
Il existe plusieurs systèmes de taille, répartis en deux catégories principales. Ainsi, la taille peut être dite courte, ou longue, selon qu'elle laisse peu ou beaucoup de futurs bourgeons sur chaque sarment taillé. Il existe également des méthodes mixtes. Le choix du système de taille se fait selon de nombreux facteurs : le type de cépage, leur fertilité, le rendement souhaité, la structure de croissance des rameaux, le type de palissage et de mécanisation, le climat, etc.

Système de taille longue.
Système de taille courte.

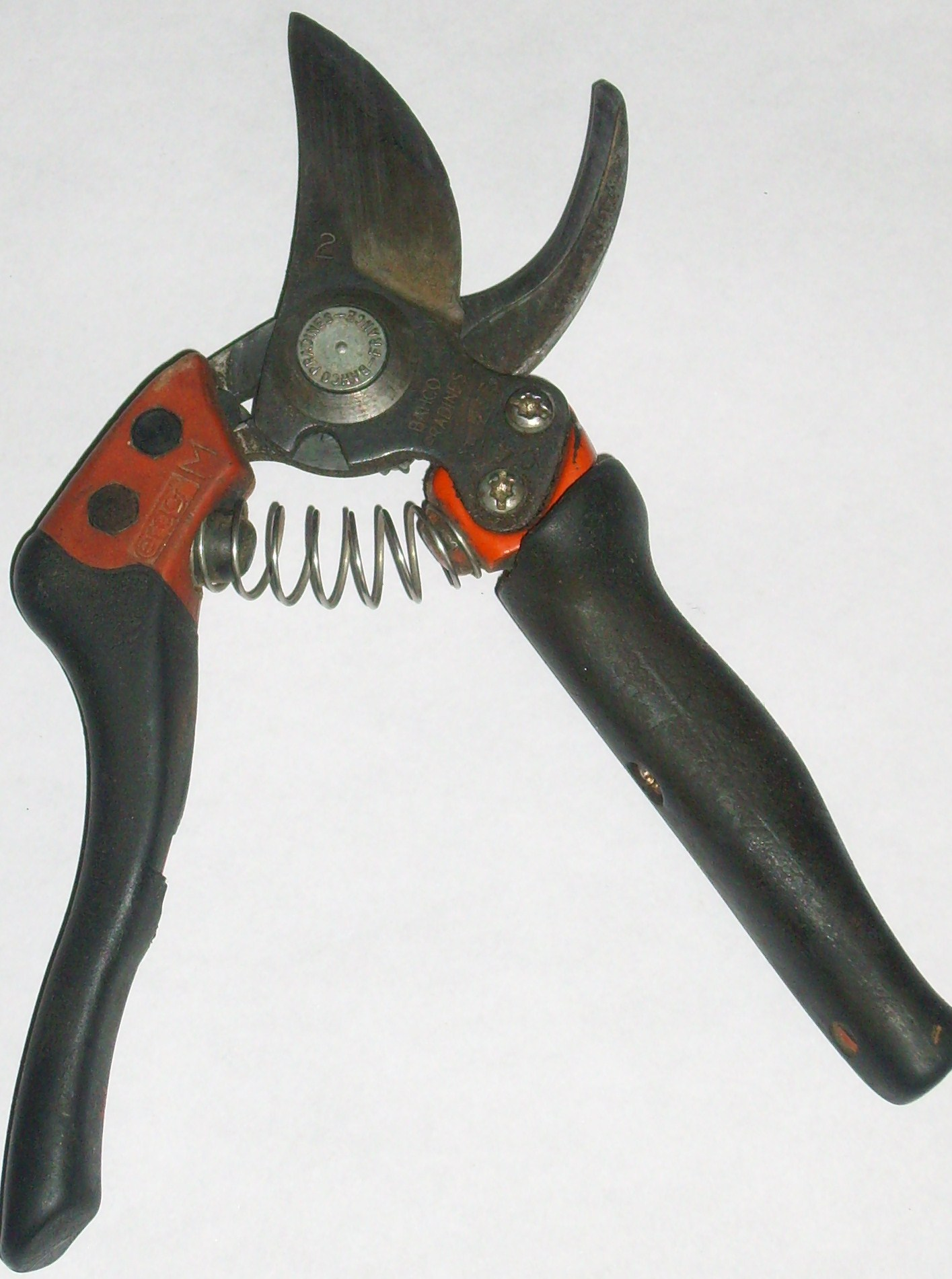
Sécateur manuel pour la taille.

La taille est effectuée au moyen de sécateur, de sécateur à deux mains, de sécateur électrique, ou pneumatique, et peut être assistée par une scie pour les bois de dimensions plus importantes.
Une prétaille peut être réalisée pour faciliter le travail, à l'aide d'une prétailleuse.
Les sarments issus de la taille peuvent être brûlés sur place dans la parcelle, ou récupérés et utilisés comme combustible de chauffage. Ils peuvent également être broyés mécaniquement dans les rangs de vigne pour favoriser le maintien du taux de matière organique dans les sols.

### Protection contre les maladies

#### Historique
La vigne a longtemps été une culture fruitière ne nécessitant peu ou pas de soins contre les maladies. Au cours du XIXe siècle est arrivé l'oïdium qui ravagea trois récoltes successives au début des années 1850 ; quelques années plus tard, le phylloxéra a anéanti le vignoble, si bien que l'arrivée du mildiou dans les années 1880 ne fut qu'une nouvelle péripétie. Ces maladies trouvèrent avec le soufre fleur, le greffage et la bouillie bordelaise leur panacée.
Au cours du XXe siècle, l'utilisation croissante d'engrais a augmenté les rendements et la pression de nouvelles maladies s'est fait jour. La connaissance des processus biologiques a permis d'attribuer à des agents pathogènes des phénomènes dégénératifs constatés sur des vignes âgées. Au début du XXIe siècle, la lutte entre maladies et ravageurs et le viticulteur est toujours complexe, remise en cause par la suppression de molécules efficaces mais nocives pour l'environnement et la nécessité de réduire les intrants (produits amenés dans les parcelles : engrais, amendements, produits phytosanitaires, etc.) Les effets des changements climatiques en cours ont aussi une influence sur le cycle végétatif de la vigne et de ses ennemis.

#### Maladies cryptogamiques

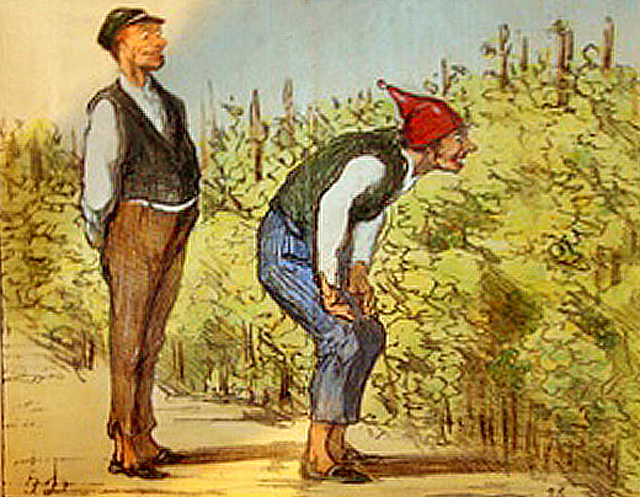
Émotion champêtre, par Honoré Daumier
« Faut que je regardions comment qu'murit le raisin : y' longtemps que j'avions point vu ça ! »

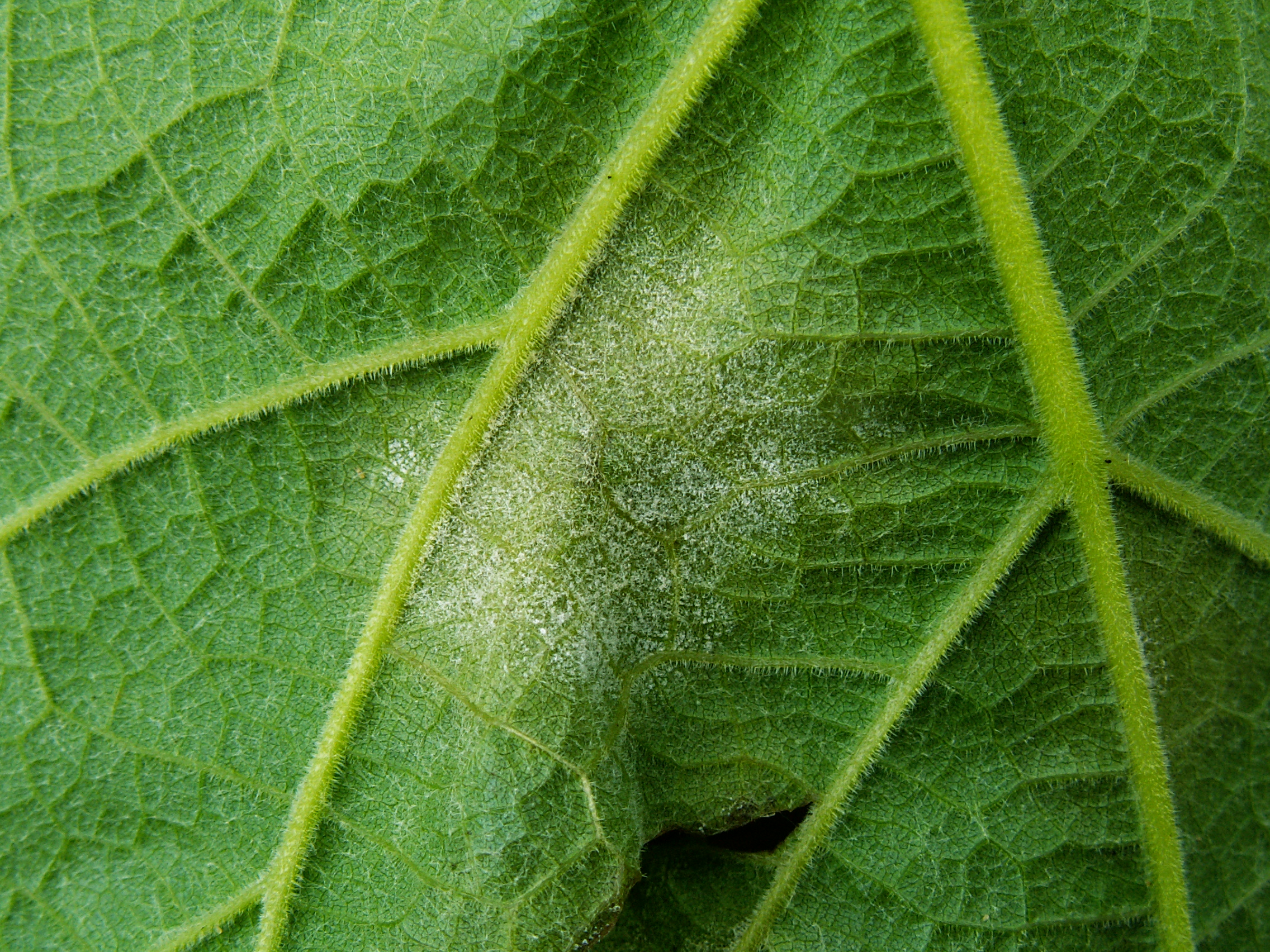
Feuille de vigne atteinte de mildiou

Les maladies cryptogamiques sont dues à des champignons qui pénètrent dans la plante et colonisent les feuilles, les fruits mais aussi la charpente et le système d'alimentation de la plante : maladies du bois. Leur attaque affecte la production de fruits et la photosynthèse induisant un retard ou défaut de maturité, affaibli la plante et peut entraîner sa mort.
Le mildiou, plasmopara viticola, est un champignon. Sa propagation est due à l'humidité ; ainsi, la force de ses attaques est liée à la pluviométrie printanière. Il s'attaque aux feuilles sur lesquelles il laisse des feutrages blancs. Sur les grappes, il porte les noms de rot gris ou de rot brun. Les infections graves nuisent à l'aoûtement : les rameaux mal aoûtés ne bourgeonneront pas l'année suivante et ils seront plus sensibles aux gelées. Même si les ceps ne meurent généralement pas de cette maladie, son impact économique sur la récolte n'est pas négligeable. La lutte, longtemps à base de bouillie bordelaise et de sulfate de cuivre, d'où le nom de sulfateuse pour les premiers appareils de traitement, est aujourd'hui conduite grâce à de nombreuses molécules actives. Depuis quelques années, des modèles informatiques déterminent le début de l'attaque du mildiou, permettant aux viticulteurs en viticulture raisonnée de ne pas commencer les traitements avant la date d'attaque massive prévue par le modèle. Ce programme fonctionne sur le cumul des températures et des précipitations.

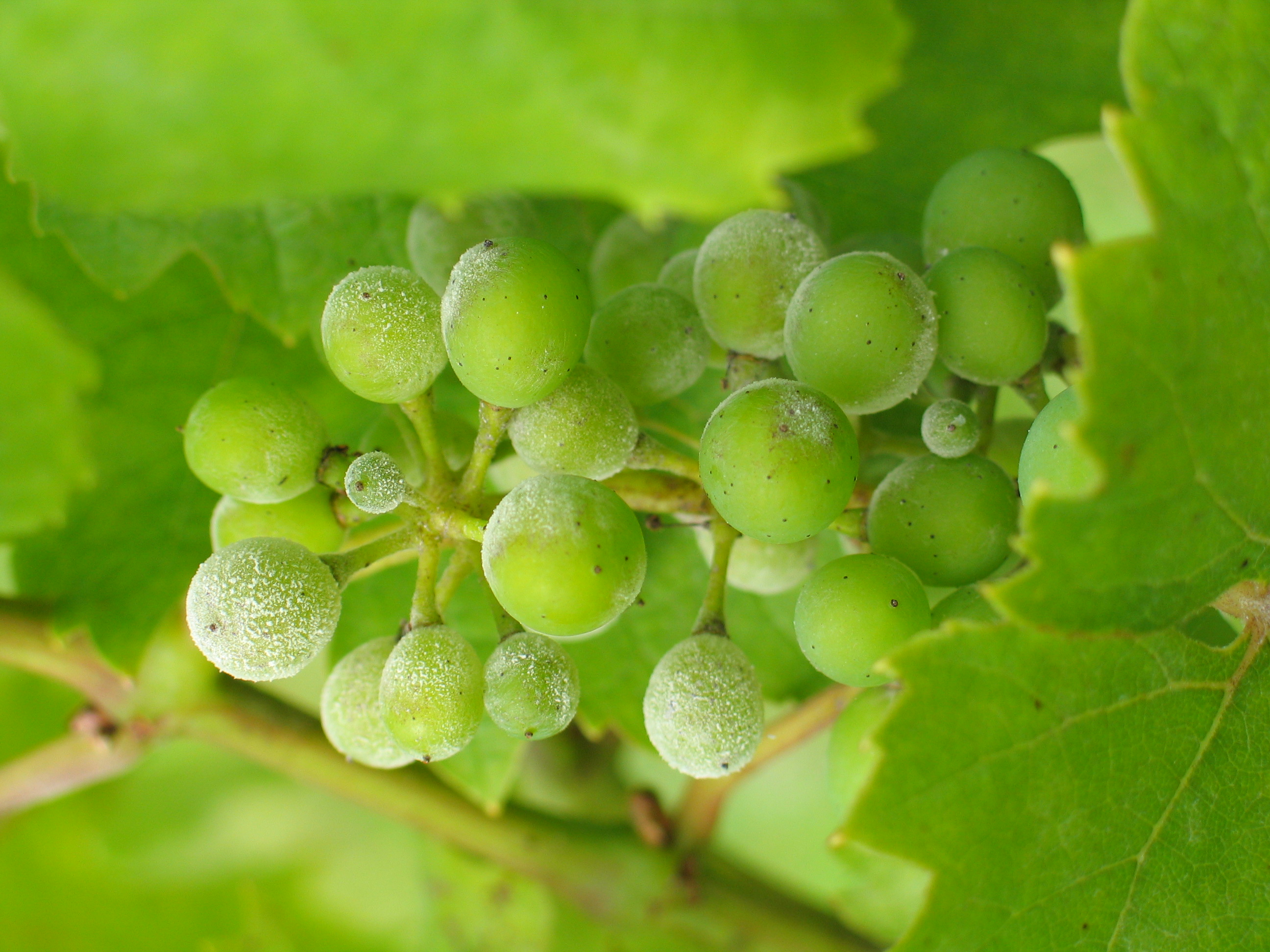
Oïdium sur grappe

L'oïdium, Erysiphe necator, est un champignon provoquant une maladie grave. Il se conserve d'une année sur l'autre dans les parcelles mal entretenues et les pieds abandonnés. Une lutte mal menée concourt à une aggravation d'année en année. Le risque est important dès le débourrement, rendant plus difficile le raisonnement de la lutte, même si un modèle oïdium existe. Autrefois à base de soufre en poudre très fine pulvérisé par une soufreuse, la liste des spécialités actives est aujourd'hui importante mais nécessaire : le viticulteur doit alterner les molécules pour éviter les phénomènes de résistance.

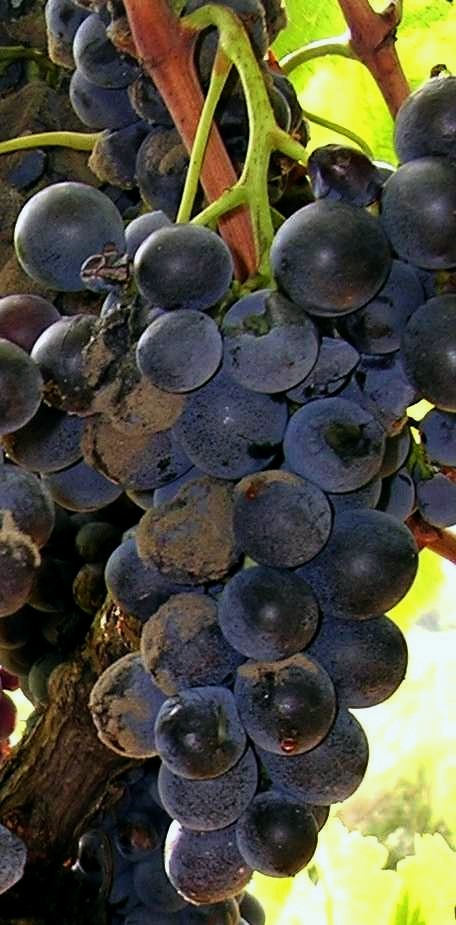
Grappe atteinte de pourriture grise

La pourriture grise, Botrytis cinerea, est un champignon qui s'attaque aux grappes de raisin vert ou mûr. Outre la perte quantitative, son action déprécie la qualité de la récolte. Même s'il existe des produits antibotritys efficaces, la lutte est essentiellement prophylactique : étalement des grappes, aération du feuillage, limite de la vigueur de la vigne, etc. Ces mesures augmentent l'effet fongicide des molécules utilisées. L'action des vers de la grappe favorise cette maladie : les chenilles perforent les grains de raisin et offrent une porte d'entrée à la maladie qui se propage ensuite de grain en grain. La lutte contre ces vers participe à la lutte contre la pourriture grise. Cependant, dans quelques sites aux conditions climatiques favorables et avec des cépages adaptés, cette maladie peut devenir de la pourriture noble, donnant parmi les meilleurs vins liquoreux du monde (Sauternes, Tokay, Trockenbeerenauslese, etc.)

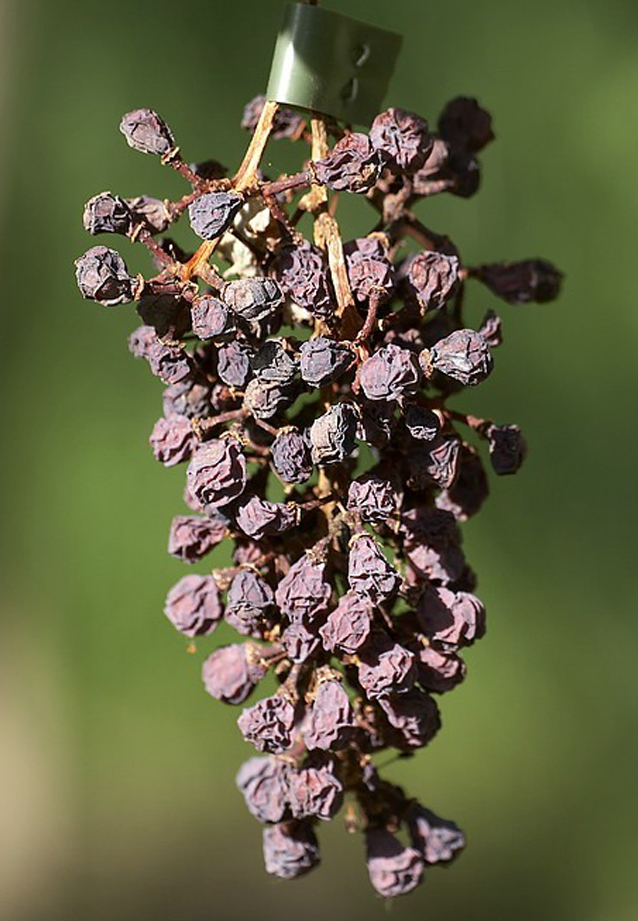
Grappe momifiée par le black rot

Le black rot, Guignardia bidwellii, est un champignon arrivé d'Amérique comme le mildiou et l'oïdium au XIXe siècle. L'attaque sur les grappes et les feuilles provoque une nécrose. La recrudescence de cette maladie longtemps jugée bénigne, date de l'apparition du désherbage total et de la machine à vendanger : les grappes momifiées ne sont plus décomposées durant l'hiver et restent des réservoirs à contamination pour l'année suivante. Les modes de lutte sont chimiques, avec des produits qui sont souvent à double effet avec le mildiou ou l'oïdium, ou prophylactique, en ôtant les grappes desséchées lors de la taille et en favorisant leur compostage.
Le brenner ou rougeot parasitaire, Pseudopeziza trachelphila, est un champignon microscopique. Il bloque l'alimentation en sève, provoquant la nécrose des feuilles par plages géométriques sur le limbe. Une forte attaque peut défolier complètement une vigne. Il sévit surtout dans les vignobles septentrionaux et sa vigueur est accentuée par les hivers secs et froids suivis de printemps chauds et humides. Les spécialités anti-mildiou conviennent bien pour lutter contre lui.
L'eutypiose est une maladie du bois de la vigne due à un champignon, eutypa lata, qui attaque aussi les abricotiers. La maladie, répertoriée depuis très longtemps, affecte préférentiellement des cépages sensibles : cabernet-sauvignon N, cinsaut N, gamay N, grenache des trois couleurs, sauvignon B ou ugni blanc B. La maladie pénètre dans les plaies de taille, aussi est-elle favorisée par la grande surface des plaies, comme pour la taille en guyot. La désinfection des plaies, la taille tardive en période de pleurs et la taille par temps sec sont des mesures prophylactiques. La maladie affecte un bras du cep, puis, s'il n'est pas éliminé à la taille, affecte le reste de la plante. Le vieux bois infecté présente une section nécrosée de couleur brun sombre. Il n'existe pas de traitement curatif.
L'esca est provoquée par l'attaque simultanée de plusieurs champignons dont le rôle de chacun est encore peu connu. Dans la forme lente de la maladie, les feuilles se colorent dans la zone entre les nervures, en jaune pour les cépages blancs et en rouge pour les cépages noirs et la partie colorée se dessèche ensuite. Dans la forme rapide dite apoplectique, le cep ou une partie du cep se dessèche en quelques heures par rupture de l'alimentation en eau. La section d'un bois atteint montre une partie moins dure qui ressemble à de l'étoupe. Le seul produit efficace de lutte, l'arséniate de soude, a été interdit en 2001 en France pour sa toxicité, entraînant la recrudescence de l'esca. Seules les mesures prophylactiques peuvent avoir une certaine influence : élimination et crémation des parties atteintes, limite de la surface des plaies de taille ou épamprage au sécateur pour faire des plaies propres.
Le black-dead-arm, BDA ou maladie du bras mort noir, est une maladie qui est apparue en 1999. Confondue au départ avec l'esca, elle a un mode de fonctionnement voisin : plusieurs souches de champignons appartenant toutes au genre Botryosphaeria en sont la cause et l'attaque sur feuille donne des symptômes voisins. Il n'existe pas de lutte chimique homologuée en 2010.
Les pourridiés sont des champignons, Armillariella mellea et Rossellinia necatrix. L'attaque porte sur les racines de la plante et entraîne un affaiblissement progressif de la souche puis sa mort. La contamination se fait de proche en proche par contact entre les racines ou par colonisation du sol par le champignon. Aucune lutte n'existe, un pied atteint doit être supprimé. La lutte est essentiellement préventive : lors de la plantation, éviter de planter sur un terrain ayant porté des arbres dont le sol contient encore des résidus de souches et de racines. Les sols ayant porté depuis plusieurs années des cultures annuelles sont à privilégier.

#### Ravageurs

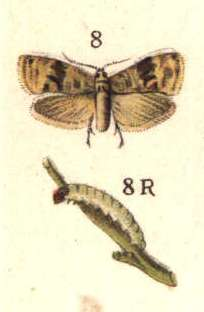
Cochylis de la vigne et sa chenille

Les ravageurs sont des arthropodes qui se nourrissent de la vigne et dont le nombre porte une influence négative sur la qualité de la récolte.
Le phylloxera, Daktulosphaira vitifoliae (Fitch), connu aussi sous le nom de Phylloxera vastatrix (Planchon), est le ravageur qui a provoqué une crise mondiale sans précédent dans le monde viticole. Cet insecte vivait aux États-Unis sur des espèces qui le tolèrent sans grand dommage. Arrivé en Europe, il a attaqué l'espèce Vitis vinifera sur laquelle il a détruit le système racinaire, provoquant la mort de centaine de milliers d'hectares. Les moyens de lutte chimique n'ont pas été probants ou trop chers et la solution est venue du greffage de la vigne européenne sur des porte-greffes d'origine américaine tolérant l'insecte. Grâce à la généralisation de ce greffage, l'insecte n'est plus l'objet ni de traitements, ni d'observations attentives, dans la viticulture productrice de raisin. En revanche, les pépiniéristes qui cultivent des porte-greffes, doivent parfois limiter la population d'insectes : la forme gallicole de ces derniers attaque le feuillage des vignes américaines et nuit au bon aoûtement des bois, donc au rendement en bois de greffe. Certains porte-greffes y sont très sensibles, comme le Richter 110.
Les tordeuses de la grappe ou vers de la grappe, sont des petits papillons dont les chenilles perforent les jeunes grains de raisin. Les espèces Eudémis et Cochylis en sont responsables. Outre la perte des grains perforés et consommés, leur rôle néfaste vient des attaques durant l'été sur des grains en cours de maturation. À ce moment-là, l'ouverture créée est une porte ouverte à la pourriture grise. Le grain touché suinte du jus sucré sur lequel les spores de botrytis germent.
Ainsi, un seul grain peut-il faire pourrir toute la grappe. Les changements climatiques favorisent cette maladie puisque le nombre de génération augmente avec les automnes cléments. Certaines années, les étés humides peuvent aussi provoquer de la pourriture acide. Les jus des grains se transforme en vinaigre avant même la récolte. La lutte chimique consiste en application d'insecticides ciblés. La lutte biologique utilise des pièges à phéromones. La lutte raisonnée utilise les pièges pour cibler les traitements au meilleur moment.

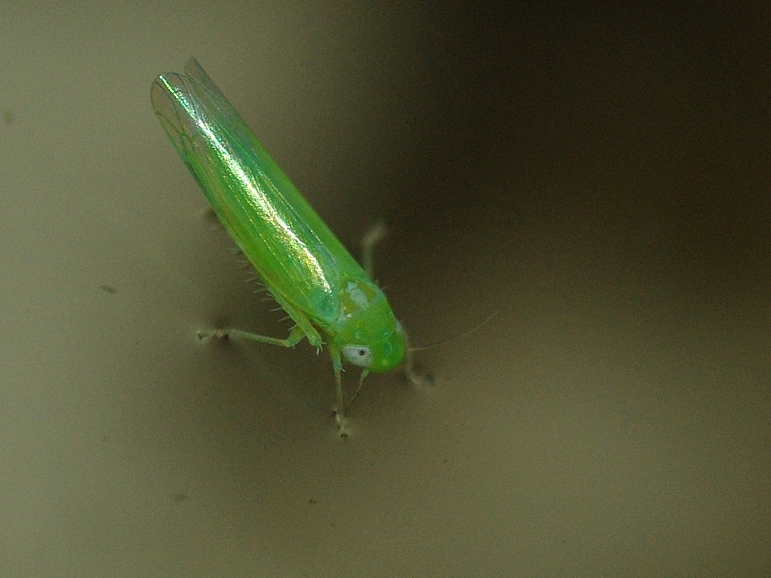
Cicadelle des grillures de la vigne

La cicadelle des grillures de la vigne, ou cicadelle verte, Empoasca vitis, est un insecte dont la larve se nourrit de la sève de la vigne. Les symptômes sur feuille sont des rougissements du bord du limbe délimités par les nervures, l'évolution de la maladie vers le centre de la feuille fait sécher la partie atteinte, comme grillée. Une forte pression des ravageurs nuit à la maturité du raisin et à l'aoûtement des rameaux, compromettant aussi la récolte suivante.
De nombreux acariens sont néfastes à la vigne. Parmi eux, l'araignée rouge et l'araignée jaune, mais aussi les acariens responsables de l'acariose ou de l'érinose. Ces animaux ont commencé à poser des problèmes lors de l'abandon des premiers traitements au soufre qui les limitaient. Des acaricides très toxiques ont été mis au point sans grand succès. Les recherches menées sur ce sujet ont démontré que les acaricides, plus violents que les insecticides habituels, éliminaient aussi des insectes auxiliaires, prédateurs des acariens. L'abandon de la lutte et le retour à un traitement précoce au soufre a généralement permis de revenir à des niveaux de populations tolérables. En privilégiant les acaricides mieux ciblés qui préservent les auxiliaires et en observant le taux d'occupation des feuilles avant de traiter, le viticulteur optimise son action.

#### Viroses et dégénérescences

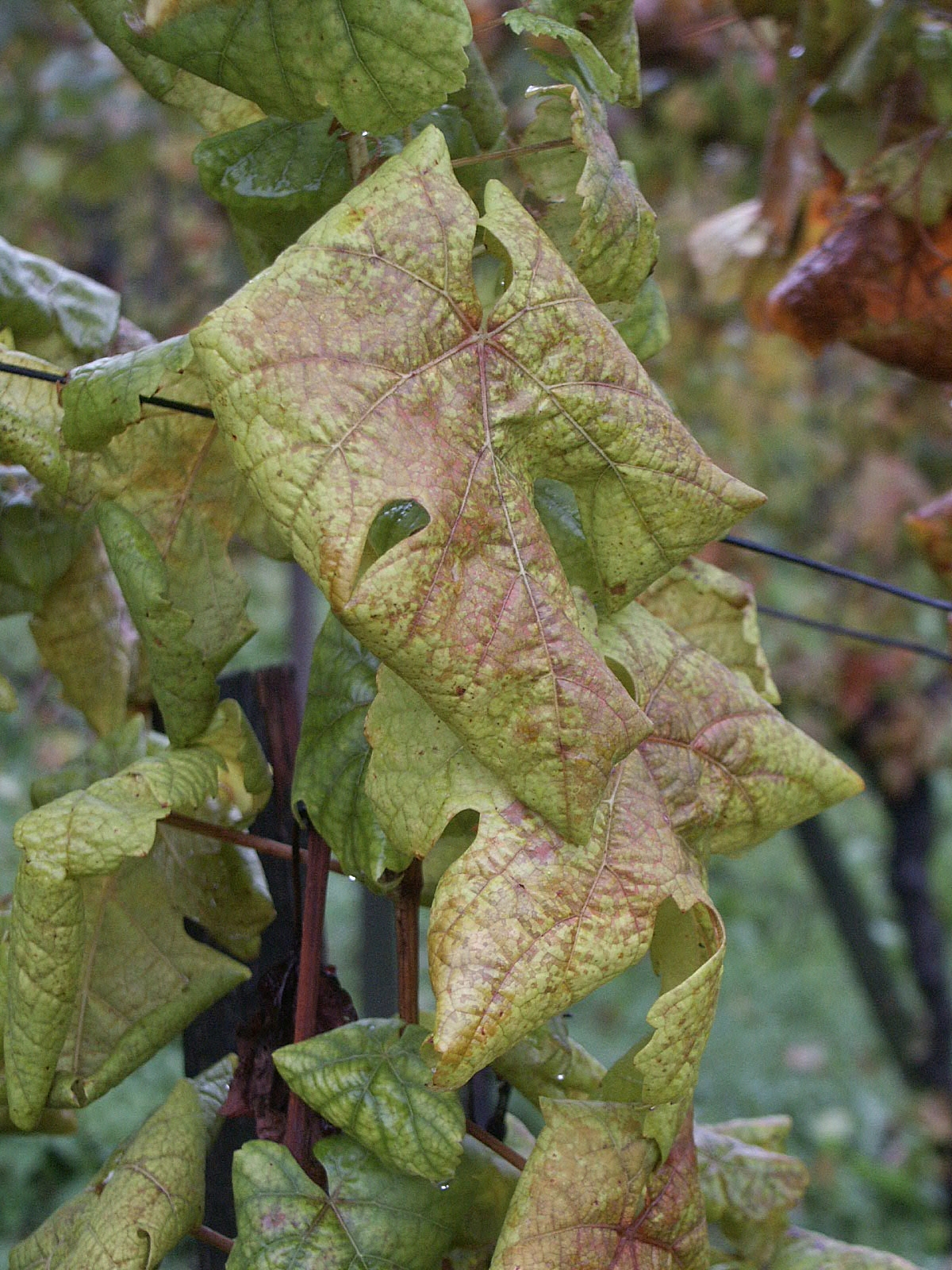
Symptômes de flavescence dorée

Les dégénérescences sont connues depuis très longtemps dans les vieilles vignes. De nombreux pieds s'affaiblissent, leur vigueur diminue et ils finissent par mourir. C'est la recherche scientifique récente qui a démontré le rôle des maladies à virus dans ces phénomènes.
La maladie du court-noué est une maladie due à plusieurs virus. Les entre-nœuds sont plus courts, leur extrémité présente des fasciations et des dédoublements, et les feuilles sont nanifiées en forme de patte d'oie. Les fleurs coulent et le pied ne produit plus. La maladie apparaît dans les vieilles vignes et se propage de proche en proche par les piqûres de nématodes. La maladie est incurable. Sa propagation peut être freinée en arrachant les ceps atteints, mais aucune lutte ni chimique ni biologique n'existe. La prophylaxie consiste à ne planter une jeune vigne que sur un terrain sain (n'ayant pas porté de vigne depuis huit ans ou ayant été désinfecté par un nématicide) et avec des plants sains. La certification de la filière française des pépinières viticoles garantie l'aspect sanitaire des jeunes plants.
Les virus de l'enroulement provoquent l'enroulement des feuilles vers leur face inférieure et une décoloration (rouge ou jaune, selon les cépages) des limbes foliaires. Le limbe durcit et devient cassant. Bien que moins spectaculaire que la maladie du court-noué, la récolte est néanmoins affectée par une mauvaise maturité. Année après année, le cep s'affaiblit jusqu'à sa mort. Plusieurs des virus associés à l'enroulement sont transmis par des cochenilles. L'élimination des virus de l'enroulement lors de la sélection des vignes mères de greffons tend à le faire disparaître.

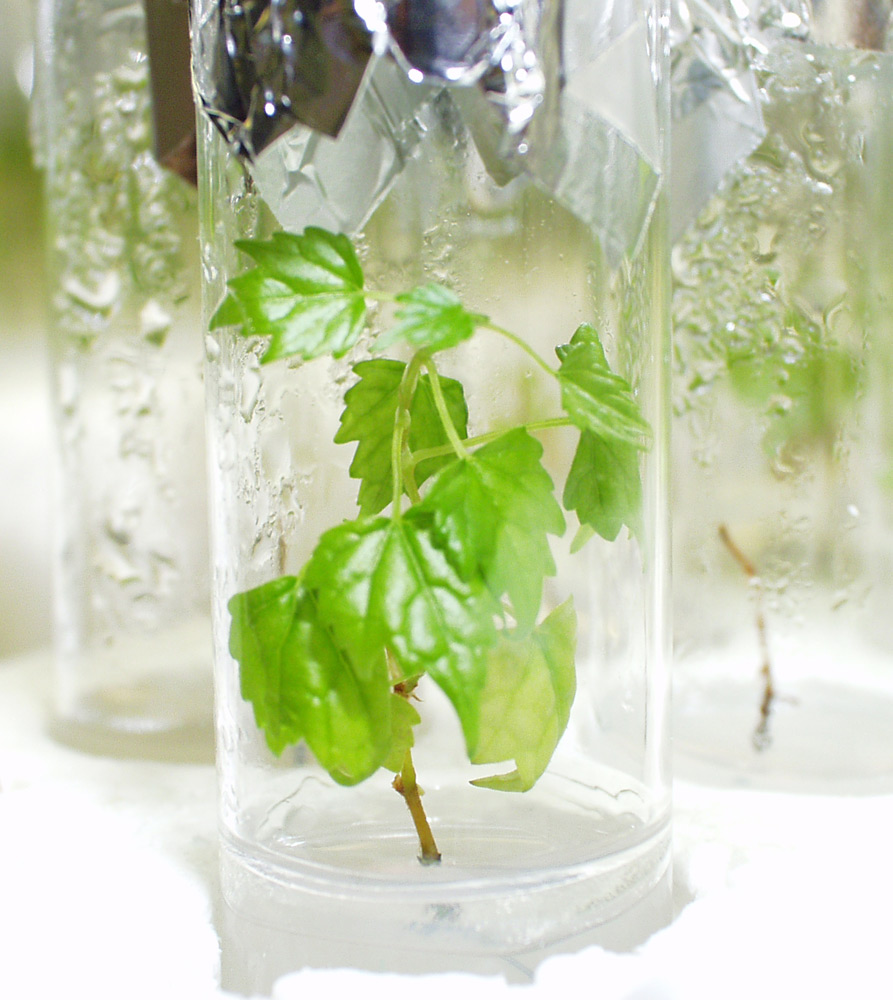
Culture in vitro de jeune plant sain

Le virus de la marbrure apparaît généralement dans les vieilles vignes sous la forme d'un affaiblissement progressif de la plante. La transmission se fait par les bois de greffe, aussi des tests pour le trouver sont-ils faits pour enlever de la sélection les souches virosées. Les plants certifiés sont sains.
La flavescence dorée est une maladie dégénérative à phytoplasme. Elle est incurable et seule la lutte contre son agent vecteur est efficace. Ce vecteur est la cicadelle de la vigne, Scaphoideus titanus. La lutte passe par trois traitements obligatoires par arrêté préfectoral. La lutte préventive concerne les parcelles de vigne mère ; là où la maladie est détectée les bois sont systématiquement écartés et la production de greffons ne peut reprendre qu'après deux ans sans constat de pied malade. Le traitement à l'eau chaude (50 °C pendant 40 minutes) des bois avant greffe ou des plants greffés-soudés est aussi efficace, les mesures préventives pouvant être cumulées pour plus de précaution.
Lors de la pousse de la vigne, les virus sont absents de l'apex, l'extrémité du rameau : ce dernier croît plus vite que l'infection ne gagne. Cette particularité est mise à profit pour faire une sélection sanitaire. L'apex est prélevé et mis en culture in vitro. Après racinement, le jeune plant peut être greffé ou mis en terre,. Cette technique étant coûteuse, elle est réservée à la sélection de nouveaux clones. Elle est particulièrement bien adaptée pour les populations comportant une grande variabilité, dont le pourcentage virosé est important. Elle peut aussi permettre de sauvegarder un cultivar rare. Un clone virosé peut ainsi donner naissance à une descendance saine qui est mise en multiplication.

### Protection contre les accidents climatiques

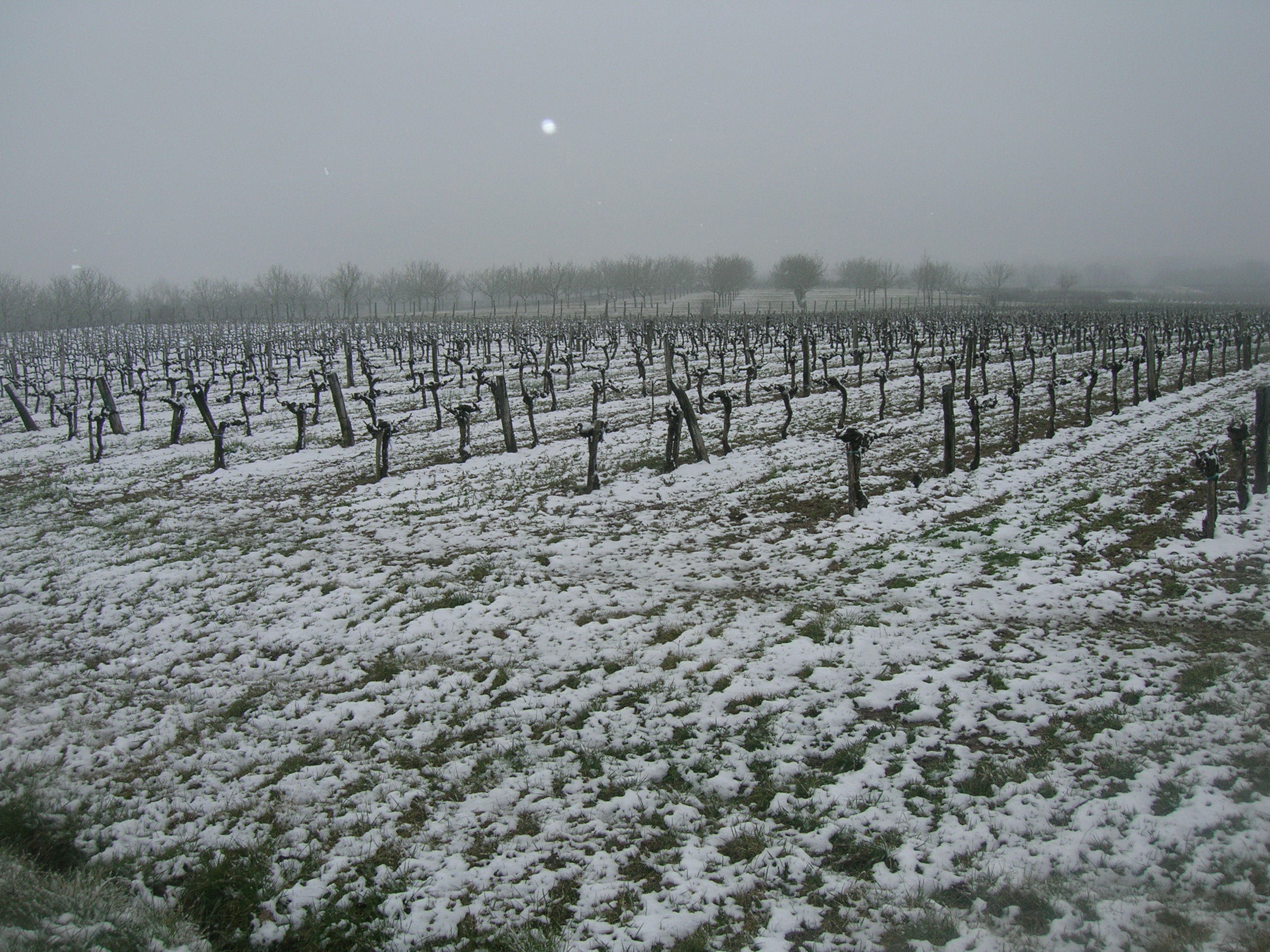
Vigne gaillacoise sous la neige le 8 mars 2010.

#### Gel
De tout temps, le gel a été une menace pour la vigne. Si la vigne résiste plutôt bien à la froidure hivernale des climats tempérés, en revanche, les gelées printanières peuvent provoquer des dégâts importants. Pour les prévenir, des régions septentrionales utilisent des braseros (également appelés chaufferettes en Champagne) ou de grosses bougies, pour augmenter significativement la température au-dessus du point de gelée. La sensibilité de la vigne varie de −3 °C au débourrement, à −2 °C en période de croissance du jeune rameau.

#### Grêle
Les orages de grêle ont aussi un effet dévastateur. L'impact des grêlons brise les jeunes rameaux au printemps, perfore les feuilles et éclate les grappes l'été. De plus, les grains épargnés peuvent subir la pourriture introduite dans la grappe par les plaies. Les dégâts subis par le feuillage peuvent pénaliser la maturité du raisin et l'aoûtement des sarments, rendant la taille complexe l'année suivante La surveillance des maladies cryptogamiques est à resserrer et si la grêle intervient tôt dans la saison, il peut être opportun de retailler pour favoriser un nouveau départ de bourgeons infertiles mais qui donneront des bois de taille mieux exploitables l'hiver suivant. Il est possible de faire l'usage des filets anti-grêle ou d'un canon anti-grêle pour parer ces dégâts.

#### Vent
Le vent constitue un autre risque. Les rafales peuvent briser les jeunes rameaux fragiles au printemps. L'été, ce sont les feuilles et les grappes qui peuvent subir les effets du vent. Dans les régions chaudes, le vent estival peut griller la face exposée des grains ; dans les cas les plus critiques, le vent peut créer le folletage : la transpiration exagérée provoque la rupture de la colonne d'alimentation en sève brute. Le feuillage et les rameaux se dessèchent brutalement. Cet accident climatique est accentué par la fragilité de certains porte-greffes comme le 5 BB ou le 161-49. Un moyen de lutte peut être un rognage court : en ôtant une partie du feuillage, le viticulteur minimise l'évapotranspiration.

#### Pluie
Enfin, les pluies violentes de fin d'été et d'automne peuvent mettre en péril la qualité de la récolte. S'il est rare que la pluie fasse tomber du raisin à terre, elle peut néanmoins les faire gonfler, diluant les sucres et arômes. La pellicule des plus gros peut alors se fendre et laisser couler du jus sur lequel va se développer la pourriture grise. En terrain pentu, ce sont les racines qui peuvent être mises à nu par le ruissellement, si des terrasses ne sont pas aménagées.

#### Sécheresse
Contre la sécheresse régulière, le choix des porte-greffes (Richter 110 par exemple) ou du cépage (airén B, palomino ou pedro ximenez en Andalousie) est primordial. Cependant, la sécheresse ponctuelle peut provoquer des dégâts importants sur la quantité mais aussi sur la qualité. Pour le raisin destiné à la production de vin en particulier, le blocage de la maturation donne des raisins où le sucre finit tout de même par s'accumuler par concentration, mais l'acidité ne baisse pas et les tanins restent verts, conférant aux vins une astringence végétale désagréable.

### Entretien de la végétation: le travail en vert
La vigne, liane palissée, ne demande qu'à déborder des limites que lui fixe le vigneron. De nombreuses opérations manuelles ou mécanisées tiennent en respect la végétation. Ces actions sont nommées travail en vert, car elles ont lieu durant la période végétative de la vigne.

#### Épamprage et ébourgeonnage
L'épamprage consiste à enlever les jeunes rameaux issus de bourgeons sur la vieille charpente de la vigne (pampres ou gourmands). Ces rameaux ne portent pas de raisin ; en revanche, ils utilisent une partie de l'énergie de la vigne pour pousser et l'entassement de végétation qu'ils induisent créent un microclimat favorisant les maladies cryptogamiques. De plus, l'excès de végétation ferme le rang de vigne et gène le passage des outils et la pénétration de la lumière solaire. Le viticulteur peut les enlever manuellement en les coupant. S'il opère trop tôt, ils peuvent repousser, s'il opère trop tard, le microclimat en place peut avoir déjà favorisé l'attaque du mildiou, de la pourriture grise ou du black-rot. Le travail mécanique consiste à passer des brosses actionnées par le tracteur. Elles ressemblent à des rouleaux de lavage automobile. En tournant, elles nettoient l'écorce et sectionnent les jeunes rameaux fragiles. Cette opération ne concerne cependant que le tronc, le passage en haut ne permettant pas de sélectionner les rameaux à fruit des pampres. L'usage d'herbicides défanants peut aussi servir à épamprer. Ces molécules grillent la partie verte aspergée sans pénétrer dans la plante. Les gourmands sèchent et tombent.
L'ébourgeonnage consiste à enlever les bourgeons surnuméraires. En effet, pour un œil laissé à la taille, il peut débourrer deux, voire trois bourgeons. Afin d'aérer la souche, le viticulteur peut être amené à les ôter. Cette opération ne peut être que manuelle, les brosses et herbicides ne sélectionnant pas les bourgeons à conserver. Cette tâche peut être rendue nécessaire par un épisode de gel, de grêle ou de vent fort. Autour des plaies des rameaux cassés, de nombreux bourgeons débourrent. L'ébourgeonnage évite d'avoir un aspect buissonnant ; la taille l'hiver suivant en est facilitée.

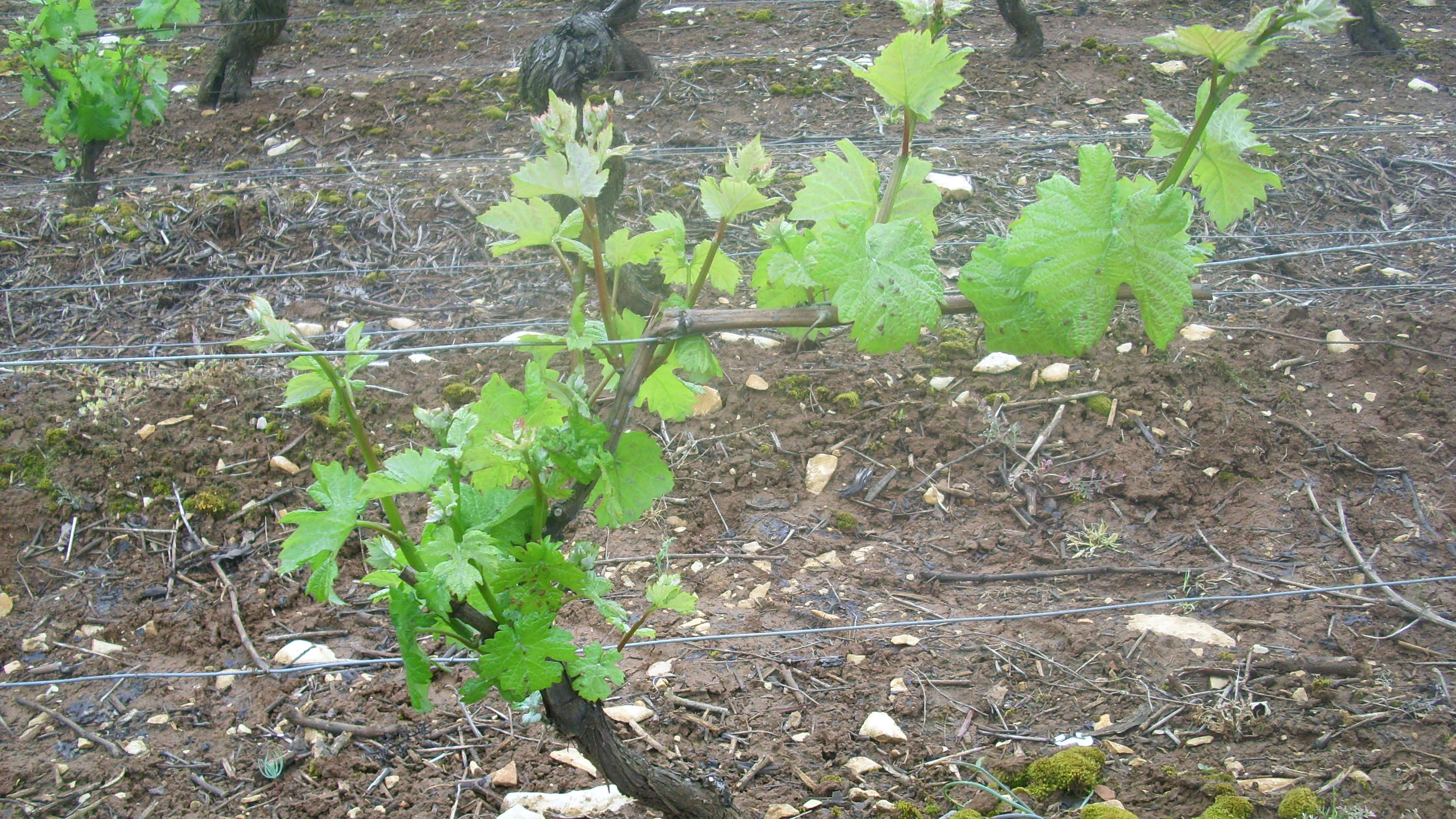
Photographie montrant un pied de vigne avant ébourgeonnage
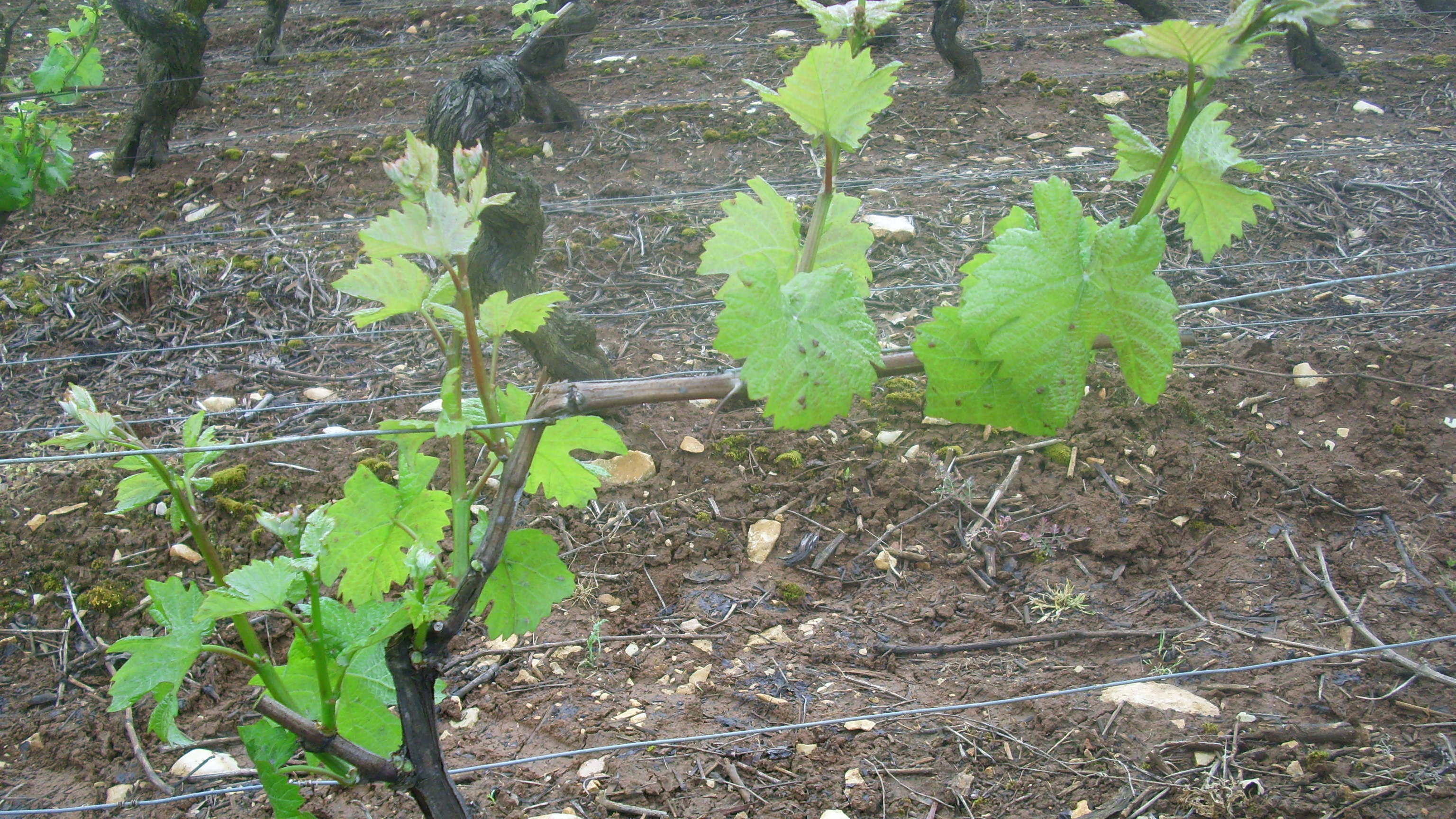
Photographie montrant le même pied de vigne après ébourgeonnage
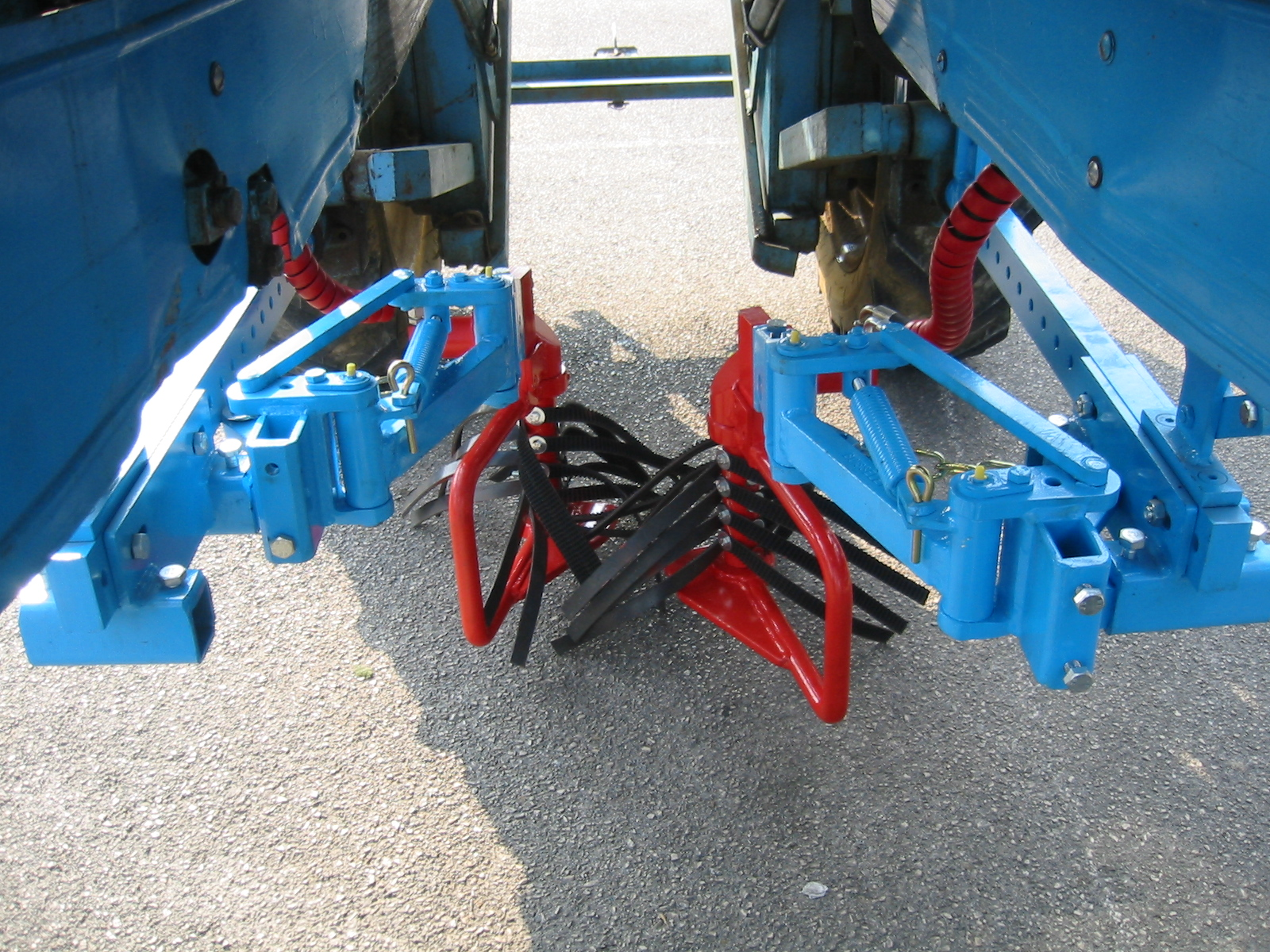
Ebourgeonneuses

#### Relevage et le palissage
Sur les vignes conduites en palissage, lorsque les rameaux atteignent une taille suffisante, le relevage des fils du palissage est effectué afin de les maintenir dans le rang et éviter des dommages dus au vent ou au passage des tracteurs.

#### Écimage et le rognage

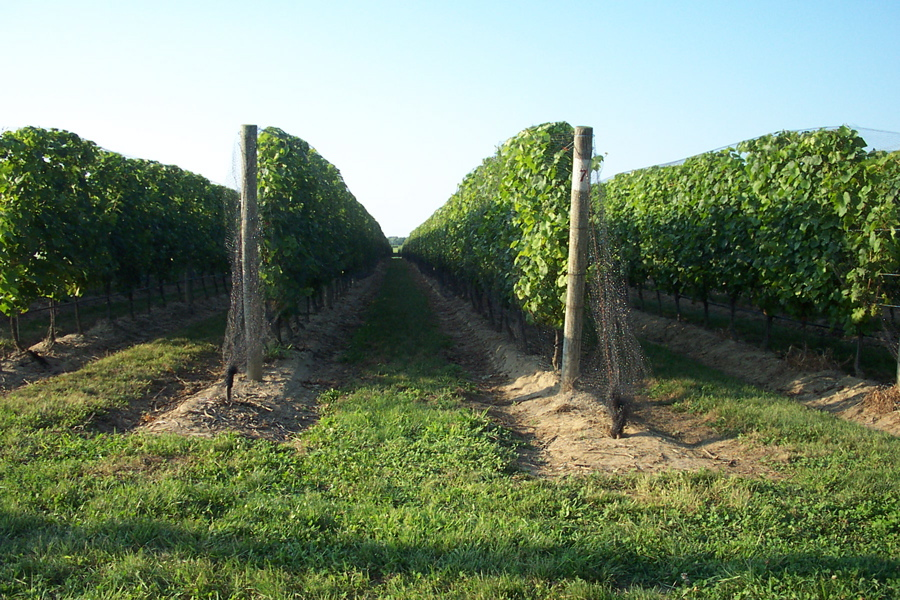
Vigne rognée au carré

Dans le cadre de la limite à l'expansion de la vigne, le viticulteur doit mettre un terme à l'allongement des rameaux. Cette étape a un rôle phénologique : la concurrence entre la grappe lors de la floraison et la pousse du rameau, est orientée vers la grappe. L'écimage juste avant la fin de la floraison limite la coulure physiologique pour les cépages sensibles et permet d'assurer une bonne mise à fruit. Cette opération continue le travail entrepris lors de l'épamprage en limitant le microclimat humide autour des grappes et en empêchant la fermeture du rang de vigne.
Ce travail se poursuit par le rognage. En effet, l'écimage, en supprimant le rôle inhibiteur de l'apex, provoque le départ des bourgeons secondaires. Les rameaux nés de ces derniers doivent être limités dans leur pousse, c'est le rognage. Autrefois confiée aux enfants qui tapaient les extrémités à coups de bâton, cette opération est aujourd'hui mécanisée avec la rogneuse. Ainsi le rognage est réalisé dans le but de faciliter le passage des enjambeurs (traitements, etc.), d'améliorer l'ensoleillement et l'aération des grappes en réduisant l'ombre portée d'un rang à l'autre, de supprimer les organes jeunes (bout de rameaux), plus sensibles au développement des maladies (mildiou, oidium, etc.) et de maintenir le port dressé des rameaux en réduisant leur longueur avant qu'ils ne soient retombants.

#### Vendange en vert

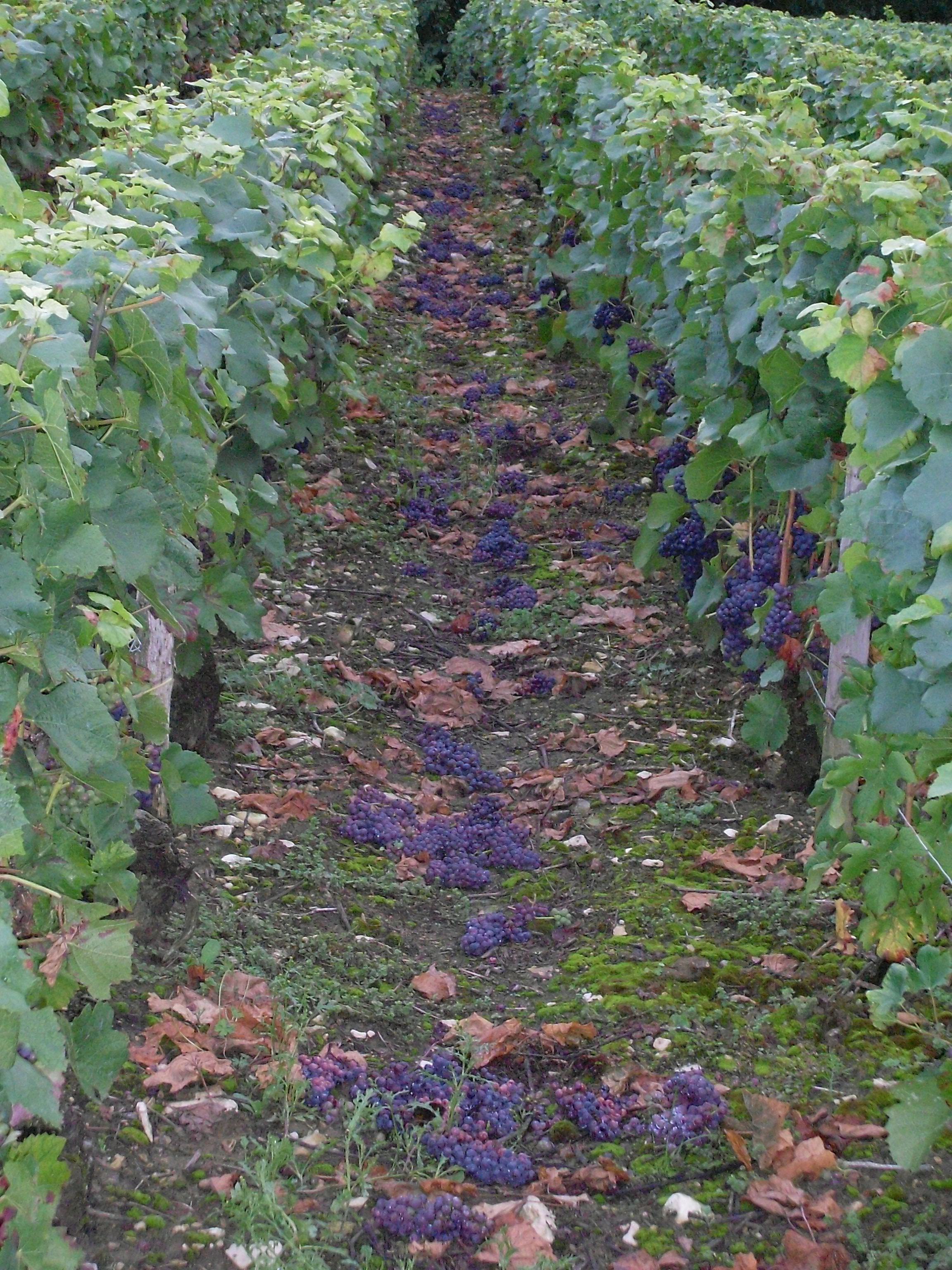
Raisin à terre après vendange en vert

Le rendement de la vigne peut être parfois trop élevé pour donner une qualité de raisin convenable. La vigne risque de peiner à le nourrir en éléments minéraux (carences) ou en eau (sécheresse). Le viticulteur peut-être amené à restreindre la production en faisant une vendange en vert ou éclaircissage : il récolte du raisin avant maturité pour en faire du verjus ou fait tomber du raisin à terre pour laisser les grappes restantes mûrir de manière homogène et convenable.
Une phytohormone, l'éthéphon a été mise au point, elle provoque une coulure sur les grappes. Selon le stade de la vigne où a lieu l'application, la chute de rendement peut aller de 100 % à 0 %. Ce traitement chimique doit être positionné précisément afin de limiter la récolte dans les limites voulues par le viticulteur. Outre la baisse de rendement profitable à la maturité, cette opération élimine les grains de raisin et grappes les plus jeunes : elle homogénéise donc aussi le stade de maturité de la récolte. Le coût de ce traitement est trois fois moindre que l'éclaircissage manuel. En outre, il supprime des grains de raisin au cœur des grappes et aère les grains restants, là où le travail manuel n'élimine que des grappes entières.

#### Incision annulaire et hormones de régulation
Dans la viticulture à raisin de table, l’incision annulaire est pratiquée pour améliorer la grosseur des grappes et leur présentation.
Des hormones de régulation sont également utilisées avec le même objectif :
- L'éthéphon est utilisé au Maroc pour améliorer la coloration des baies, le taux de sucre et la baisse de l'acidité.
- L'acide gibbérellique a un effet pollinicide qui provoque la chute de fleurs et aère les grappes ; il est aussi utilisé pour l'augmentation de la taille des baies.
- Le troisième composé utilisé est la cyanamide d'hydrogène. Elle a un rôle d'accélérateur du débourrement : avec un avancement de 25 jours en moyenne, le raisin est plus gros (rendement supérieur), plus sucré et moins acide[80].

#### Effeuillage

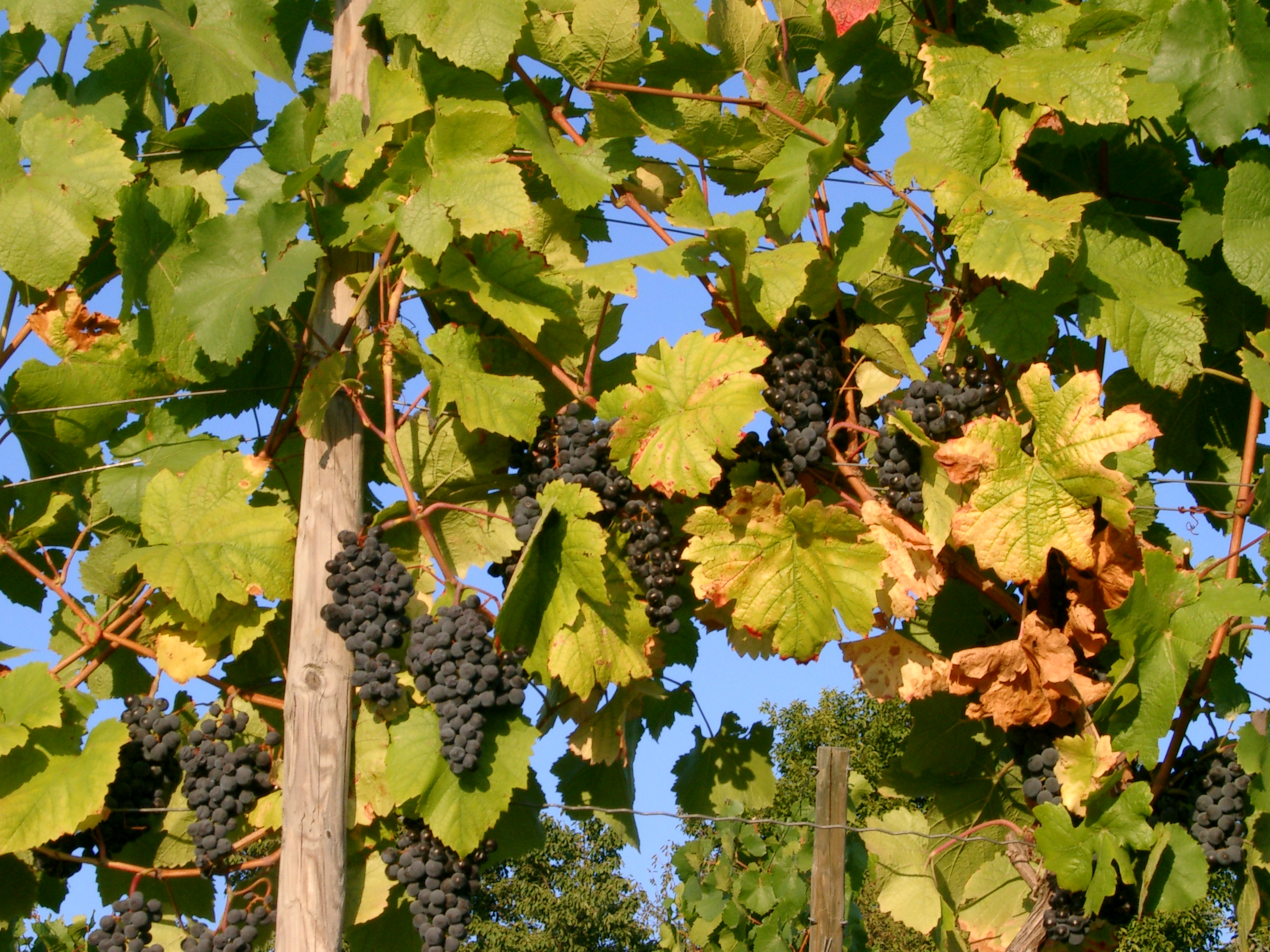
Vigne non effeuillée : les feuilles au niveau des grappes sont décolorées, elles ne participent plus à la photosynthèse.

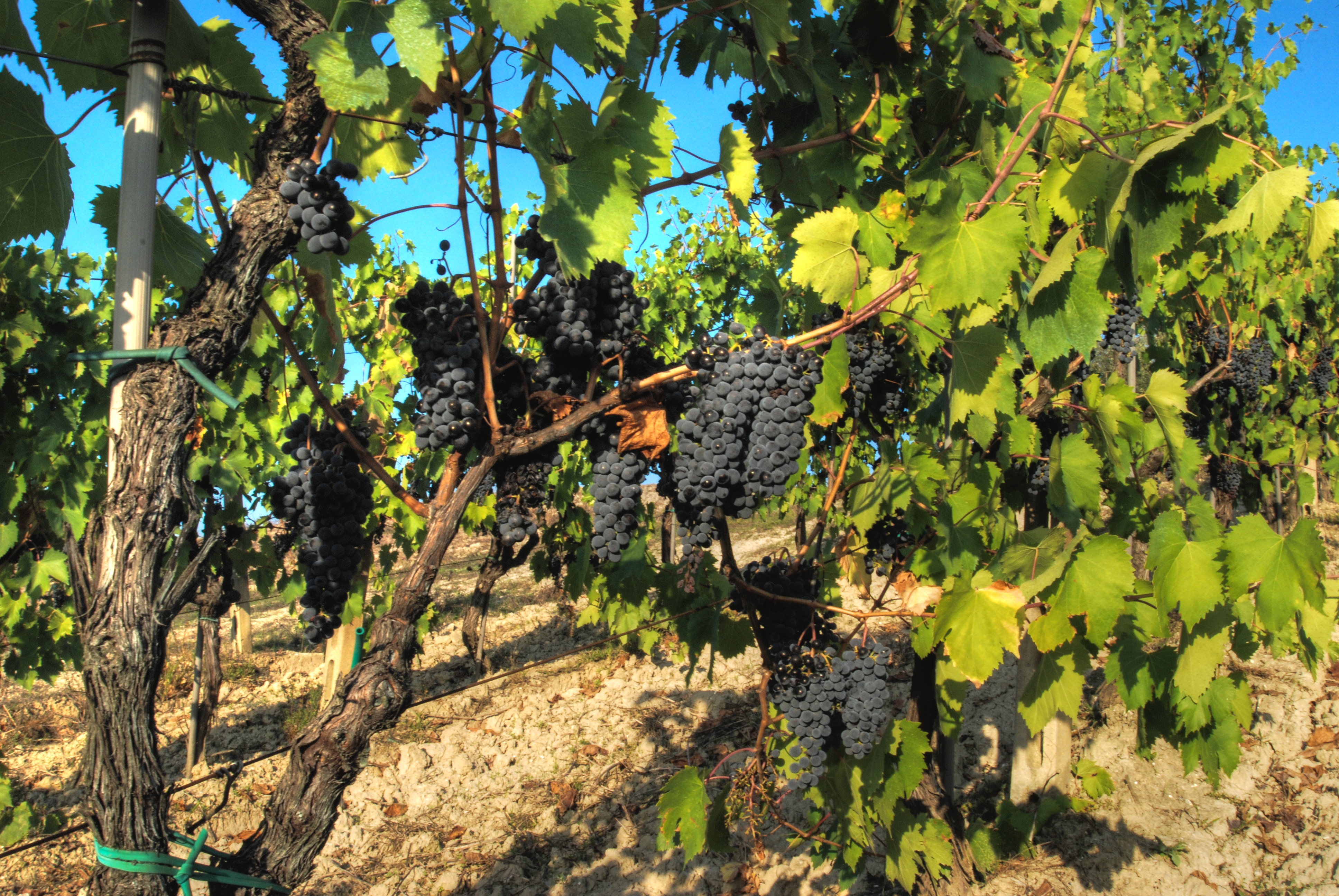
Vigne effeuillée : les feuilles enlevées sont celles qui n'ont plus de rôle photosynthétique.

L'effeuillage, en viticulture, consiste à enlever les vieilles feuilles (dites « sénescentes ») afin de favoriser l'éclairement et l’aération des grappes. Cela permet une meilleure maturation des baies et diminue les risques d'apparition de certaines maladies cryptogamiques. L'effeuillage peut être effectué de manière manuelle ou mécanisée.

## Entretien du sol
La vigne est dépendante du sol sur lequel elle pousse, celui-ci diffère selon les emplacements géographiques, et s'inclue dans la notion de terroir. La vigne colonise le sol en profondeur, mais possède aussi des radicelles en surface. Elle se trouve donc en concurrence directe avec le couvert végétal. Les viticulteurs doivent maintenir cette concurrence dans un équilibre favorable à la vigne. Pour cela ils possèdent plusieurs solutions.

### Terroir viticole

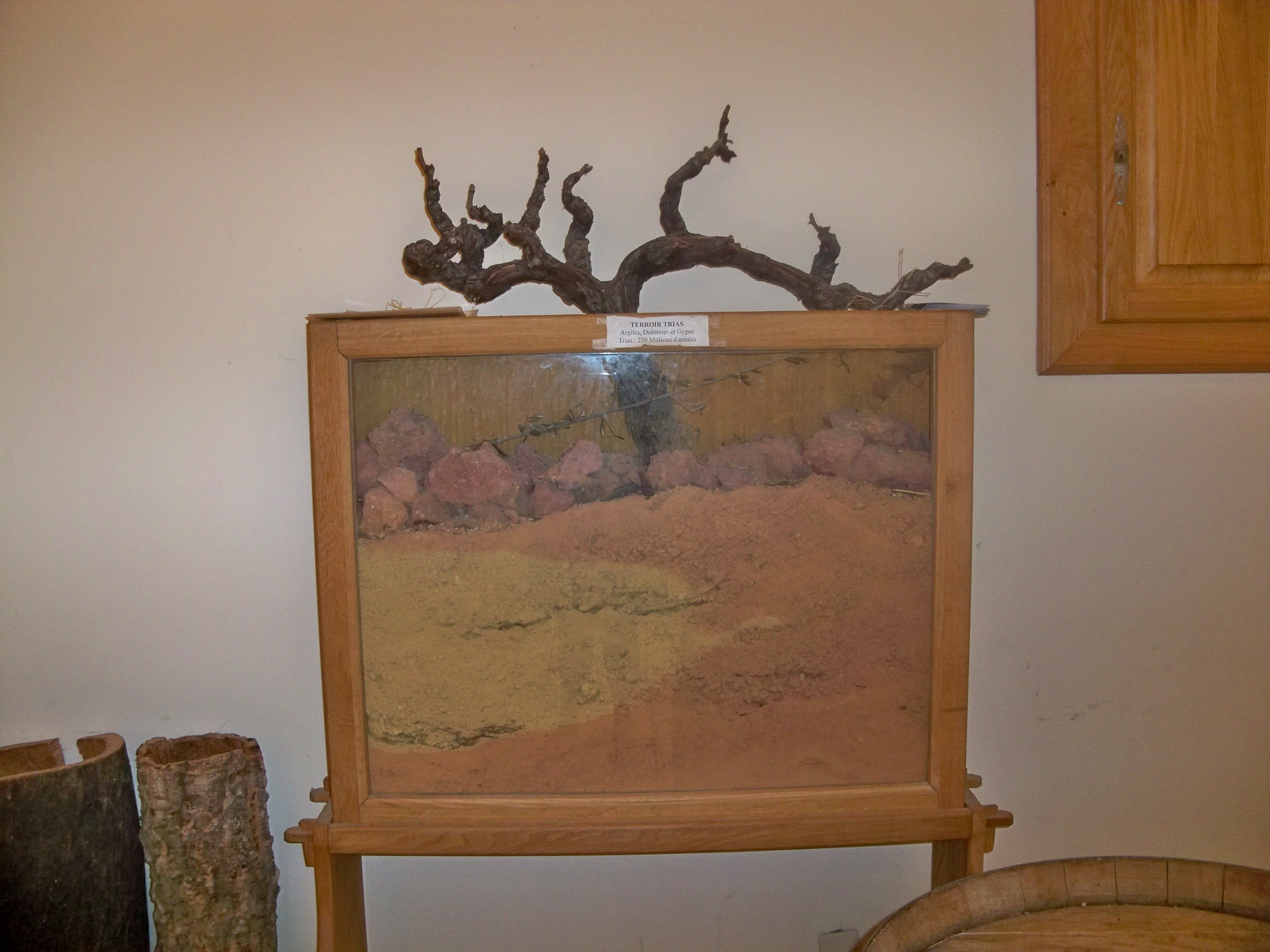
Vigne sur coupe de sol (argiles, dolomies et gypse du Trias).

Un terroir viticole est un groupe de parcelles agricoles. Elles doivent se situer dans la même région, correspondre à même type de sol, tant au point de vue géologique qu'orographique, avoir des conditions météorologiques identiques, et ses vignes être conduites avec les mêmes techniques viticoles. Ces conditions, qui définissent un terroir, contribuent à donner un caractère unique, une « typicité » aux raisins récoltés, puis au vin qui en sera issu. La spécificité d'un terroir est tributaire de caractéristiques locales telles que la topographie (pente et exposition), la proximité d’une rivière ou d’un plan d’eau qui vont agir pour créer des micro-climats. La qualité du vin, liée au choix des cépages, en dépend. Toute variation du climat a des répercussions sur les caractéristiques du vin et est le fondement même des grands ou des petits millésimes.

### Travail du sol
C'est la technique la plus ancienne. Elle date d'une époque où le terrain était cultivé entre les rangs de vigne. Le travail manuel à la sarclette a évolué avec la charrue (le mode de taille en gobelet planté large au carré permettait de labourer la vigne dans les deux sens).

#### Désherbage
L'apparition des tracteurs et outils motorisés a fait évoluer cette opération vers un travail plus superficiel, se contentant de maintenir la propreté vis-à-vis des herbes sans trop bouleverser les strates plus profondes. Ils sont utilisés pour éviter ou limiter la croissance des adventices dites « mauvaises herbes », comme alternative à l'usage de certains pesticides (désherbants, limacides).

#### Structure du sol
Les années pluvieuses, le passage dans le rang peut compacter le sol en profondeur ; le recours à un outil décompactant (griffe qui aère en profondeur sans retourner la terre) est alors justifié. Cette solution demande cependant une grande énergie de traction, et parfois pour animer les outils rotatifs. Les engins aratoires s'usent et sont coûteux.
Le sol nu et friable en surface se trouve plus sensible à l'érosion. Il se réchauffe tard au printemps et favorise les effets des gelées tardives. Le travail du sol préserve la richesse du sol en limitant l'érosion, mais sur pente, il peut aussi exacerber l'érosion et le transfert de polluants dont les pesticides adsorbés sur les particules du sol.
Les engins agricoles utilisés sont surtout :
- la griffe (en hiver), pour « casser » les sols en profondeur et favoriser l'enracinement ;
- le binage ou cultivateur, pour aérer les sols superficiellement et se débarrasser des mauvaises herbes ;
- l'intercep ou décavaillonneuse (attaché la plupart du temps au cultivateur) pour faire le même travail mais entre chaque pied (inaccessible avec les autres outils).

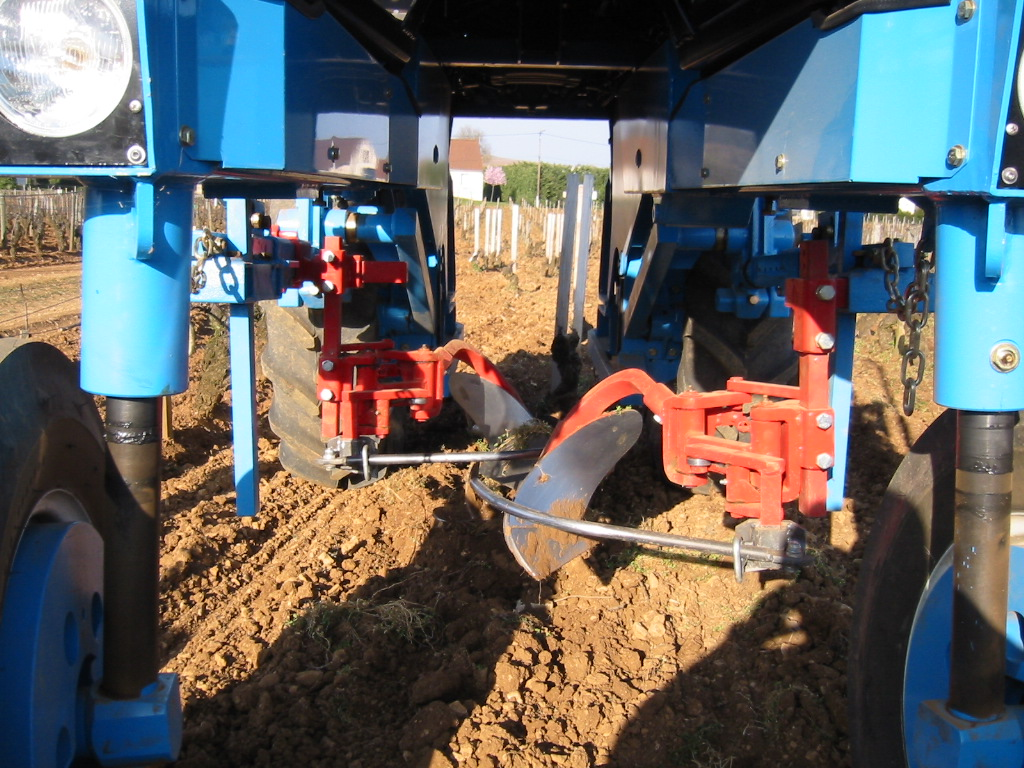
Decavaillonneuse
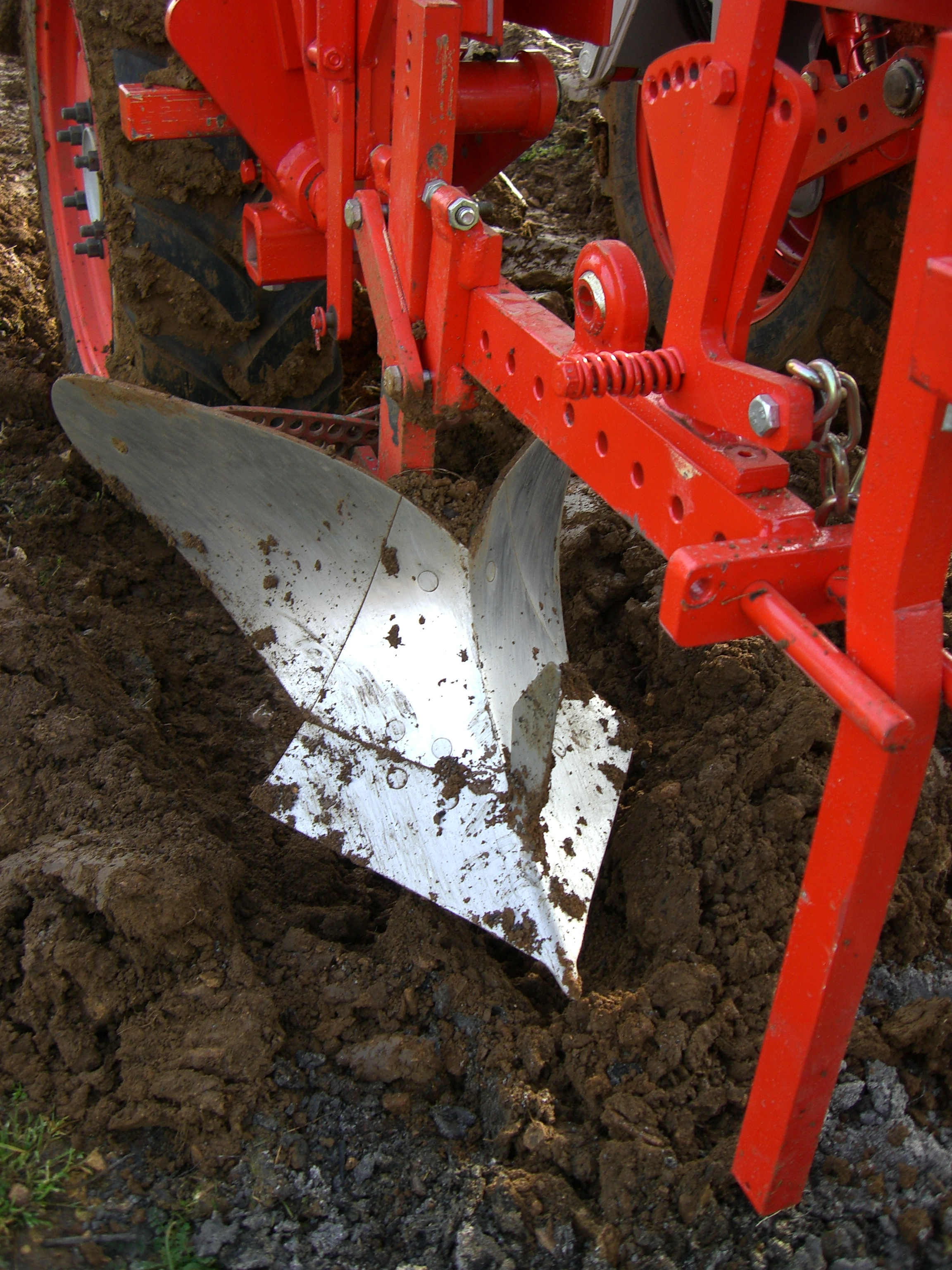
Buttoir
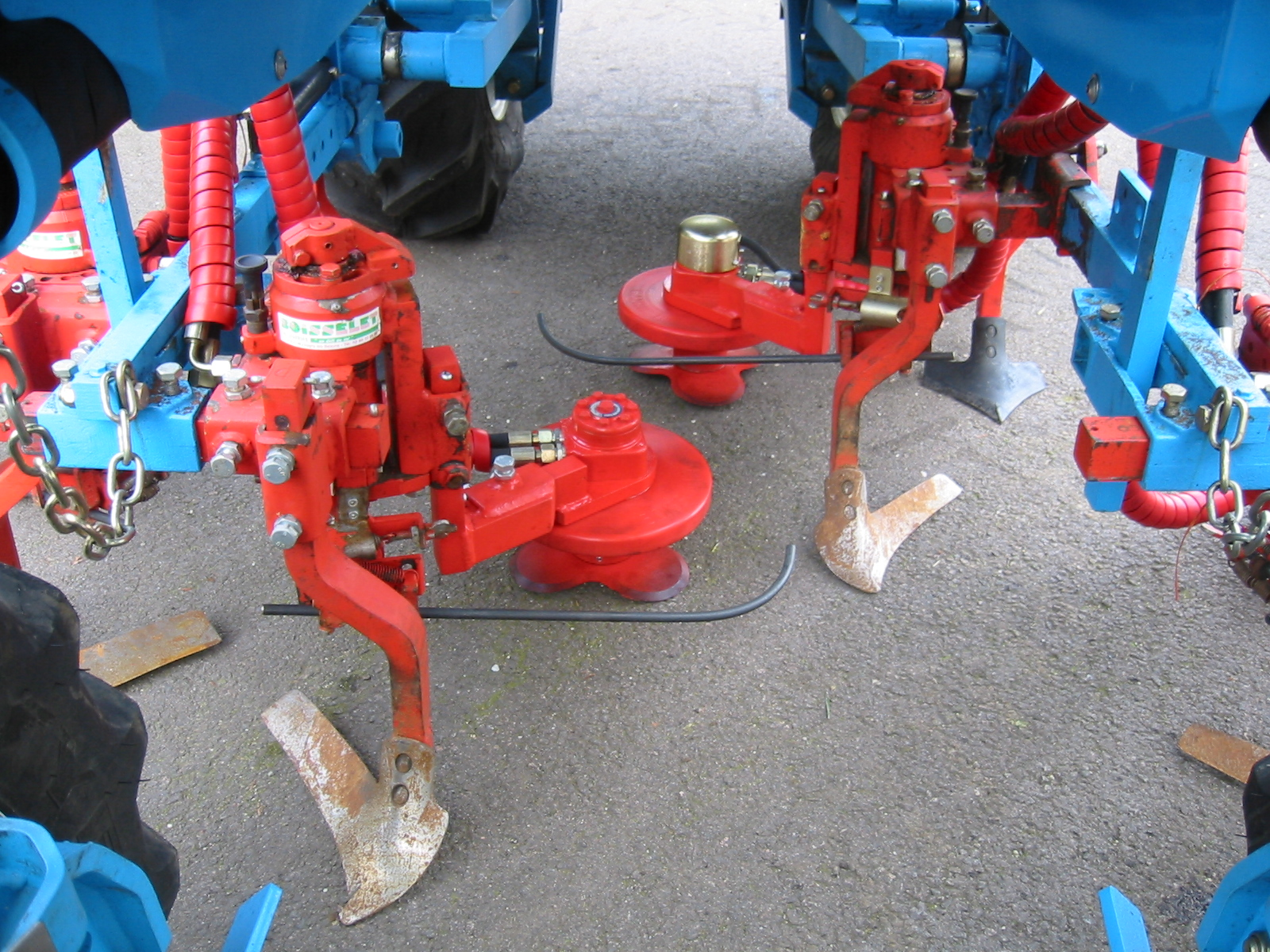
Interceps hydrauliques
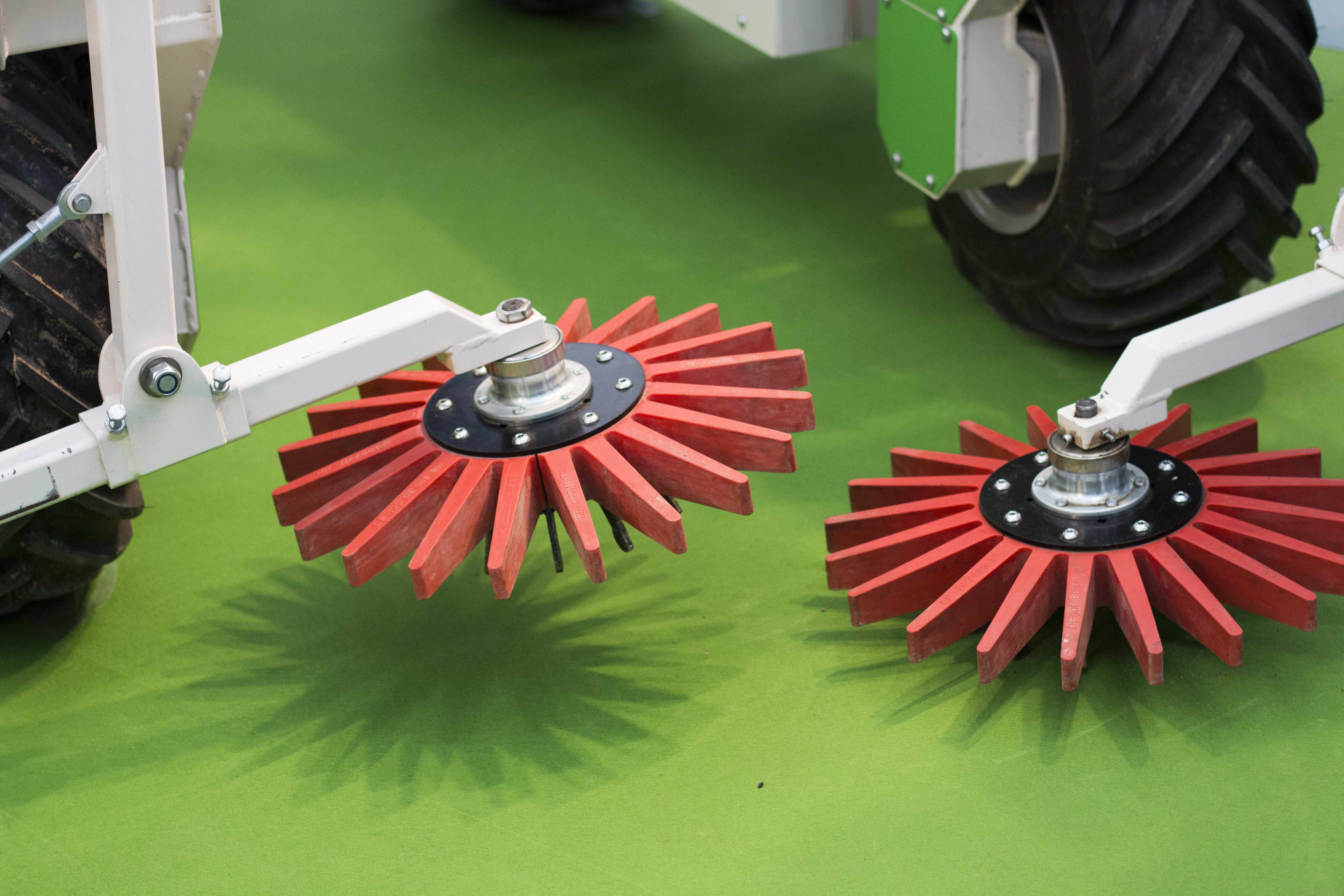
Étoiles en caoutchouc pour le travail du sol en viticulture

- Canaliser la vigne pour lui permettre de puiser ses ressources plus profondément en détruisant les racines superficielles.

### Non-culture ou désherbage intégral permanent
Apparue avec les herbicides, la non-culture consiste à détruire le couvert végétal en utilisant des désherbants. En alternant anti-germinatifs et herbicides de contact, le viticulteur dispose d'un sol nu. La concurrence pour la vigne est nulle et ce mode de travail est le moins cher. En revanche, elle contribue à disséminer dans les sols des résidus d'herbicides qui migrent dans les cours d'eau et les nappes phréatiques. L'usage des herbicides est donc de plus en plus encadré par la législation (suppression du catalogue des molécules les plus nocives) et la volonté de vignerons soucieux de répondre aux demandes des consommateurs de produits plus sains.

### Enherbement
Depuis l'avènement des tracteurs, leur masse exige une portance du sol que ne permettent pas les sols nus ou labourés. Face à une dégradation et à un tassement croissants des sols, les vignerons ont toutefois de plus en plus recours à l'enherbement maîtrisé qui protège mieux le sol et contribue même à le restaurer (réapparition d'humus). La présence d'herbe vient rétablir cette portance et de préserver l'écosystème et la richesse du sol en limitant très fortement l'érosion. En parallèle, les études menées sur l'impact de cette pratique sur la vigne ont démontré des effets divers. Le rendement de la vigne baisse et diminue la sensibilité aux maladies, tandis que la qualité des produits s'améliore : concentration des arômes et des sucres, meilleure maturité et baisse de l'acidité. Cependant, la concurrence pour la nutrition azotée entre la vigne et l'herbe peut faire baisser le potentiel aromatique de certains cépages comme le colombar. Les activateurs de fermentation azotés peuvent pallier ce problème.
Par concurrence avec les racines des jeunes ceps, l'enherbement force la vigne à s'enraciner en profondeur, la rendant plus résistance au stress hydrique (on sème volontairement entre les rangs afin de préserver les sols de l'érosion et laisser libre cours à un écosystème plus naturel).
Cette technique :
- évite le recours aux désherbants ;
- crée un microclimat dans la vigne ;
- invite les racines de la vigne à aller chercher de l'eau et certains nutriments en profondeur, sans les traumatiser par le labour ou griffage.

L'enherbement peut être naturel. L'enherbement naturel maîtrisé consiste à tondre ou défaner (dessécher au désherbant) les essences herbacées qui poussent spontanément. L'enherbement semé permet de partir d'un sol propre et de choisir les herbes en fonction du cépage, du terroir ou du produit final recherché. Cet enherbement peut être permanent (semé pour plusieurs années) ou provisoire : dans ce cas, on peut y inclure des cultures ayant un effet engrais vert. Le but est d'avoir une culture concurrentielle pour la vigne en période d'abondance et d'éliminer cette compétition dès que les ressources (surtout en eau) baissent.

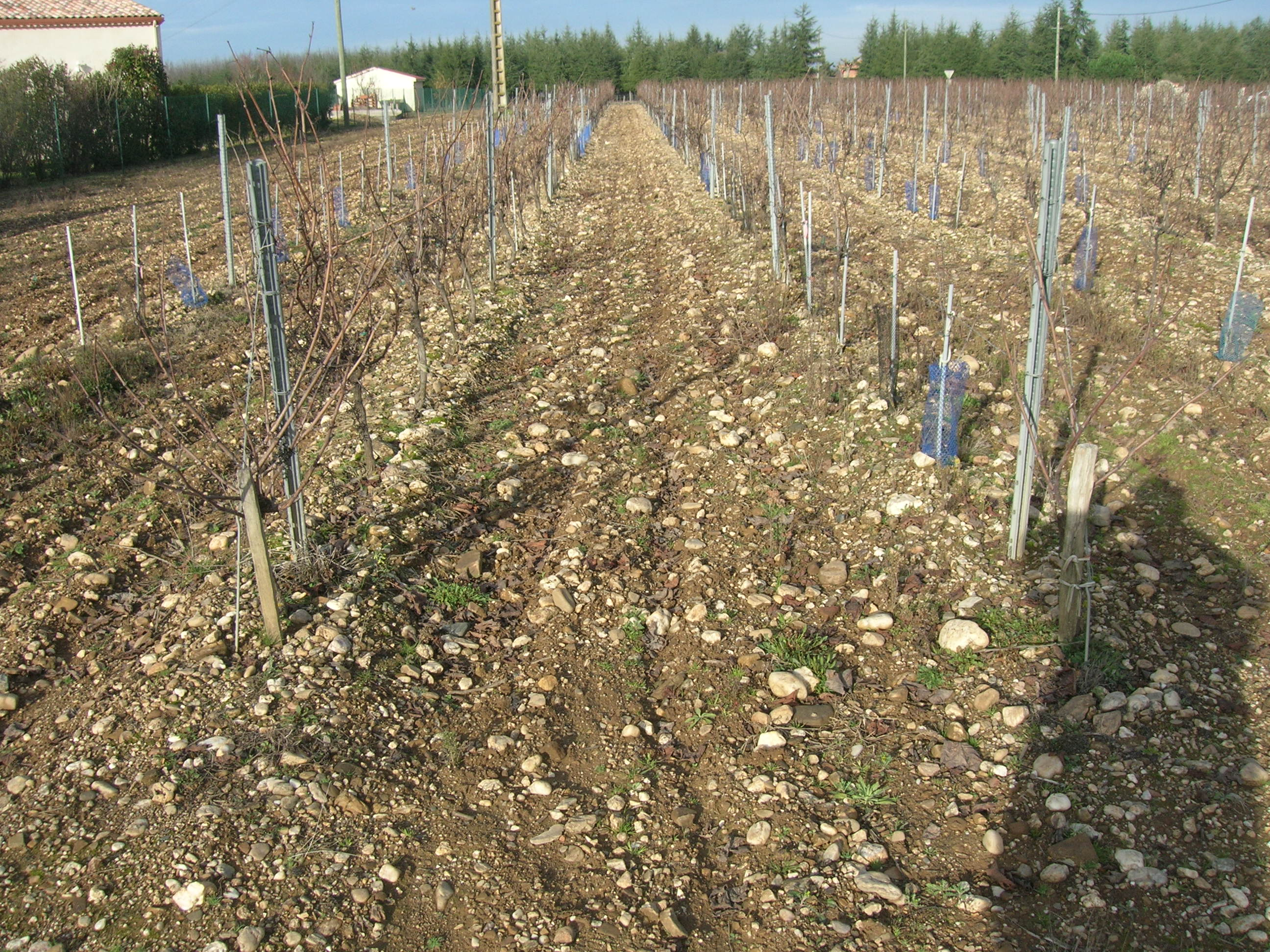
Sol viticole travaillé
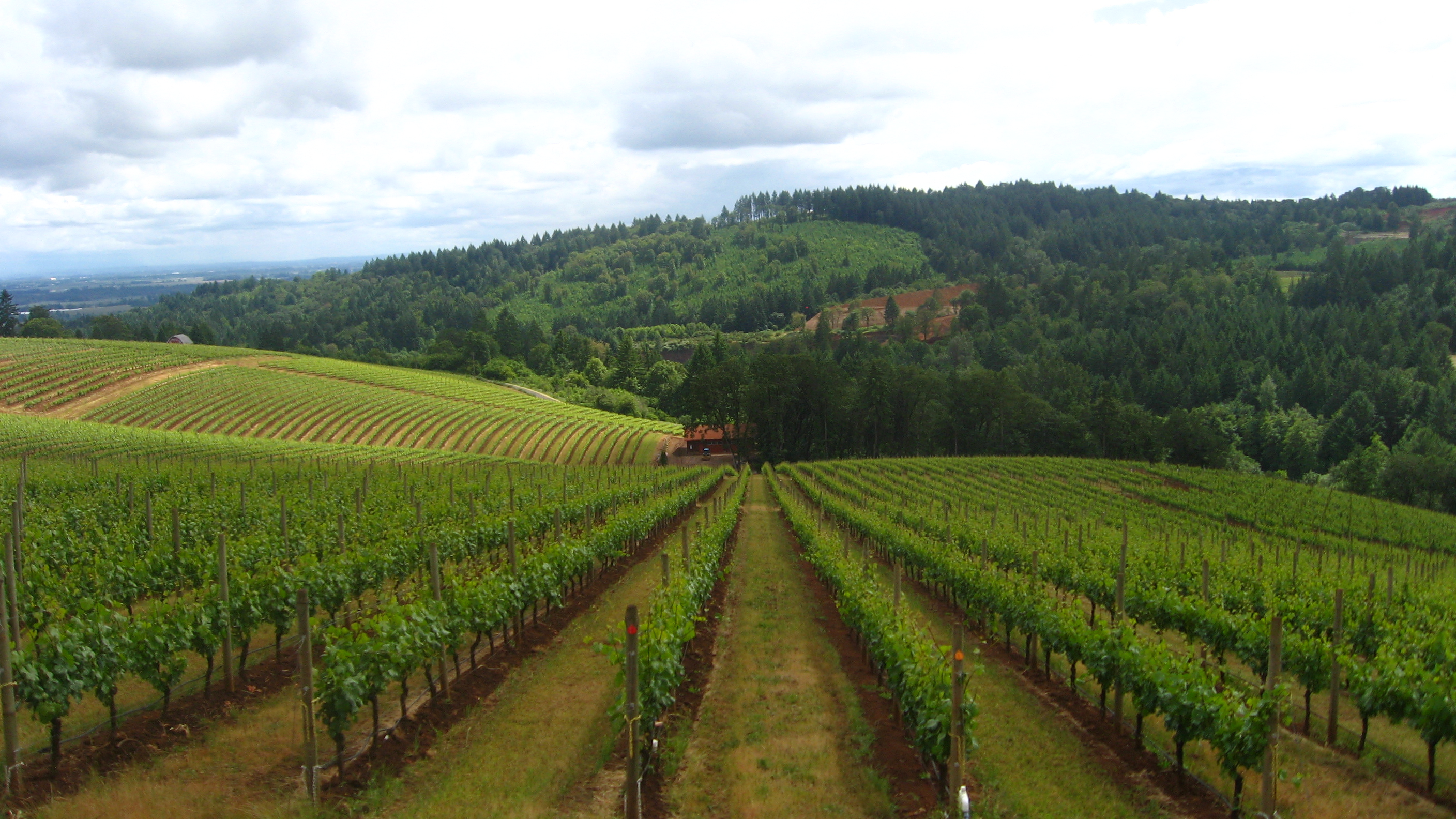
Vigne enherbée tondue dans le rang et désherbée sous le rang
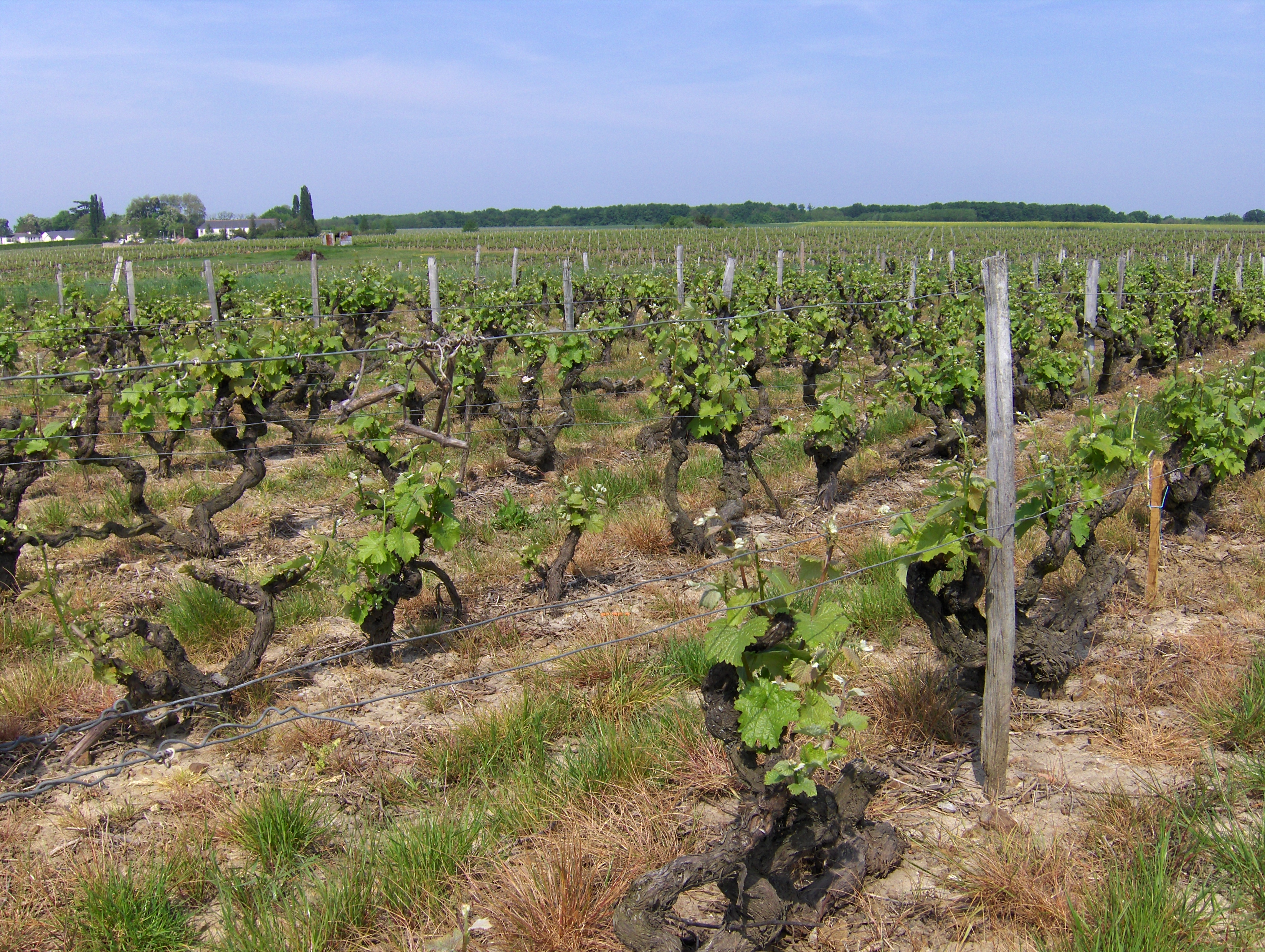
Vigne désherbée sous le rang (herbe séchée par les herbicides).
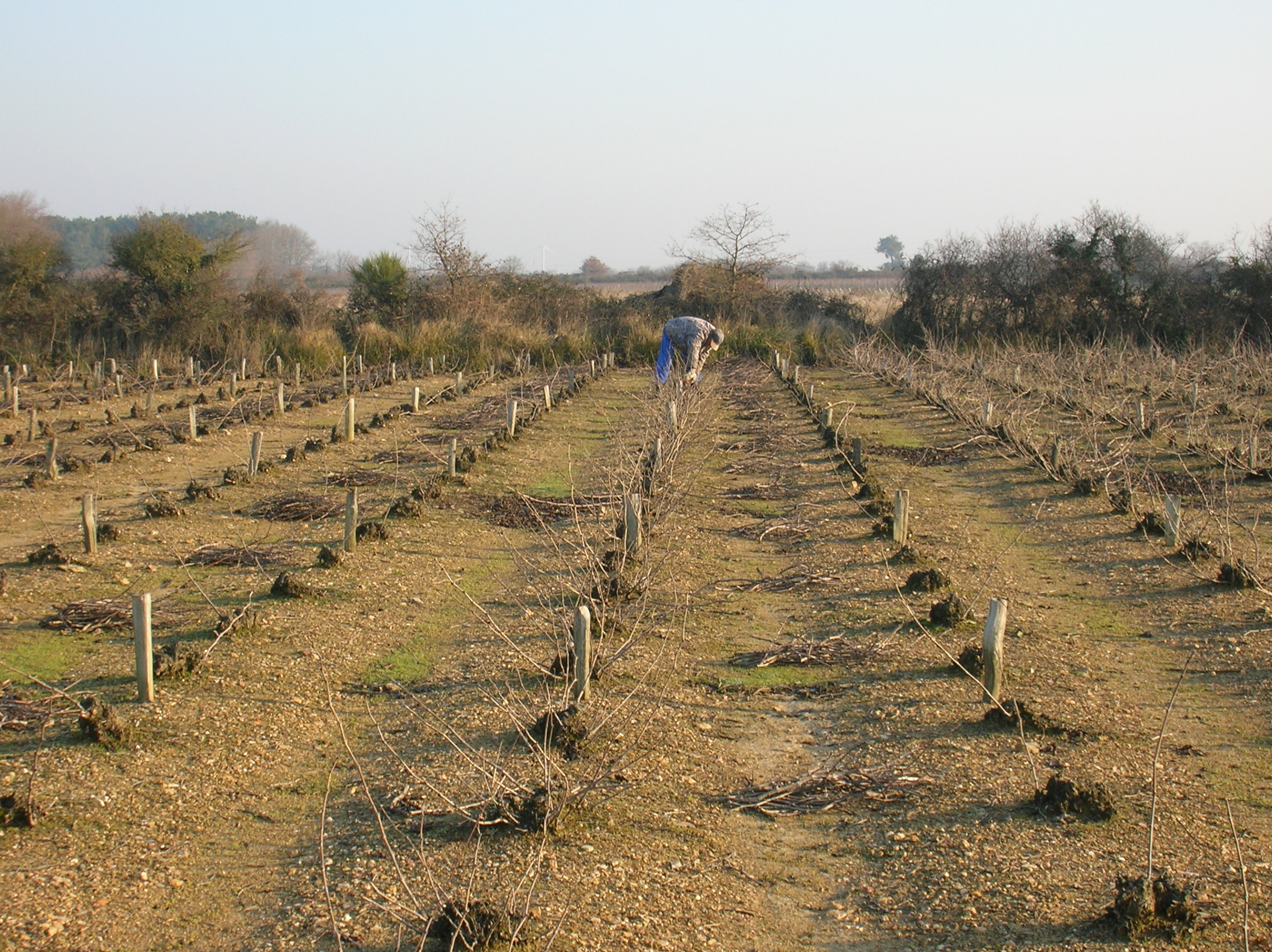
Vigne désherbée
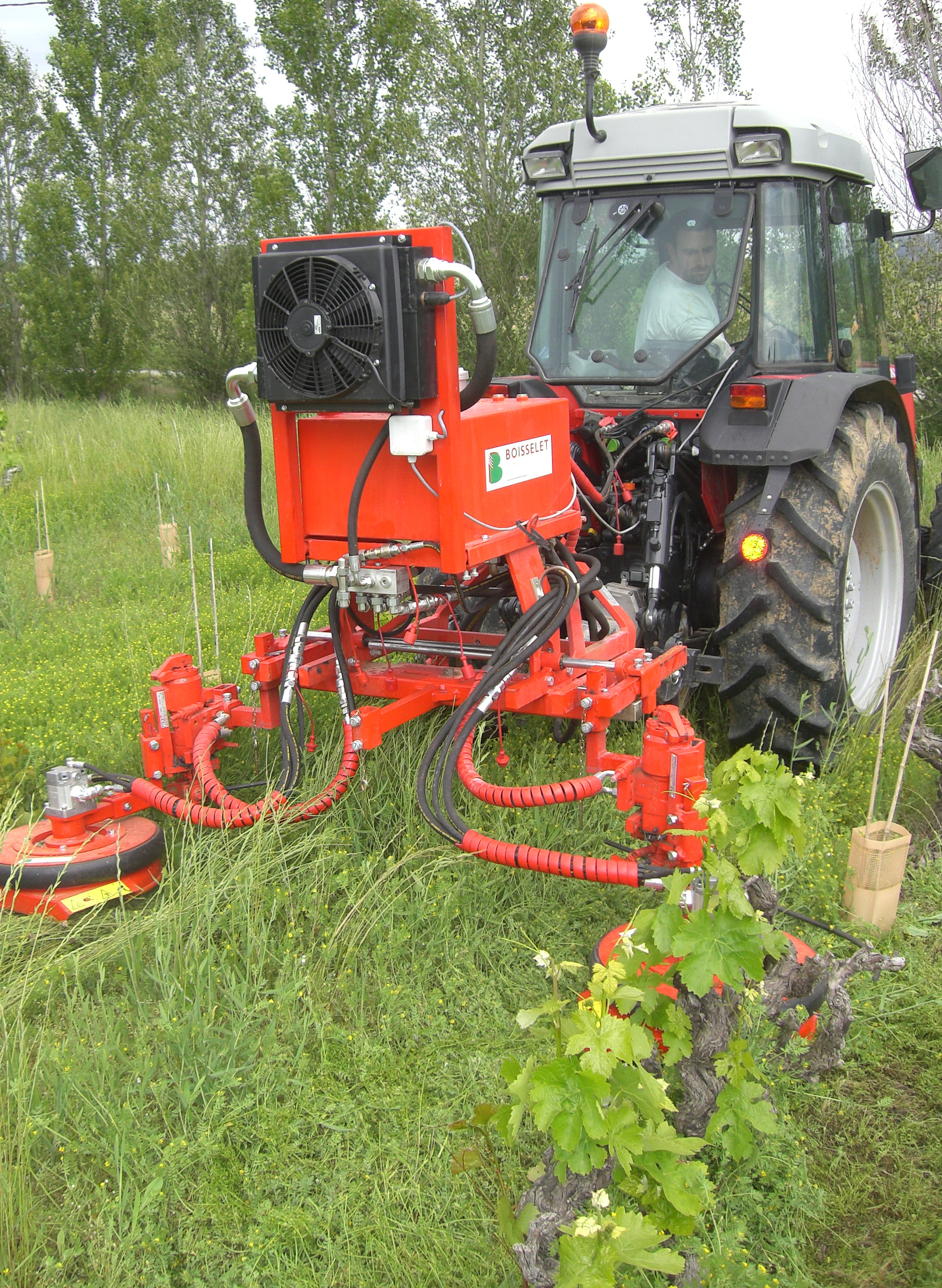
Tondeuse interceps à effacement hydraulique
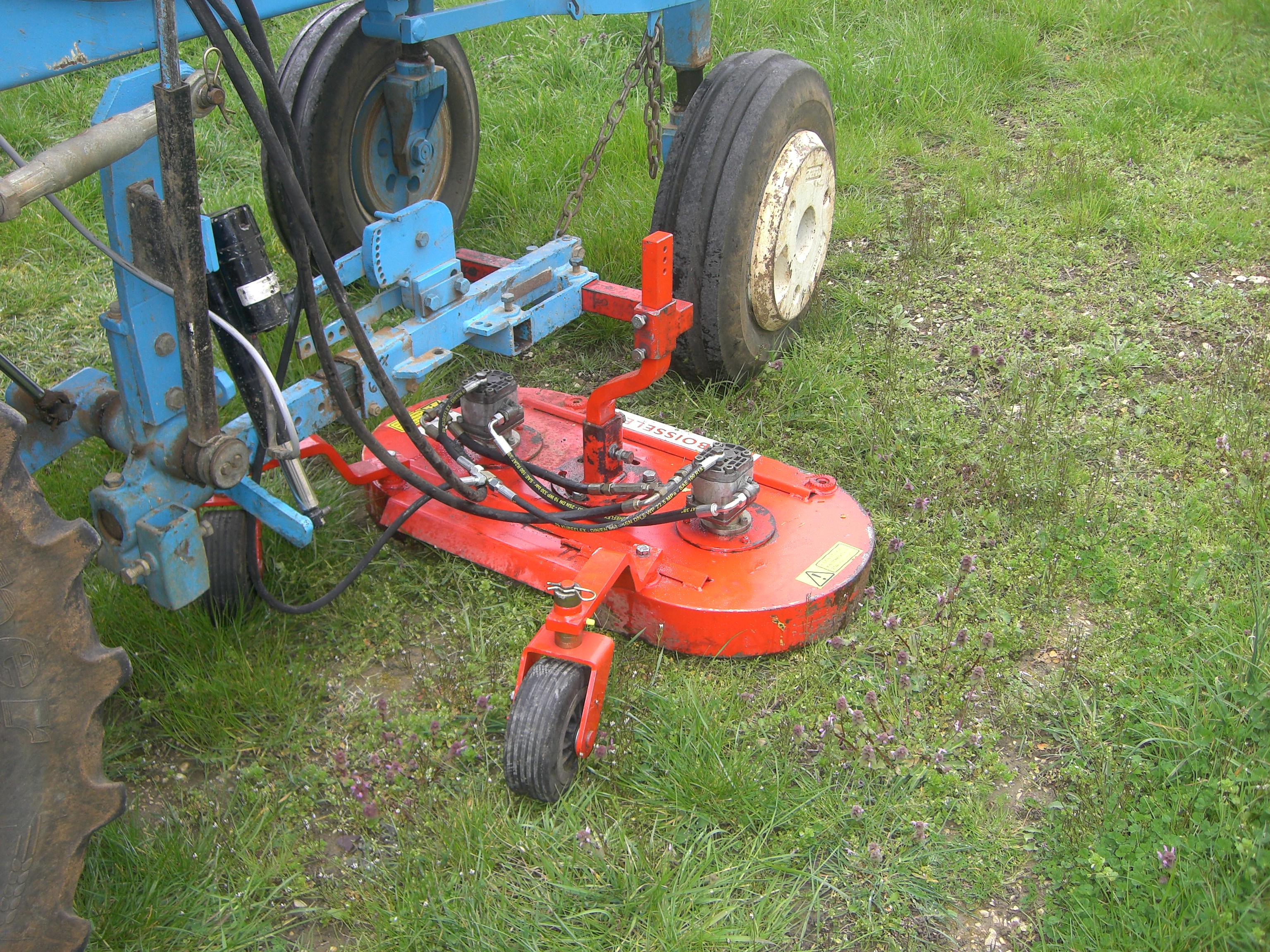
Tondeuse double

### Méthodes mixtes
Ce sont aujourd'hui les plus courantes, permettant de combiner les avantages des diverses opérations sans en subir les inconvénients. L'enherbement temporaire permet d'avoir une culture (herbe, céréale, trèfle) durant la période d'érosion et de besoin de concurrencer la vigne et elle est séchée par un herbicide dès que son influence est néfaste pour la vigne (sécheresse par exemple). L'enherbement peut aussi ne concerner qu'un rang sur deux, ou seulement les rangs nécessaires au passage du tracteur lors des traitements, les autres rangs étant désherbés chimiquement ou travaillés. Dans les systèmes mixtes, le désherbage chimique est généralement utilisé sous le rang de vigne : c'est l'endroit le plus difficile à travailler ou à tondre. Son faible coût est rentable et la faible surface concernée permet de limiter l'influence des résidus d'herbicides sur la vigne et l'environnement.
Dans le cadre de la viticulture biologique, l'usage des herbicides est prohibé. Le travail du sol et l'enherbement permanent ou temporaire sont la règle. Depuis quelques années, le désherbage thermique sous le rang est venu faciliter le travail, mais les plus farouches partisans du bio déplorent l'usage d'un carburant fossile (gaz en bonbonne). La plantation de vigne sous bâche permet d'éviter les opérations qui risquent de blesser les jeunes pieds. Au bout de quelques années, quand le paillage plastique se détériore, les plants sont assez vigoureux pour résister aux manipulations mécaniques.

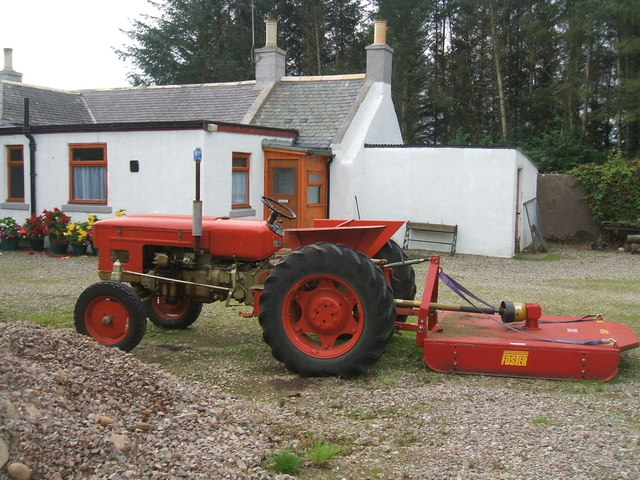
Girobroyeur tracté pour l'entretien du couvert végétal.
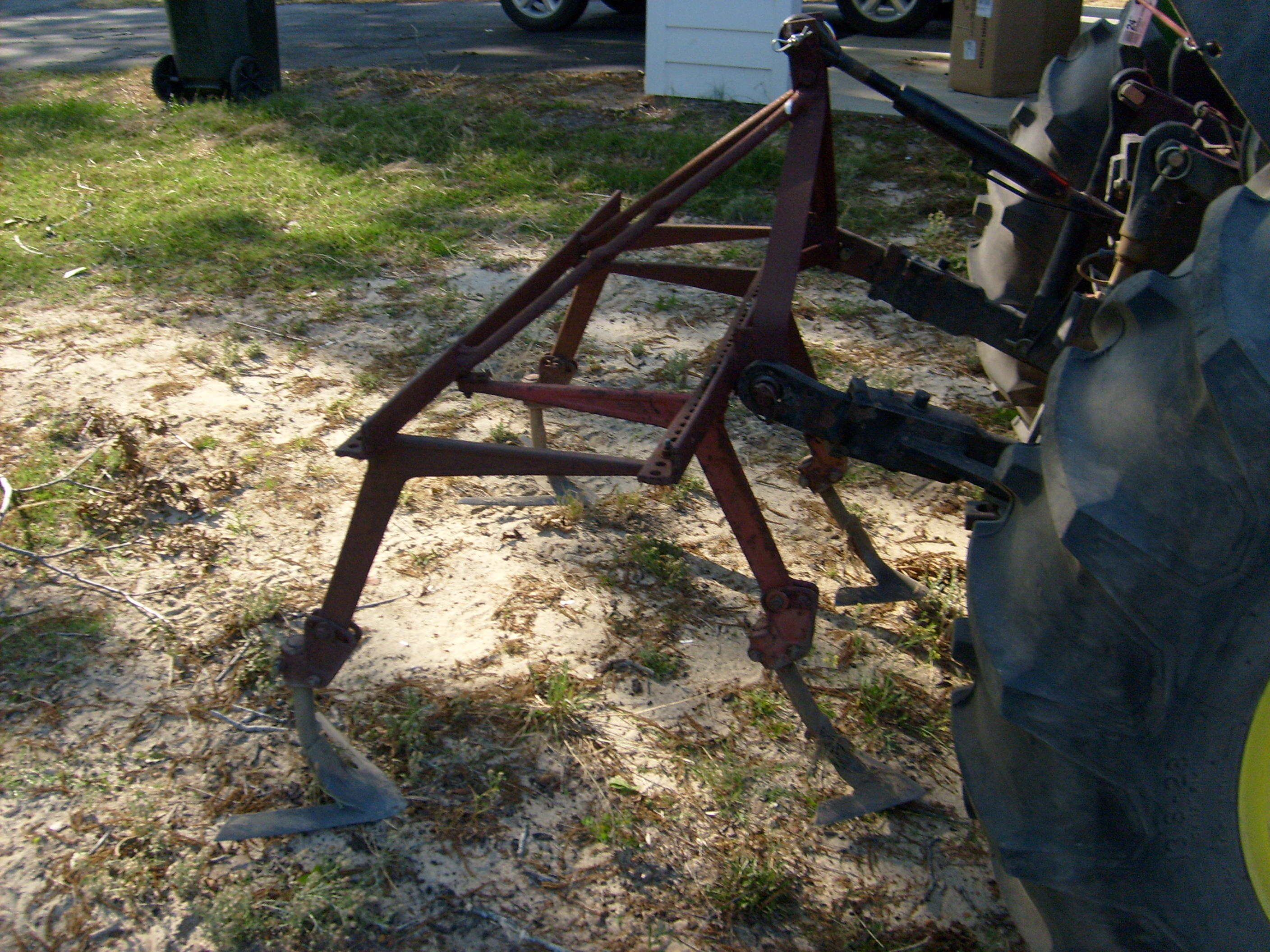
Cultivateur pour travail surperficiel du sol.
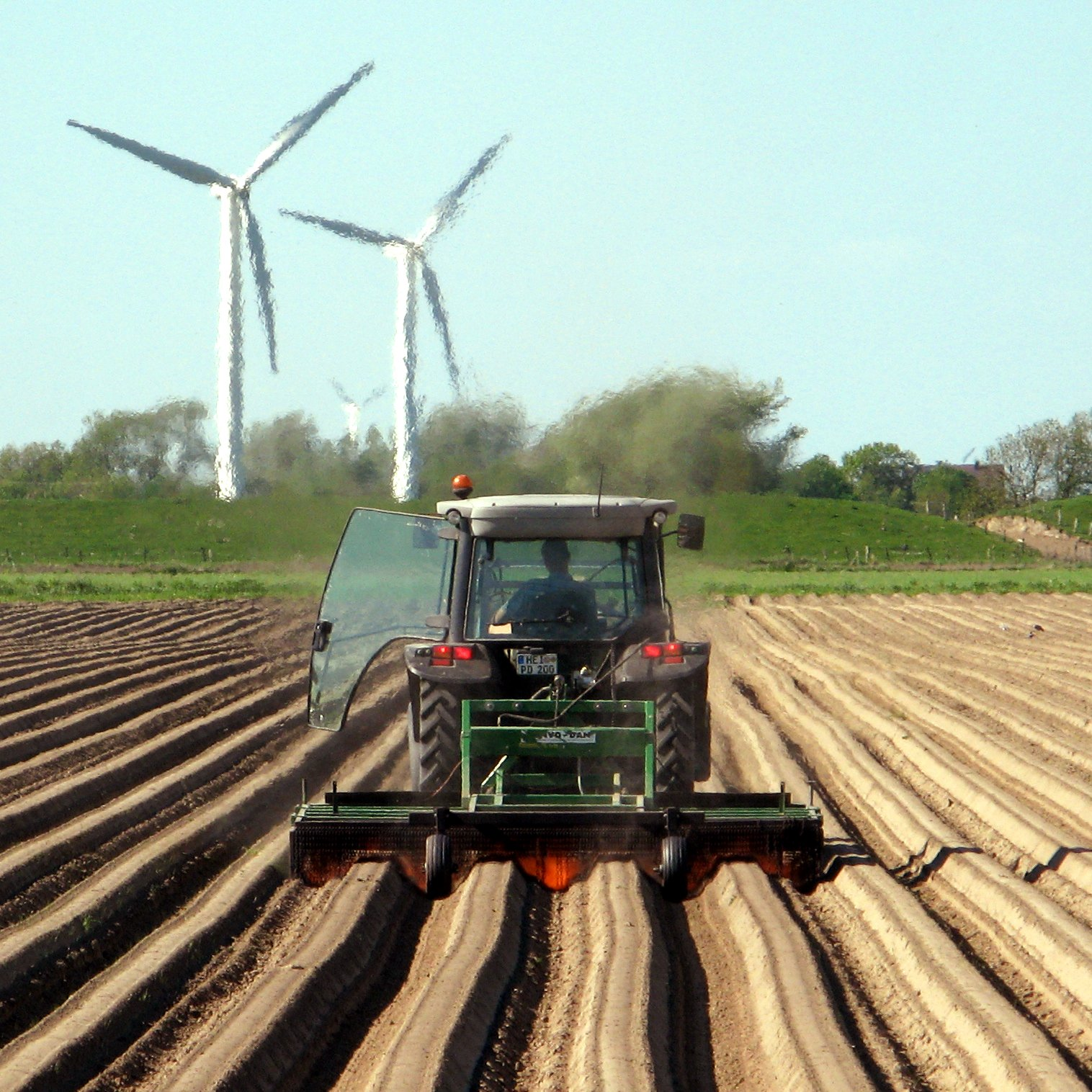
Exemple de désherbage thermique sur pomme de terre.
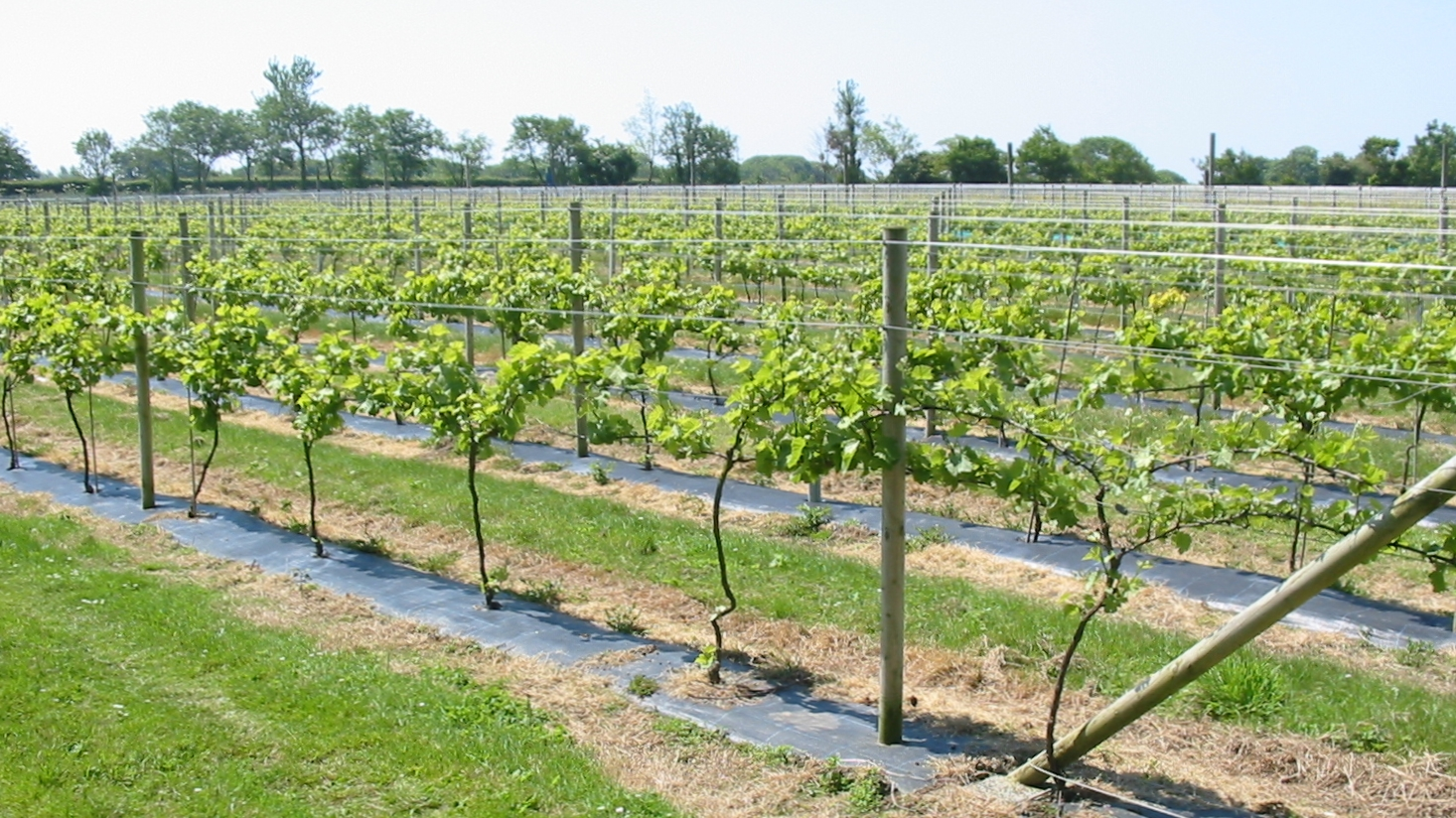
Jeune vigne plantée sous bâche
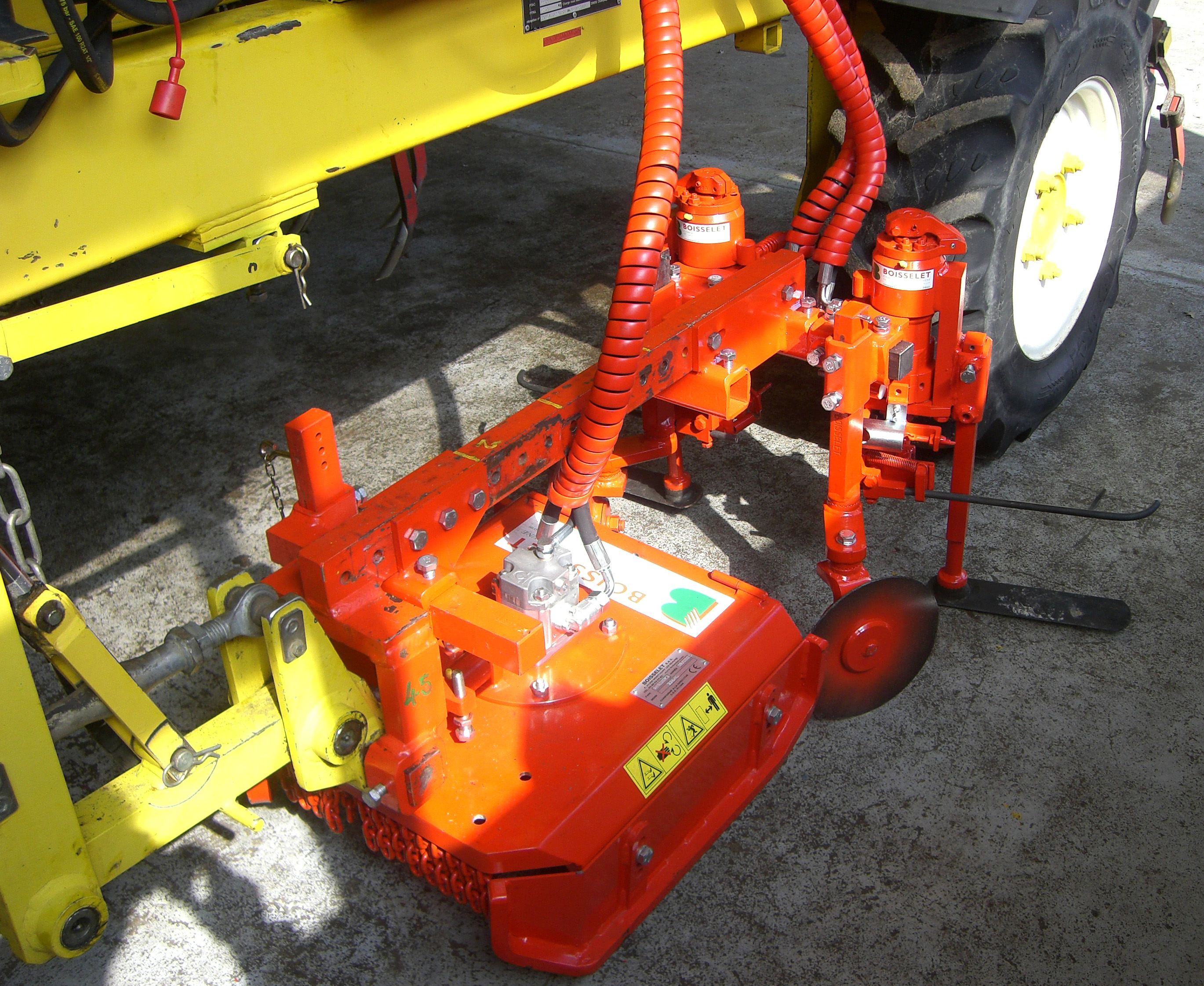
Girobroyeur monté avec lame interceps

### Fertilisation

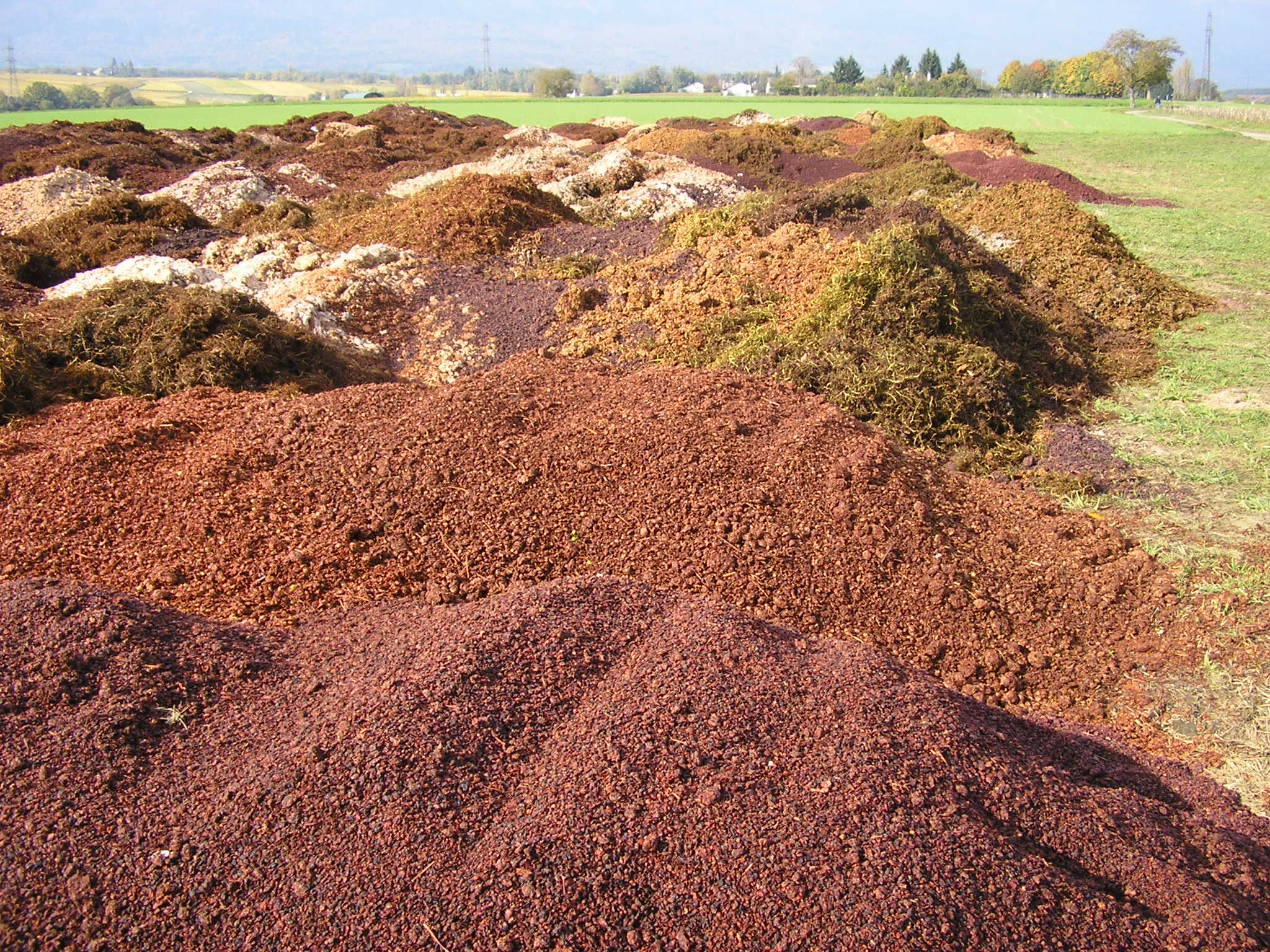
Le marc de raisin composté peut être un bon apport en matière organique

La vigne, comme tout végétal, a besoin pour son développement, d'éléments minéraux puisés dans le sol par ses racines.
Lors de la plantation d'une jeune vigne, l'apport d'amendement à action lente et prolongée est profitable. Elle permet à la vigne de trouver dans la zone de croissance de ses racines tous les éléments nécessaires. Par la suite, les besoins sont liés à la richesse du sol.
En phase de production, l'exportation du raisin hors de la parcelle peut nécessiter de compenser ces pertes par hectare par un apport sous forme d'engrais. La quantité de minéraux exportés n'est pas proportionnelle au rendement. Elle dépend aussi du cépage ou des conditions pédo-climatiques (richesse initiale du sol, lessivage par les pluies, etc.) Si les sarments sont sortis de la vigne ou brûlés, le viticulteur doit aussi remplacer leur départ.

#### Matière organique
La matière organique est constituée d'une grande quantité de molécules organiques, c'est-à-dire carbonées. Issues du monde végétal (herbes, racines, feuilles en décomposition) ou animal (déjections essentiellement, mais aussi cadavres) elle constitue la base du complexe argilo-humique. Elle n'est pas directement un aliment pour la plante.La pratique de l'enherbement des vignes permet très souvent de maintenir un niveau convenable de matière organique par la décomposition des tontes, des racines et le couvert végétal qui limite le lessivage. Lorsqu'un apport est nécessaire, il peut provenir de fumier, ou de débris végétaux composté (paille, copeaux de bois, bois raméal fragmenté, marc de raisin composté, etc.) Il faut prendre garde à ne pas apporter de compost trop frais ; sa décomposition nécessite de l'azote pour les microorganismes. S'ils ne trouvent cet azote que dans le sol, ils l'utilisent en appauvrissant provisoirement mais gravement le sol. Ce phénomène, appelé faim d'azote, conduit sur une période à l'inverse de l'effet recherché. Elle apporte au sol des éléments indispensables à sa fertilité. Elle doit être enfouie dans les premiers centimètres du sol (mécaniquement ou par les vers de terre et micro-organismes du sol), de façon à se décomposer toujours en présence d'un peu d'oxygène. Elle peut être d'origine animale (excréments, plumes, coquilles…) ou (et surtout) végétale. La matière animale est plutôt à considérer comme un engrais apportant principalement de l'azote. Hormis dans le cas du « BRF » (Bois raméal fragmenté), la matière végétale doit provenir de végétaux « mûrs » (c'est-à-dire lignifiés) et fermentescibles (les feuilles de platane ou la paille de riz, par exemple, ne font pas de bons apports, car très peu fermentescibles). Autrefois, les tailles de vignes étaient laissées aux pieds de la vigne où elles enrichissaient le sol, ce qui est aujourd'hui évité par crainte du risque d'entretenir une source potentielle de pathogènes à proximité des ceps.
Les besoins de restitution se calculent en fonction du type de sol, de sa richesse biologique et du climat. On donne comme moyenne, pour entretien, l'équivalent de 5 à 15 tonnes de fumier par an et par hectare.

#### Éléments minéraux
Les besoins de la vigne en éléments minéraux sont modérés en production maîtrisée. Le viticulteur doit donc surtout rechercher les carences ou faire des analyses foliaires pour piloter ses apports. Les carences les plus courantes en viticulture sont multiples. La chlorose ferrique est une carence en fer induite par une mauvaise absorption du fer créée par le calcaire actif ; outre le choix d'une bonne adéquation entre porte-greffe et sol, un engrais foliaire peut permettre un apport ponctuel. La carence en azote est en recrudescence avec la pratique de l'enherbement. La concurrence entre vigne et herbe peut nuire à la vigne. Un apport léger et fractionné permet de résoudre le problème. En dépit de son rôle essentiel dans la photosynthèse, le phosphore ne présente pas de problème d'approvisionnement particulier pour la vigne. Après des années de recherches, même en sols très pauvres, les symptômes de carence sont très difficiles à percevoir. Il n'en est pas de même pour le potassium et le magnésium. Le raisonnement des apports doit se gérer conjointement pour ces deux minéraux ; en effet, un antagonisme les oppose et un sol riche en magnésium peut conduire à une carence sur la vigne si ce sol est trop riche en potassium.
Les besoins sont calculés en « unités » (ou kilos), qui représentent des kilos de l'élément indiqué, pour un hectare et par an. Exemple : 50 unités d'un élément « x » pourront être apportés par 100 kg d'un engrais contenant 50 % de cet élément, ou bien par 500 kg d'un engrais en contenant 10 %. Les quantités sont exprimées soit en élément pur (cas de l'azote : N), soit en composé, oxyde ou autre (cas des phosphates tel que le pentoxyde de phosphore P2O5 ou des potasse tel que l'oxyde de potassium K2O).
Les quantités sont exprimées en grammes dans le cas des oligo-éléments, dont les besoins sont beaucoup plus réduits.

#### Forme et besoins annuels approximatifs
Les oligo-éléments peuvent être apportés sous forme de chlorure, sulfate, nitrate, chélate, ou aussi sous forme organométallique. Il faut veiller à leur assimilabilité dans le temps.
- Azote : azote organique (naturelle ou de synthèse (urée)), Nitrate d'ammonium (ammonitrate 33 %), sulfate d'ammonium 21 %, phosphate d'ammoniaque, etc.
- Phosphates : selon le pH du sol, apports de phosphates naturels plus ou moins finement moulus, superphosphates de chaux, phospal, phosphate d'ammoniaque. Ce dernier produit est à conseiller dans les sols calcaires, car il sera plus longtemps assimilable par la plante.
- Potasse : chlorure et sulfate sont les deux formes les plus employées. Autre forme, le patenkali apporte en même temps de la magnésie.
- Calcium : à réserver aux sols acides ou décalcifiés. La finesse du produit à employer est notamment fonction de l'acidité des sols.
- Magnésie : sulfate de magnésie et patenkali apportent une forme de « MgO » longtemps assimilable.

Apports pour un hectare de vigne « moyenne » :
- 20 à 70 « kilos » d'azote ;
- 10 à 20 « kilos » d'acide phosphorique ;
- 30 à 80 « kilos » de potasse (K2O) ;
- 60 à 120 « kilos » de calcium (CaO) ;

Les quatre éléments ci-dessus sont appelés éléments principaux, ou majeurs.
- 10 à 25 « kilos » de magnésie (MgO), élément appelé « secondaire » ;

Les éléments ci-dessous sont dénommés « oligo-éléments ». Leurs besoins moyens sont :
- 400 à 600 grammes de fer (Fe) ;
- 80 à 150 grammes de bore (B) ;
- 80 à 160 grammes de manganèse (Mn) ;
- 60 à 115 grammes de cuivre (Cu) ;
- 100 à 200 grammes de zinc (Zn) ;
- 1 à 2 grammes de molybdène (Mo).

#### Époque et mode d'apport
Souvent, selon les régions, les éléments minéraux sont apportés immédiatement après la vendange, pour favoriser la constitution de réserves nutritives avant la chute des feuilles. Dans les régions les plus septentrionales, la récolte est plus tardive et la chute des feuilles est plus précoce. Les épandages d'engrais se font plutôt en fin d'hiver. Dans certaines régions, par exemple la Champagne, les dates d'épandage d'engrais sont fixées par la préfecture, après consultation des organisations professionnelles. Ces mesures sont prises pour limiter les déperditions (polluantes).
Les éléments majeurs s'épandent, en général, en surface, suivi ou non d'un enfouissement. Dans d'autres cas, ils sont enterrés directement à l'aide d'un semoir spécial, muni d'un soc enfouisseur, appelé « localisateur ». Cette technique est destinée à rapprocher l'engrais de la zone explorée par les racines, à le concentrer et aussi à limiter la concurrence des mauvaises herbes.
Compte tenu des quantités (besoins) relativement faibles, les oligo-éléments sont apportés soit au sol, dans les mêmes conditions que les éléments majeurs, soit en saison, par voie foliaire. Dans tous les cas, on doit s'assurer qu'ils resteront assimilables longtemps.

## Récolte du raisin

### Détermination de la maturité optimale

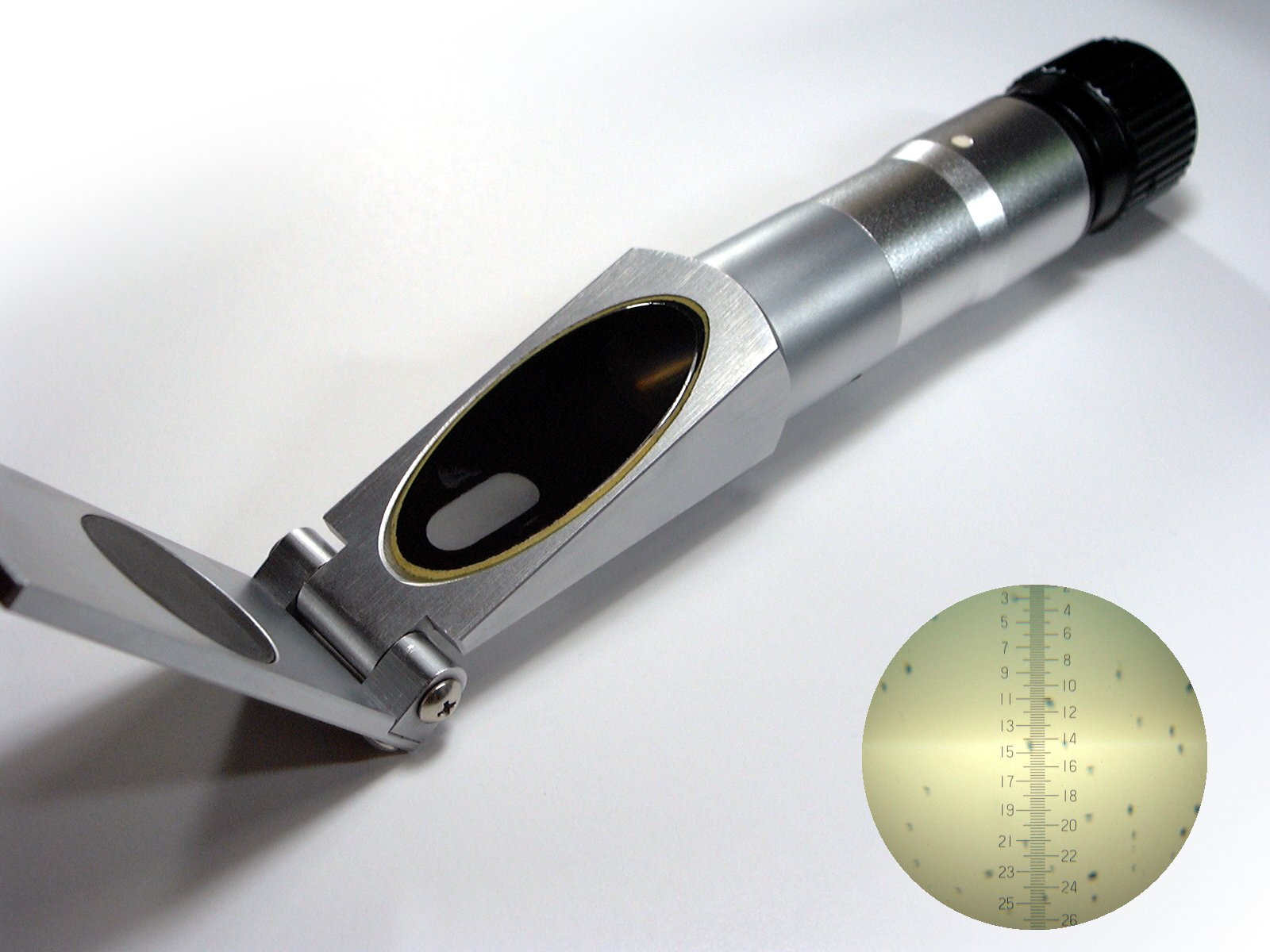
Réfractomètre pour évaluer le taux de sucre du raisin

La quantité de sucre présente dans le raisin évolue crescendo de la véraison (stade où le raisin rouge se colore et le raisin blanc devient translucide) à la maturité. Ensuite, l'évolution se ralentit. Il est donc possible d'évaluer la maturation du raisin uniquement par le dosage du sucre. Le moyen le plus simple mis à la disposition des viticulteurs est un réfractomètre. Cependant, la mesure du sucre n'est pas toujours suffisante ni précise.
La maturité du raisin peut revêtir plusieurs significations. La maturité physiologique correspond à l'aptitude des pépins à germer. Elle se produit très tôt, peu après la véraison et n'a pas d'intérêt pour le viticulteur. La maturité technologique correspond au taux maximal de sucre. La maturité aromatique désigne le stade de concentration maximale des molécules aromatiques. La maturité polyphénolique est atteinte quand le maximum de tanins qualitatifs est présent dans la pellicule et les tanins. L'ensemble de ces paramètres est pris en compte pour déterminer la maturité œnologique. C'est celle qui est recherchée par le viticulteur. Pour le vin rouge, le viticulteur privilégie les maturités polyphénolique et aromatique. Pour les vins blancs ou rosés, une légère sous-maturité privilégie une acidité responsable de vivacité en bouche au détriment des tanins qui ne sont pas présents dans le futur vin, le mode d'élaboration ne les extrayant pas du raisin.

### Récolte proprement dite

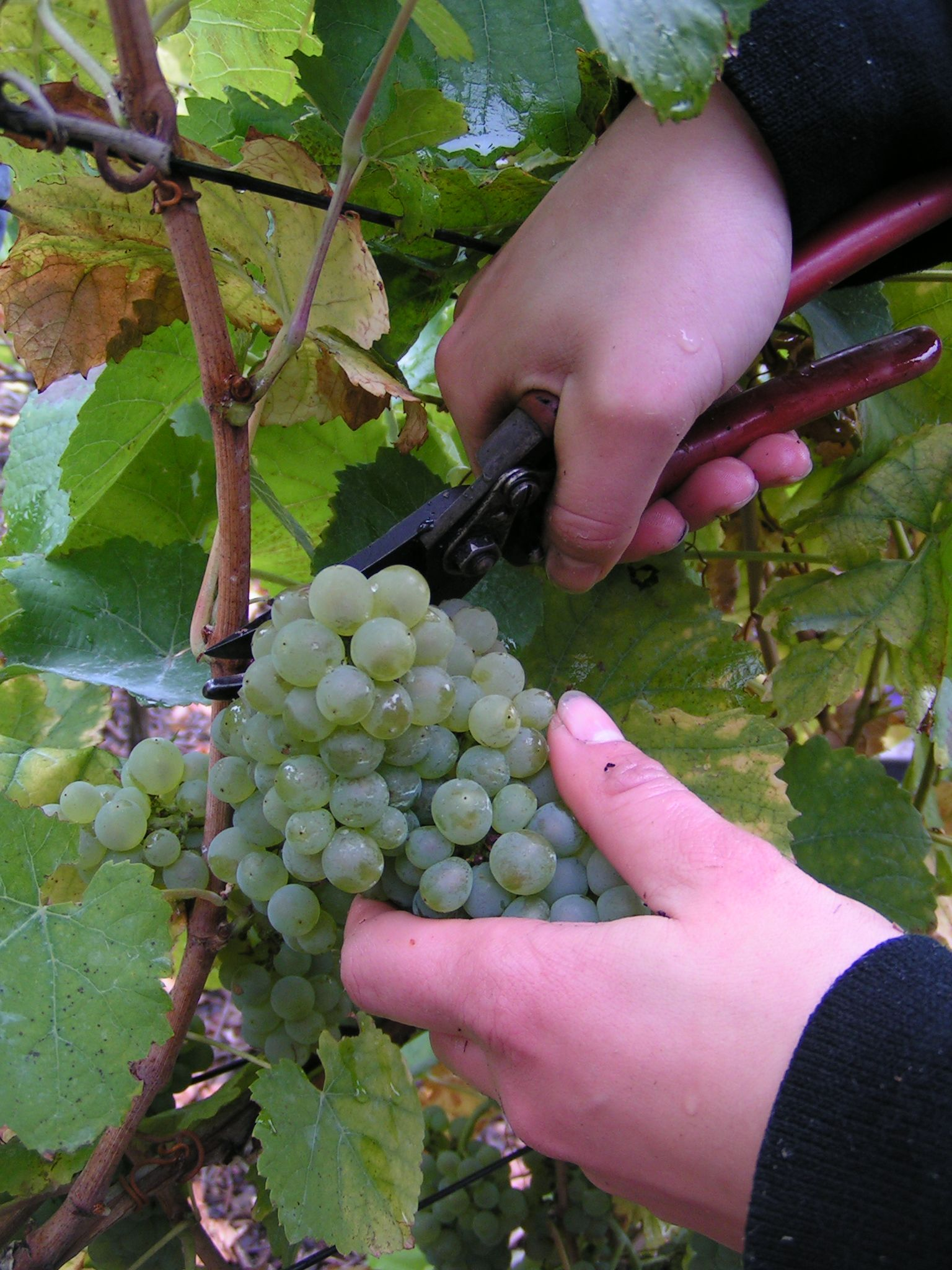
Récolte manuelle

La récolte du raisin ou vendange, consiste à séparer le raisin de la souche. Les grains peuvent être récoltés avec ou sans la partie ligneuse de la grappe, la rafle.

#### Raisin de table
Le raisin de table est cueilli manuellement. Sa fragilité et l'exigence de présentation du produit final rendent nécessaire la main d'œuvre qualifiée. Les grappes cueillies sont mises en cagette. Pour certains produits comme le raisin AOC (chasselas de Moissac, muscat du Ventoux) le ciselage est obligatoire. Cette opération consiste à enlever, à l'aide de fins ciseaux, les grains abîmés, à maturité insuffisante ou à aérer les grappes trop tassées.
Le raisin est conditionné en cagettes pour le transport et la présentation sur l'étalage du vendeur. L'emballage destiné directement au consommateur est plus petit. Il évite toute manipulation néfaste au produit.

#### Raisin de cuve
La récolte manuelle se fait à l'aide d'une serpette ou d'un ciseau. Le pédoncule de la grappe est sectionné et la grappe déposée dans un panier ou un seau par le cueilleur. Les récipients sont vidés dans la hotte du porteur qui amène le raisin dans la benne à vendange.
Depuis les années 1960, le coût de la main d'œuvre nécessaire pour les vendanges a conduit la recherche viticole à mettre au point la machine à vendanger. Inventée aux États-Unis en 1965, elle a conquis l'Europe dès le début des années 1970 (1971 en France). L'usage d'une machine est permis par l'absence d'exigence de présentation du raisin destiné à la vinification.
La machine à vendanger coûte moins cher à l'hectare que la vendange manuelle. Elle ne nécessite pas de recruter une équipe, ni de la nourrir. Elle est disponible rapidement et permet le travail de nuit : elle économise des frigories nécessaires au refroidissement de la vendange ou du moût. Elle est rapide et permet de récolter rapidement plusieurs hectares par jour, aspect intéressant lorsqu'une perturbation météorologique menace. En revanche, elle ne permet pas de trier finement la vendange. Elle peut comporter une proportion non négligeable de feuilles et de pétioles. Leur macération dans le moût extrait des composés végétaux. La séparation mécanique des grains libère une certaine quantité de jus qui s'oxyde au contact de l'air.
Des dégustations comparatives de lots vendangés à la machine ou à la main ont été organisées par ITV France. Elles ne montrent pas de différences significatives entre des vins vendangés par les deux méthodes. Toutefois, quelques précautions se doivent d'être prises : l'adaptation de la vigne à la récolte mécanique permet d'éviter les blessures et la présence exagérée de feuilles et pétioles et la lutte active contre la pourriture grise évite la macération de grains pourris dans le moût. Dans le cas de vinifications spéciales, la vendange manuelle est obligatoire. C'est le cas de la macération carbonique en grains entiers. Pour l'élaboration du beaujolais nouveau, la vendange mécanique est interdite. Le décret d'appellation précise que le raisin doit être récolté en grappe entière. Pour le champagne, la récolte manuelle est également obligatoire ; le décret d'appellation précise que le raisin doit être transporté entier dans des caisses ajourées de telle manière que le jus éventuel s'écoule rapidement.

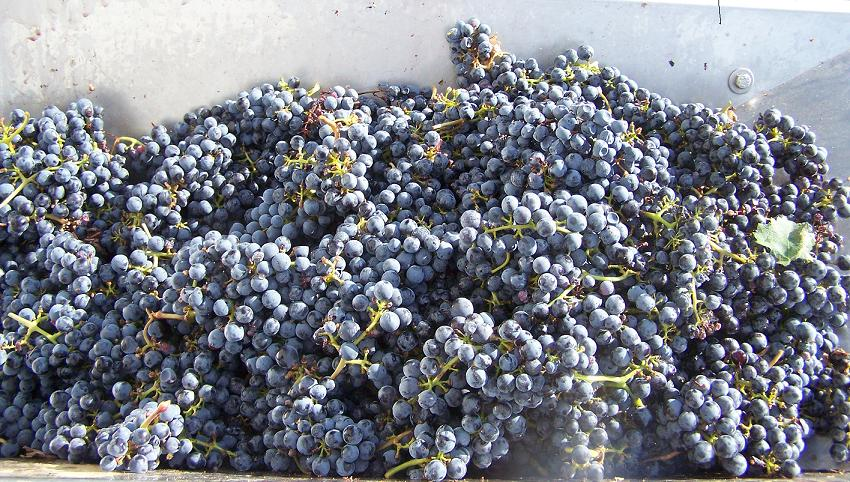
Aspect visuel d'une vendange manuelle
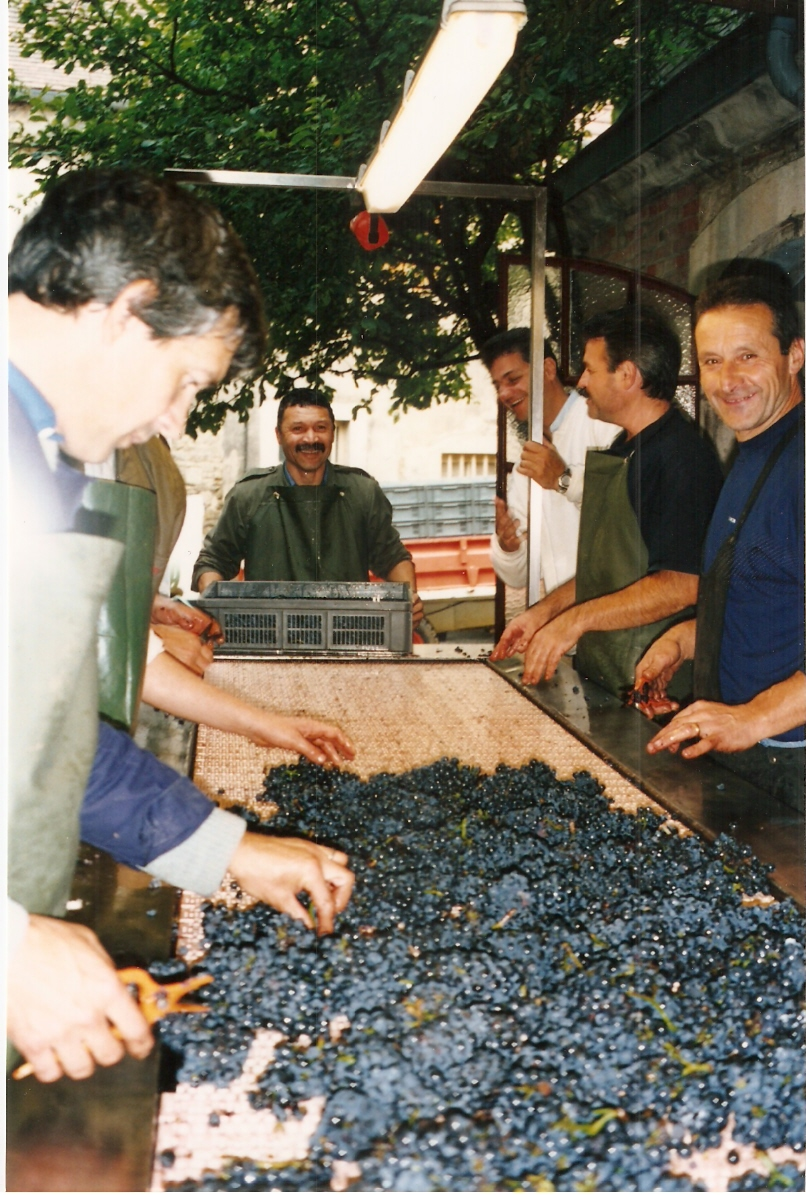
Tri de la vendange en Bourgogne
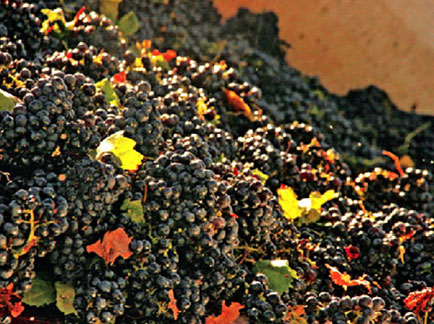
Aspect visuel d'une vendange mécanique

## Outillage

### Engins de traction
Le tracteur a remplacé les animaux (chevaux, bœufs) dans les pays occidentaux. Les tracteurs peuvent revêtir plusieurs formes suivant les régions et leur topographie. Il existe trois types de tracteur :
L'enjambeur est un tracteur agricole. Il enjambe un ou deux rangs de vignes. Il est particulièrement bien adapté aux vignobles cultivés à haute densité : rangs étroits ne permettant pas le passage en largeur d'un tracteur classique, hauteur de végétation et de palissage limitée. Certaines machines à vendanger ont une bonne polyvalence. Il est utilisé dans tous les vignobles à haute densité de plantation : Beaujolais, Bordeaux, Bourgogne, Champagne, etc. Sur une machine à vendanger, une fois démontées les têtes de récolte, peuvent être montés un appareil de traitement, ou tout outil de travail du sol ou de la vigne. Cette polyvalence limite les achats de matériel dédiés et revient finalement meilleur marché.
Des petits tracteurs vignerons, dits à voie étroite, passent dans les interlignes quand l'espace entre les deux rangs le permet comme c'est le cas dans le Sud de la France, en Californie, en Allemagne, etc..
Dans les régions à la topographie accidentée, le recours au tracteur à chenille permet d'éviter de patiner en côte et de garder une meilleure stabilité à la verse (cet accident de tracteur est dû au renversement du tracteur lors d'une circulation perpendiculaire à la pente). Ces engins sont cependant limités lors de circulations sur route, à cause des dégâts que les chenilles peuvent occasionner sur le bitume.
Les tracteurs sont équipés d'attelage pour tracter, d'un système de relevage à trois points pour les outils portés et d'une prise de force pour animer mécaniquement les outils. L'équipement d'un relevage et d'une prise de force à l'avant permet d'utiliser deux outils lors du même passage. (écimeuse à l'avant et girobroyeur à l'arrière par exemple)

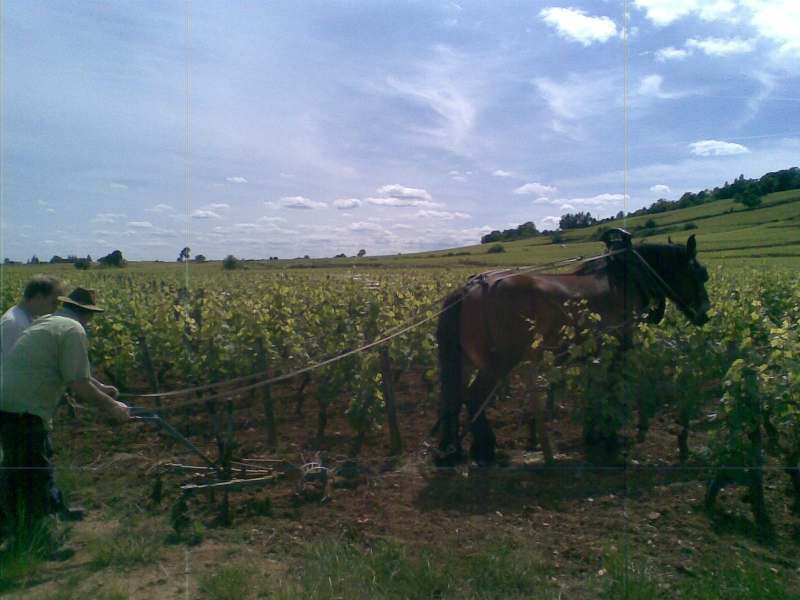
Labour à cheval
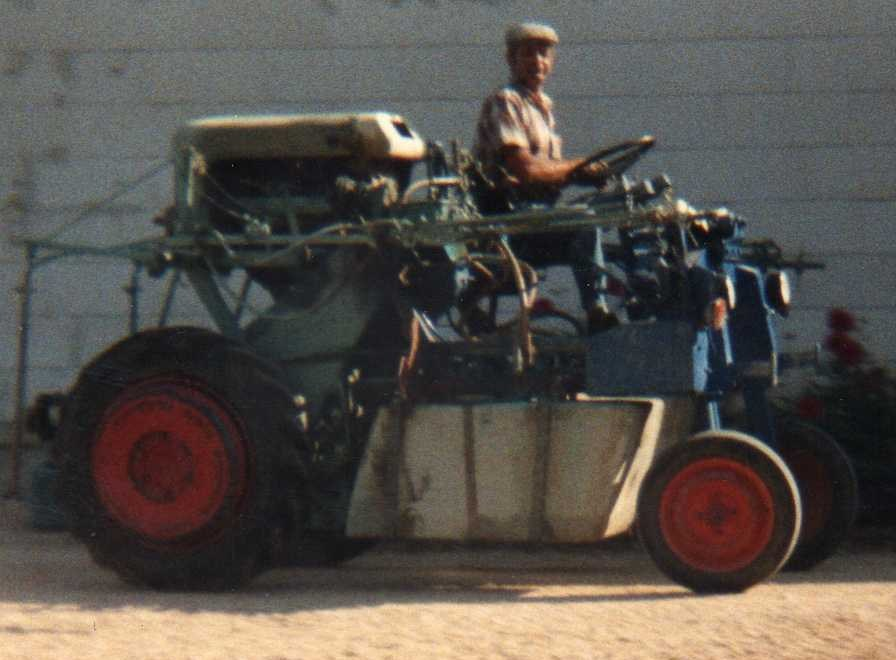
Vieil enjambeur.
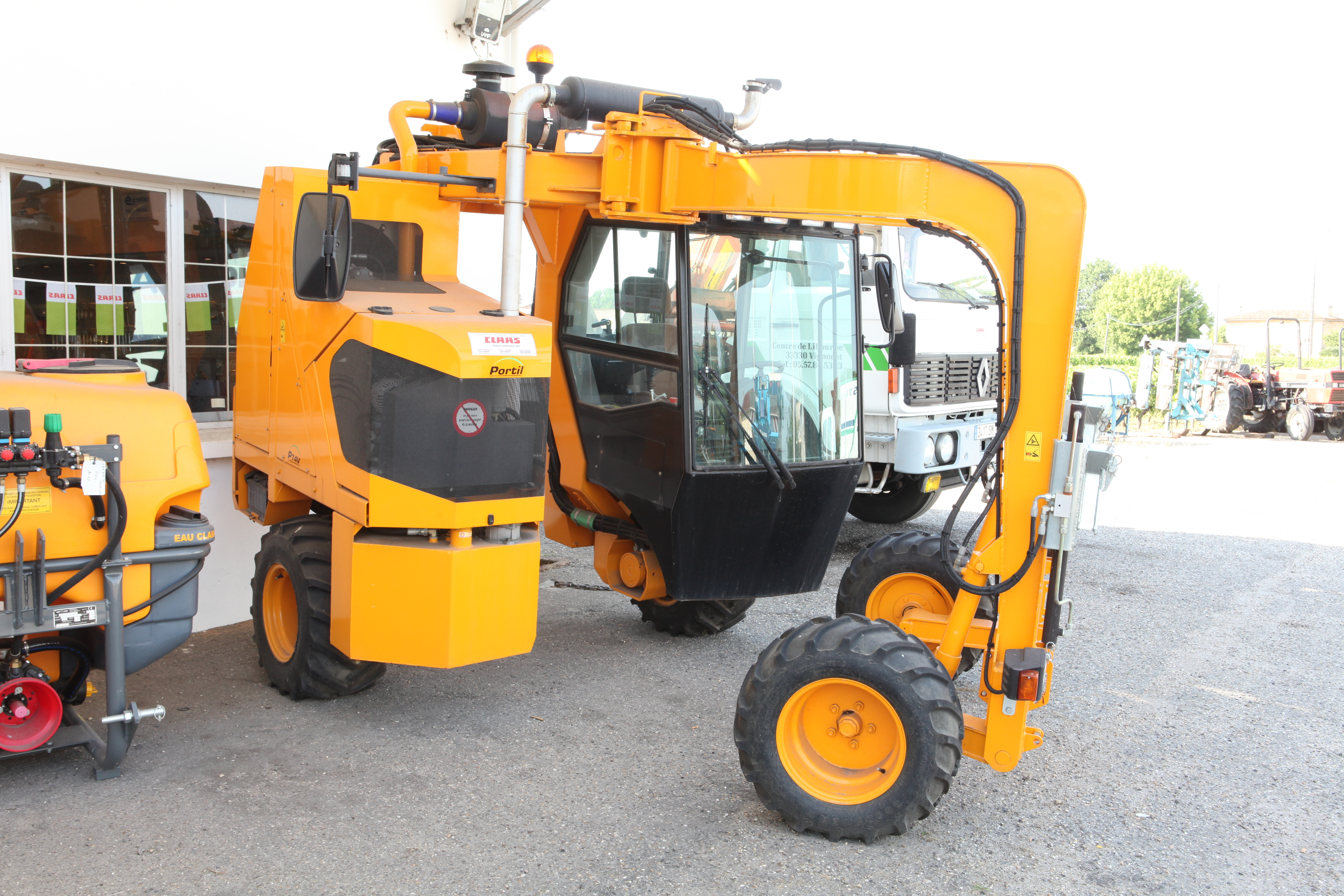
Tracteur enjambeur articulé.
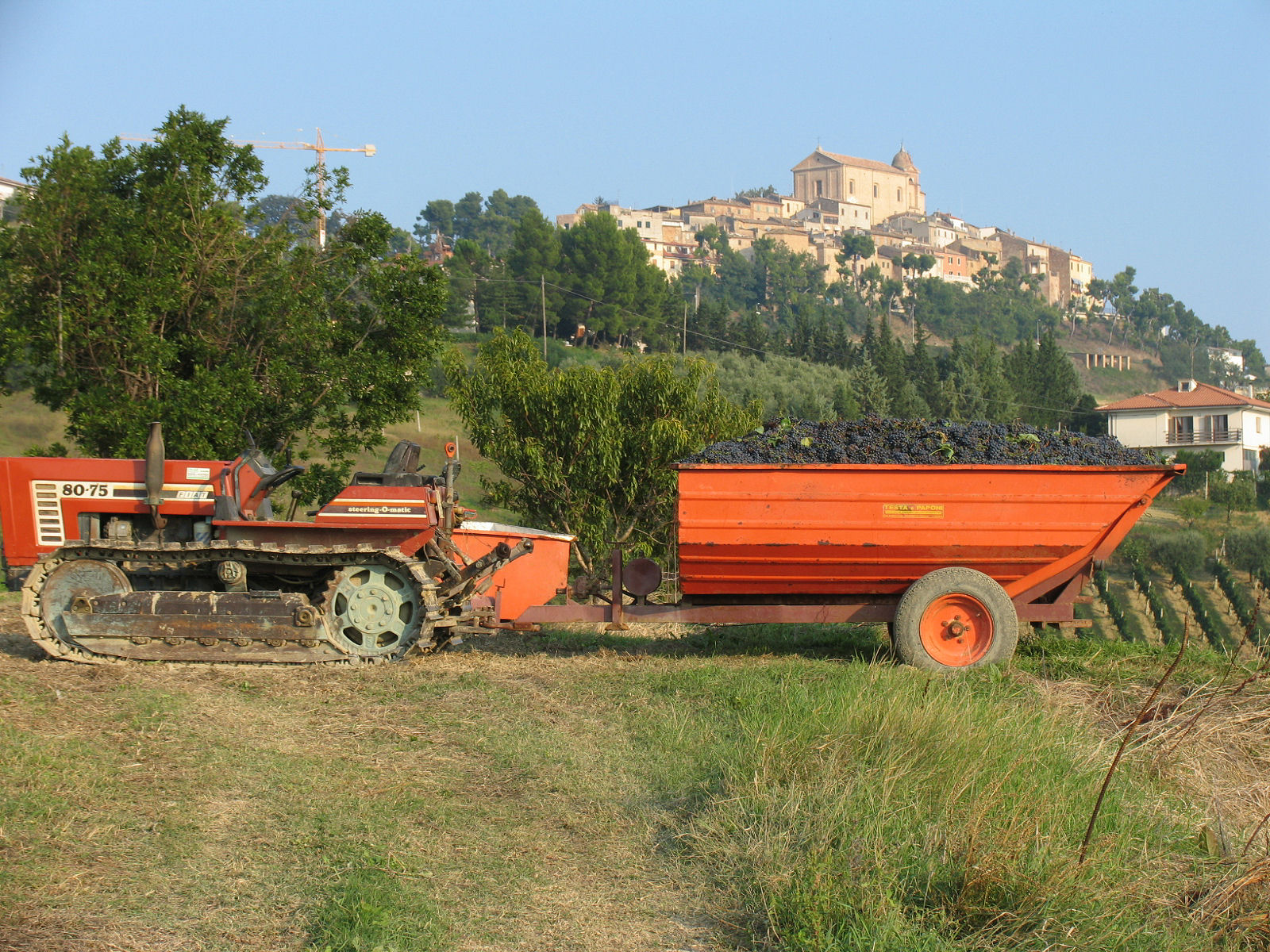
Tracteur à chenilles lors de vendanges à Montepulciano.
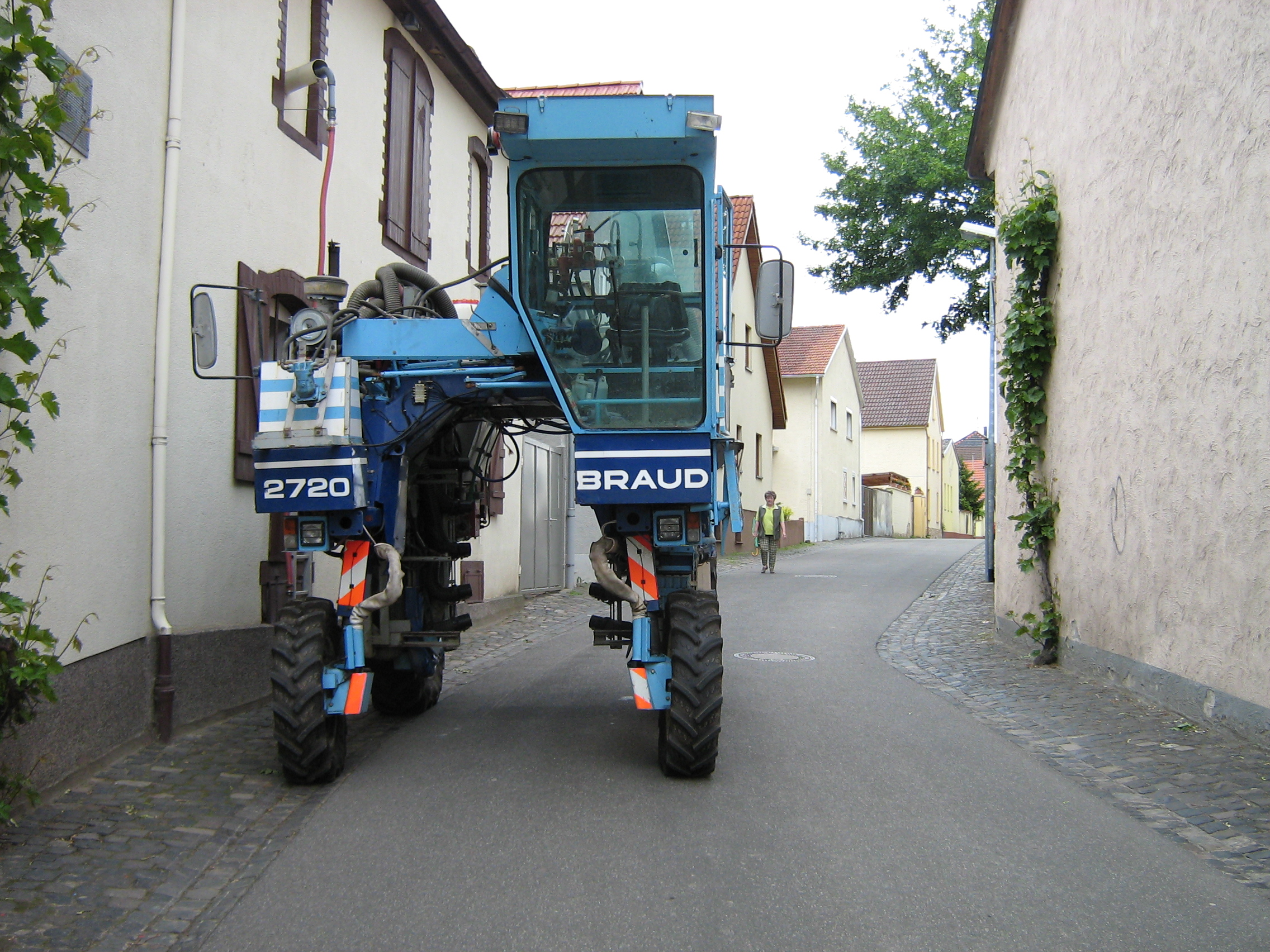
Machine à vendanger.
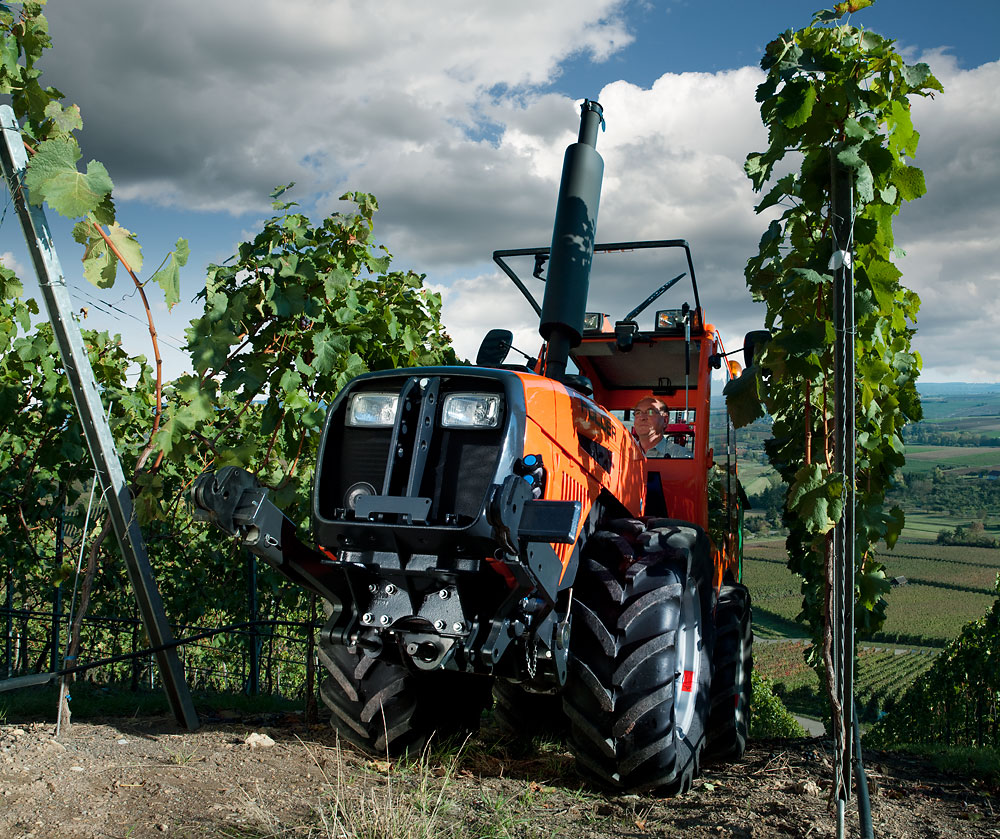
Tracteur à voie étroite
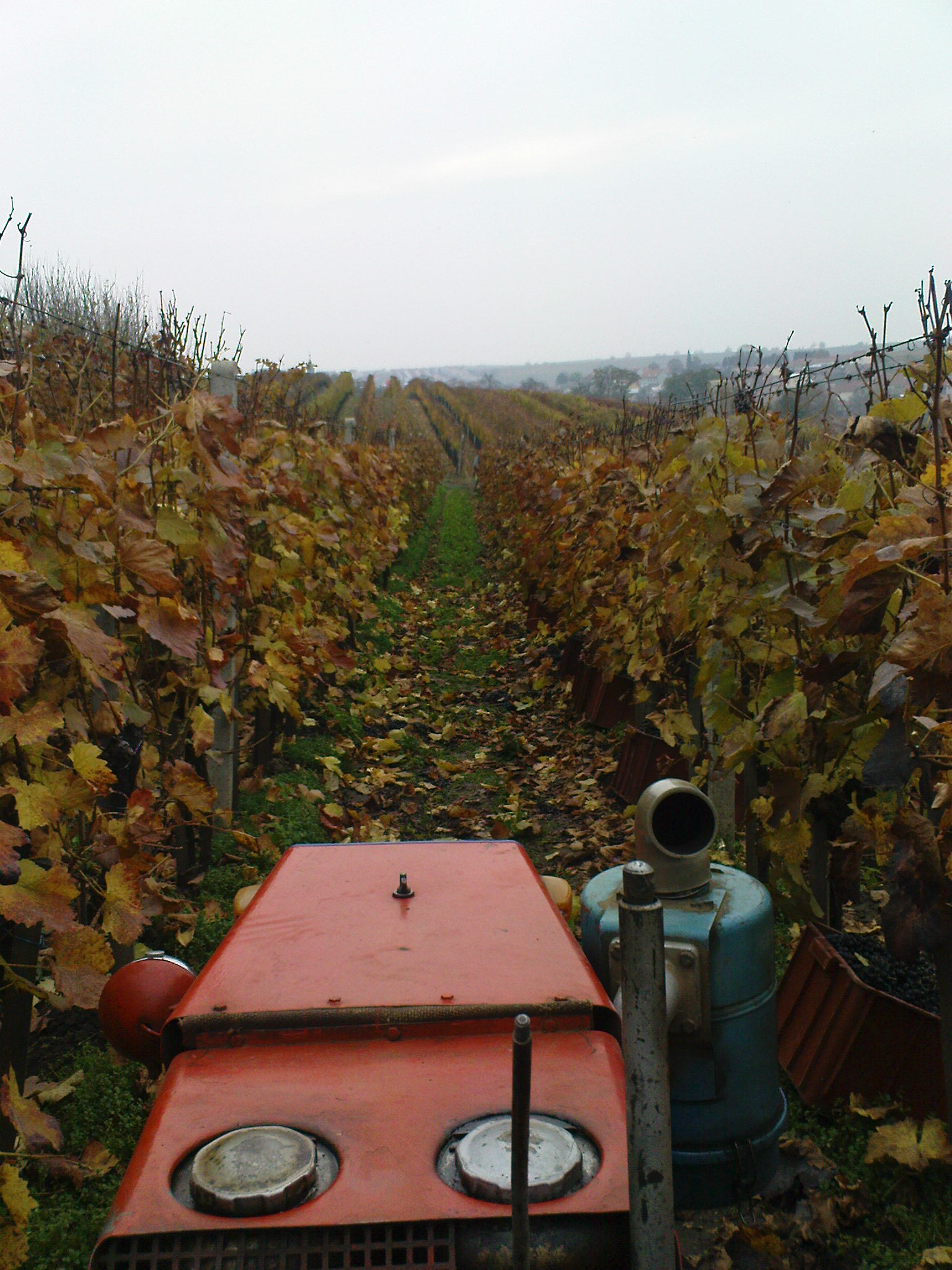
Vigne vue depuis le tracteur
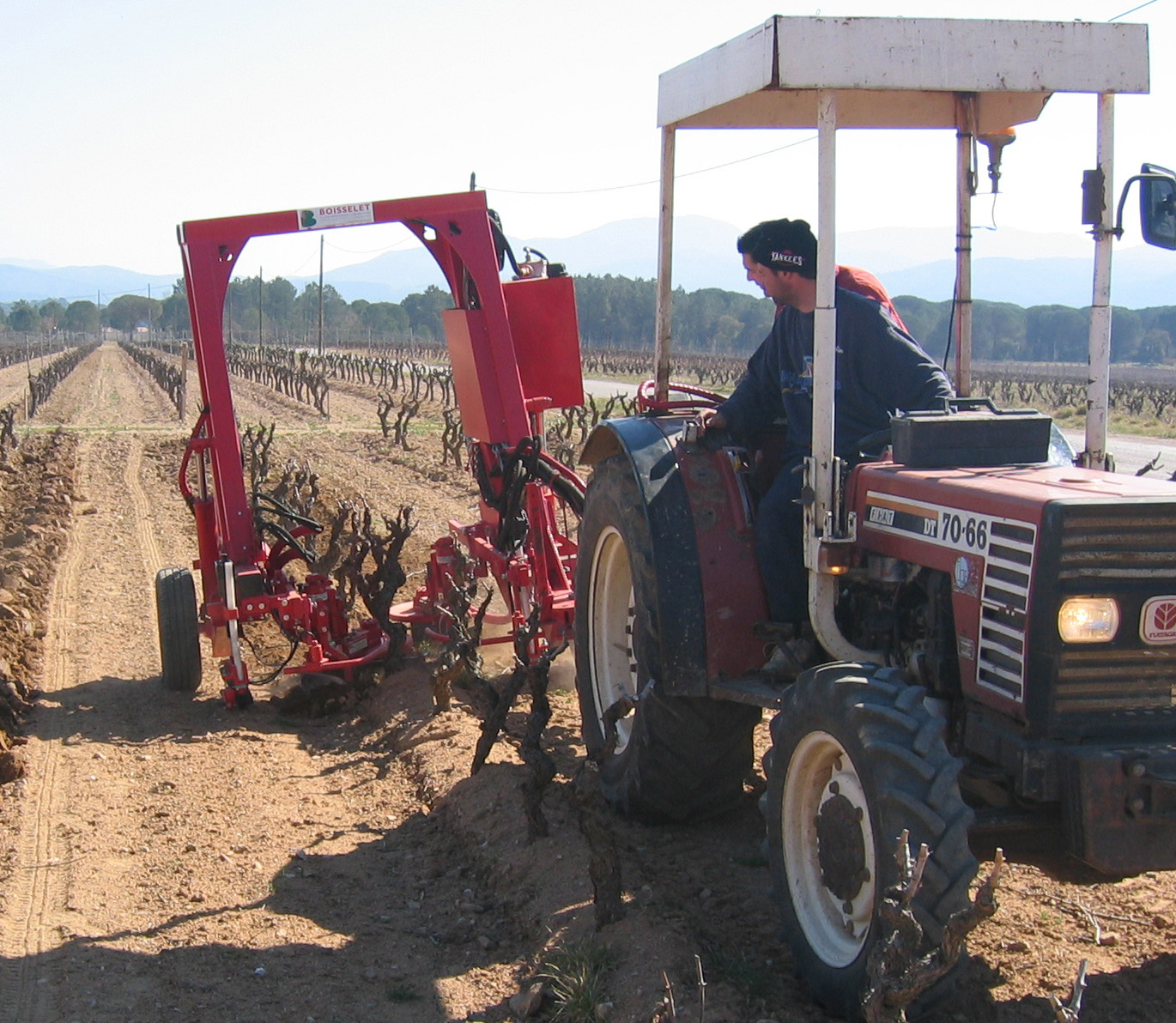
Châssis Acolyte

### Traitement de la vigne
Les traitements phytosanitaires et application d'engrais foliaires sont réalisés avec un pulvérisateur. Pour les petites surfaces, un pulvérisateur manuel est suffisant (treille petit rang de raisin de table, etc.) Pour les surfaces plus importantes, un pulvérisateur motorisé devient nécessaire. Il est souvent appelé familièrement sulfateuse par analogie au premier produit répandu dans les vignobles, le sulfate de cuivre.
Le pulvérisateur à dos est constitué d'une petite cuve contenant le produit à épandre. Les plus rustiques sont propulsés par la pression d'air exercée par une petite pompe actionnée par le bras de l'opérateur. Les plus récents sont motorisés et permettent de traiter même en hauteur. Les pulvérisateurs les plus gros, sont attelés aux tracteurs. Ils sont portés par le système de relevage du tracteur ou tracté sur leur(s) essieu(x) porteur(s). En région montagneuse, des pulvérisateurs sur hélicoptère permettent de traiter les parcelles les moins accessibles.
Le produit peut être pulvérisé en fines gouttes sur le feuillage, c'est le système de jet projeté. Ce système a besoin de beaucoup de liquide : le produit doit être bien dilué et la cuve volumineuse pour permettre de travailler sur de grandes surfaces. Depuis la fin des années 1980, des pulvérisateurs à jet porté sont apparus. Le produit est pulvérisé en fines gouttelettes dans un courant d'air violent. Le produit forme un brouillard projeté sur le feuillage par le courant d'air issu d'une turbine. Cette solution permet d'utiliser un produit plus concentré. Moins dilué, il nécessite moins de litres épandus par hectare et donc de couvrir une plus grande surface,.
Avec la mise en place de mesures agro-environnementales, certains pays mettent en place des contrôles. L'usage d'un appareil performant permet de calculer et d'épandre la dose la plus juste pour éviter un surdosage coûteux et néfaste pour l'environnement. La réglementation peut aussi préconiser des pratiques plus respectueuses de l'opérateur qui manipule les substances avant dilution.

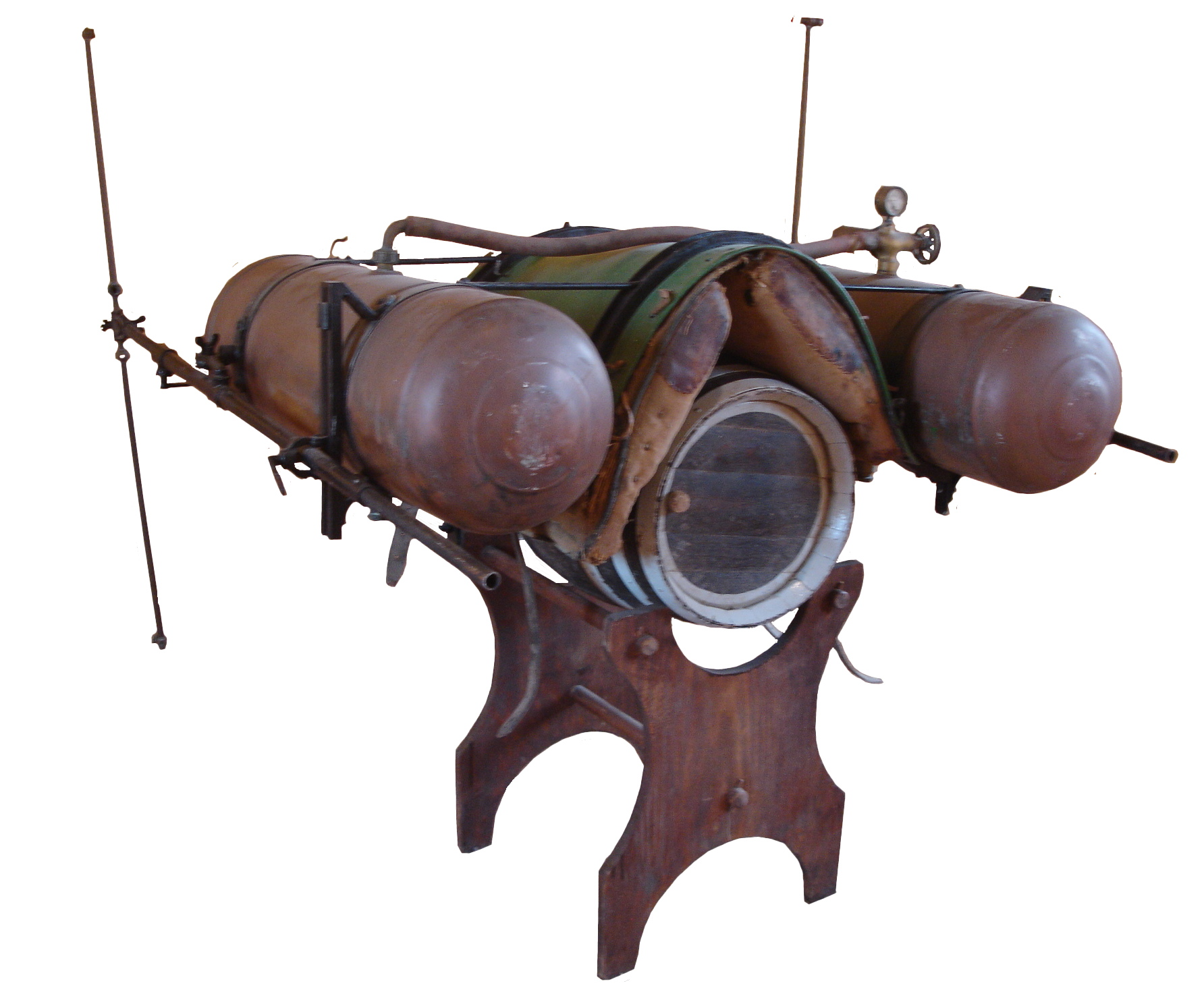
Vieille sulfateuse en cuivre que l'on plaçait sur le dos d'un animal
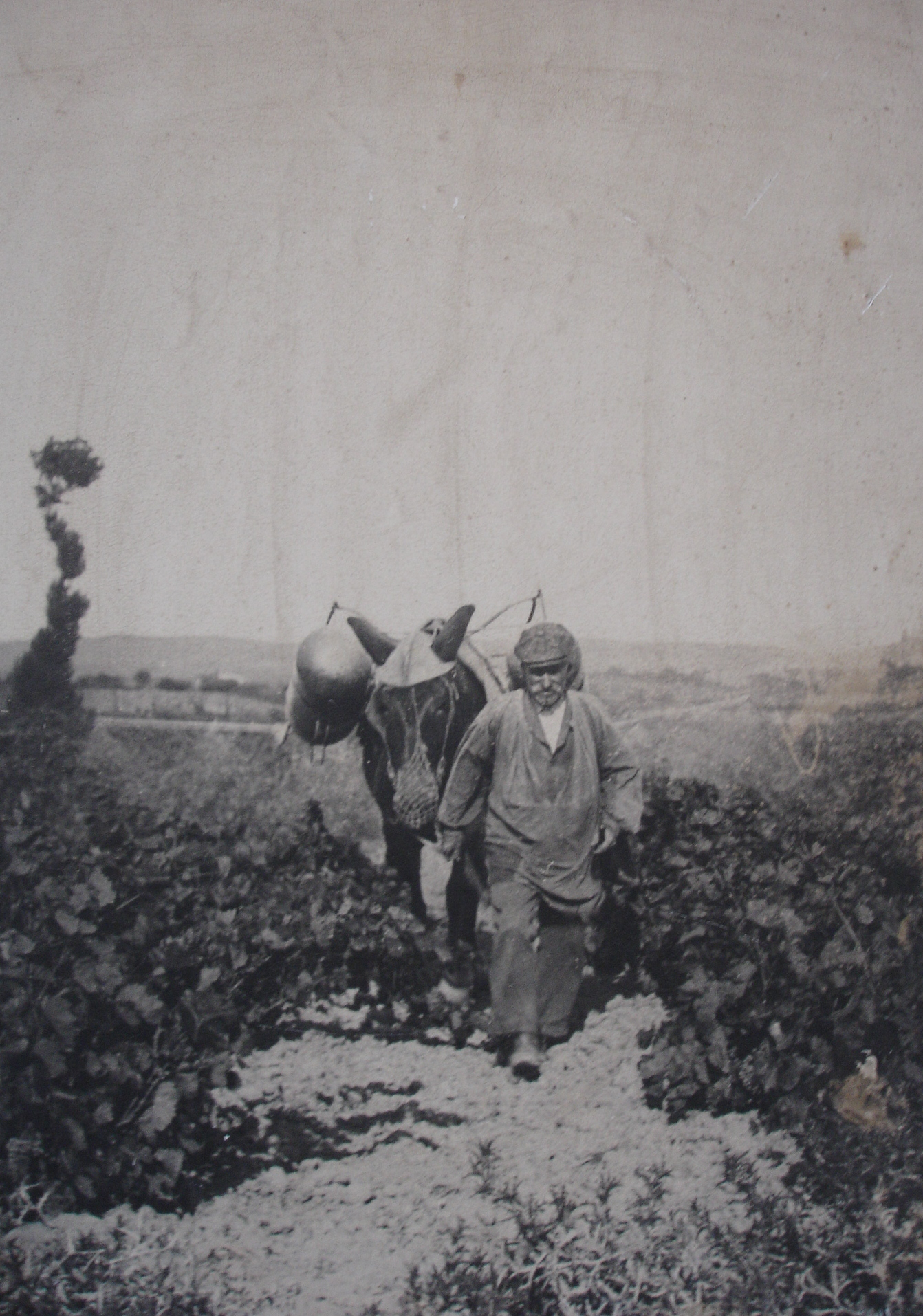
Même type que précédemment placé sur le dos d'un mulet.
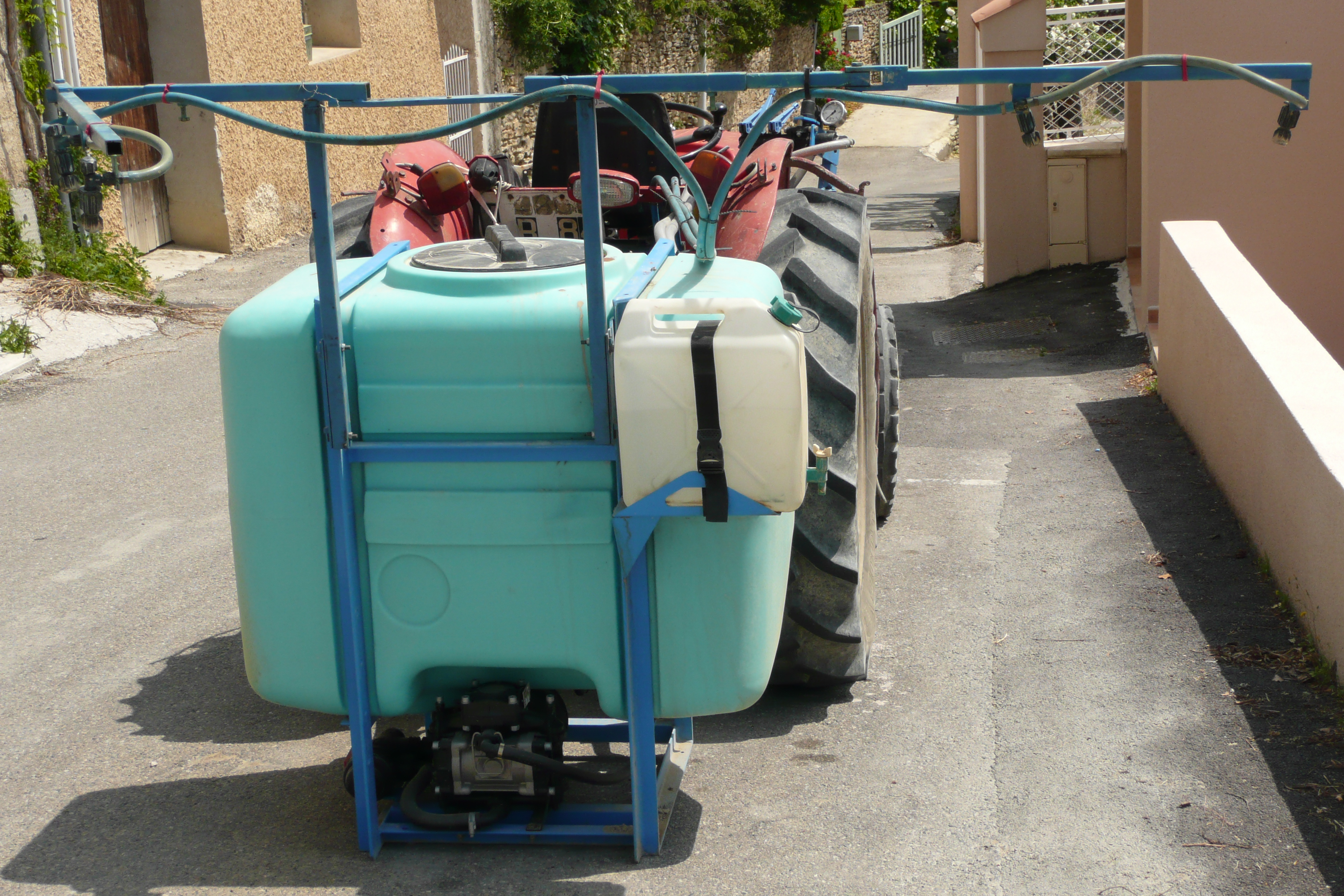
Appareil de traitement des vignes porté.
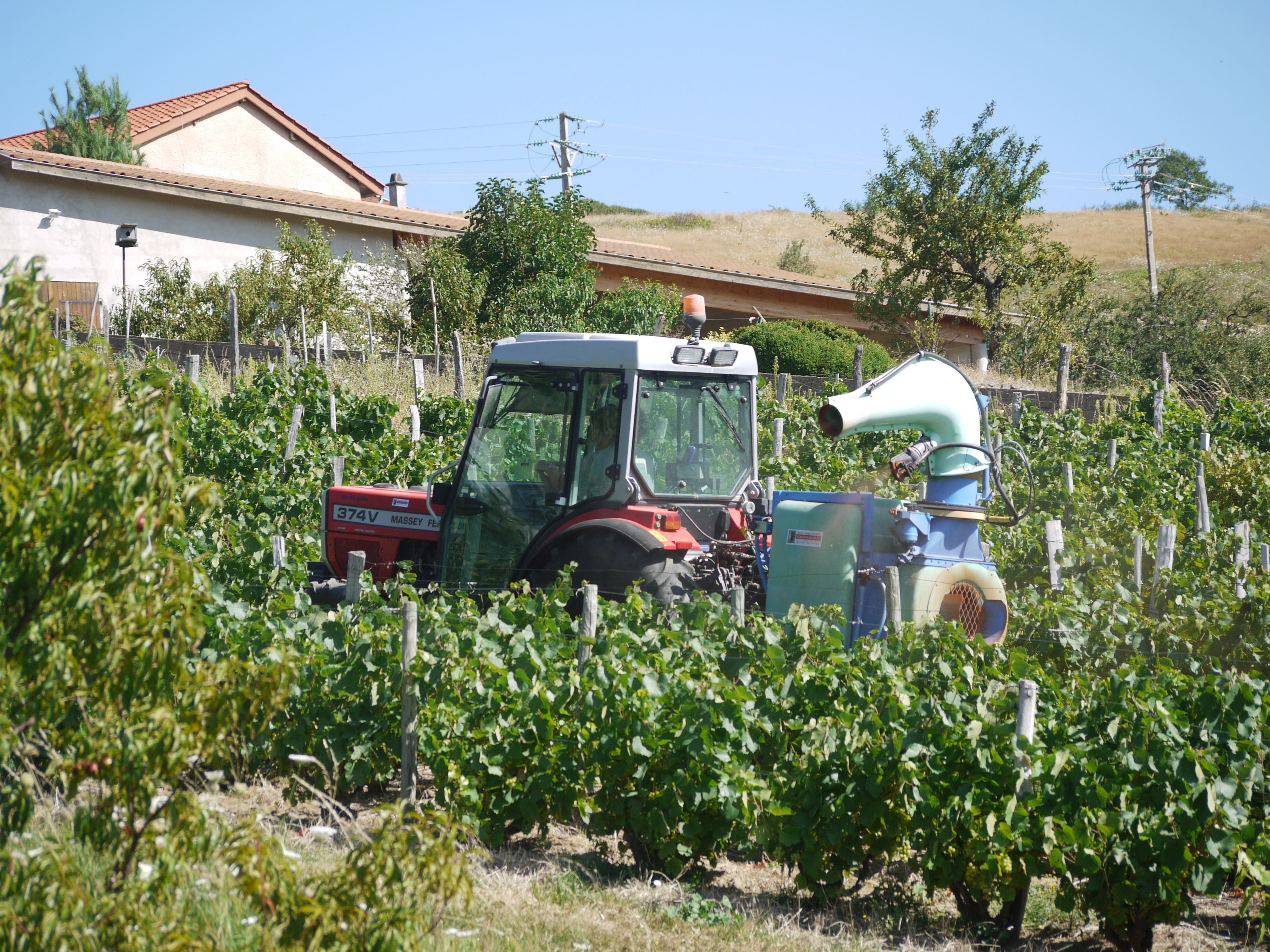
Un autre appareil de traitement en action

La soufreuse est un outil spécialement conçu pour la pulvérisation du soufre en poudre. Tombée en désuétude avec l'arrivée de molécules anti-oïdium très performantes et épandues au pulvérisateur, elles reviennent au-devant de la scène avec la conversion en bio de viticulteurs plus nombreux et avec la reprise des traitements au soufre, produit naturel pour lequel aucune résistance de l'oïdium n'existe. Elle est constituée d'une trémie qui sert de réservoir à soufre et d'un ventilateur puissant qui propulse le soufre pulvérulent sur le feuillage.

### Entretien de la vigne
Une rogneuse permet l'élimination de la partie supérieure des rameaux. Cet appareil est constitué de lames rotatives qui sectionnent les rameaux en hauteur et en largeur, lui donnant après passage, l'aspect d'une haie.
Des charrues sont nécessaires pour le travail du sol (griffage, labourage, etc.)
Une tarière montée sur un enjambeur sert à faire des trous là où il manque des pieds de vigne. Des jeunes plants greffés-soudés sont mis dans ces trous au début de printemps, pour maintenir une densité en pieds de vignes convenable.

### Récolte

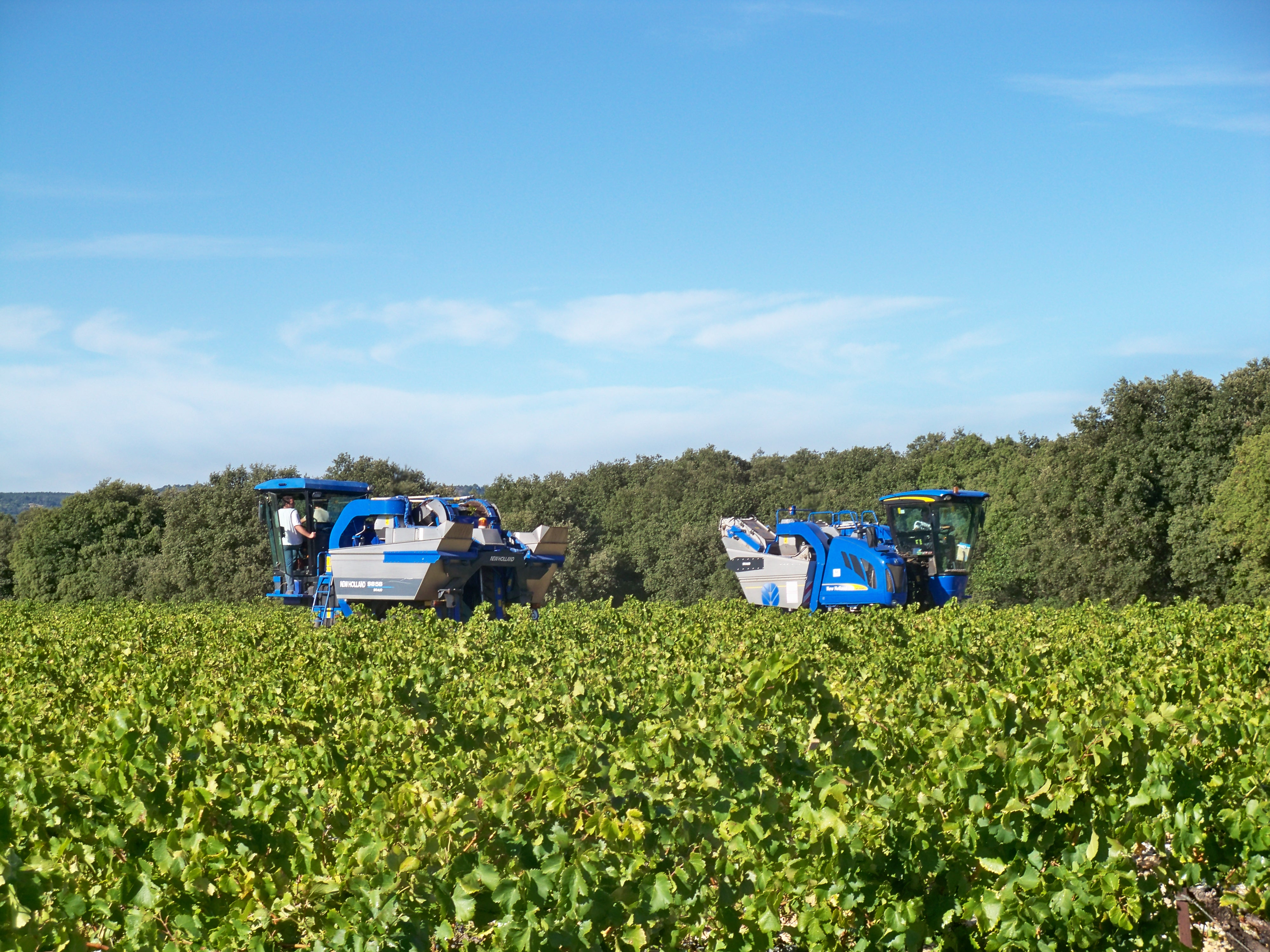
Dans les grandes parcelles ou lorsque l'orage menace, plusieurs machines peuvent être utilisées dans la même parcelle.

La machine à vendanger, encore appelée vendangeuse est une machine automotrice ou tractée. Elle est conçue pour assurer la récolte des raisins. Elle enjambe un rang de vigne. Elle comporte des batteurs ; ces longes tiges en fibre synthétique secouent la vigne violemment de droite à gauche. Les secousses brusques détachent les grains de raisin ou parti de grappe. Ils tombent alors dans une noria de godets qui les recueillent. Ces godets remontent la récolte dans des bacs de rétention avant que le raisin ne soit vidé dans la benne à vendange d'un tracteur. La vendange passe, au cours de son cheminement, devant un ventilateur destiné à souffler une partie des feuilles.
La qualité de la récolte dépend de multiples paramètres. La propreté de la vigne évite de briser des branches et sarments pouvant être arrachés par l'opération. Outre les dégâts mécaniques qu'ils peuvent occasionner, la macération d'éléments non voulus dans le jus de fond de benne nuit à la qualité future du vin. Une vigne avec une végétation maîtrisée, c'est-à-dire pas trop touffue, permet un tri efficace entre raisin et feuilles. La vitesse lente d'avancement et de battage permet au conducteur de surveiller le travail et la propreté de vendange en est tributaire. Enfin, la propreté du matériel est très importante. Lavé à chaque interruption du travail, la machine à vendanger nécessite un temps relativement important pour être efficace ; de nombreux recoins ont besoin d'être nettoyé de leur souillure.

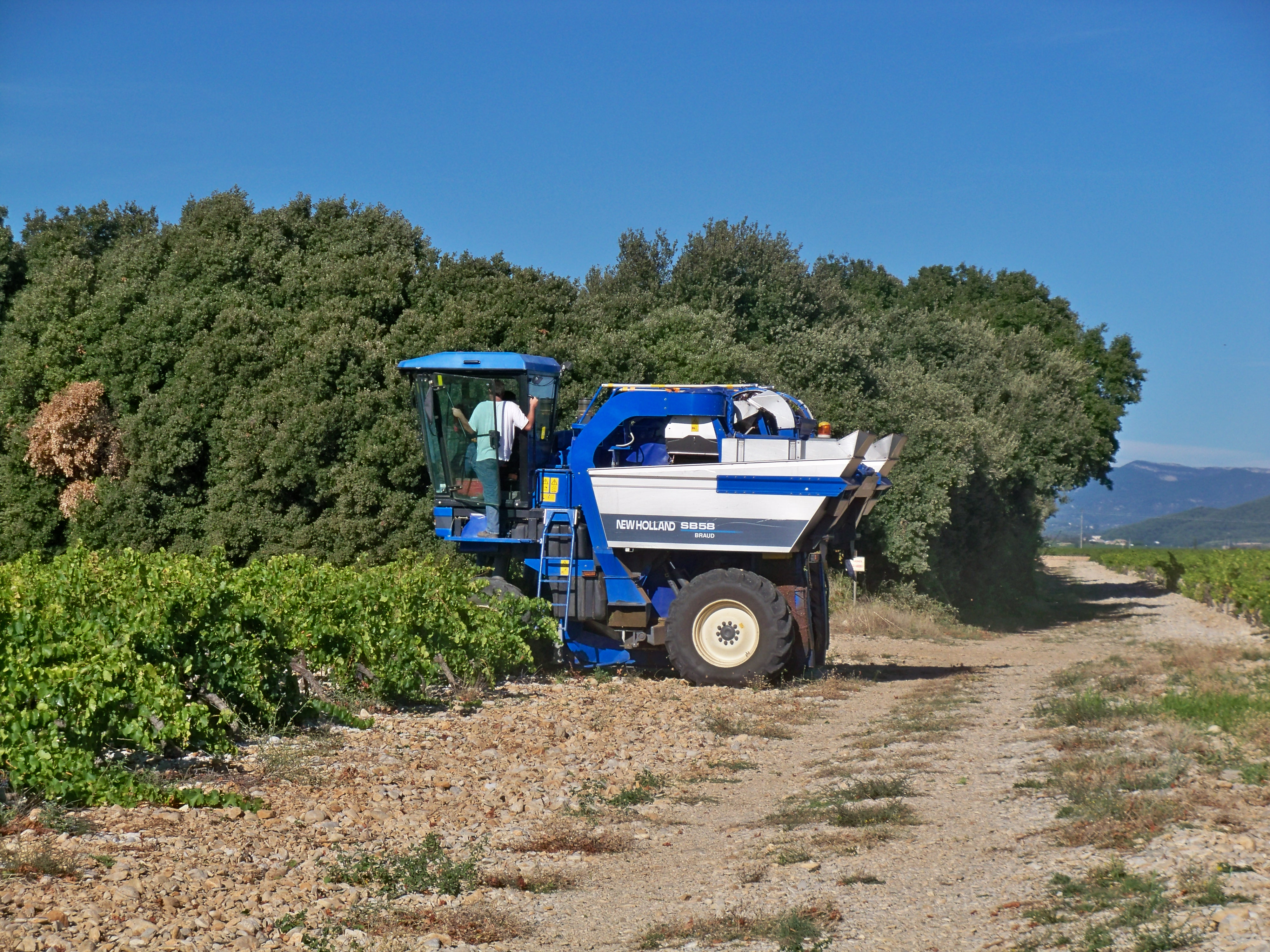
Machine à vendanger de profil en début de rang.
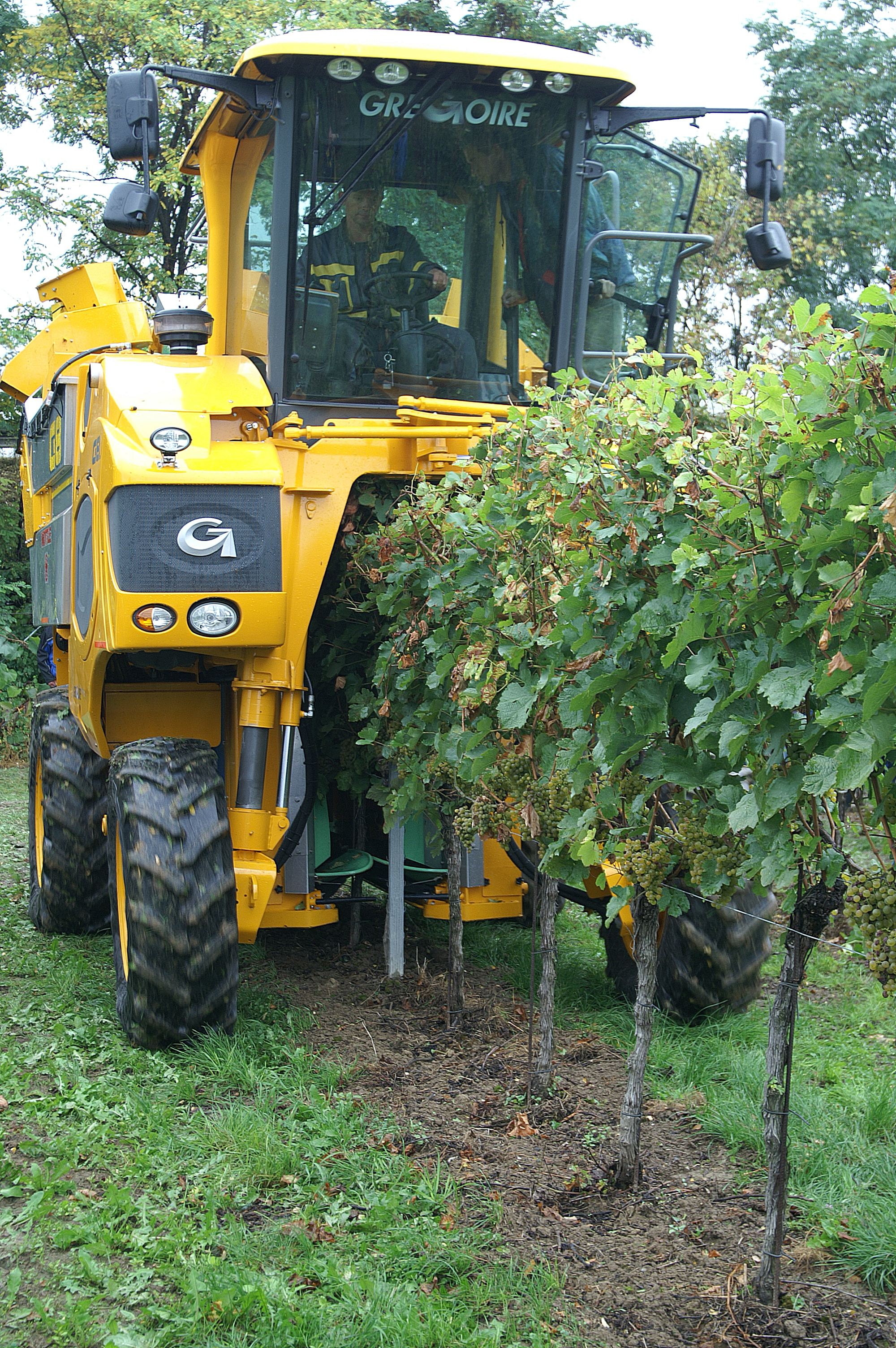
La machine à vendanger enjambe le rang qu'elle secoue avec ses batteurs pour décrocher le raisin
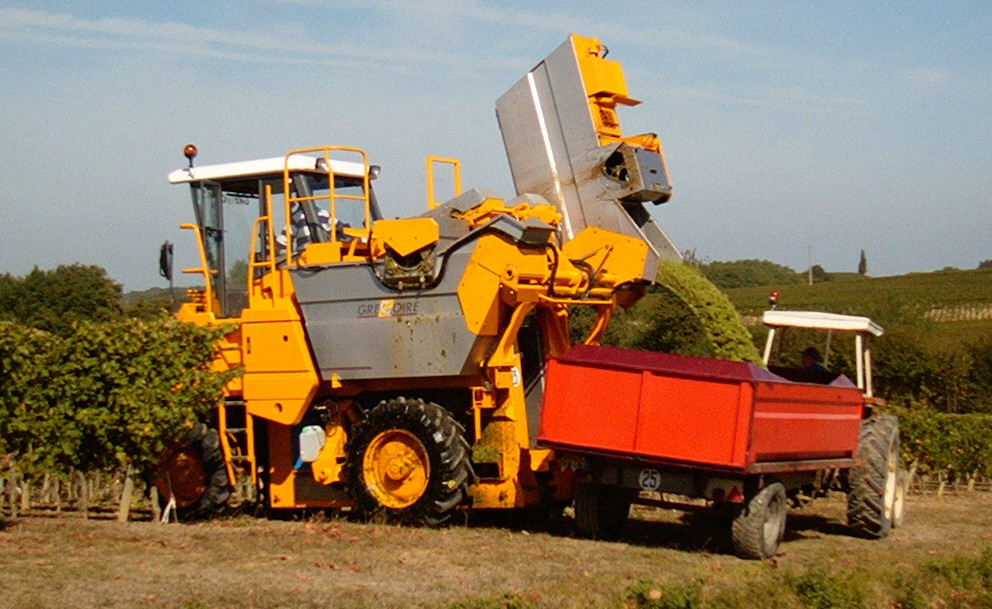
En bout de rang, elle vide ses godets dans une benne à vendange.
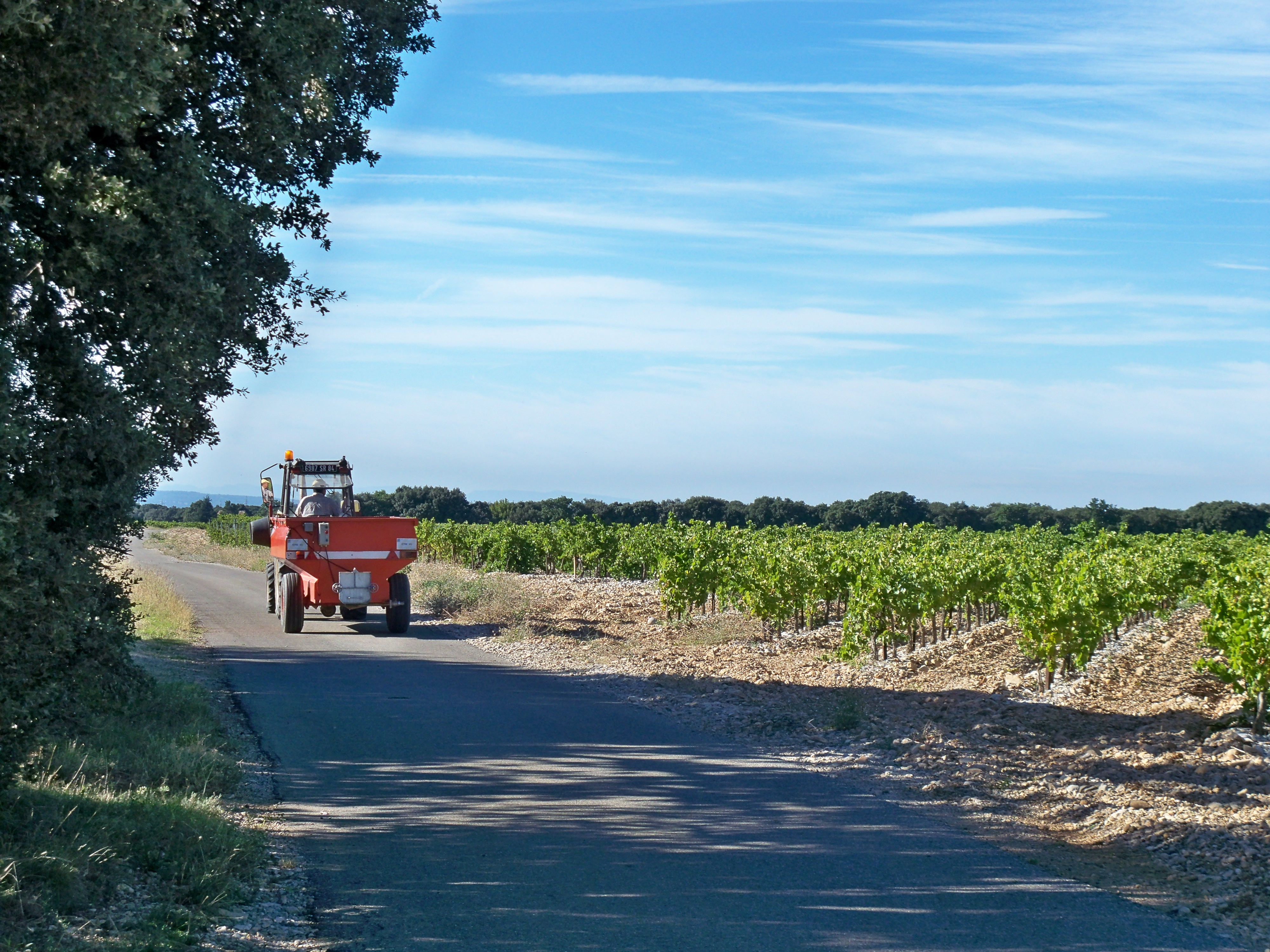
La benne à vendange amène la récolte de la vigne au chai.
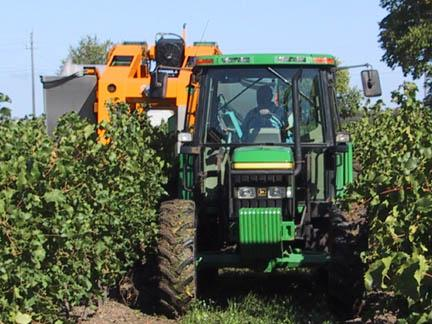
Machine à vendanger tractée.
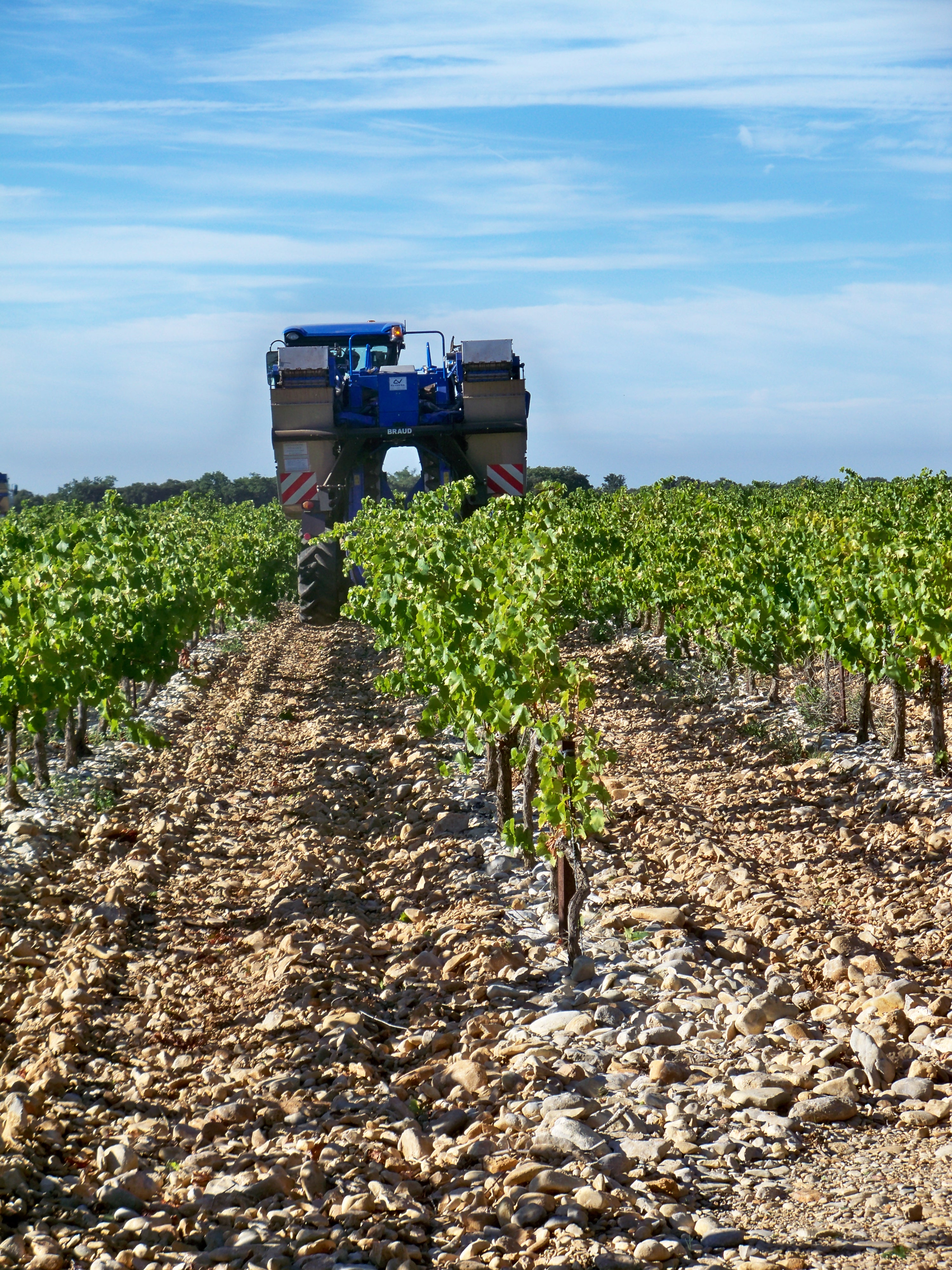
Machine automotrice
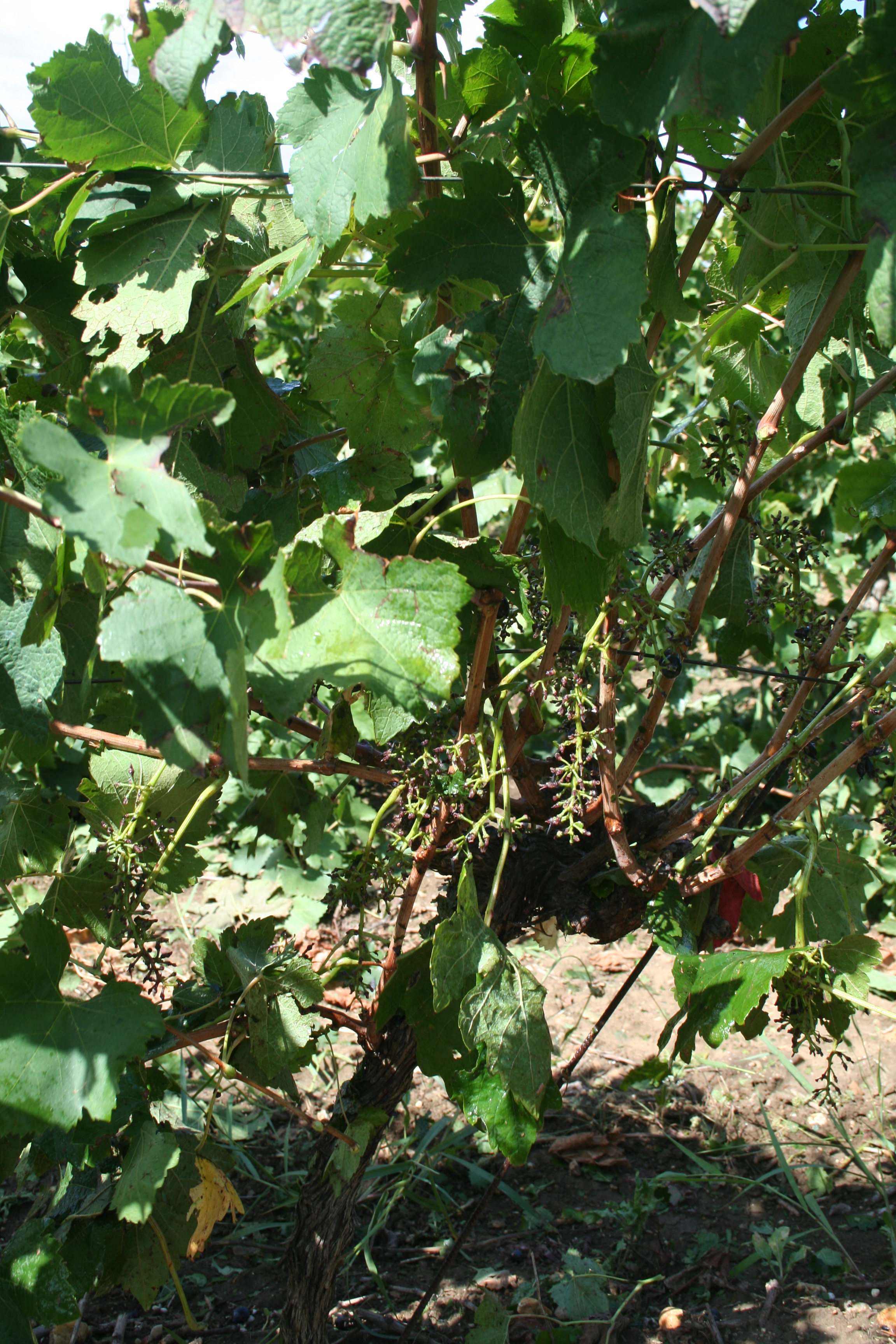
Gros plan d'une souche après le passage de la machine

## Labels viticoles

### Viticulture raisonnée
La viticulture raisonnée est un concept né de l'apparition du phénomène de résistance des maladies aux produits traditionnels de traitement. Les fabricants ont créé de nouvelles molécules plus chères, rendant la lutte de plus en plus difficile. La solution est venue dans le raisonnement des traitements. Une observation fine des vignes et une meilleure connaissance du cycle des maladies permet de décider de traiter ou de faire l'impasse. Les économies réalisées peuvent être importantes. Par la suite, à la recherche d'une efficacité accrue des méthodes de lutte est venue s'ajouter la notion environnementale : les viticulteurs utilisant ce mode de production ont communiqué sur l'aspect écologique de la méthode : moins de produit, c'est moins de pollution. Afin de pouvoir attester de la véracité des déclarations commerciales, le législateur français a écrit le « décret n°2002-631 du 25 avril 2002 relatif à la qualification des exploitations agricoles au titre de l'agriculture raisonnée ».
Des viticulteurs, accompagnés d’organismes de développement et d’organismes comme l'association TERRA VITIS, développent une réflexion portant sur la lutte raisonnée au vignoble. Les viticulteurs s'engagent à la préservation de l’environnement viticole, l’entretien des sols viticoles, l’efficacité et la sécurité de la pulvérisation, la limitation d’intrants (à la vigne comme dans les chais) par l’usage raisonné de produits phytosanitaires homologués sur vigne en France, et des produits œnologiques, la limitation des effluents et la gestion des déchets, la traçabilité, le contrôle, une réflexion permanente pour pérenniser voire améliorer la performance de leur exploitation.
La lutte intégrée va plus loin en réduisant au strict nécessaire les produits exogènes en prenant en compte la globalité de la plante. Elle inclut les connaissances de la lutte biologique en se réservant le droit de sauver une récolte en année particulièrement difficile, par l'usage d'un traitement issu de la chimie.

### Viticulture biologique

#### Aspect réglementaire
Une vigne cultivée en agriculture biologique ou agrobiologie, est avant tout reconnue par un label. Son obtention est soumise à un contrôle pour vérifier le respect du règlement. En Europe, c'est le règlement européen RCE 889-2008-et 834-2007 qui s'appliquent. Chaque pays agrée des organismes certificateurs privés chargés des contrôles et de l'émission des certificats ; en France, les principaux sont Ecocert, Qualité France.
On parle désormais, depuis juillet 2012, de vins biologiques ce qui signifie que la production du raisin et les méthodes de vinification sont certifiés. (auparavant seul le raisin était certifié et l'on parlait de "vins issu de raisins biologiques).

#### Mode opératoire
Le cahier des charges de la viticulture biologique est précis dans la théorie. Il s'agit de l'interdiction des traitements chimiques (usage des herbicides, fongicides et insecticides) et de l'utilisation de d'engrais de synthèse. En pratique, le viticulteur doit s'assurer pour chaque produit, que son usage est autorisé.
L'entretien du sol peut se faire par la tonte de l'herbe, le travail mécanique du sol, le désherbage thermique à l'aide de brûleurs et la plantation sous bâche plastique qui empêche l'herbe de pousser.
Les produits antifongiques autorisés sont essentiellement les composés cupriques dont la bouillie bordelaise et le soufre. (soufre naturel en poudre ou sous forme mouillable pour être pulvérisé) Leur action limitée et seulement préventive oblige le viticulteur à penser les traitements dans la globalité de la conduite de la vigne. En particulier, le rendement est plus faible et le risque de perte d'une récolte est supérieur qu'en viticulture conventionnelle.
Contre les ravageurs, la viticulture biologique n'a pas de traitement en 2011. La roténone vient d'être interdite et les études sur les pyréthrines végétales sont en cors d'homologation. En revanche, les pièges à phéromones et les produits à action mécanique (huile de paraffine) sont autorisés. Hormis contre la flavescence dorée et les vers de la grappe, la favorisation de la biodiversité permet le maintien des populations de ravageurs dans les limites de l'acceptable (plantation de haies en particulier).
La vinification biologique autorise l'usage des sulfites, mais avec un seuil maximal, dont la limite varie en fonction du cépage (blanc ou rouge) et d'un taux de sucre résiduel. Voir fiche explicative sur la réglementation relative aux vins bio http://www.fnab.org/images/files/actions/reglementation/Fichereg-vinif-mai13-VF.pdf

### Viticulture biodynamique
La viticulture biodynamique suit les concepts de l'agriculture biodynamique. Les raisins qui en sont issus peuvent être vinifiés selon ces mêmes principes et donner un vin biodynamique.

## Usages du raisin et de ses dérivés en cuisine

### Raisin fruit

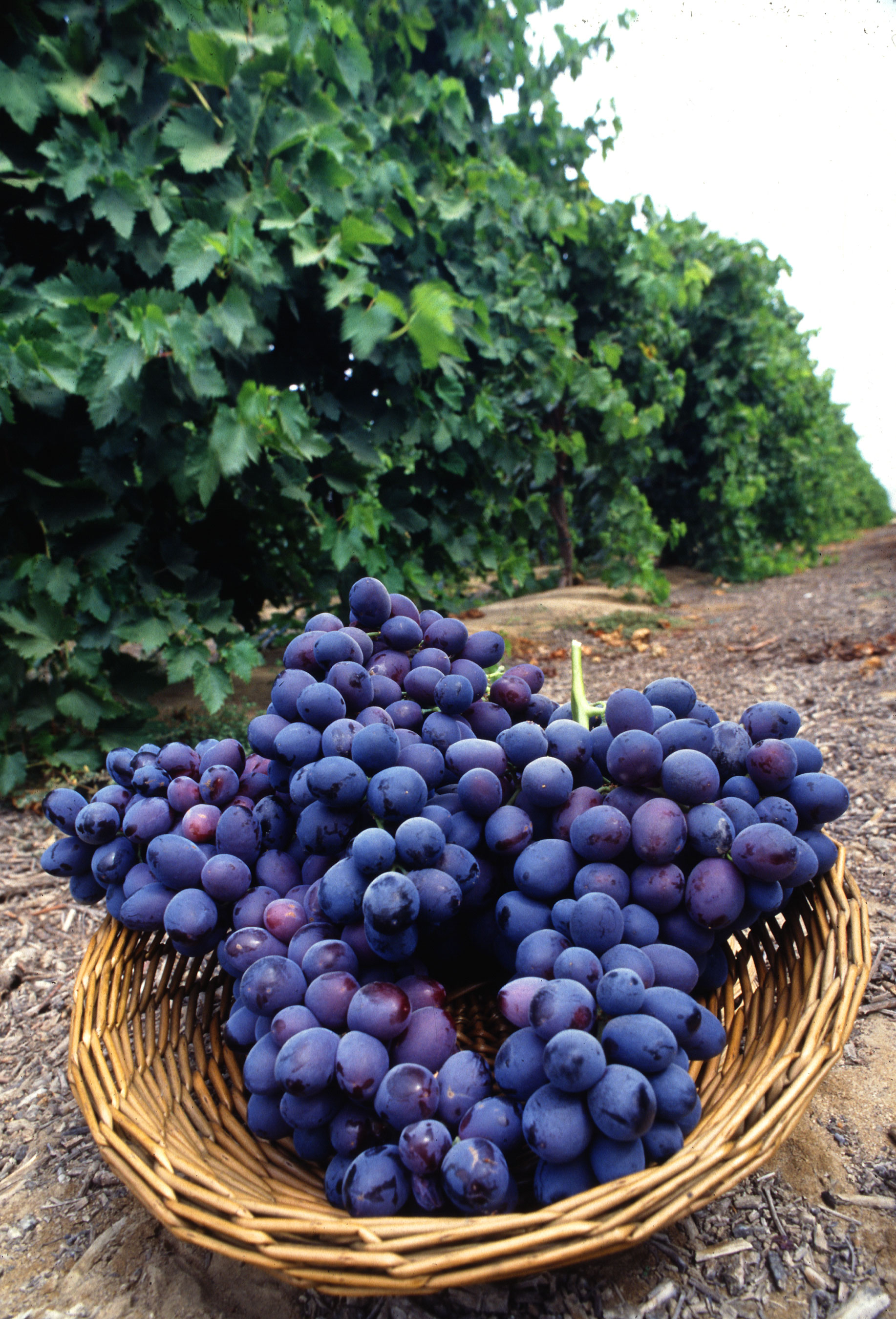
Grappes de raisin rouge automn royal.

Le raisin de table fait partie des fruits les plus riches en sucres ; de 15 en 18 %, son taux peut atteindre 25 %, ce qui classe le raisin parmi les fruits les plus riches en calories (60 à 80 kcal) juste derrière la banane (90 kcal). Cette sucrosité couplée à une richesse en eau de près de 80 % rend le raisin fragile.
Pour se conserver, le raisin doit être cueilli mûr et trié en ôtant les grains abîmés ; une fois récolté, la maturité n'évolue plus. Les grains sont sensibles aux coups et à la pression et leur composition les rend instables biologiquement, facilement attaqués par la pourriture grise et les levures. Cependant, la conservation du raisin peut être prolongée en respectant son intégrité et en le maintenant à l'abri des agressions biologiques. Les intermédiaires de la filière fruitière conservent le raisin de table frais en chambre froide et sous atmosphère chargée en anhydride sulfureux, anesthésiant les actions des microorganismes. Avant l'usage généralisé du froid, certaines régions avaient développé des modes originaux de conservation. À Thomery près de Fontainebleau, par exemple, le chasselas de Thomery était cueilli avec une portion de rameau. Une extrémité était plongée dans une bouteille d'eau et l'autre obturée par de la cire. Le stockage sur claie de paille permet aussi une conservation, mais le produit se transforme progressivement par perte d'eau en raisin sec.
La déshydratation poussée permet par perte d'eau de conserver durablement le raisin sec. Cette pratique grecque et proche orientale est très ancienne. Elle utilise l'ensoleillement et la chaleur locale pour sécher le raisin sur des claies en paille. Ce procédé est parfois utilisé pour concentrer le sucre dans des raisins destinés à être vinifiés. Ce sont les vins de paille et le cépage moscatel du malaga (pratique de l'ensoleado).

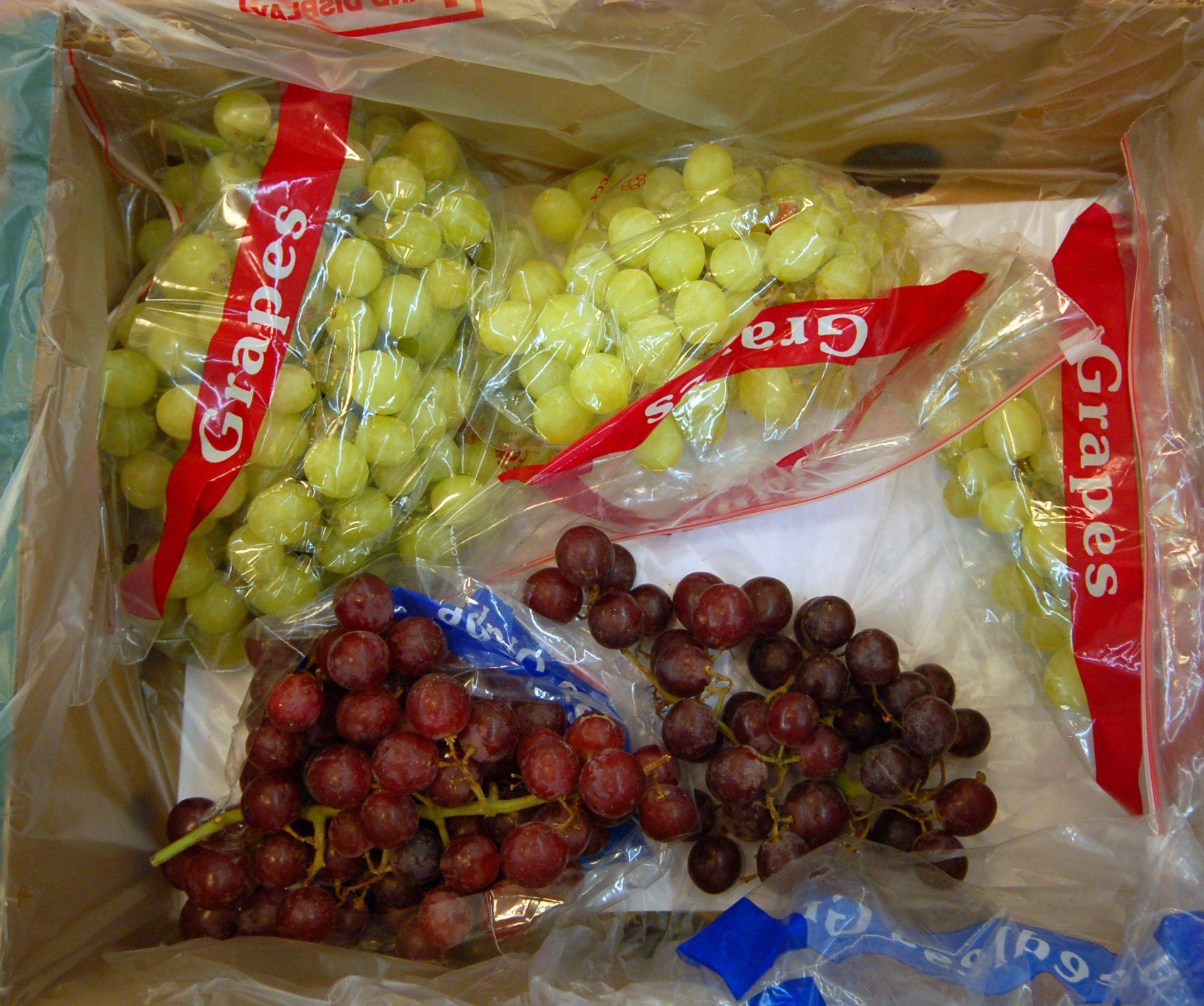
Raisin de table conditionné pour la vente.
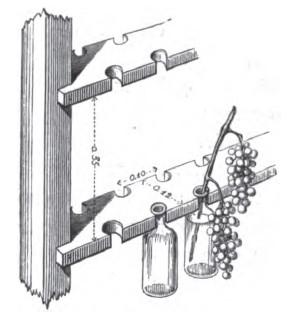
Un mode original de conservation du raisin, celui du chasselas de Thomery.
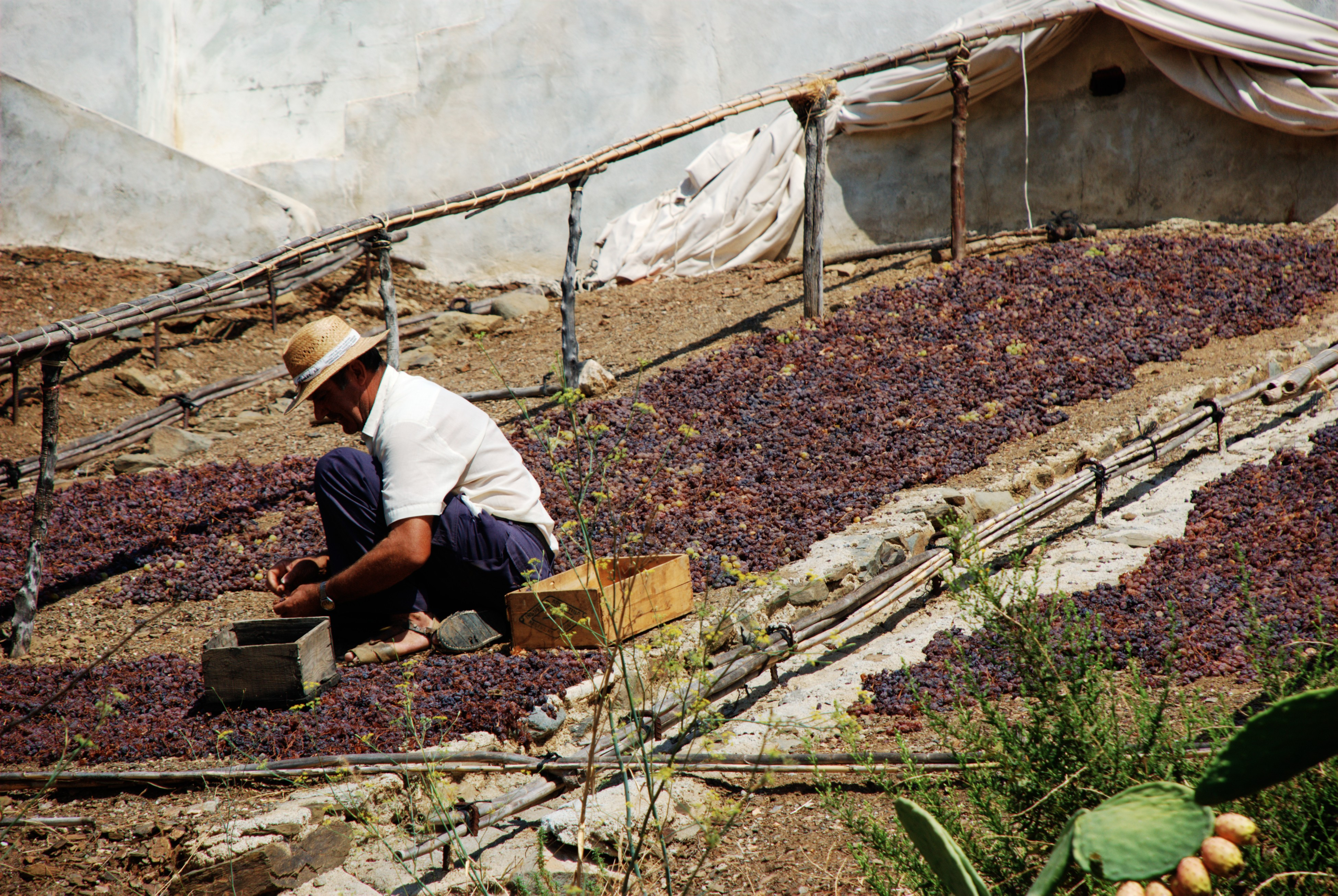
Séchage du raisin destiné au malaga.
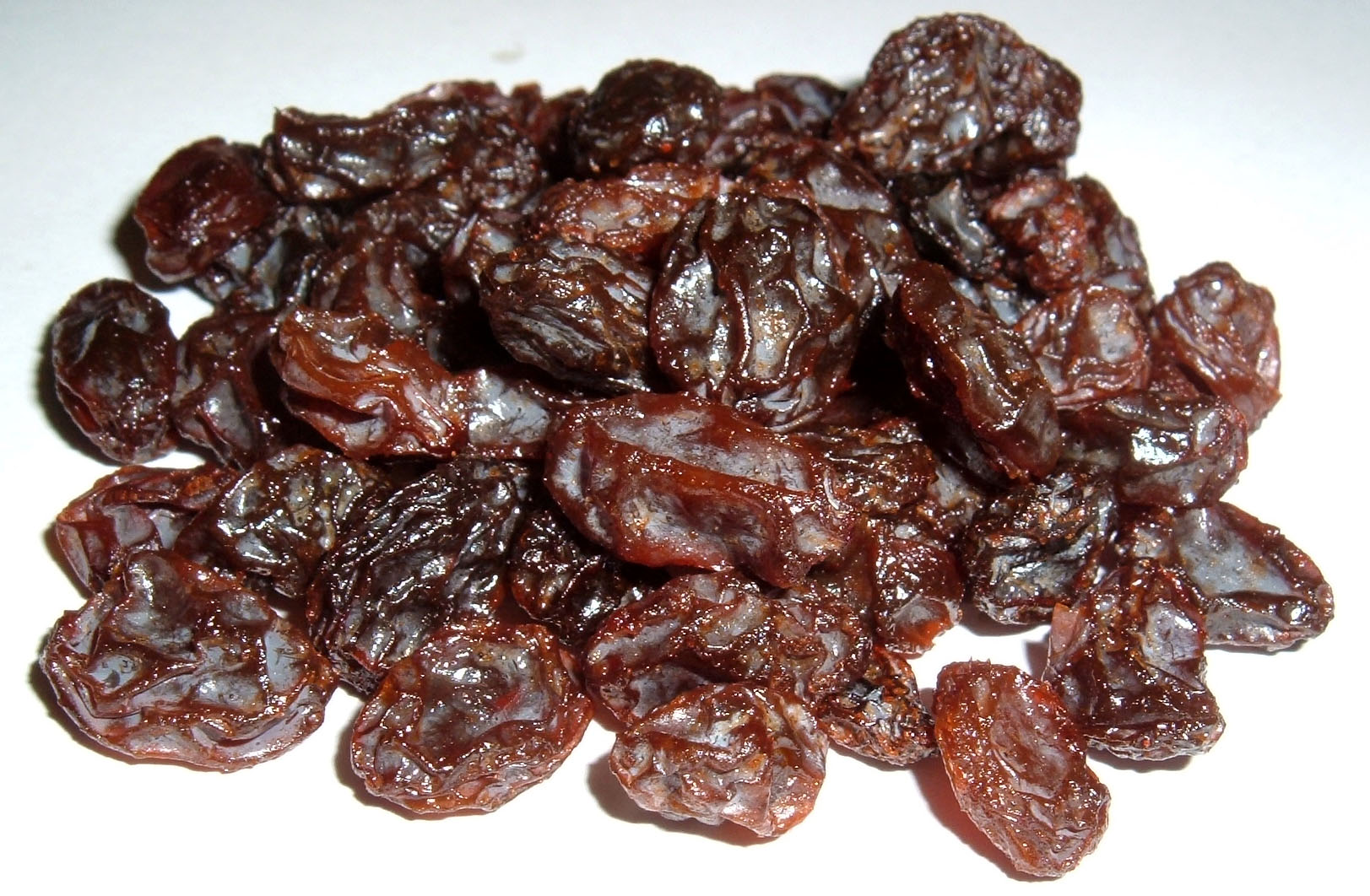
Raisin sec

### Jus de raisin
Le pressurage du raisin donne du moût. Ce produit hautement instable ne se conserve que quelques heures à température ambiante et quelques jours au réfrigérateur. Pour stabiliser les produits de la vigne, plusieurs solutions existent.
La stérilisation et l'emballage étanche permettent de conserver durablement le jus de raisin. En brick, en bouteille verre ou PET, sa durée d'utilisation optimale est pluriannuelle. Le mode opératoire inclus généralement un débourbage suivi d'une filtration pour affiner la clarification du jus. Il est ensuite chauffé afin de détruire les levures et bactéries susceptibles de dégrader le sucre. Une température de 70 °C préserve les qualités gustatives du jus, mais présente des risques de fermentation. Un chauffage plus fort élimine le risque mais modifie le goût du jus de raisin, une partie des sucres commençant un processus de caramélisation et les arômes naturels étant modifiés.
Le verjus est un jus de raisin vert, au sens immature du terme. Il peut s'agir des grappillons ou de raisins cueillis avant maturité. Son usage en cuisine est le même que celui du vinaigre ou du jus de citron, comme condiment. Il acidifie les sauces et les marinades. Au Moyen Âge, il était mélangé à des épices et servait de liant et d'acidifiant aux sauces. Le verjus est aussi utilisé pour l'élaboration d'un soda : le toto Vino soda.

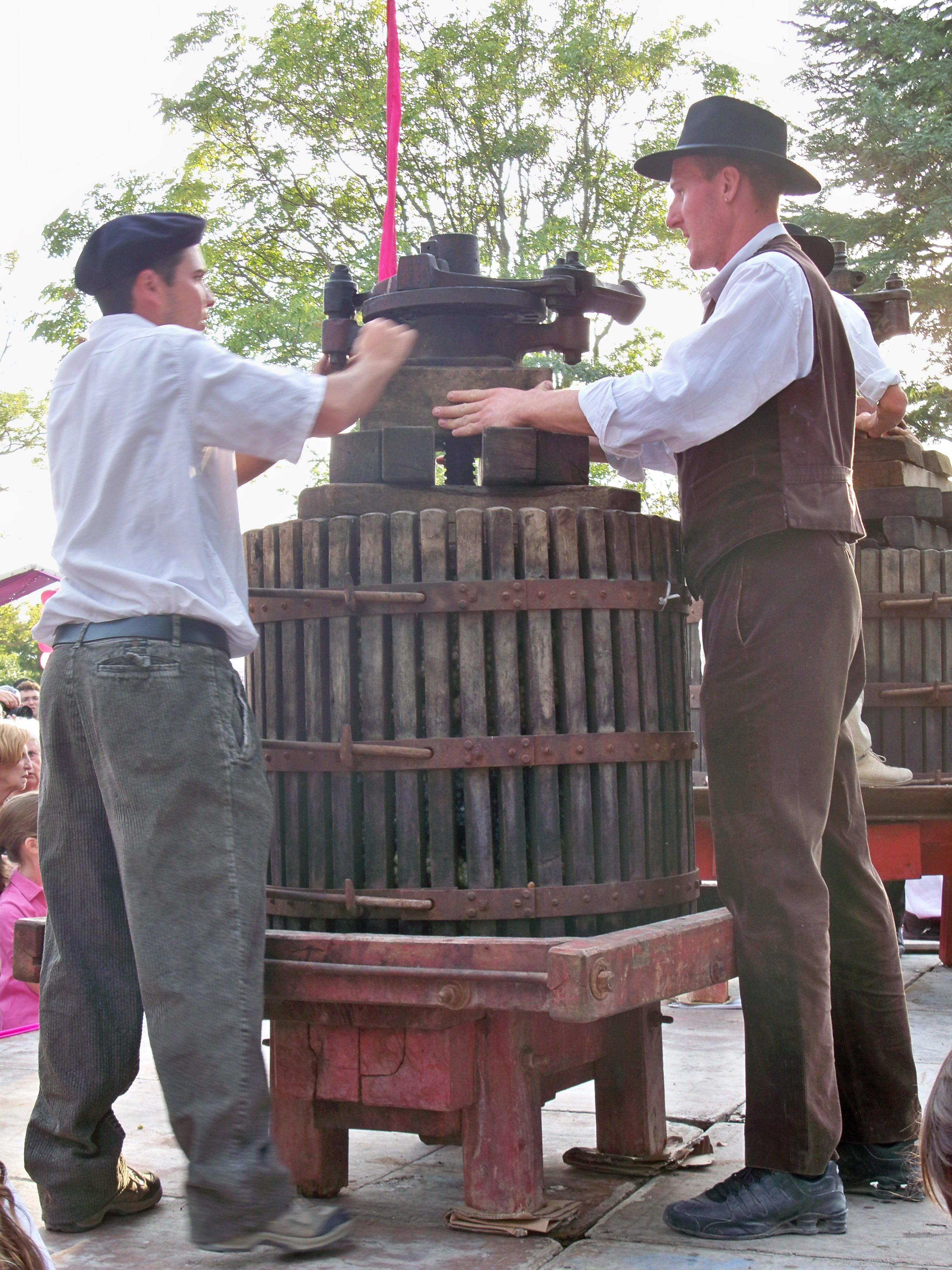
L'extraction du jus commence par le pressurage.
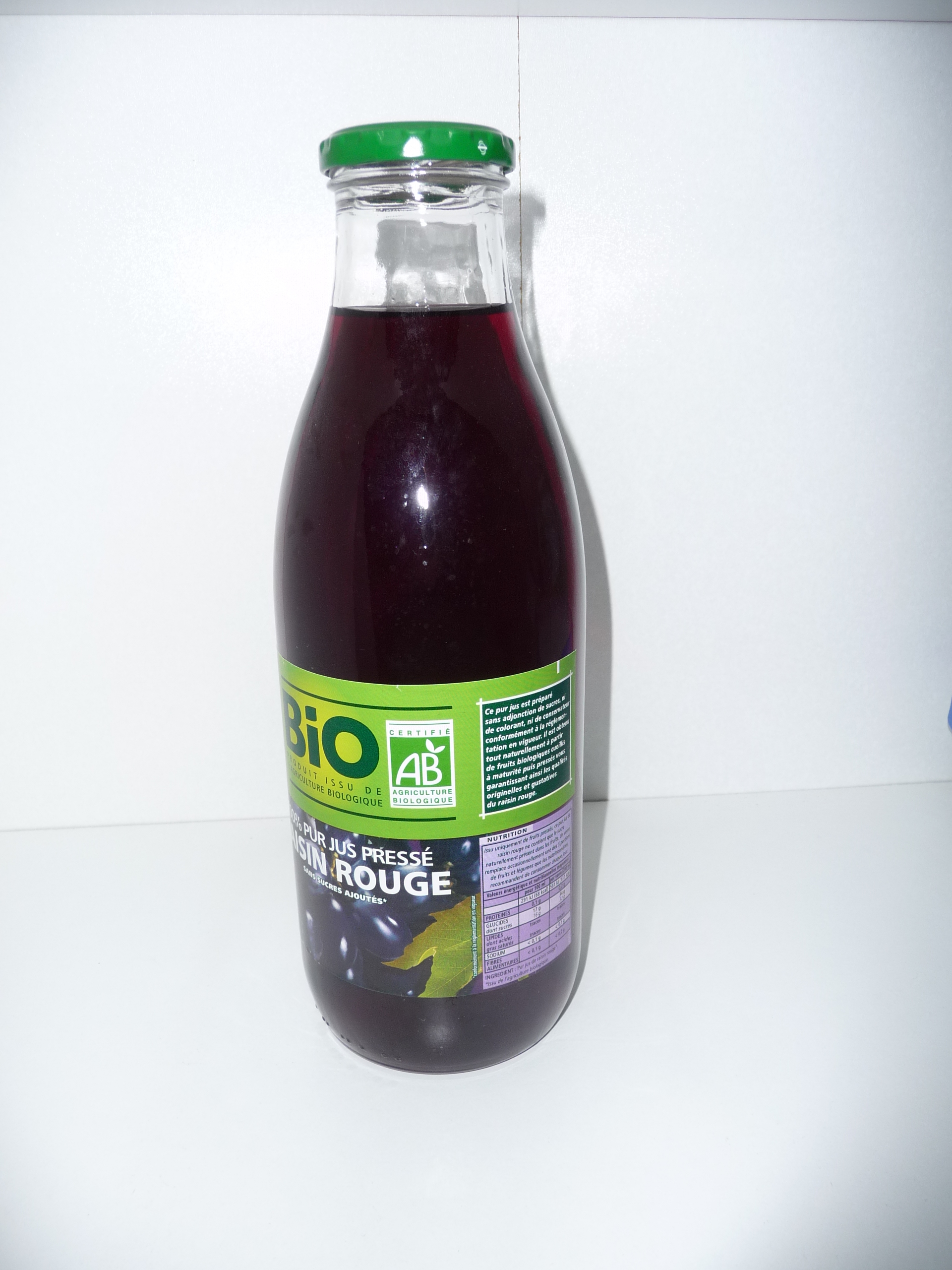
Emballage traditionnel en bouteille de verre.

### Fermentation alcoolique
La fermentation alcoolique est un processus naturel : les levures présentes dans la pruine du raisin dégradent le sucre en éthanol. Le produit gagne en stabilité puisqu'il peut rester plusieurs jours sans protection avant de s'abîmer. Selon les cépages et le mode de vinification, elle permet d'obtenir une grande variété de vins : blanc, rosé ou rouge, vin sec ou moelleux, effervescent ou tranquille, etc.
La viticulture destinée à produire du vin est prépondérante dans le monde occidental.

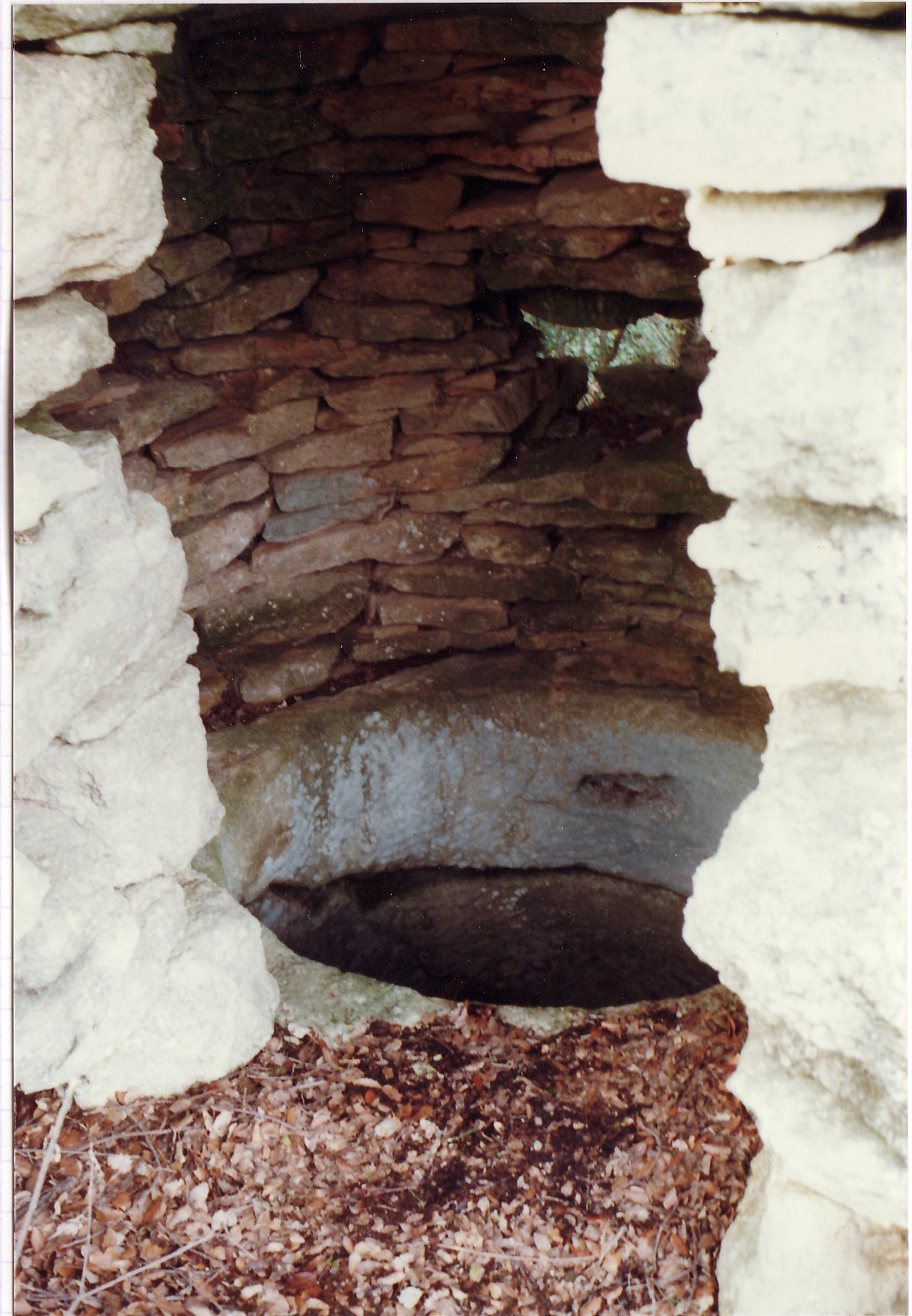
Cuve vinaire rupestre
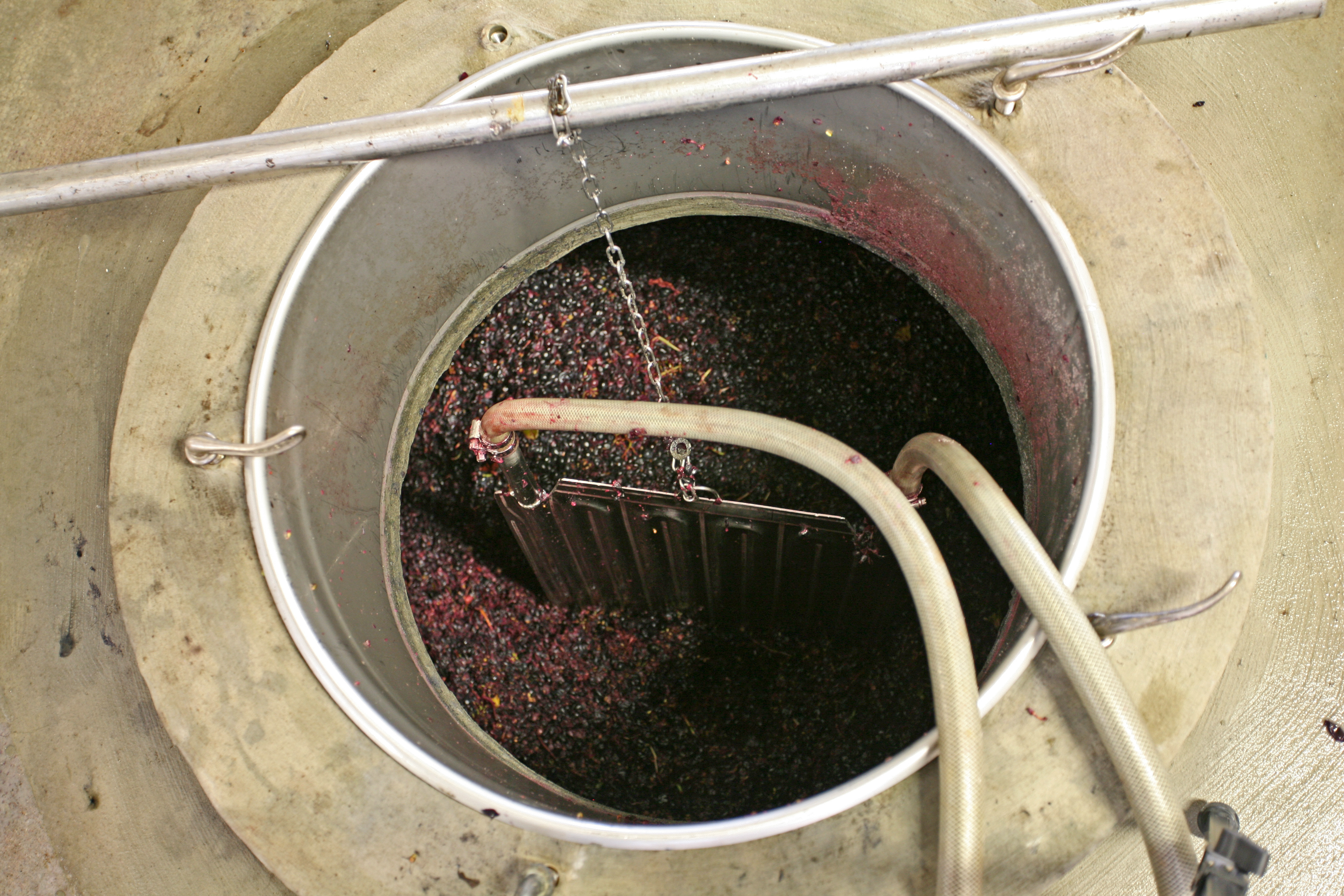
Raisin rouge en cours de fermentation
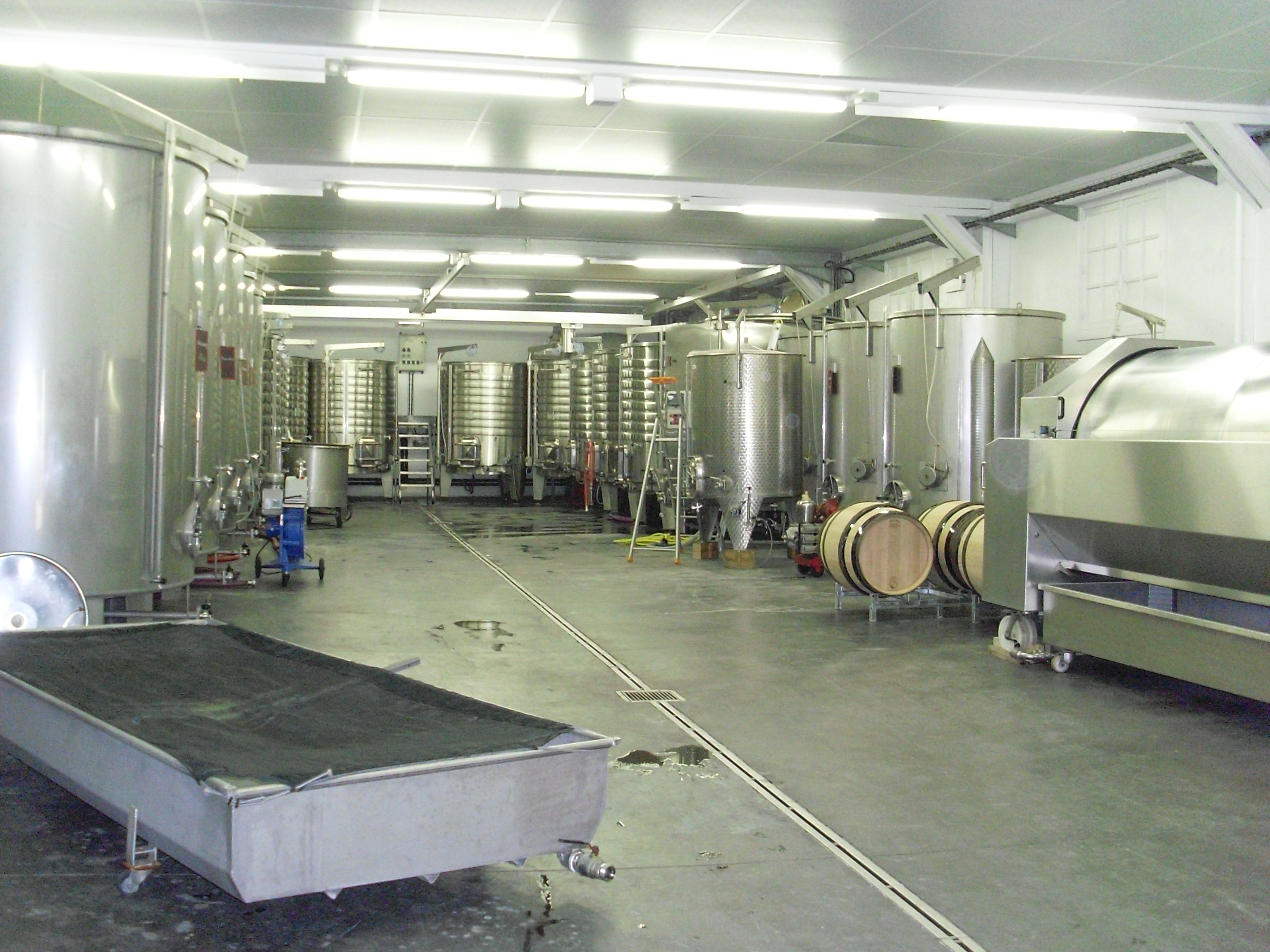
Cuverie de fermentation en inox
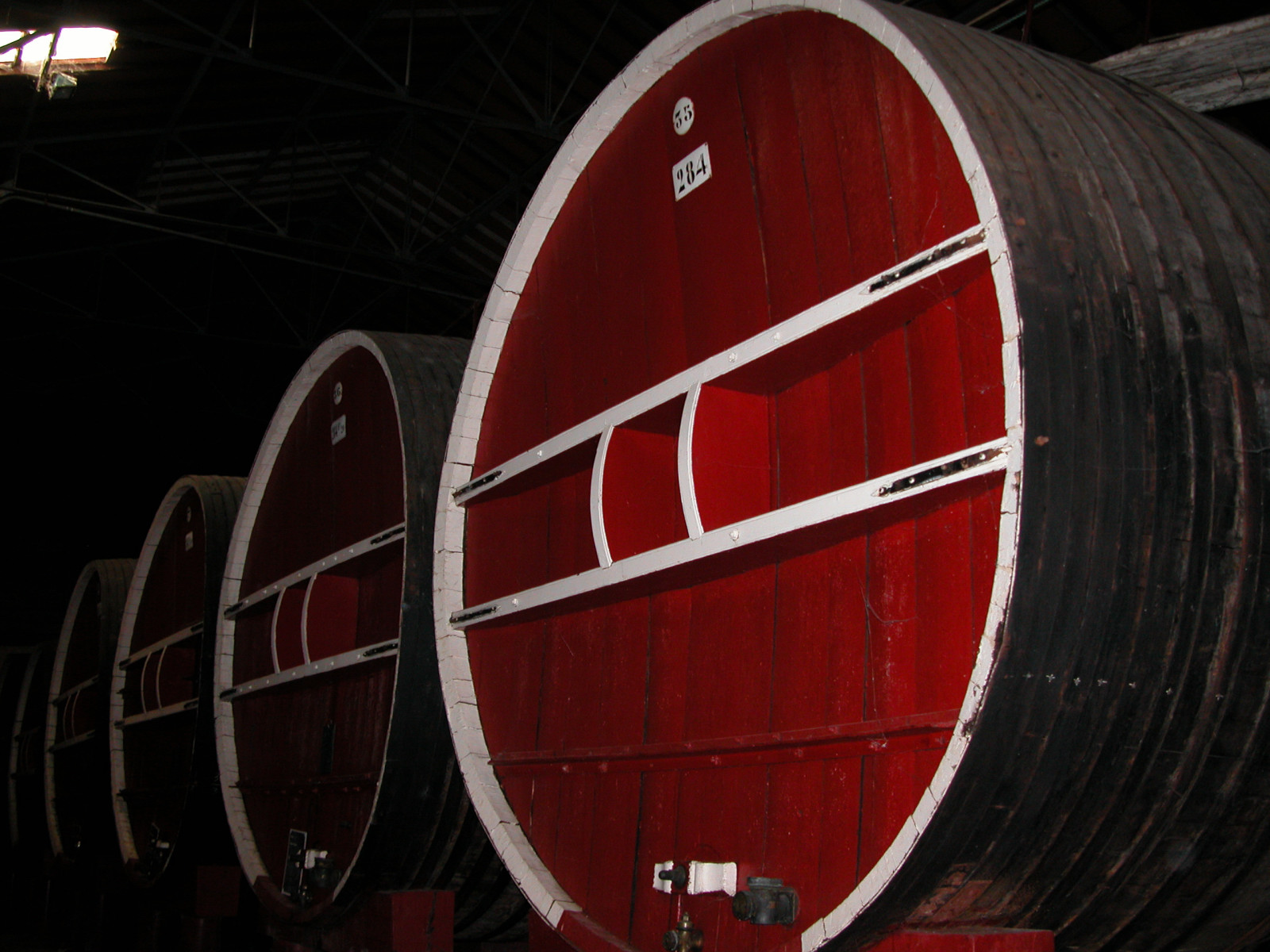
Vieillissement du vin en foudre

### Distillation
La distillation du vin et du marc de raisin donnent respectivement la Fine et le Marc.

### Condiments

#### Vinaigres

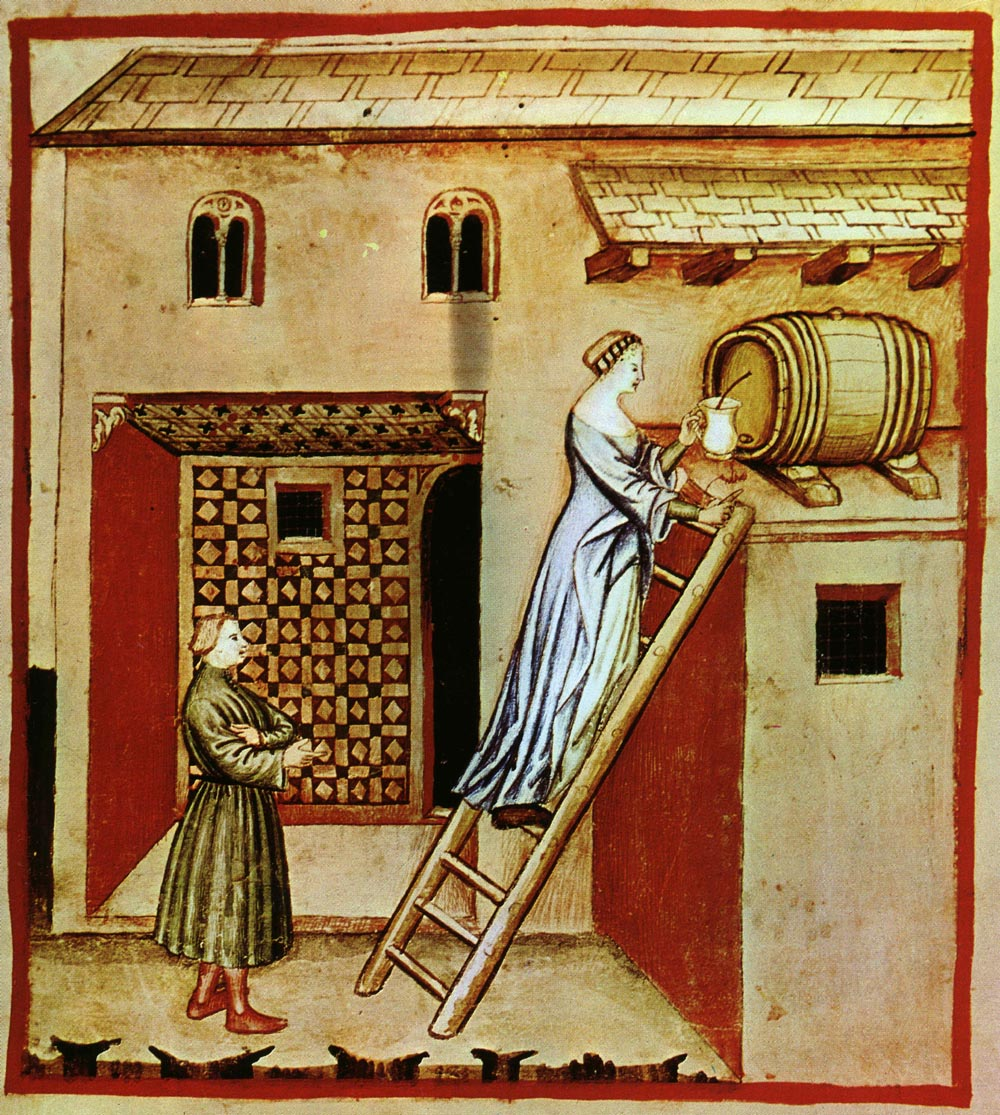
Soutirage du vinaigre.

Le vinaigre de vin est obtenu par fermentation acétique du vin après piqûre acétique.
Le vinaigre balsamique est obtenu par fermentation acétique du moût de raisins cuit et concentration au terme d'un élevage en fûts de bois.

#### Autres condiments
- Verjus
- Huile de pépins de raisin
- Marc de vin
- Vincotto

## Viticulture de loisir
Également appelée « viti-viniculture de plaisance », elle a commencé à se développer depuis les années 1930 et la création de la vigne de Montmartre. C'est surtout à la fin du XXe siècle et au début du XXIe siècle qu'elle a véritablement pris une extension significative. Elle se développe principalement dans les régions aujourd'hui non-viticoles : Île-de-France, Bretagne, Nord-Pas de Calais, Normandie, Picardie. Plusieurs centaines de petits vignobles communaux, associatifs ou particuliers ont été plantés. Le vin "de hobby" qui en est issu n'est en général pas commercialisé. Des associations fédèrent ces producteurs : VFR, UVVOS, cocorico, Vignerons Bretons. Plusieurs ouvrages récents ont accompagné le développement de cette nouvelle viti-viniculture : Chandon, J. (1997), De Brouwer (1998), Golovko (1999), Chervin, C. (2006), Chang-Ricard (2009), Le Bihan (2011), Gianadda (2012), Quéré (2012).

## Formation en viticulture

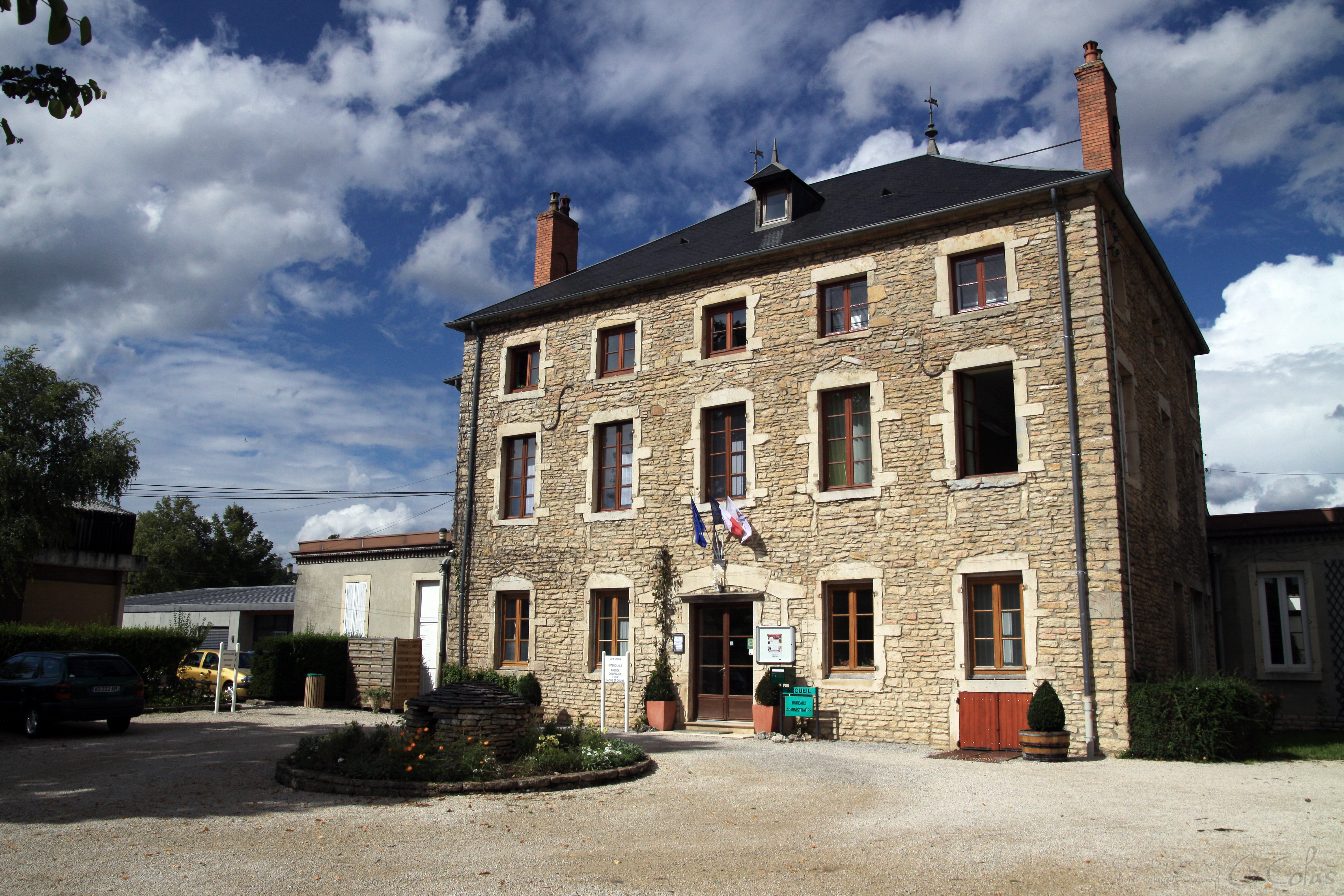
Cour d'honneur et bâtiment administratif du lycée viticole de Beaune

Il existe de nombreuses formations de différents niveaux en viticulture et œnologie. Elles peuvent être suivies en France dans les écoles techniques agricoles (écoles de viticulture), les écoles spécialisées secondaires et les collèges et universités de l'enseignement agricole, ainsi qu'à l'étranger.

## Personnalités de la viticulture
L'universalité de la viticulture a conduit de très nombreux chercheurs à étudier les problèmes viticoles. Les quelques exemples cités sont essentiellement des chercheurs français, signe du renom de la filière scientifique française, mais de très nombreux autres noms auraient pu figurer dans cette liste.

### Ampélographes célèbres
Les ampélographes sont des scientifiques ou botanistes spécialisés dans la reconnaissance des cépages et espèces de vigne.
- Alexandre-Pierre Odart (1778-1866) : polytechnicien, il a écrit plusieurs ouvrages sur la viticulture et l'ampélographie.
- Alexis Millardet (1838-1902) : il fut parmi les inventeurs des hybrides entre espèces de Vitis.
- Pierre Viala (1859-1936) : spécialiste des maladies de la vigne, il est devenu mondialement célèbre dans le milieu viticole par la publication de sa monumentale ampélographie, traité général de viticulture en sept volumes avec Victor Vermorel.
- Pierre Galet (1921) : expert français en viticulture, il a rédigé de nombreux ouvrages sur l'ampélographie, les cépages et la viticulture en général.
- Pierre Marcel Durquety : chercheur à l'INRA de Bordeaux. C'est sous sa direction que l'institut de recherche a métissé de nombreux cépages et sélectionné les meilleurs pour les homologuer.
- Carole Meredith : chercheuse américaine à l'Université de Californie à Davis, elle a mis au point des tests génétiques visant à retrouver des séquences d'ADN prouvant une parenté entre deux cépages ou même que ces cépages sont les mêmes.

### Chercheurs sur la vigne
- Benoît Raclet (1780-1844) : il a inventé l'échaudage de la vigne pour lutter contre la Pyrale de la vigne.
- Henri Marès (1820-1901) : il a découvert l'effet du soufre contre l'oïdium et préconisé un protocole de traitement.
- Jules Émile Planchon (1823-1888) : médecin et universitaire français, il a découvert que le phylloxéra était responsable de la mortalité dans les vignes. Une fois cette information démontrée, la recherche s'est orientée dans la lutte contre le ravageur.
- Ulysse Gayon (1845-1929) : biochimiste et agronome français, il fut, avec Alexis Millardet, le découvreur des effets de la bouillie bordelaise sur le mildiou. Il créa aussi la branche œnologie de l'Université de Bordeaux.
- Victor Vermorel (1848-1927) : industriel, il a créé le premier appareil de pulvérisation à dos en cuivre, nommé un vermorel dans le langage courant. Sa réussite économique lui a permis de financer des recherches, comme la publication des travaux de Pierre Viala.
- Georges Couderc (1850-1928) : scientifique, chercheur, et hybrideur français reconnu, ses recherches contribuent à triompher de la crise du phylloxéra qui a ravagé les vignobles européens. En croisant les espèces, pour allier la robustesse des cépages américains à la qualité des plants autochtones, il obtient des hybrides de plants américains. Sa réussite se prolonge dans le temps et aujourd’hui encore de nombreux porte-greffes conçus par le scientifique, sont commercialisés dans le monde entier, comme le Couderc 3309.
- Albert Seibel, (1844-1936), ingénieur agronome, viticulteur et créateur de nombreux hybrides de vigne ou des porte-greffes hybrides résistants aux maladies et autres insectes.
- Sigmund Teleki (1854-1910) : créateur hongrois de porte-greffes dont le Kober 5 BB ou le SO4.
- Denis Boubals (1926-2007) : ampélographe, œnologue, chercheur, il a fait sa thèse de doctorat sur le mildiou. En France, il milita activement pour la mise au point de la récolte mécanique et l'introduction de cépages améliorateurs en Languedoc-Roussillon. Sa renommée mondiale est due à ses travaux sur la viticulture, notamment en Australie, aux États-Unis ou en Uruguay[122].

### Historiens et écrivains spécialistes de la vigne
- André Jullien (1766-1832) : négociant en vins et œnologue, il doit sa célébrité à la publication de Topographie de tous les vignobles connus, contenant : leur position géographique, l'indication du genre et de la qualité des produits de chaque cru, les lieux où se font les chargements et le principal commerce de vin, le nom et la capacité des tonneaux et des mesures en usage, les moyens de transport ordinairement employés, suivie d'une classification générale de vins
- Jules Guyot (1807-1872) : médecin et physicien, il est surtout connu pour ses publications sur la vigne, en particulier son Étude des vignobles de France, pour servir à l'enseignement mutuel de la viticulture et de la vinification françaises, mais aussi l'invention du mode de taille de la vigne qui porte son nom.
- Marcel Lachiver (1934-2008) : cet historien du monde rural a évoqué le monde viticole dans ses ouvrages.

## Vigne et viticulture représentées dans l'art
La vigne et le vin tiennent une place importante dans la culture. Depuis la plus haute Antiquité des artistes ont cherché et trouvé, dans ce breuvage considéré comme un don des dieux, leur inspiration et affirmé leur talent. Le vin et la vigne ont tenu et tiennent dans les arts plastiques une place importante tant dans la poterie, la peinture et la gravure, la sculpture que plus récemment dans la philatélie et la marcophilie. Il en est de même dans les arts descriptifs. Il est d'ailleurs en Europe occidentale, grâce à Dionysos et à ses Mystères, à l'origine du théâtre, la littérature lui a toujours rendu un hommage appuyé. Il a servi de thème ou de sujet de prédilection dans le 7e Art. Une multitude de chansons célèbrent ses vertus, à tel point que la chanson à boire fournit depuis des siècles des refrains inoubliables.